# Chronik des russischen Überfalls auf die Ukraine, Februar bis April 2022

Animierte Darstellung des Verlaufs der russischen Invasion in der Ukraine ab dem 24. Februar 2022

Diese Chronik stellt eine Übersicht zur Chronologie des russischen Überfalls auf die Ukraine seit dem 24. Februar bis Ende April 2022 dar.

## Februar

### 24. Februar

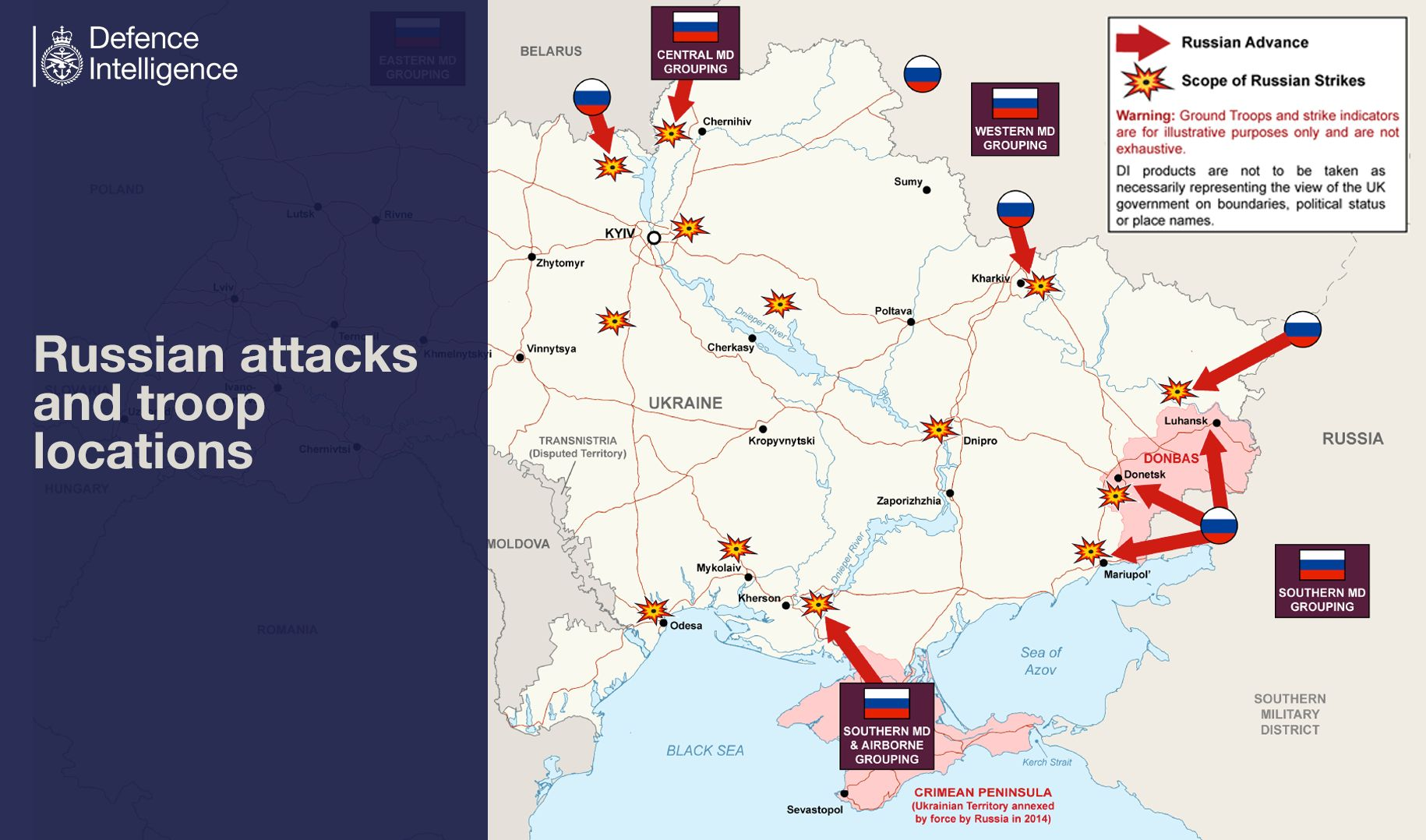
Lagebild in einer Veröffentlichung des britischen Verteidigungsministeriums am 24. Februar

Kurz vor der erwarteten Invasion scheiterte der Versuch des ukrainischen Staatspräsidenten Wolodymyr Selenskyj, mit dem russischen Präsidenten Wladimir Putin telefonisch Kontakt aufzunehmen, um angesichts der angespannten militärischen Lage an der russisch-ukrainischen Grenze einen Krieg im letzten Moment abzuwenden. In einer Fernsehansprache in russischer Sprache appellierte Selenskyj an die Bevölkerung des Nachbarlands, für den Frieden einzutreten. In der Ukraine galt seit 0 Uhr Ortszeit der Ausnahmezustand. Noch während der UN-Sicherheitsrat tagte und UN-Generalsekretär António Guterres Putin aufforderte, seine Truppen die Ukraine nicht angreifen zu lassen, trug Putin im russischen Fernsehen seine Rechtfertigungsrede für den Angriff vor. Einige Botschafter im Sicherheitsrat verlangten nochmals das Wort nach Bekanntwerden dieses „Betrugs“, da der russische Botschafter in der zuvor stattfindenden Aussprache jegliche Angriffsabsicht bestritt.

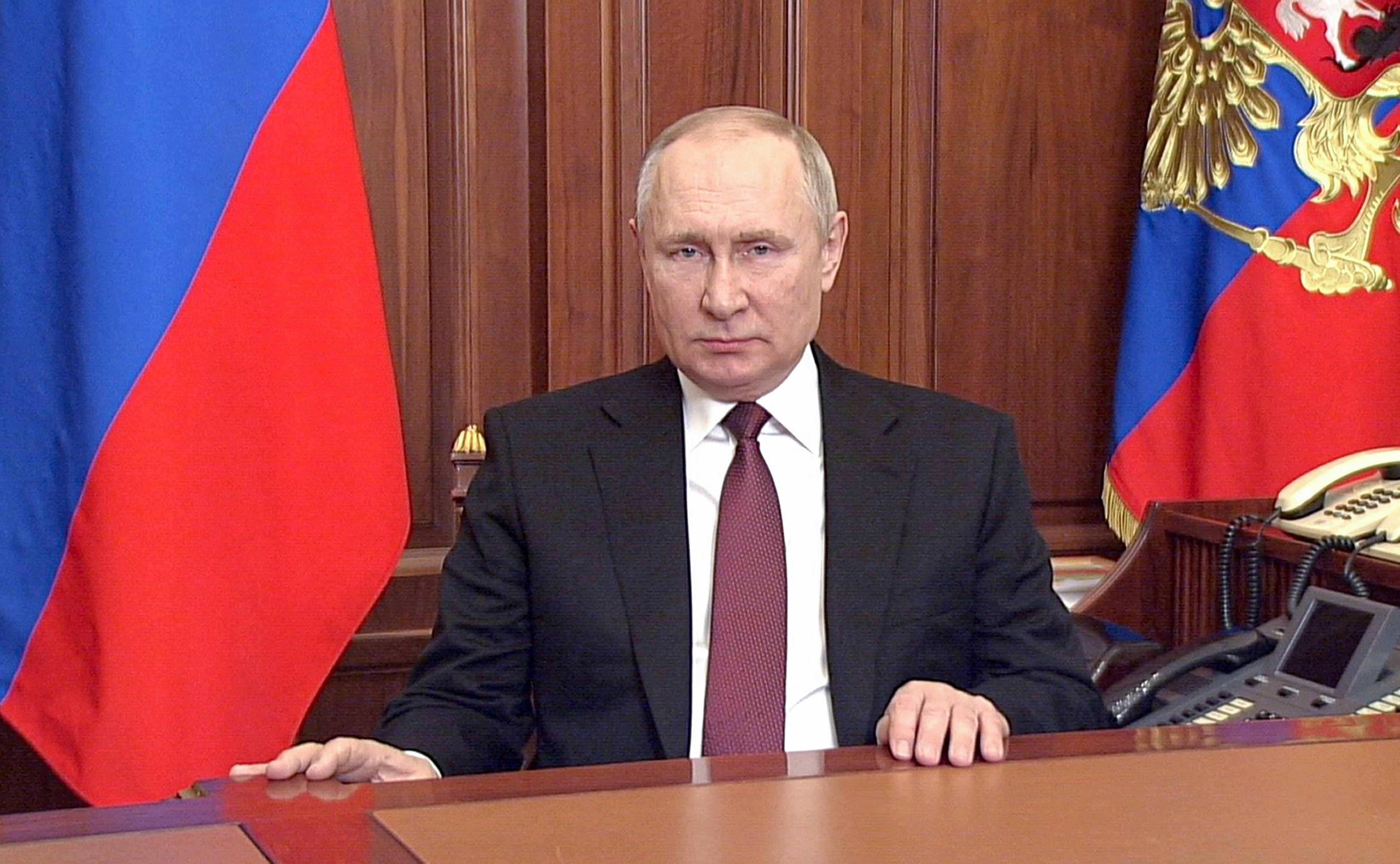
Wladimir Putin verkündet die „militärische Operation“.

Am frühen Morgen, um kurz vor 4 Uhr (MEZ), kündigte der russische Präsident in einer Fernsehansprache eine militärische Operation in den von Russland als „Volksrepubliken“ anerkannten Regionen an. Dabei rief Wladimir Putin das ukrainische Militär zur Niederlegung der Waffen auf und behauptete, dass über die militärische Operation hinaus keine Invasion in die Ukraine geplant sei. Putin erklärte die „Demilitarisierung der Ukraine“ (ihre Kapitulation) und ihre „Entnazifizierung“ (Austausch der demokratisch gewählten Regierung durch eine von Russland eingesetzte Regierung) zum Ziel der Operation, denn die russische Propaganda behauptet, die gewählte Regierung der Ukraine unter Wolodymyr Selenskyj (einem russischsprachigen Juden) sei ein „faschistisches, neonazistisches Regime“. Denen, die sich einmischen würden, drohte er mit „Konsequenzen […], die Sie in Ihrer Geschichte noch nie erlebt haben“. Westliche Medien werteten die Rede als eine Kriegserklärung.
Kurz nach der Ankündigung Putins ereigneten sich Explosionen in den umkämpften Gebieten in der Oblast Donezk (dort unter anderem bei Kramatorsk und Mariupol), aber auch bei Odessa, Kiew, Dnipro, in der Oblast Saporischschja und Charkiw.
Um vier Uhr morgens rückten russische Militärfahrzeuge von Norden (auch aus Belarus), Osten und Süden (von der besetzten Krim aus) auf ukrainisches Staatsgebiet vor. Dem Vormarsch ging ein Beschuss ukrainischer Ziele, darunter bei Kiew, mit weitreichenden Waffen voraus. Wenige Kilometer von der Hauptstadt entfernt liegt der Flughafen Kiew-Hostomel, wo russische Luftlandetruppen abgesetzt wurden. Um den Flughafen kam es zu Kämpfen. Auch aus anderen Regionen wurden Explosionen und Kämpfe gemeldet. Bei Odessa fand ukrainischen Angaben zufolge eine amphibische Landung statt.
Am Morgen meldete die russische Nachrichtenagentur Interfax, dass Russland um sechs Uhr Ortszeit mit Marschflugkörper-Angriffen auf militärische Ziele in der ganzen Ukraine sowie mit Landungsoperationen seiner Schwarzmeerflotte im Asowschen Meer und in Odessa begonnen habe. Die russische Luftwaffe flog Angriffe auf Städte wie Kiew, Charkiw und Mariupol. In Reaktion auf den russischen Angriff rief die Ukraine landesweit das Kriegsrecht aus. Ukrainische Grenzschützer und der Nachrichtensender CNN meldeten, dass russische Panzer auch von der Grenze zu Belarus aus in die Ukraine eingefallen seien. Im Laufe des Vormittags rief der ukrainische Präsident Selenskyj die allgemeine Mobilmachung aus und bat andere Staaten um Hilfe bei der Verteidigung des Landes, woraufhin später von der Nachrichtenagentur dpa gemeldet wurde, dass männlichen Ukrainern zwischen 18 und 60 Jahren nicht mehr gestattet wurde, die Grenze zum Ausland zu übertreten. Die diplomatischen Beziehungen mit Russland brach die Ukraine zur gleichen Zeit ab. Wegen des starken Anstiegs von Einreisen aus der Ukraine verstärkte die benachbarte Slowakei nach Medienberichten ihr Grenzaufgebot auf 1.500 Soldaten, die bei der Aufnahme von Flüchtlingen helfen sollen.
Am Nachmittag hatten die Kämpfe in der Ukraine nach Angaben der ukrainischen Polizei bereits das ganze Land erfasst. Nach Angaben des ukrainischen Ministerpräsidenten Denys Schmyhal hat Russland am Abend die Sperrzone von Tschernobyl und das darin befindliche Kernkraftwerk erobert und rückte auf die etwa 70 Kilometer davon entfernte Hauptstadt vor. Zu diesem Zeitpunkt kontrollierte Russland den gesamten Luftraum über der Ukraine. Botschaften westlicher Staaten und die OSZE, die all ihre Standorte schloss, brachten ihr Personal außer Landes. Der UNHCR meldet, dass nunmehr rund hunderttausend Ukrainer vor der Gewalt in ihrem Land auf der Flucht sind und tausende bereits die Ukraine verlassen haben.

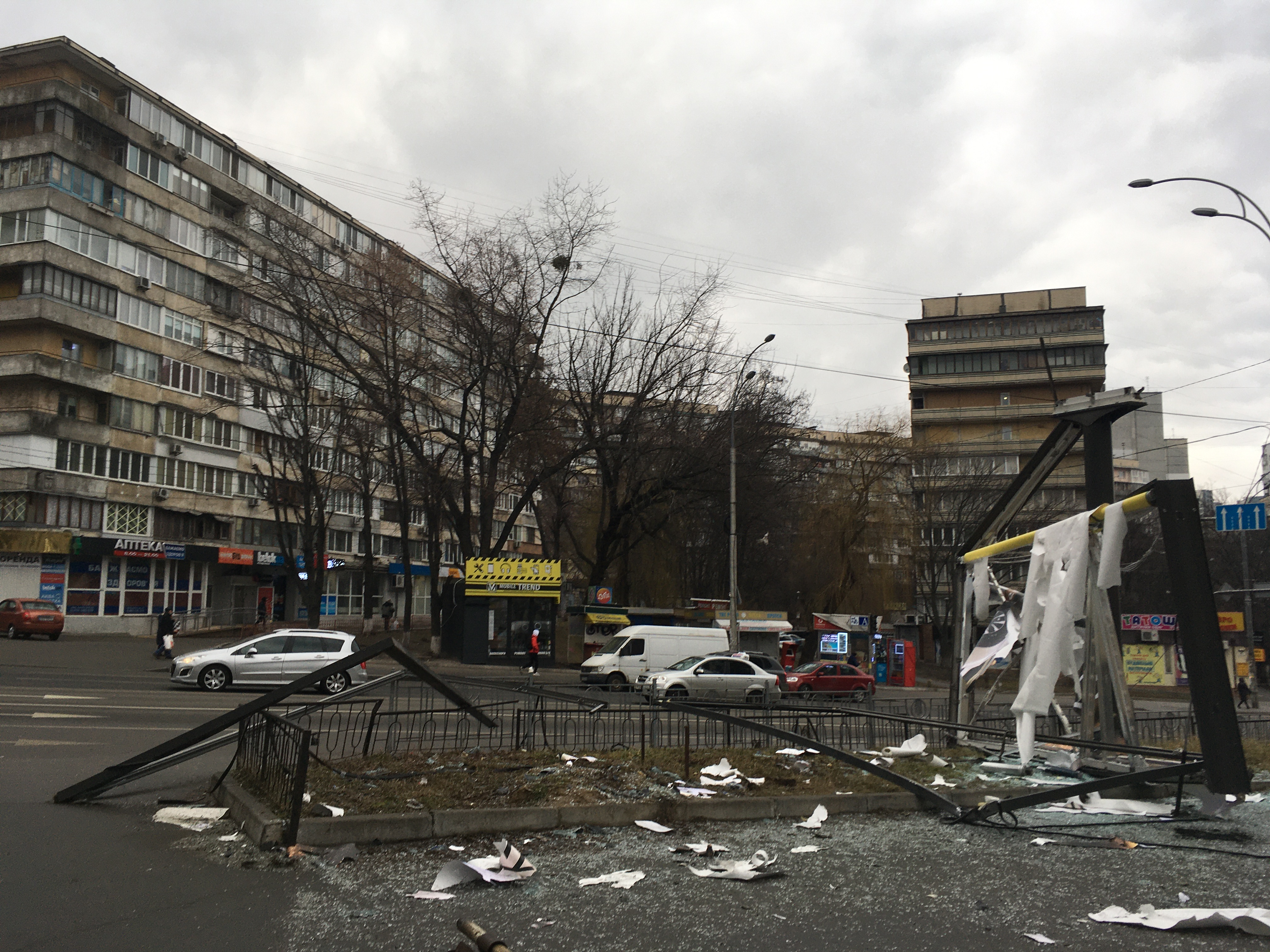
Einschlagort einer Ch-31-Lenkwaffe in Kiew, 24. Februar

Hatte das ukrainische Militär den ukrainischen Präsidenten am Morgen des 24. Februar darüber informiert, dass russische Einsatzkommandos per Fallschirm über Kiew abgesprungen waren, um ihn und seine Familie zu töten oder gefangen zu nehmen, brachen bei Anbruch der Nacht rund um das Regierungsviertel Gefechte aus, in deren Verlauf die russischen Angreifer selbst getötet oder gefangen genommen wurden.
Ukrainischen Angaben zufolge hat Russland 90 Bataillone für die Invasion mobilisiert. Diese flexiblen Kampftruppen bestehen aus jeweils 600 bis 1000 Soldaten. Russlands Truppen konzentrierten sich im Süden und Osten: Die Hauptstadt Kiew solle blockiert werden, außerdem wolle Russland einen Landkorridor von der Krim zu den Separatistengebieten sowie einen weiteren Landkorridor zur prorussischen Region Transnistrien (in der Republik Moldau) herstellen.
Ebenfalls ukrainischen Angaben zufolge nahmen russische Truppen das ehemalige Atomkraftwerk Tschernobyl im Nordosten der Oblast Kiew und die Schlangeninsel ein. Ein leitender westlicher Geheimdienstvertreter meinte dazu, es gehe nicht um die Kraftwerksruine selbst, sondern um die Kontrolle der Straße P 56, „die von der östlichsten Ecke in Belarus nach Iwankiw führt, wo man westlich abbiegen kann Richtung Kiew“.
Der Präsident der Ukraine Wolodymyr Selenskyj meldete, dass das gesamte Gebiet angegriffen werde. Russland sei bereits mit einem Großteil seiner Truppen ins Land vorgedrungen. Er teilte mit, am ersten Tag des Krieges seien 137 Ukrainer getötet und 1690 verletzt worden.
Zivilisten stellten wiederholt russische Truppen zur Rede: Das Video einer Frau, die am 24. Februar in der Region Cherson einen russischen Soldaten beschimpfte, wurde weltweit verbreitet.
Mit der Invasion Russlands begann Selenskyj täglich in einer Rede über Neuigkeiten zu informieren bzw. eine an die Bevölkerung gerichtete Videobotschaft zu veröffentlichen.

### 25. Februar

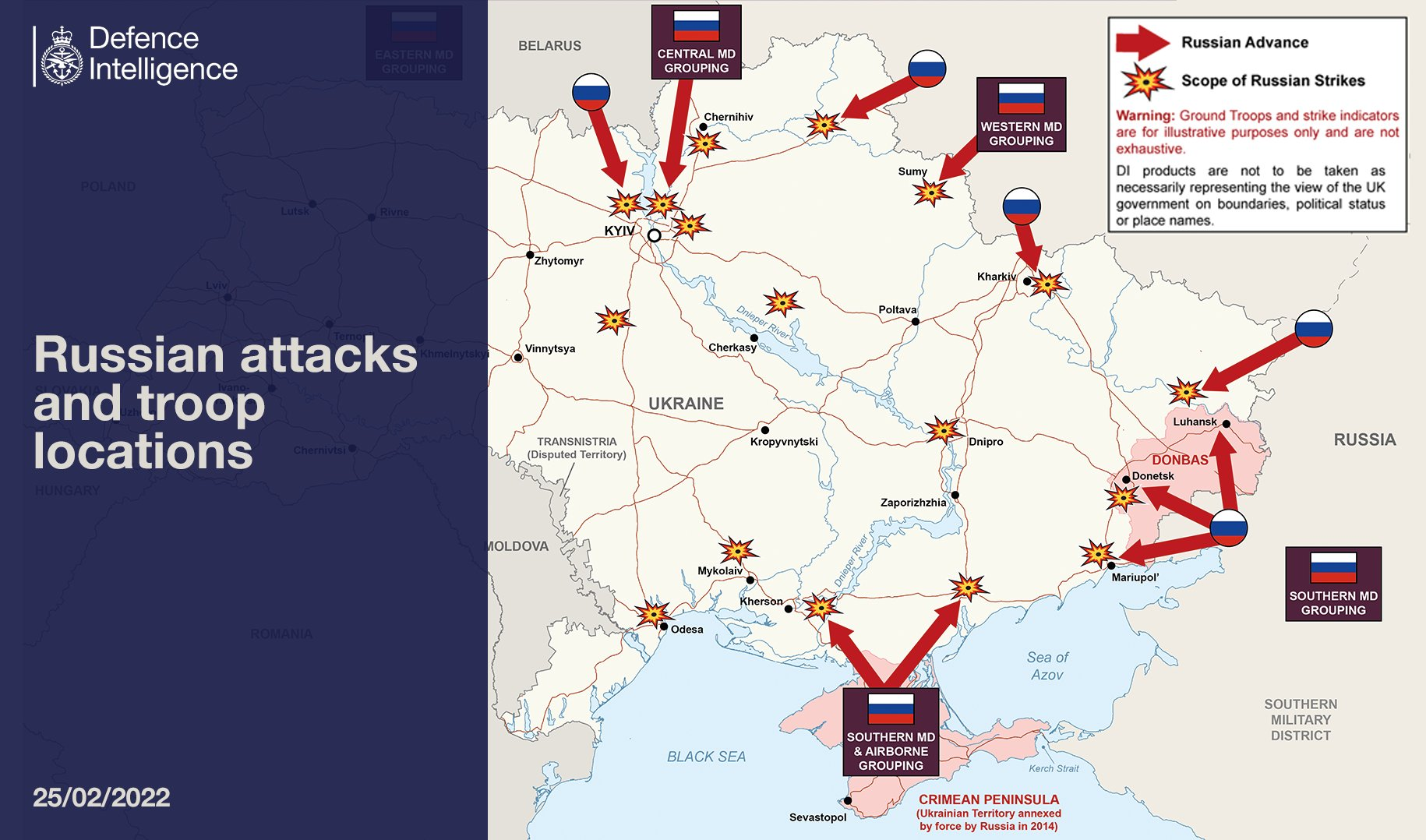
Lagebild in einer Veröffentlichung des britischen Verteidigungsministeriums am 25. Februar

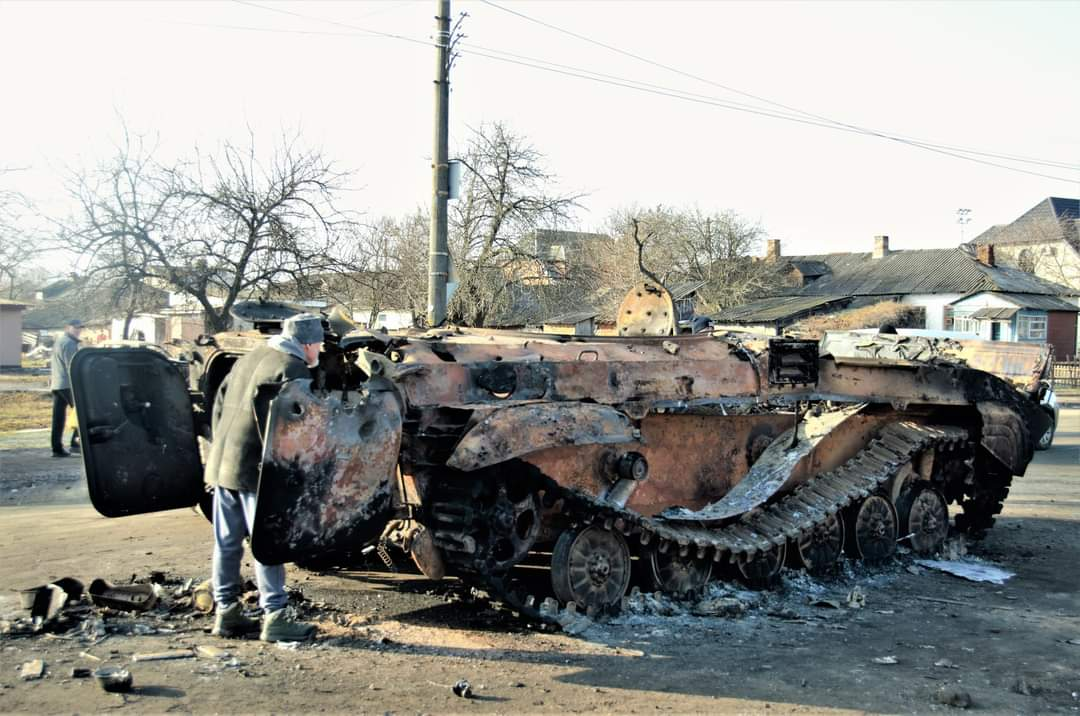
Ausgebrannter Schützenpanzer BMP-2 in Konotop am 25. Februar

In der Nacht auf den 25. Februar sprengte eine Einheit der ukrainischen Streitkräfte eine Brücke über den Teteriw, einen Nebenfluss des Dnepr nahe Iwankiw, um den Durchmarsch russischer Panzerkolonnen, aus Tschernobyl kommend, aufzuhalten. Nach Angaben des ukrainischen Generalstabs kam es anschließend in den frühen Morgenstunden zu Kämpfen zwischen ukrainischen Luftlandetruppen und russischen Kräften im Gebiet von Iwankiw und Dymer. Auch im Süden des Landes wurde bei Henitschesk eine Brücke von dem Matrosen Witalij Skakun teilweise gesprengt. Er kam dabei ums Leben.
In dem 35 Kilometer nördlich von Kiew gelegenem Vorort Demydiw wurde der in den 1960er Jahren erbaute Staudamm, mit dem die Feuchtgebiete an der Mündung des Irpin entwässert worden waren, geöffnet, um den Vormarsch russischer Truppen auf Kiew ins Stocken zu bringen. Der Plan ging auf, da die von Norden anrückende Fahrzeugkolonne der russischen Streitkräfte in westlich gelegenere Gebiete ausweichen mussten.
Am frühen Morgen ordnete Selenskyj eine allgemeine Mobilmachung an. Damit werden Wehrpflichtige und Reservisten einberufen. Die Anordnung gilt für 90 Tage. Außerdem dürfen männliche Staatsbürger im Alter von 18 bis 60 Jahren die Ukraine nicht verlassen. Das ukrainische Verteidigungsministerium rief die Bevölkerung zum Selbstbau und Einsatz von Molotow-Cocktails auf.
In den Mittagsstunden meldeten zahlreiche Medien Kämpfe im Stadtgebiet von Kiew.
Am Nachmittag hatten aus südlicher Richtung kommende russische Kampfeinheiten erstmals den Fluss Dnepr überquert, womit sie Zugang zur strategisch wichtigen Stadt Cherson erlangten. Das schnelle Vorrücken der russischen Truppen im Süden der Ukraine gelang nach Angaben des Historikers, Militärexperten und österreichischen Offiziers Markus Reisner aufgrund von Verrat bzw. weil den russischen Streitkräften die Brücken über die Landenge von Perekop (nördlich der Krim) und die zur Stadt Cherson führenden Brücken über den Dnepr „übergeben worden sind“.
Gegen Abend gab Kremlsprecher Peskow russische Verhandlungsbereitschaft über eine ukrainische Neutralität bekannt. Als Verhandlungsort wurde die belarussische Hauptstadt Minsk vorgeschlagen, was die ukrainische Seite ablehnte. Voraussetzung sei für Russland zudem eine Kapitulation der ukrainischen Streitkräfte, so Außenminister Lawrow. Vorausgegangen waren Verhandlungsangebote seitens der ukrainischen Führung. Xi Jinping befürwortete indessen, die Angelegenheit diplomatisch zu klären. Man wolle sich von der Mentalität des Kalten Krieges verabschieden. Putin forderte die Ukrainer zum Staatsstreich gegen die Regierung von Präsident Selenskyj auf, die er als „Bande von Drogensüchtigen, Neonazis und Terroristen“ bezeichnete.

### 26. Februar

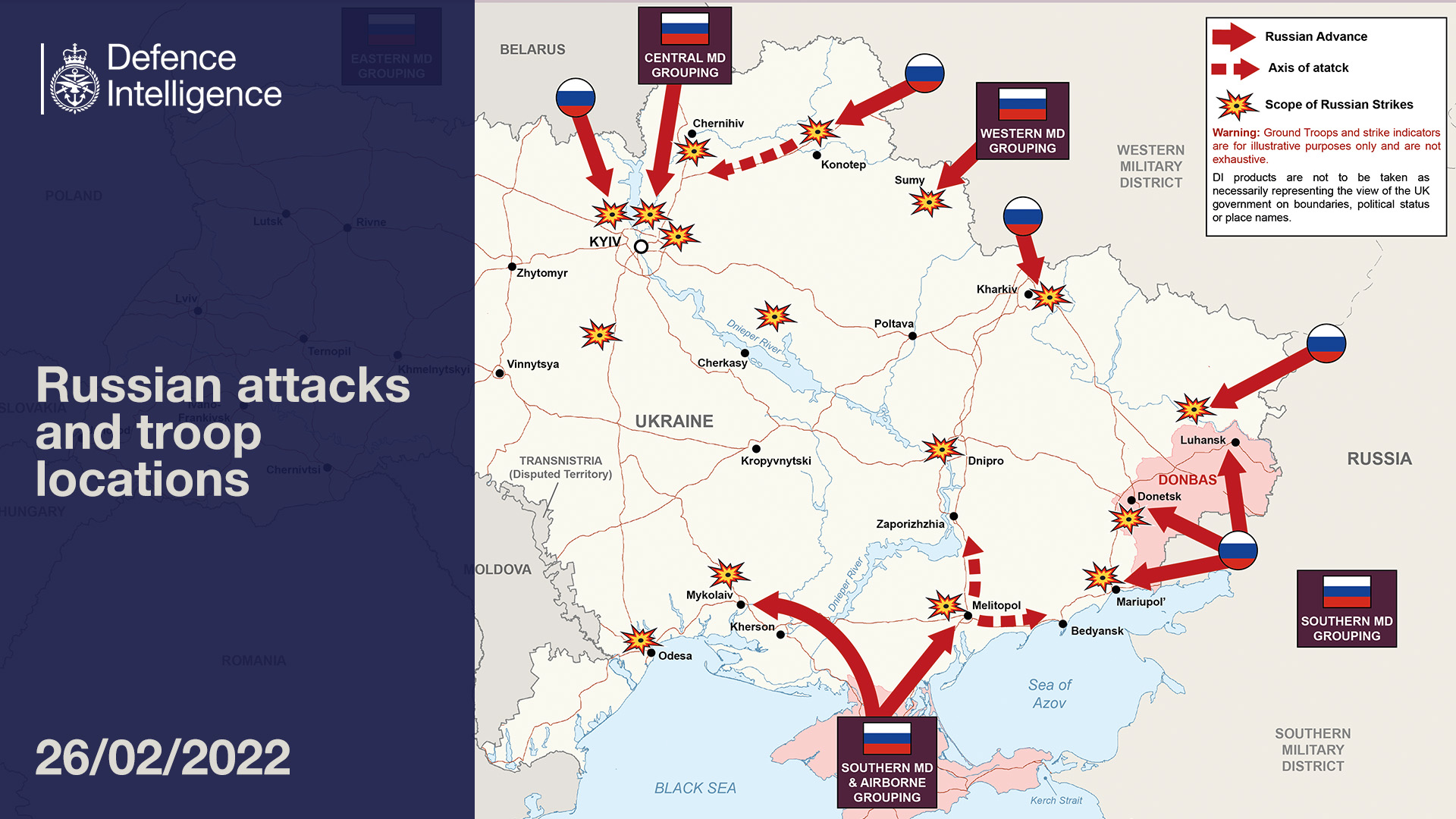
Lagebild in einer Veröffentlichung des britischen Verteidigungsministeriums am 26. Februar

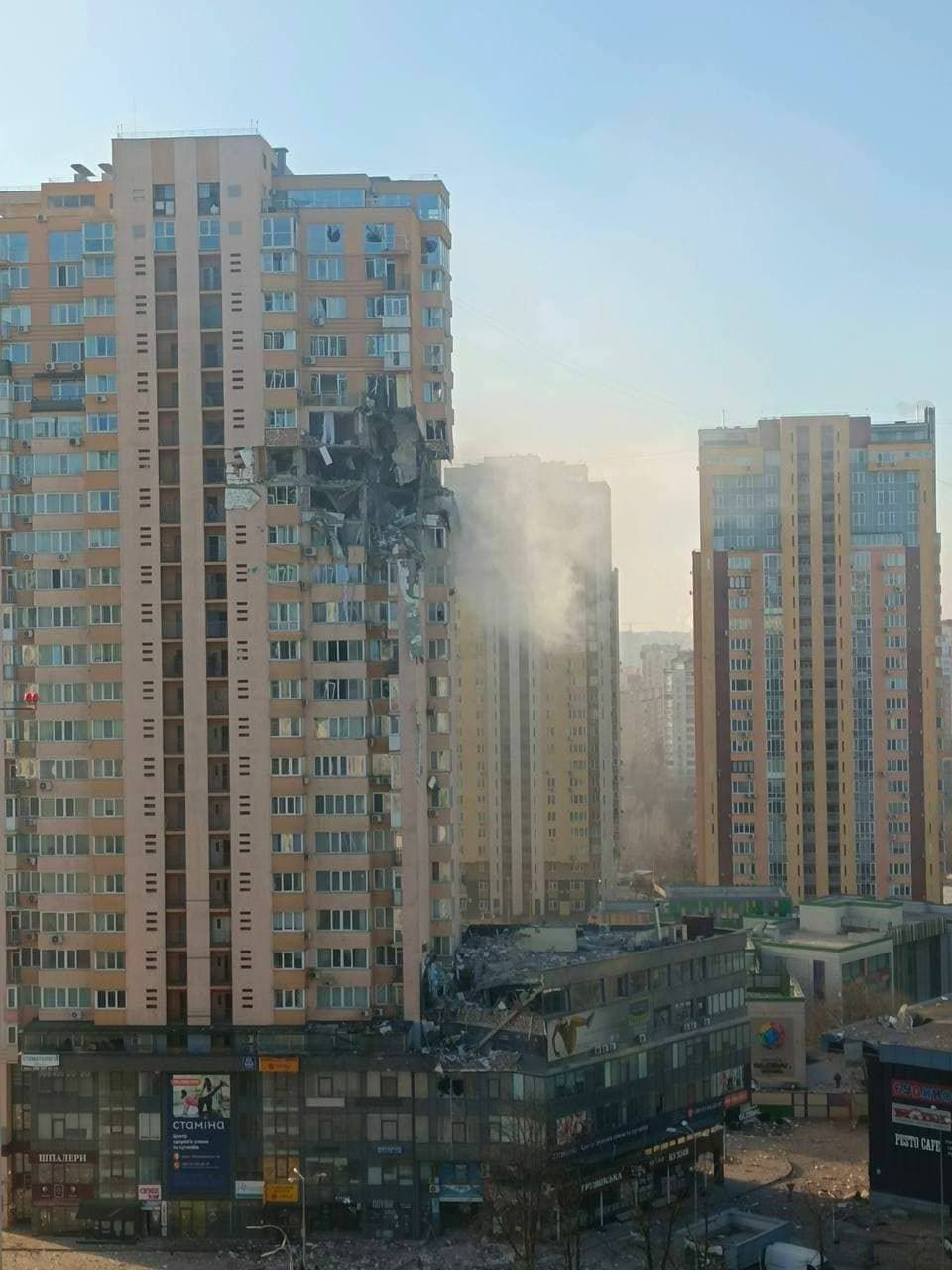
Von einer Rakete getroffenes Hochhaus in Kiew am 26. Februar

In der Nacht führte Russland Angriffe mit Marschflugkörpern durch. Als erste größere Stadt nahm die Invasionsarmee nach eigenen Angaben die Stadt Melitopol ein.
Die russische Medienaufsichtsbehörde Roskomnadsor ordnete unter Buß- oder Sperrandrohung an, dass alle Medien Berichte mit Wörtern wie „Invasion“ oder „Krieg“ zu entfernen und die offiziellen Informationen zu verwenden hätten. Die Behörde nannte bezüglich Verbreitung ihrer Meinung nach „unzuverlässiger Informationen“ insbesondere die Nowaja gaseta, Doschd und Echo Moskwy, mithin die als unabhängig geltenden Medien Russlands.
Analysten stellten fest, dass der russische Plan optimistisch von einem raschen Sieg ausgegangen sei, wenn nicht gar von einem freudigen Empfang durch die ukrainische Bevölkerung. Der britische Verteidigungsminister erwarte überdies aufgrund der zunehmenden Anzahl der von Russland eingesetzten Truppen eine Zunahme der Brutalität.
Bis zum Abend hatte Russland laut US-Angaben 250 Kurzstreckenraketen auf die Ukraine abgefeuert. Selenskyj sprach von einem Genozid und plädierte für den Entzug der Stimmberechtigung Russlands im UN-Sicherheitsrat.
Die ukrainische Botschaft in Tschechien rief in Zusammenarbeit mit dem tschechischen Verteidigungsministerium und der dortigen Rüstungsindustrie eine Spendenkampagne ins Leben, durch die weitere militärische Ausrüstung beschafft werden solle.
Auf Videoplattformen wie YouTube begannen Videos zu kursieren, die zeigen, wie sich ukrainische Zivilisten Kolonnen von russischen Militärfahrzeugen und Panzern unbewaffnet entgegenstellen und versuchen sie aufzuhalten.

### 27. Februar

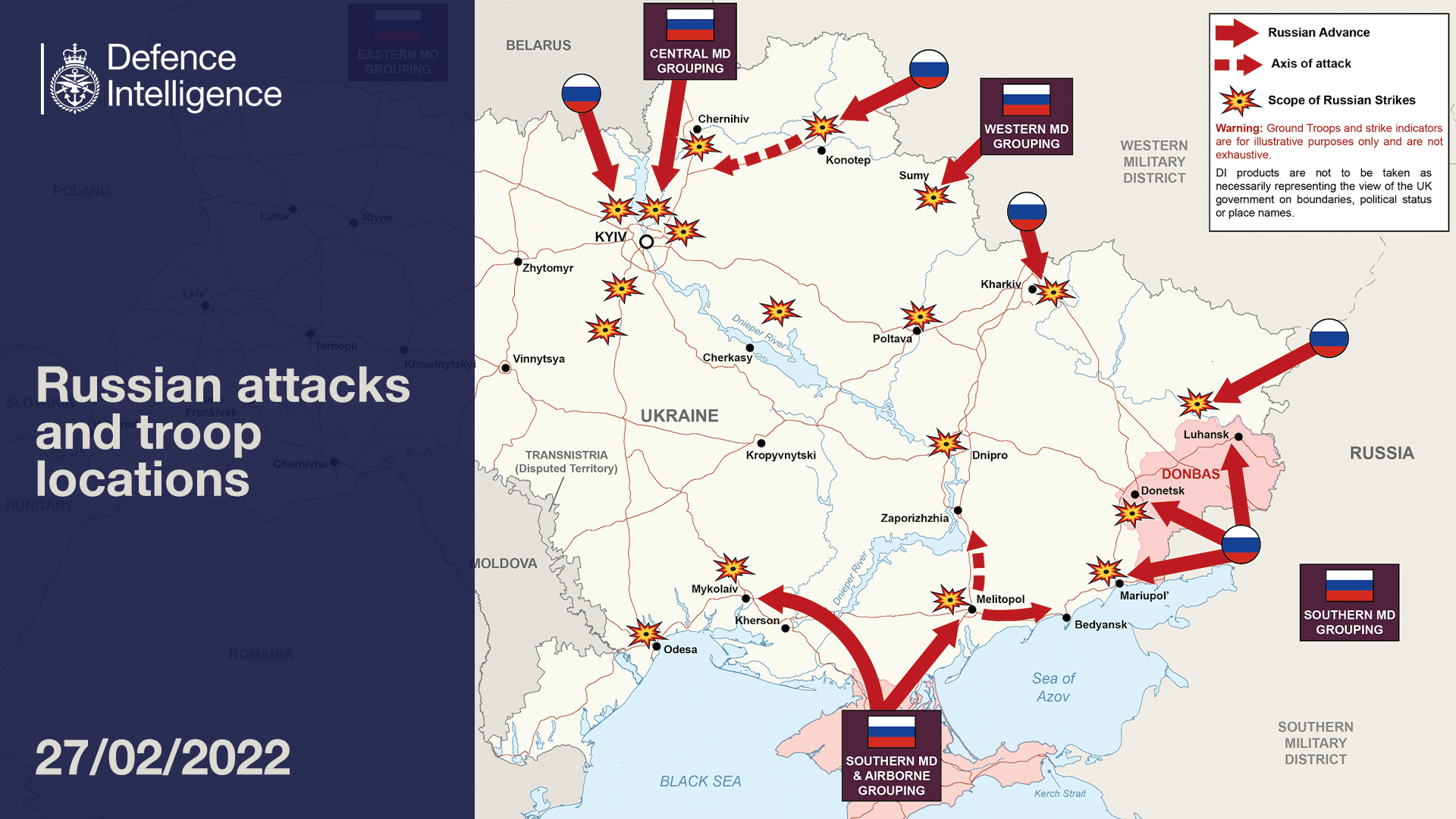
Lagebild in einer Veröffentlichung des britischen Verteidigungsministeriums am 27. Februar

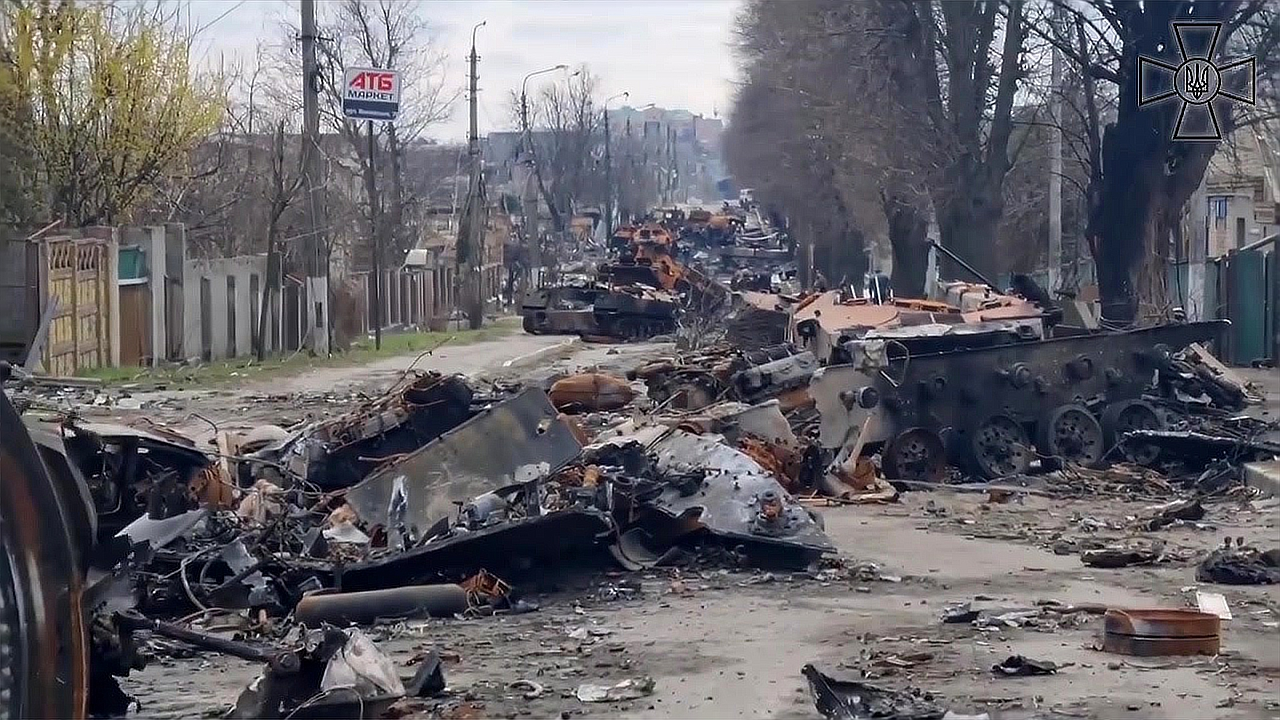
Die am 27. Februar zerstörte russische Militärausrüstung, Butscha.

Bei Hostomel kam es nach Angaben der ukrainischen Armee am frühen Morgen zu Gefechten mit der Söldnertruppe Kadyrowzy. Im Verlauf der Kämpfe wurde das auf dem nahegelegenen Flughafen Kiew-Hostomel stationierte weltweit größte Frachtflugzeug, die Antonow An-225, zerstört oder zumindest stark beschädigt und ein Hangar in Brand gesetzt. Südlich des Flugplatzes, in Butscha, wurde eine russische Militärkolonne zerstört, welche die bei Invasionsfahrzeugen typischen aufgemalten Zeichen trug.
Russische Truppen drangen mit leichter Technik in der zweitgrößten Stadt des Landes, Charkiw ein. Die Stadt blieb jedoch unter ukrainischer Kontrolle.
Laut einer Mitteilung der ukrainischen Website censor.net von 09:50 Uhr UTC+2 hat der ukrainische Präsident mit dem belarussischen Präsidenten Aljaksandr Lukaschenka telefoniert, um die von Russland vorgeschlagenen Verhandlungen in Minsk abzulehnen. Er begründete es mit den von Belarus ausgehenden Kampfhandlungen, welche erst eingestellt werden müssten, und zeigte sich dennoch zum Gespräch in einem neutralen Staat bereit. Er würde auch in Minsk verhandeln, sofern die belarussische Regierung für einen Stopp der russischen Militärs auf belarussischem Boden sorgen würde. Selenskyj erwarte von Belarus „die große Entscheidung“.

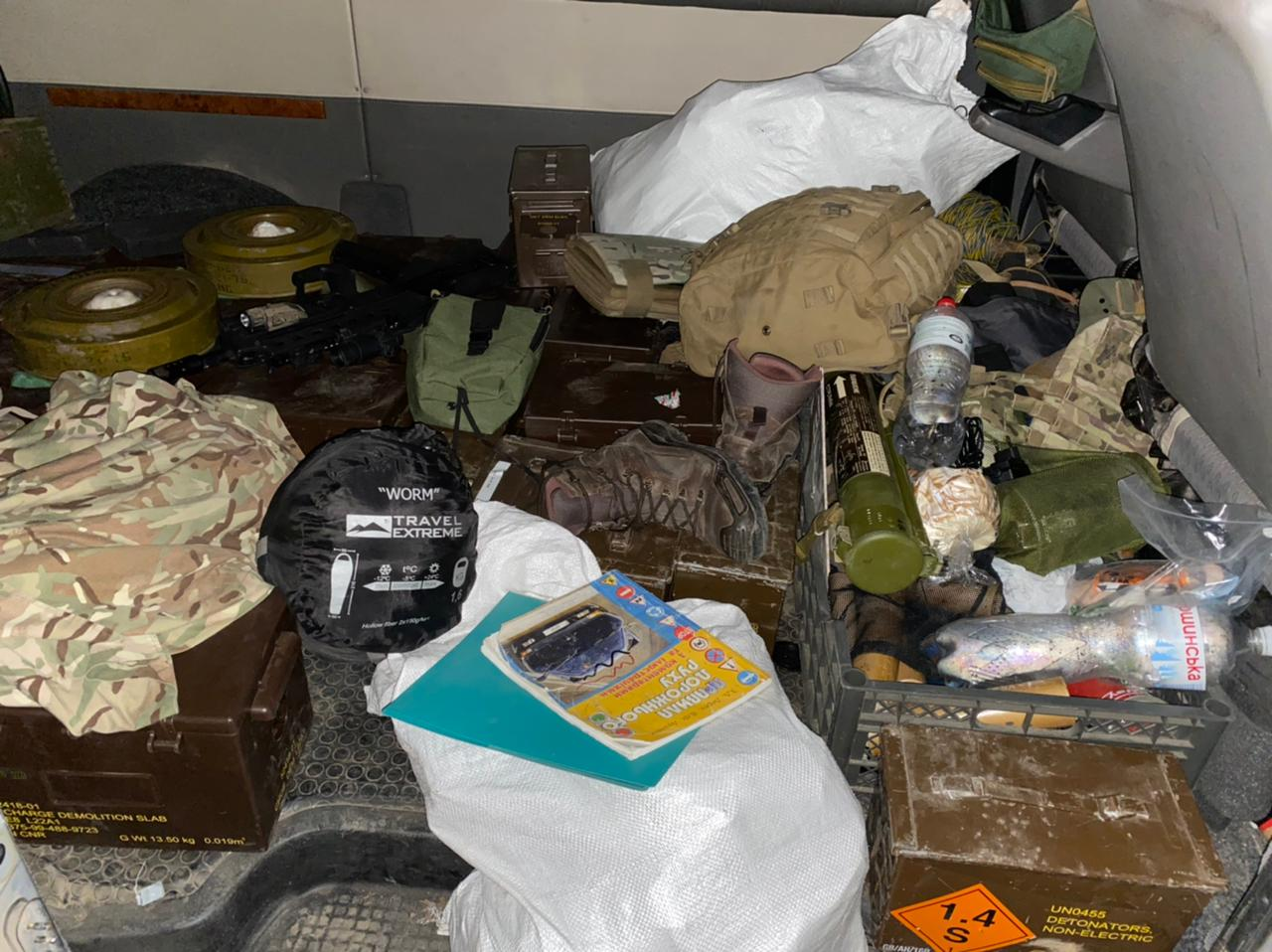
Ausrüstung einer russischen Sabotage-Einheit, die bei Rosdilna zerschlagen wurde

Am selben Tag erhielt die ukrainische Regierung Informationen, nach denen mehr als 400 Söldner der Gruppe Wagner in Kiew seien, um Präsident Selenskyj wie auch Premierminister Denys Schmyhal, dessen Kabinett und weitere Unterstützer (darunter den Kiewer Bürgermeister Vitali Klitschko und dessen Bruder Wladimir) entsprechend einer von Wladimir Putin erstellten Todesliste zu exekutieren. Noch am selben Tag wurde in der Folge über Kiew eine 36-stündige Ausgangssperre verhängt und Antiterrormaßnahmen ergriffen. So machten einem OSZE-Beobachter zufolge ukrainische Spezialkräfte Jagd auf nach Kiew eingedrungene Killer.
Am Mittag erhob die Ukraine Klage gegen Russland am Internationalen Gerichtshof in Den Haag, wonach die Russen den Begriff des Genozids manipuliert haben sollen, um ihre Aggression zu rechtfertigen. Man erwarte vom Gericht, dass es Russland zum Einstellen der militärischen Aktivitäten auffordere.
Am Nachmittag meldeten westliche Agenturen, Putin habe die Abschreckungskräfte, die auch die Atomstreitkräfte umfassen, in Alarmbereitschaft versetzt. Nach später bekannt gewordenen Analysen der US-Geheimdienste und der NATO veränderten die russischen Atomstreitkräfte ihre Operationsbereitschaft jedoch nicht oder nicht auffällig.
Ebenfalls am Nachmittag erklärte sich die Ukraine für Verhandlungen mit Russland an der ukrainisch-belarussischen Grenze, genauer am Grenzfluss Prypjat zwischen Alexandrowka (Belarus) und Wiltscha (Ukraine) bereit. Zuvor versprach Lukaschenka in einem Telefonat mit Selenskyj, dass alle in Belarus stationierten Flugzeuge und Raketen während der Anreise der ukrainischen Delegation am Boden bleiben. Inzwischen rückte jedoch „eine große Kolonne“ von Norden her nach Kiew vor.
Ein kommunistischer Abgeordneter der russischen Duma äußerte sich – wie bereits zuvor zwei andere Abgeordnete derselben Partei – kritisch zum Krieg.
Der Oligarch Michail Fridman sprach von einer Tragödie; der Oligarch Oleg Deripaska forderte zu baldigen Friedensverhandlungen auf.
In Dniprorudne entschloss sich eine russische Militärkolonne nach dem Antreffen von Zivilisten und einem Gespräch mit dem Bürgermeister zur Umkehr.
Der Machthaber in Belarus, Lukaschenka, bestätigte, dass die russischen Truppen Raketen von Belarus aus in die Ukraine gefeuert hatten.

### 28. Februar

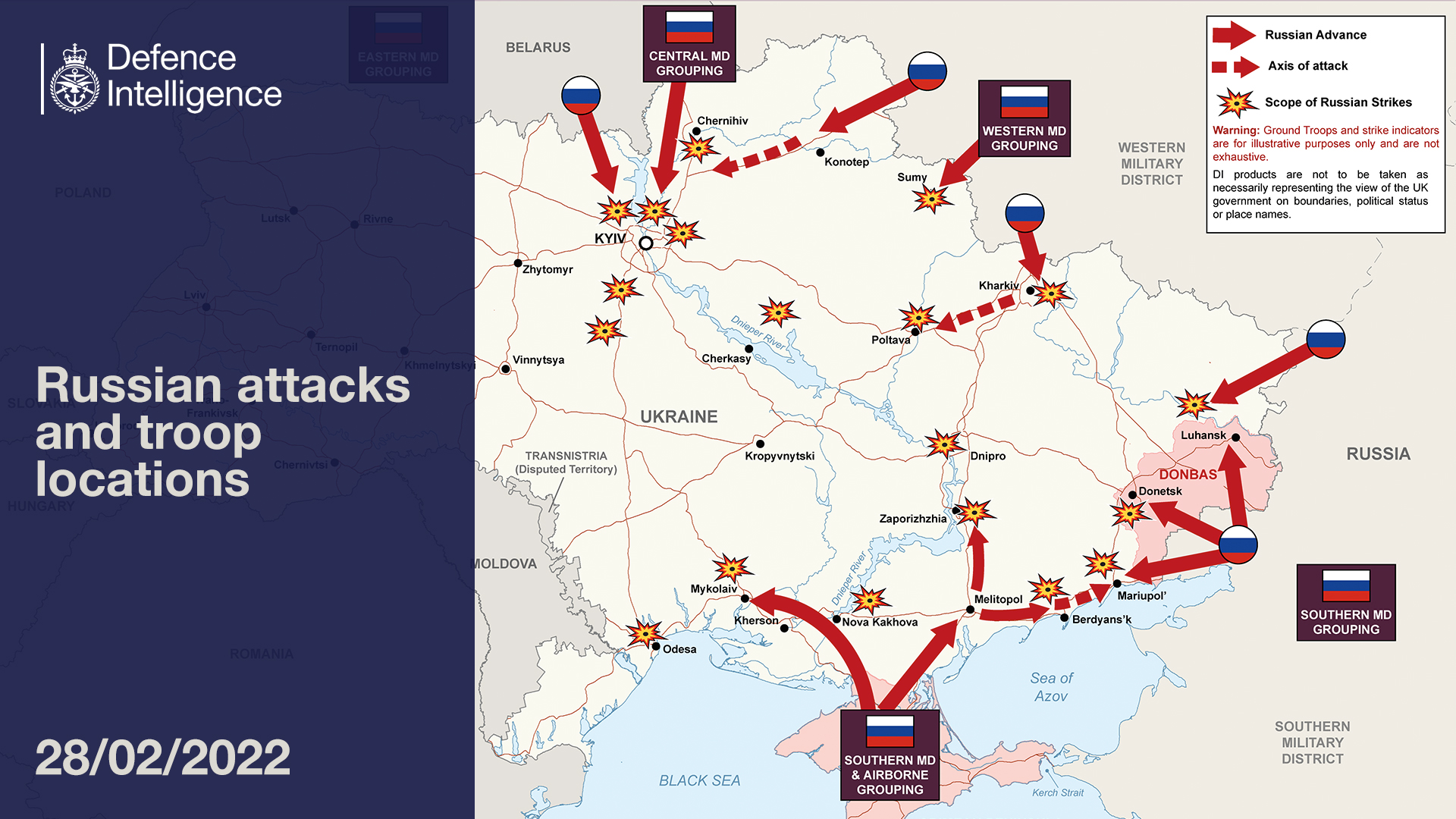
Lagebild in einer Veröffentlichung des britischen Verteidigungsministeriums am 28. Februar

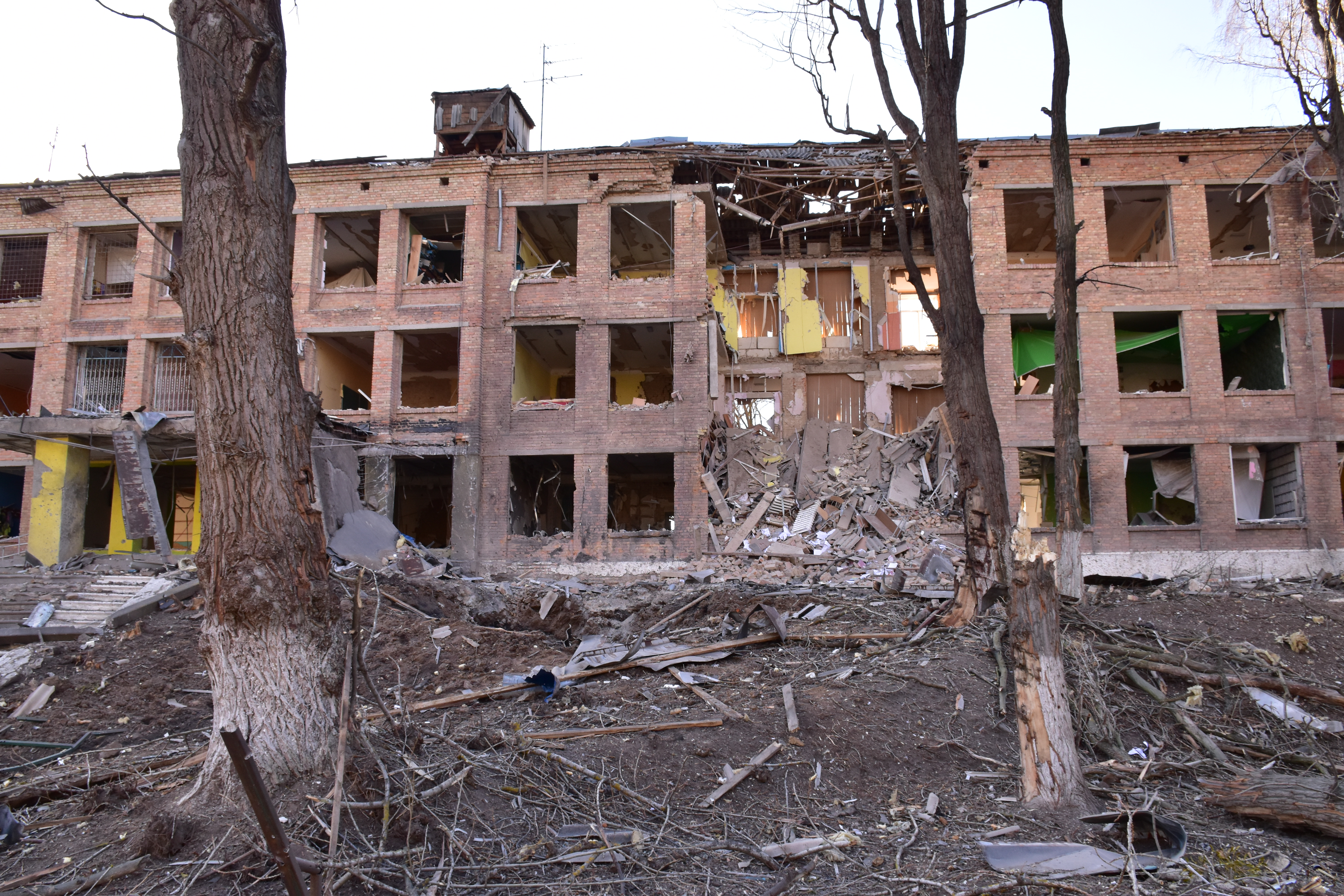
Zerstörte Schule in Wassylkiw (28. Februar)

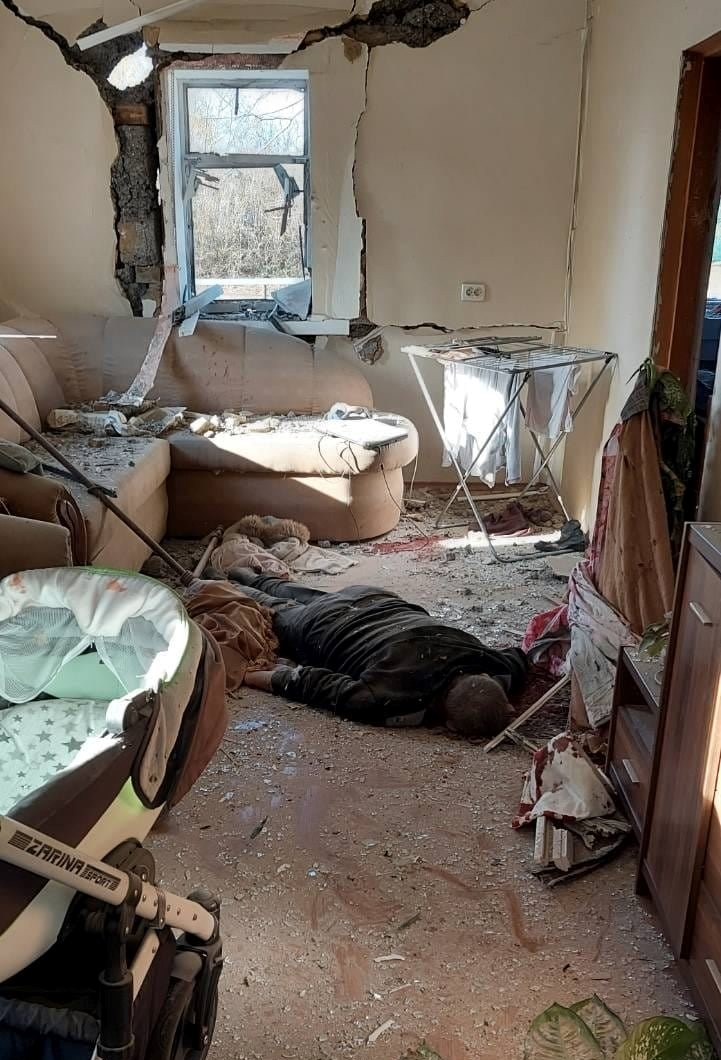
Beim russischen Bombenangriff auf Tschernihiw getöteter Zivilist

Eine ukrainische Delegation traf zu Friedensverhandlungen, auf die beide Seiten sich nach Vermittlung des belarussischen Präsidenten Aljaksandr Lukaschenka geeinigt hatten, an der Grenze zu Belarus ein. Die Delegation umfasste unter anderem den Vorsitzenden der Fraktion der Diener des Volkes, Verteidigungsminister Oleksij Resnikow und den ukrainischen Vertreter bei der EU, Mykola Totschyzkyj. Auf russischer Seite trafen Wladimir Medinski und ein stellvertretender Verteidigungsminister ein. Während der fünfstündigen Gespräche wurden „Themen identifiziert“; es sei beabsichtigt, sich nach Konsultationen wieder zu treffen. „Während der Gespräche“, so betonte die Nowaja gaseta, wurden Wohngebiete in Charkiw von Salven von Grad-Raketenwerfern getroffen. Russland forderte, dass die Ukraine die beiden „Volksrepubliken Luhansk“ und „Donezk“ als unabhängige Staaten und die Halbinsel Krim endgültig als russisches Territorium anerkennt. Die Ukraine sah diese Bedingungen als Bruch der Souveränität des Landes und forderte ihrerseits einen Waffenstillstand und den Abzug der russischen Truppen.
Nach Schätzungen US-amerikanischer Militärexperten haben die russischen Streitkräfte bis zum Morgen des 28. Februar über 300 Kurzstreckenraketen, in der Mehrzahl ballistisch (SRBM), gegen die Ukraine eingesetzt.
Präsident Selenskyj bot Gefängnisinsassen mit Kampferfahrung eine Amnestie an, wenn sie mit der ukrainischen Armee gegen das russische Militär kämpfen.
Lokale russische Behörden bestätigten die ersten drei Toten der russischen Streitkräfte. Das Verteidigungsministerium der Russischen Föderation gab keine Angaben über Verluste bekannt, bestätigte aber nun, dass es solche gab. Später wurde bekannt, dass an diesem Tag der russische Generalmajor und Kommandeur der 7. Garde-Luftsturm-Division Andrei Alexandrowitsch Suchowezki bei Mariupol starb.
Satellitenbilder von Maxar dokumentierten am 28. Februar, dass der unter anderem aus Versorgungsfahrzeugen, Panzern und Artilleriegeschützen bestehende Militärkonvoi, der zu Anfang der Invasion an der ukrainisch-russischen Grenze identifiziert wurde, auf eine Länge von 75 Kilometern angewachsen war und sich langsam auf Kiew zubewegte. Dies mehrte die Anzeichen, dass das russische Militär eine Einschließung und Entscheidungsschlacht um Kiew plant.
Am selben Tag machte die Türkei unter Verweis auf die Bestimmungen des Vertrags von Montreux auf Bitten der ukrainischen Regierung von ihrem Recht Gebrauch, für die Zeit eines Krieges Kriegsschiffen, deren Heimathäfen nicht am Schwarzen Meer liegen, die Durchfahrt durch die Dardanellen und den Bosporus in das Schwarze Meer zu verwehren. Davon waren an jenem Tag mindestens vier russische Schiffe betroffen.
In den ersten Kriegstagen verließen einige Beamte und Soldaten des ukrainischen Staates ihre Posten, die meisten jedoch nur temporär, um bei der Evakuierung von Familienangehörigen zu helfen.

## März

### 1. März

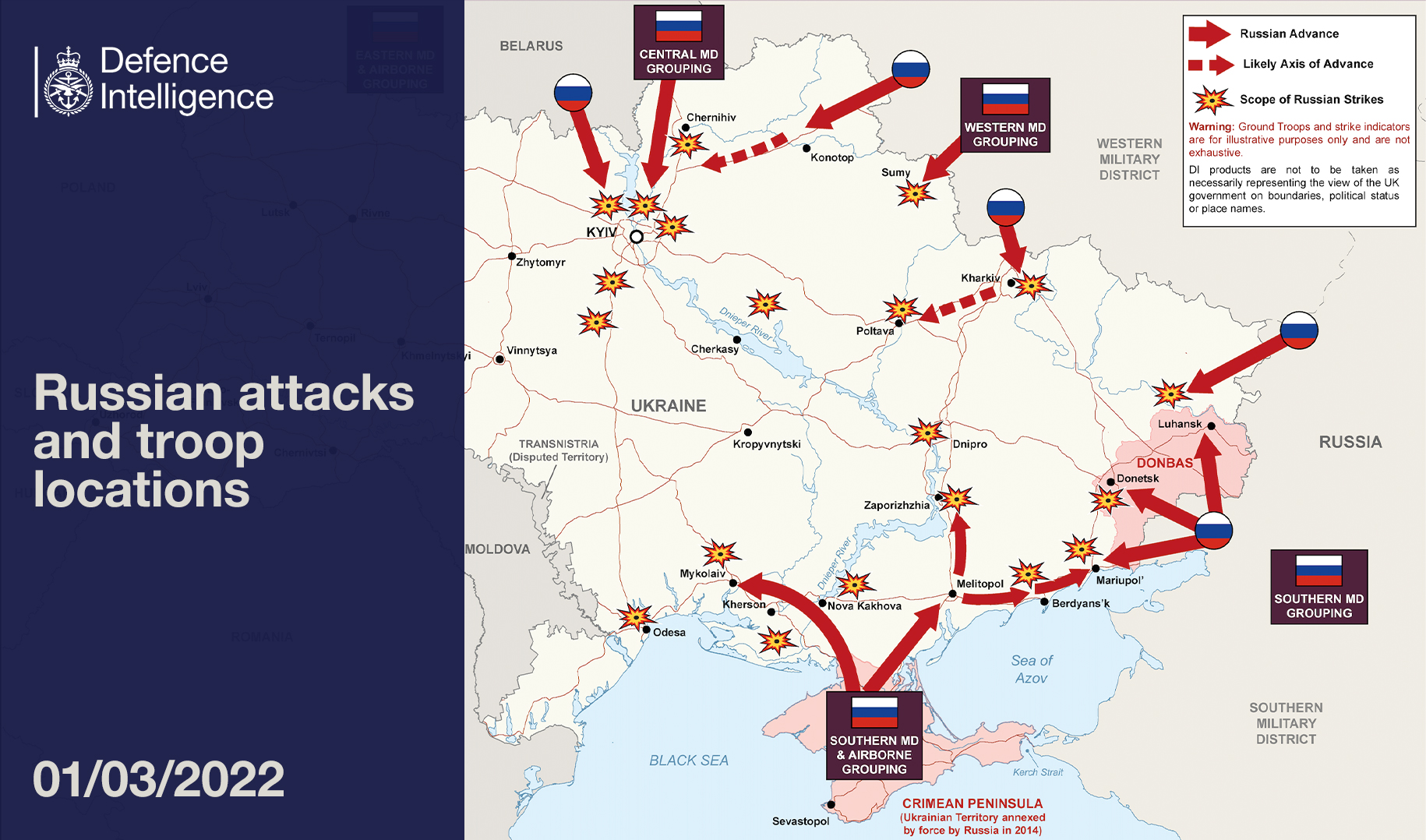
Lagebild in einer Veröffentlichung des britischen Verteidigungsministeriums am 1. März

Die russischen Kriegsschiffe zogen ihre Anträge vom Vortag zur Durchfahrt der türkischen Wasserstraßen zurück, nachdem die Türkei signalisiert hatte, dass sie sie nicht passieren lassen würde.
Am Vortag aufgenommene Satellitenbilder eines russischen Militärkonvois zeigten, dass dieser sich von der Umgebung von Prybirsk bis zum etwa 25 Kilometer vom Zentrum Kiews entfernten Flughafen Kiew-Hostomel erstreckte. Die Gesamtlänge des Konvois wurde entsprechend den verfügbaren Satellitenbildern mit etwa 64 Kilometern angegeben. Aufgrund ukrainischen Widerstands und wegen Pannen und blockierter Straßen kam die Kolonne in den darauf folgenden Tagen nicht näher an Kiew heran.
Der russische Verteidigungsminister Schoigu bekräftigte, man werde das Land angreifen, bis „die gesetzten Ziele erreicht sind“. Der Führer der Volksrepublik Donezk Puschilin sprach davon, die Einkesselung der wichtigen Hafenstadt Mariupol am Asowschen Meer sei die nächste Aufgabe. Zuvor war von russischer Seite berichtet worden, die Ukraine habe keinen Zugang mehr zum Asowschen Meer.
Verschiedene Medien berichteten über einen Marschflugkörper-Angriff auf das Stadtzentrum von Charkiw, bei dem unter anderem der Sitz der Regionalverwaltung getroffen worden sein soll, und zeigten ein zugehöriges Video, das vom ukrainischen Außenministerium veröffentlicht wurde. Dabei seien nach ukrainischen Angaben 11 Zivilisten ums Leben gekommen. In einem weiteren Video sind Aufräumarbeiten nach einem mutmaßlichen Angriff mit Mehrfachraketenwerfern auf die Stadt Ochtyrka im Osten des Landes zu sehen, bei dem nach Angaben des ukrainischen Parlaments 70 ukrainische Soldaten getötet worden seien. Von ukrainischer Seite wurde über den erstmaligen Einsatz von Aerosolbomben seitens Russlands berichtet.
Nach ukrainischen Angaben fand in der Oblast Sumy der erste Gefangenenaustausch zwischen dem ukrainischen und dem russischen Militär statt. Wenig später wurde der Kiewer Fernsehturm von einer russischen Rakete getroffen. Der Turm wurde beschädigt, mehrere Fernsehprogramme fielen aus. Ukrainische Rettungskräfte nannten fünf Tote und fünf Verletzte durch den Angriff. Der Fernsehturm befindet sich in unmittelbarer Nähe zum Holocaust-Gedenkzentrum Babyn Jar, welches ebenfalls beschädigt wurde. Bereits am ersten Tag des russischen Krieges gegen die Ukraine sei die Stadt Uman aus der Luft angegriffen worden, so Selenskyj. In Uman im Gebiet Tscherkassy liegt das Grab des Rabbi Nachman, zu dem jedes Jahr zum jüdischen Neujahrsfest Zehntausende Chassiden pilgern.
Der belarussische Herrscher Aljaksandr Lukaschenka schloss einen Einmarsch seiner Truppen in die Ukraine aus. Das ukrainische Parlament erklärte jedoch, dass belarussische Truppen bei der Region Tschernihiw in die Ukraine eingedrungen seien. Am selben Tag aufgenommene Satellitenbilder zeigten Verlegungen von aus Kampfhubschraubern und Fahrzeugen bestehenden Truppen in Belarus, etwa 30 Kilometer von der ukrainischen Grenze entfernt. Sie befinden sich laut unbestätigten Angaben in Gomel, Baranowitschi und Luninez. Lukaschenka unterstützte zudem die Verlegung zusätzlicher russischer Streitkräfte an die Grenze zwischen Belarus und Polen und bat Russland um S-400-Luftabwehr, um sie an der polnischen Grenze zu platzieren.
Der ukrainische Präsident forderte die NATO auf, eine Flugverbotszone über der Ukraine einzurichten, und stellte klar, dass die Ukraine für weitere Verhandlungen mit Russland voraussetze, dass die Russische Föderation ihre Bombardierungen stoppe. Als Bedingungen für die Beendigung der Invasion in der Ukraine gab der russische Präsident Wladimir Putin am selben Tag an, dass die ukrainische Regierung die „Volksrepublik Lugansk“ und die „Volksrepublik Donezk“ sowie die Krim als Teil Russlands anerkenne, die Ukraine entmilitarisiert und in einen neutralen Status überführt werde.
Die ukrainische Regierung warb mit Straffreiheit und 40.000 Euro für jeden russischen Soldaten, der sich ergibt.
Mit Beginn des Krieges begann das ukrainische Verkehrsministerium teilweise Wegweiser bzw. Orts- und Verkehrsschilder zu entfernen, um russischen Truppen die Navigation zu erschweren. Dies war teilweise erfolgreich.

### 2. März

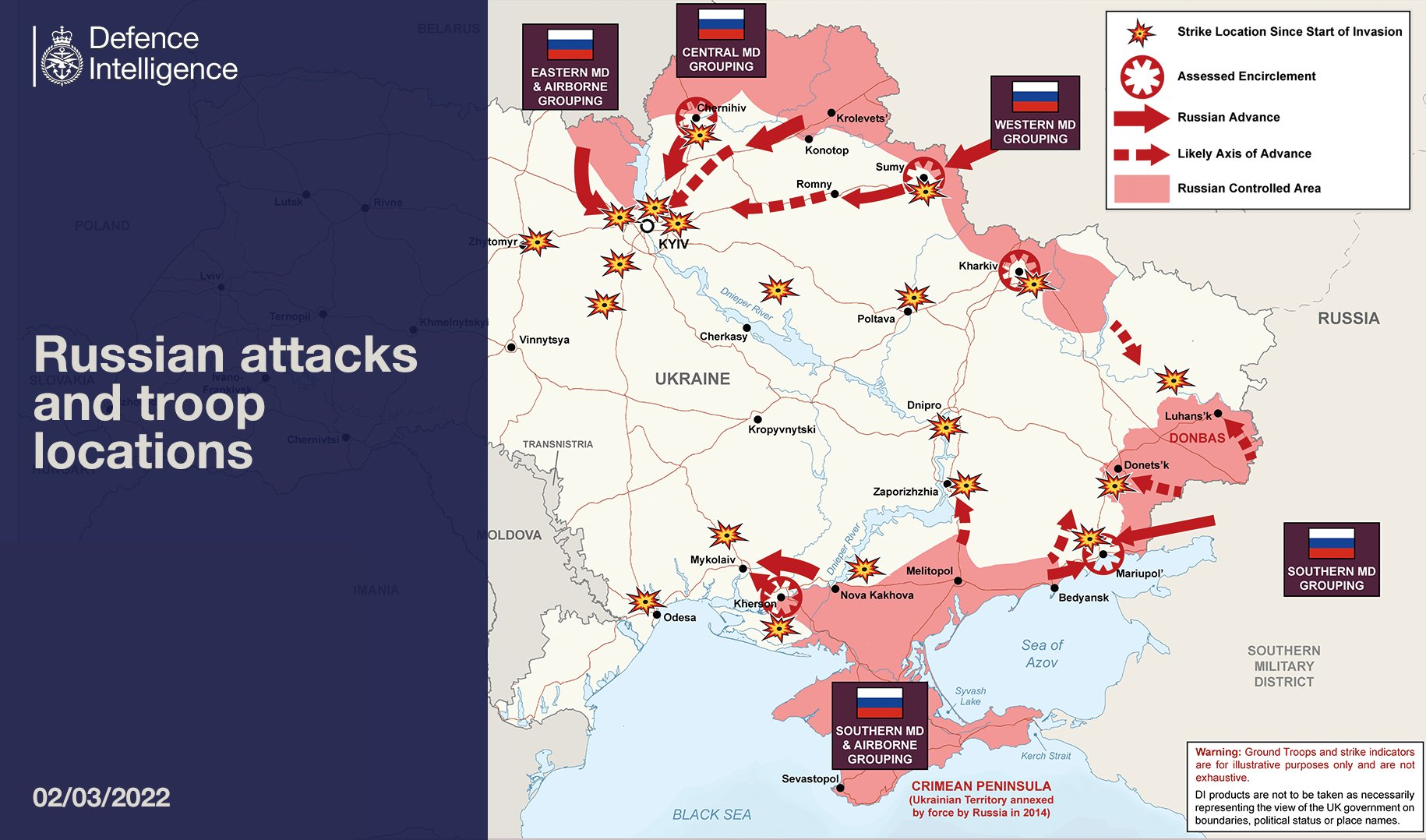
Lagebild in einer Veröffentlichung des britischen Verteidigungsministeriums am 2. März

Die 120 Kilometer westlich Kiews gelegene Stadt Schytomyr wurde in der Nacht von Raketen getroffen, wobei vier Menschen in einem Wohngebäude ums Leben kamen. Wie mehrere Medien übereinstimmend berichteten, handelte es sich bei den Raketen vermutlich um Marschflugkörper des Typs Kalibr.
Nach Angaben der ukrainischen Armee haben russische Luftlandetruppen am Morgen Charkiw angegriffen. Ebenfalls am Morgen meldete das russische Militär, die Stadt Cherson vollständig unter Kontrolle gebracht zu haben. Der Bürgermeister der Stadt bestritt dies. Die Hafenstadt Mariupol wurde von russischen Truppen umzingelt. Russland teilte der IAEA mit, das größte Kernkraftwerk der Ukraine bei Saporischschja unter Kontrolle gebracht zu haben. Per Erlass erlaubte der ukrainische Präsident die visafreie Einreise von Ausländern (Ausnahme: Russen), die für die Ukraine kämpfen wollen. Bis zu diesem Tag waren mehr als 1000 proukrainische freiwillige Kämpfer aus 16 Staaten eingereist. Das ukrainische Innenministerium erklärte, dass russische Kriegsgefangene freigelassen werden, wenn ihre Mütter sie aus Kiew abholen.
Im bereits von russischen Truppen besetzten Melitopol demonstrierten hunderte Menschen gegen die Besatzer, ebenso in Berdjansk.
Der stellvertretende Bürgermeister von Mariupol, Serhij Orlow, sagte gegenüber der BBC, die Stadt werde seit 15 Stunden mit Artillerie und Raketenwaffen angegriffen und es gebe inzwischen vermutlich hunderte von Toten. Am Abend gab es neben den Beschüssen auf Mariupol, durch die die Versorgung mit Wasser, Heizung und Strom zerstört wurde, auch Beschüsse auf den Hauptbahnhof von Kiew. In Vororten von Kiew wurde gekämpft.
Um Wosnessensk begann eine zweitägige Schlacht. Die russische 126. Marineinfanterie-Bataillonsgruppe versuchte den Ort nordöstlich von Odessa zu nehmen, um so Odessa vom Rest der Ukraine abzuschneiden. Die 35.000 Einwohner zählende Stadt wurde von örtlichem Widerstand und ukrainischem Militär verteidigt.
Vier russische Kampfflugzeuge verletzten im Bereich der Insel Gotland schwedischen Luftraum. Sie wurden durch schwedische Jagdflugzeuge abgedrängt. Wie erst Anfang April bekannt wurde, handelte es sich um russische Maschinen aus dem Stützpunkt Kaliningrad, zwei Su-27-Jagdflugzeuge, die zwei SU-24-Jagdbomber eskortierten. Schwedische Medien berichteten damit unter Bezug auf offizielle Stellen, dass die Jagdbomber Nuklearwaffen getragen haben sollen. Zum Zeitpunkt des Abfangens waren die schwedischen Luftstreitkräfte in Alarmbereitschaft versetzt. Gotland gilt im Ostseeraum als Schlüsselgelände, da von dort mit weitreichenden Flugabwehrraketen der Luftraum über der Ostsee beherrscht werden kann.

### 3. März

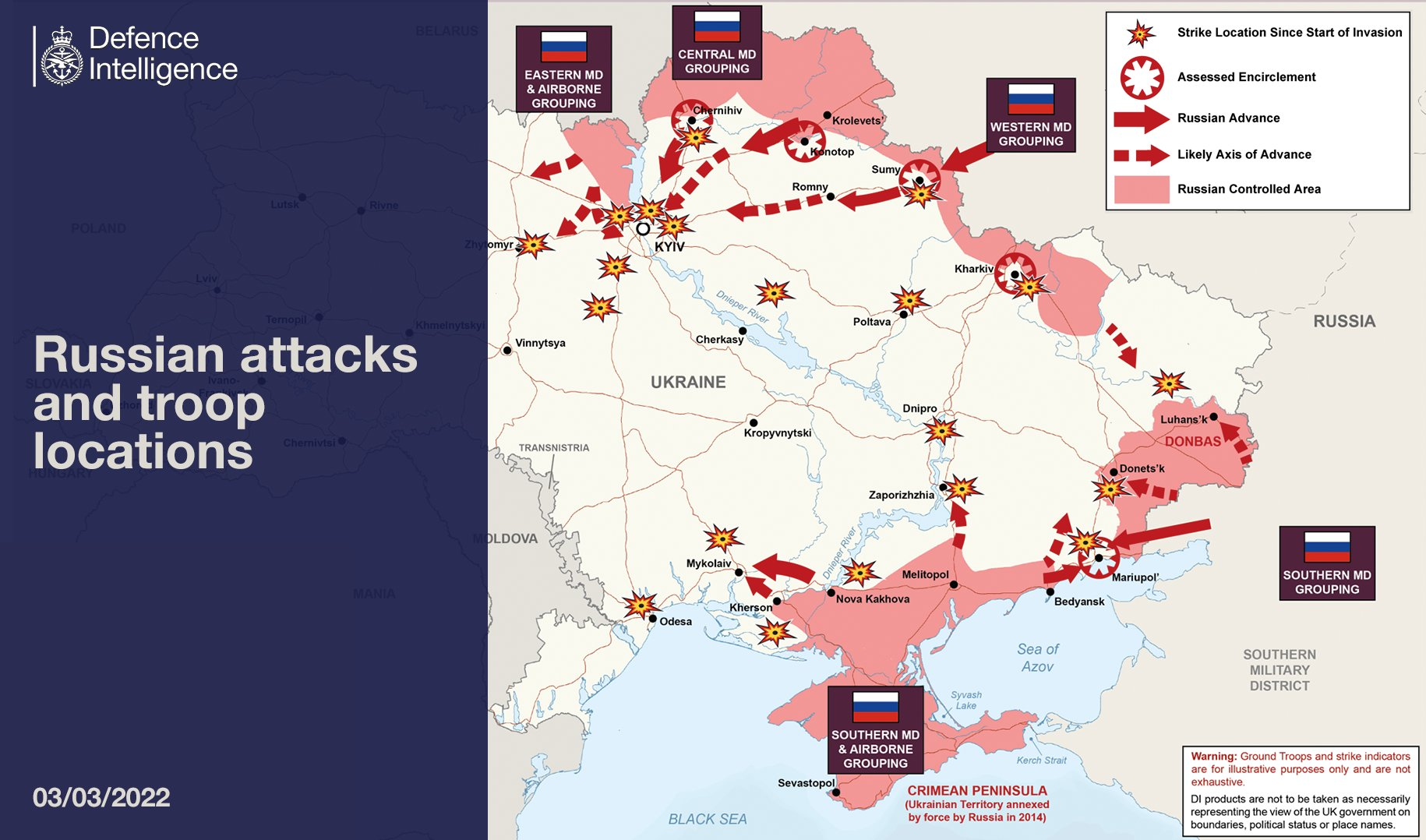
Lagebild in einer Veröffentlichung des britischen Verteidigungsministeriums am 3. März

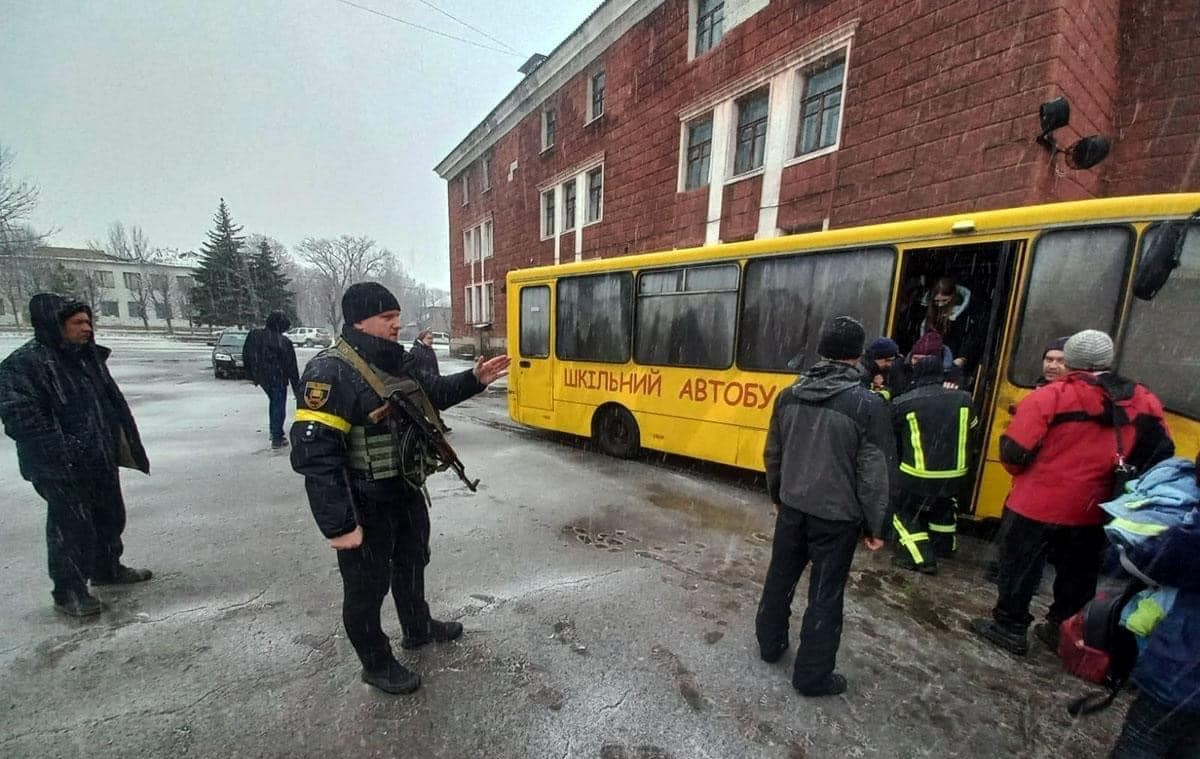
Evakuierung von Zivilisten in Wolnowacha, Oblast Donezk, am 3. März

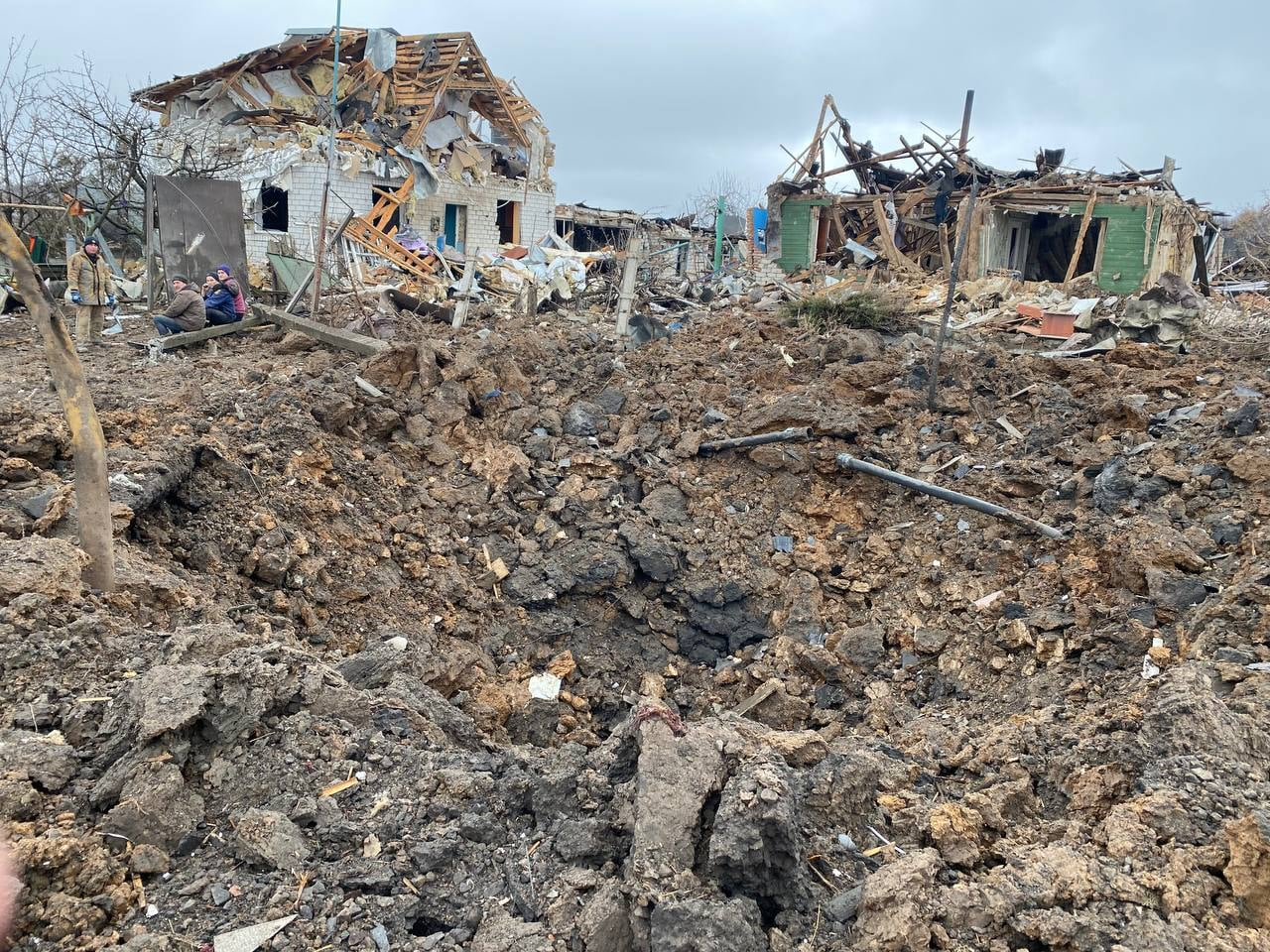
Zerstörungen im Dorf Jakowliwka bei Charkiw durch einen russischen Angriff

Am frühen Morgen wurden neben Kämpfen um und Luftangriffen auf Kiew auch Luftangriffe auf die Städte Isjum und Charkiw gemeldet.
In der Stadt Tschernihiw kam es zu einer schweren Bombardierung, dabei verloren 47 Menschen ihr Leben.
In einer zweiten Verhandlungsrunde am 3. März wurde die Schaffung humanitärer Korridore in besonders umkämpften Gebieten der Ukraine vereinbart, um Zivilisten evakuieren zu können.
Der Sprecher des chinesischen Außenministeriums, Wang Wenbin, trat Anschuldigungen entgegen, dass die chinesische Staatsführung von der bevorstehenden Invasion gewusst und Russland gebeten habe, damit bis nach den Winterspielen 2022 zu warten. Er sprach von einem „verachtenswerten“ Versuch (der NATO-Mitgliedstaaten), die Schuld an dem Konflikt abzuwälzen. Dies geschah in Reaktion auf einen westlichen Geheimdienstbericht, der nahelegte, chinesische Offizielle hätten ihre russischen Gegenüber Anfang Februar darum gebeten.
In einem Telefonat mit dem französischen Präsidenten Emmanuel Macron zeigte sich Putin nach Auskunft eines Sprechers des Élysée-Palastes entschlossen, den Krieg militärisch bis zum vollständigen Sieg zu führen. Man müsse befürchten, dass das Schlimmste für die Ukraine noch bevorstehe.
Putin versprach den Angehörigen eines Gefallenen zu der vorgesehenen Kompensationszahlung von 7,4 Millionen Rubel einen Aufschlag von weiteren 5 Millionen (am 3. März waren dies insgesamt etwa 100.000 US-Dollar). Verwundete sollen mit 3 Millionen Rubel (25.000 Dollar) abgefunden werden. Offiziell waren in der ersten Kampfwoche 498 russische Soldaten gestorben und 1.597 waren verwundet worden.
Wosnessensk wurde erfolgreich verteidigt und so ein Abschneiden Odessas verhindert. Die angreifende russische 126. Marineinfanterie-Bataillonsgruppe, unterstützt von mit Hubschraubern abgesetzten Luftlandetruppen, wurde abgewiesen und zum Teil aufgerieben, 30 der 43 angreifenden Fahrzeuge von Panzer, Schützenpanzer LKWs und Raketenwerfer wurden von den Verteidigern, bestehend aus Territorialverteidigern und regulären Soldaten, zerstört oder erobert. Ein Mi-24 Angriffshubschrauber wurde abgeschossen, 10 russische Soldaten wurden gefangen genommen, geschätzte 100 russische Soldaten wurden getötet. Die russischen Angreifer mussten sich 40 Meilen nach Südosten zurückziehen. Wie viele Ukrainer bei der Verteidigung ums Leben gekommen sind, ist bisher nicht bekannt gegeben worden, nur dass 10 Zivilisten ums Leben gekommen waren.

### 4. März

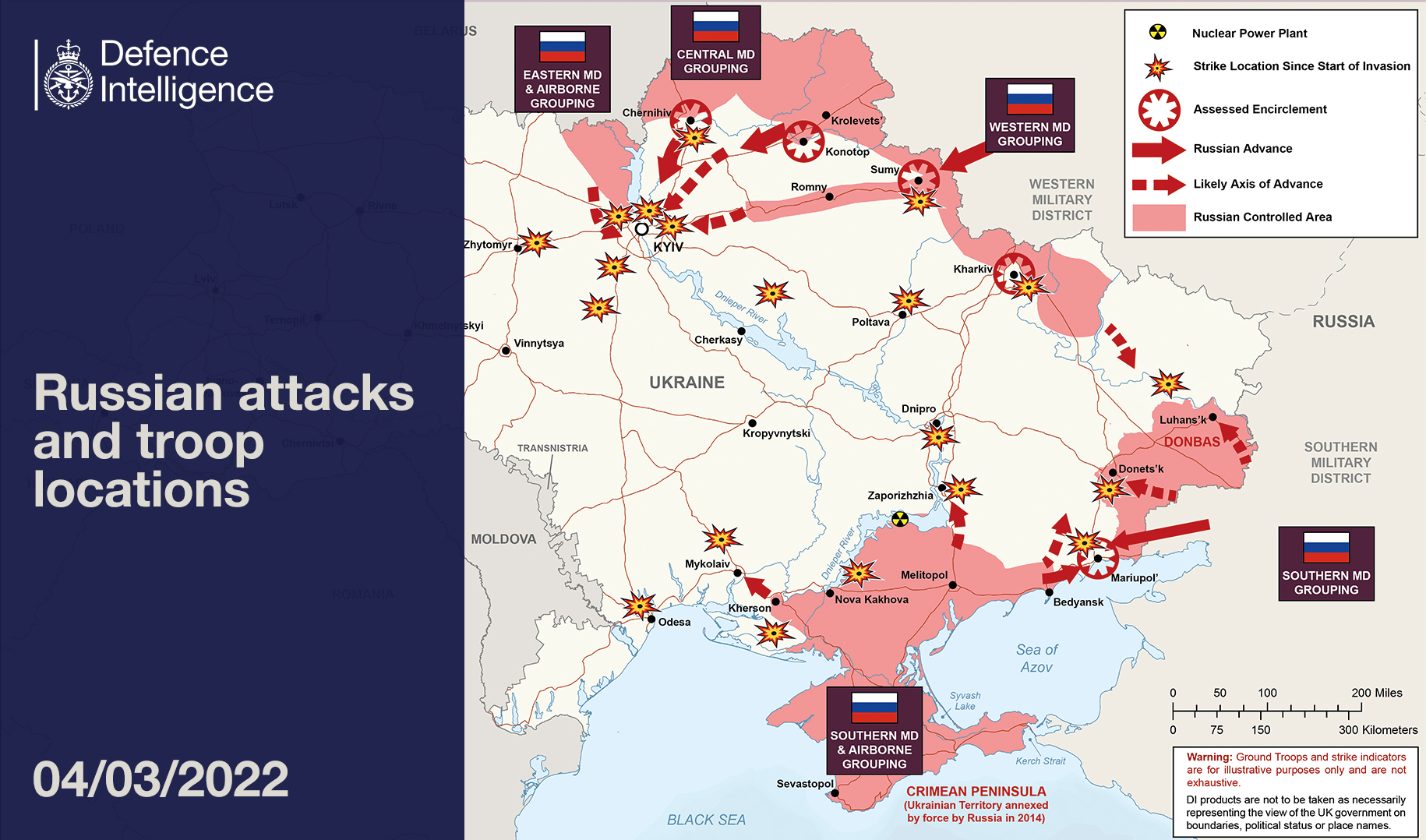
Lagebild in einer Veröffentlichung des britischen Verteidigungsministeriums am 4. März

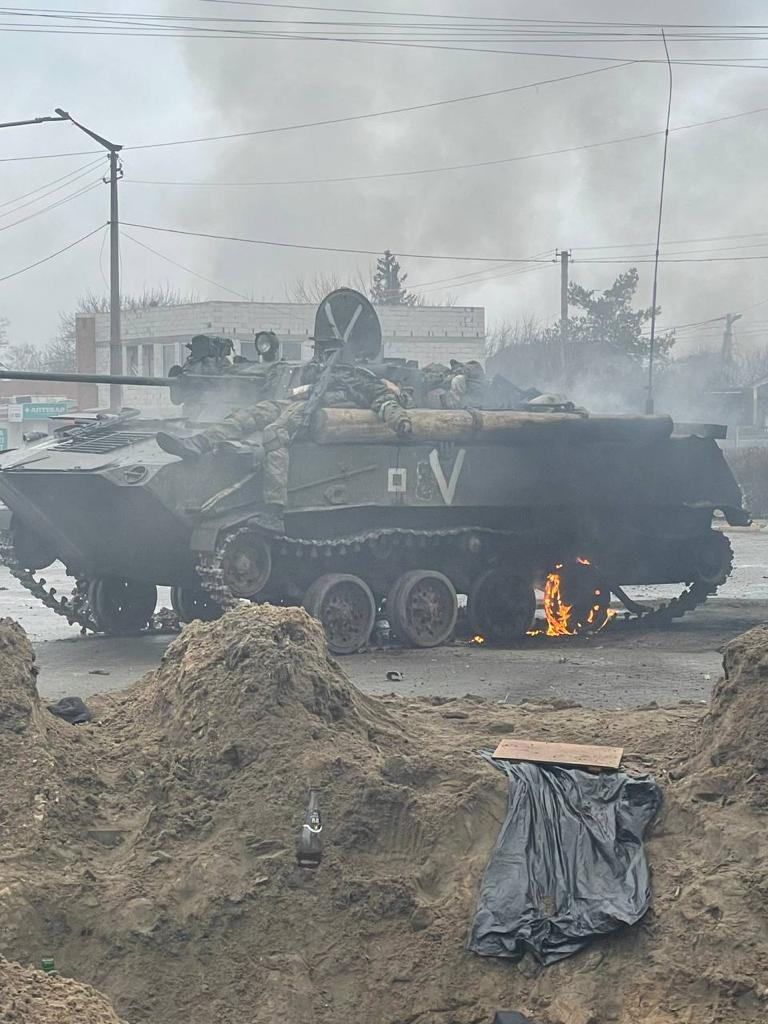
Außer Gefecht gesetzter russischer BMD-2 bei Hostomel

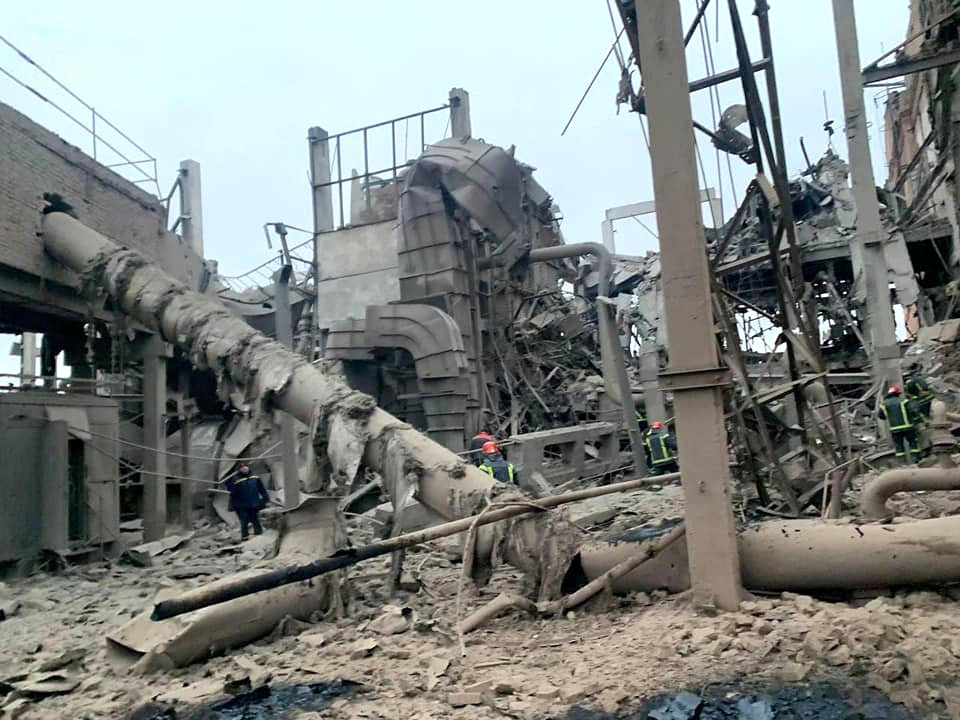
Kraftwerk in Ochtyrka nach Luftangriff

In der Nacht wurde das Kernkraftwerk Saporischschja ukrainischen Angaben zufolge von der russischen Armee beschossen. Ein daraufhin in einem Nebengebäude ausgebrochener Brand konnte unter Kontrolle gebracht werden.
In Russland wurde ein Gesetz eingeführt, welches für „unzutreffende Berichterstattung“ über die Streitkräfte eine hohe Geldstrafe oder Lagerhaft bis zu 15 Jahren vorsieht. Das Gesetz gilt dem Vernehmen nach auch für ausländische Staatsbürger. Daraufhin erklärten internationale Medien und Agenturen wie BBC, CNN und Bloomberg, ihre Arbeit in Russland einzustellen.
Der ukrainische Präsident Selenskyj wandte sich mit einer Bitte um internationale Vermittler an die Staatengemeinschaft. Ob damit schon die am Wochenende anstehende dritte Verhandlungsrunde zwischen Russland und der Ukraine gemeint war, blieb unklar. Russlands Präsident Putin lehnte direkte Gespräche mit Selenskyj ebenso ab wie einen Austausch mit US-Präsident Biden.
Die Kämpfe um Städte wie Tschernihiw, Charkiw und Mariupol gingen währenddessen unvermindert weiter. Bewohner berichteten von starkem Beschuss mit Artillerie und Raketenwerfern.

### 5. März

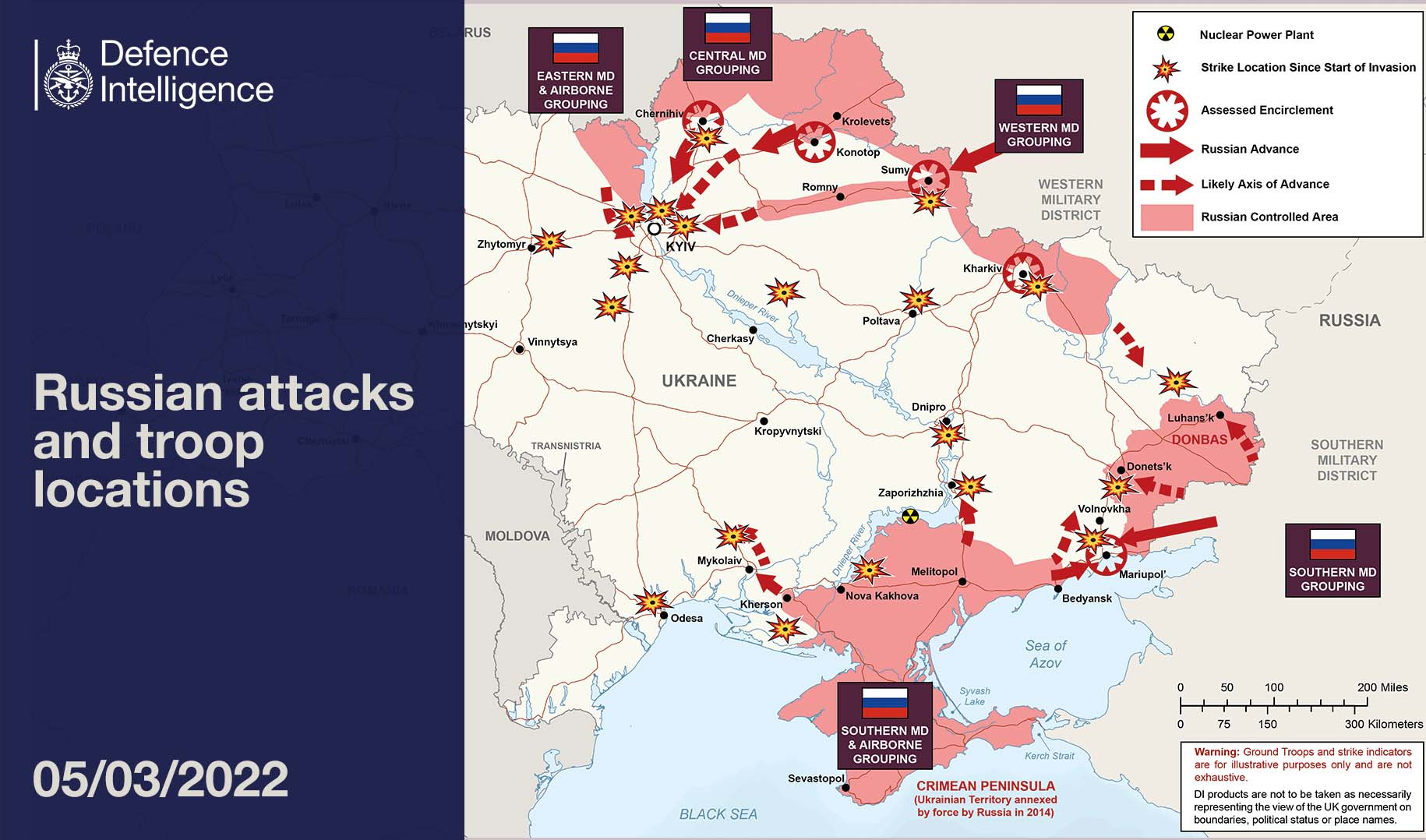
Lagebild in einer Veröffentlichung des britischen Verteidigungsministeriums am 5. März

Am Morgen ordnete das russische Militär eine Feuerpause bei den Städten Mariupol und Wolnowacha an, damit Zivilisten die beiden eingekesselten Städte verlassen können. Mariupol ist nach Angaben der ukrainischen Stadtregierung über 40 Stunden unter Beschuss gewesen. Auch Krankenhäuser und Schulen seien getroffen worden. Im Laufe des Tages warfen sich beide Kriegsparteien gegenseitig eine Verletzung der Waffenruhe vor. Das russische Militär setzte nach eigenen Angaben seine Angriffe auf beide Städte fort. Nahe Cherson (die erste größere Stadt, die von der russischen Armee eingenommen worden war) nahmen russische Truppen eigenen Angaben zufolge eine große Militärbasis ein. In Cherson selbst gingen hunderte Ukrainer auf die Straßen und protestierten gegen die Besatzer. An diesem Tag erlitten die Russischen Luftstreitkräfte ihre bislang schwersten Verluste. Insgesamt gingen fünf Kampfflugzeuge (darunter zwei moderne Suchoi Su-34) sowie vier Hubschrauber verloren.
Denis Kireev, ein ukrainischer Teilnehmer der ersten Verhandlung vom 28. Februar, wurde laut dem ukrainischen Nachrichtenportal Ukrainiska Prawda bei einem Festnahmeversuch vom ukrainischen Inlandsgeheimdienst wegen angeblicher Doppelagententätigkeit bzw. Hochverrats erschossen.
Die NATO lehnte die von Selenskyj geforderte Einrichtung einer Flugverbotszone über der Ukraine aus Sorge vor einem Krieg mit Russland bzw. einem dritten Weltkrieg ab. Selenskyj verurteilte die Entscheidung scharf und machte der NATO Vorwürfe.

### 6. März

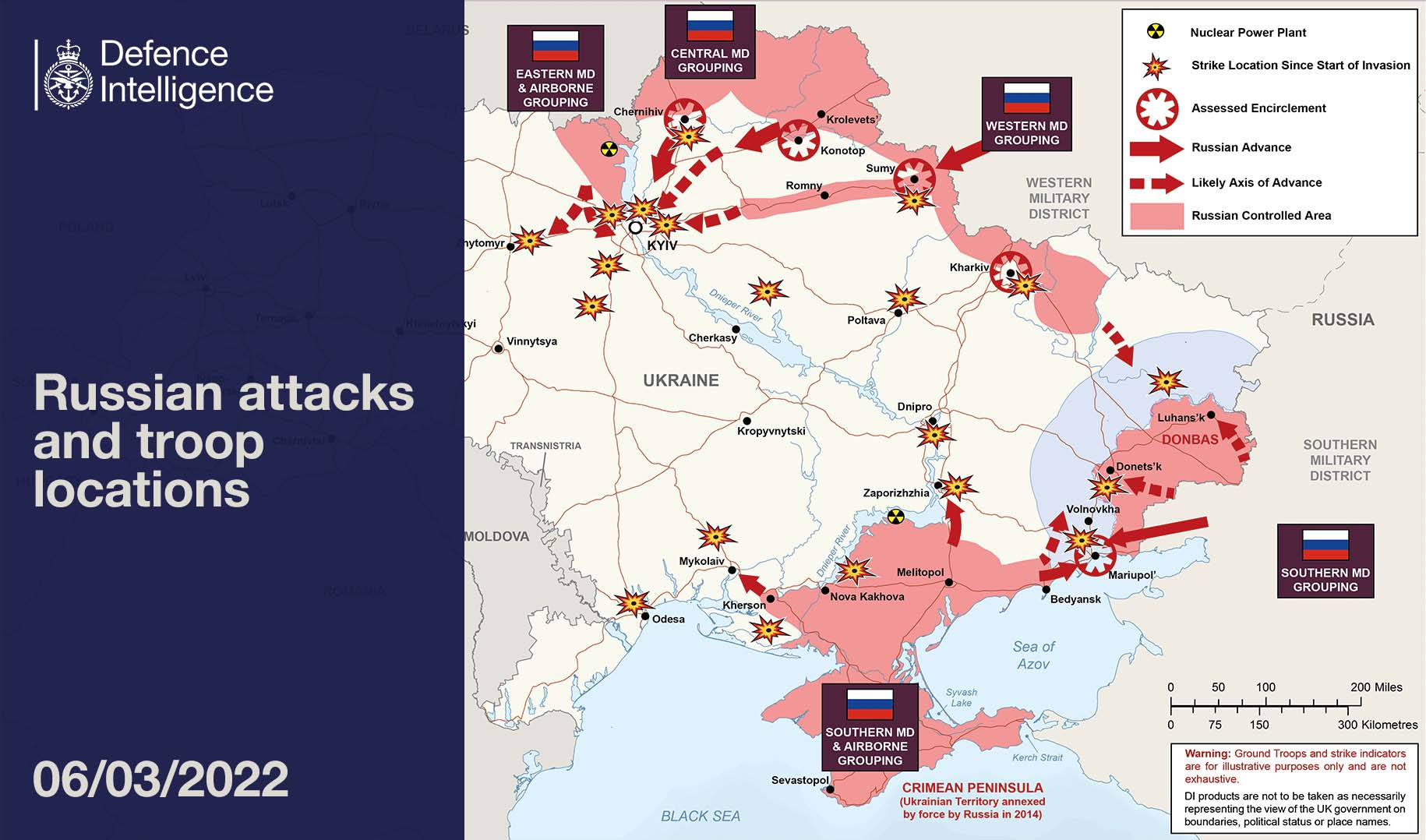
Lagebild in einer Veröffentlichung des britischen Verteidigungsministeriums am 6. März

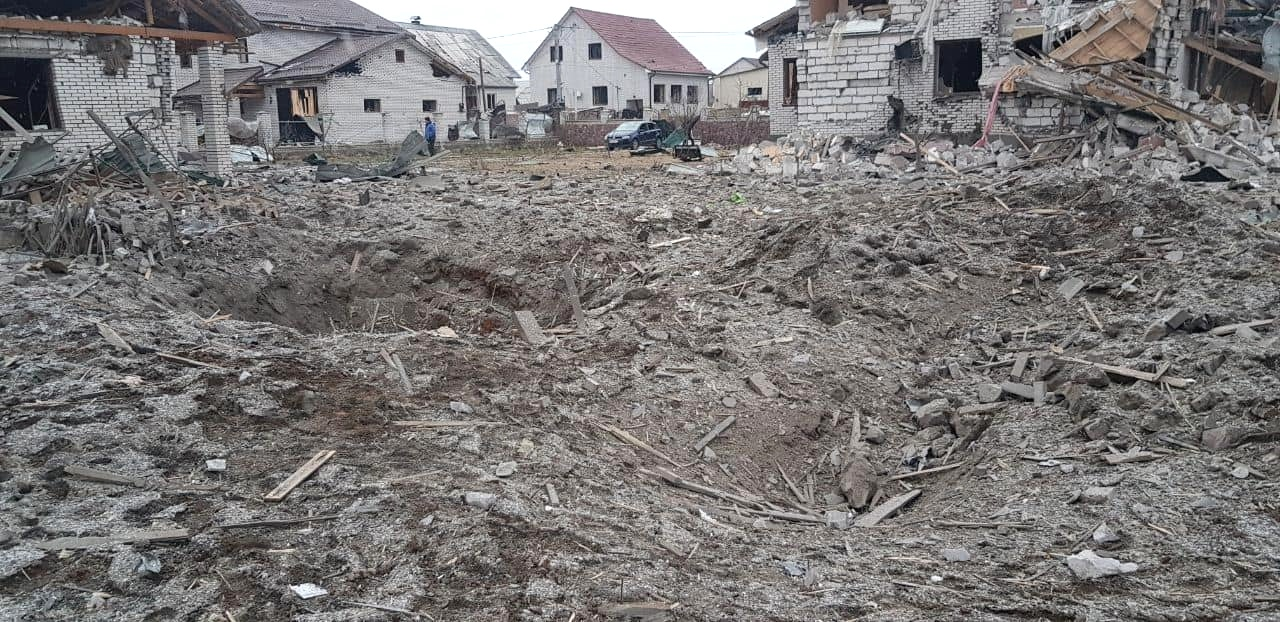
Zerstörungen in der Kleinstadt Owrutsch, nahe der Grenze zu Belarus, 6. März

Nachdem die Waffenruhe zur Schaffung eines humanitären Korridors bei Mariupol am Vortag gescheitert war, wurde ein erneuter Versuch unternommen, die Zivilbevölkerung aus der Stadt zu evakuieren. Noch am selben Tag warfen sich beide Parteien gegenseitig eine Verletzung der Waffenruhe am humanitären Korridor vor. Laut den ukrainischen Streitkräften versuchen die russischen Truppen die Städte Kiew, Charkiw und Mykolajiw zu umzingeln. Bei Irpin, 27 Kilometer nördlich von Kiew, setzten sich Gefechte und Bombardements, die dort mehrere Tage zuvor begonnen hatten, fort.
Telefonate des französischen Staatspräsidenten Emmanuel Macron, des israelischen Ministerpräsidenten Naftali Bennett und des türkischen Präsidenten Recep Tayyip Erdoğan mit Putin blieben ohne Ergebnisse. Putin beharrte auf einer Durchsetzung seiner Ziele mittels „Verhandlung oder Krieg“. Den Vorschlag Selenskyjs, Polen könnte seine MiG-29-Kampfflugzeuge, für die auch ukrainische Piloten ausgebildet sind, der Ukraine übergeben und im Gegenzug von den USA US-amerikanische Kampfflugzeuge erhalten, lehnte Polen ab.
In von Russland besetzten Städten gingen Ukrainer auf die Straßen, so erneut in Cherson, dazu schätzungsweise etwa 2000 Menschen in Nowa Kachowka, hunderte in Kalachanka, sowie in Berdjansk. Die Menschen erzählten, dass die russischen Truppen Listen gesuchter Ukrainer mit sich führten.

### 7. März

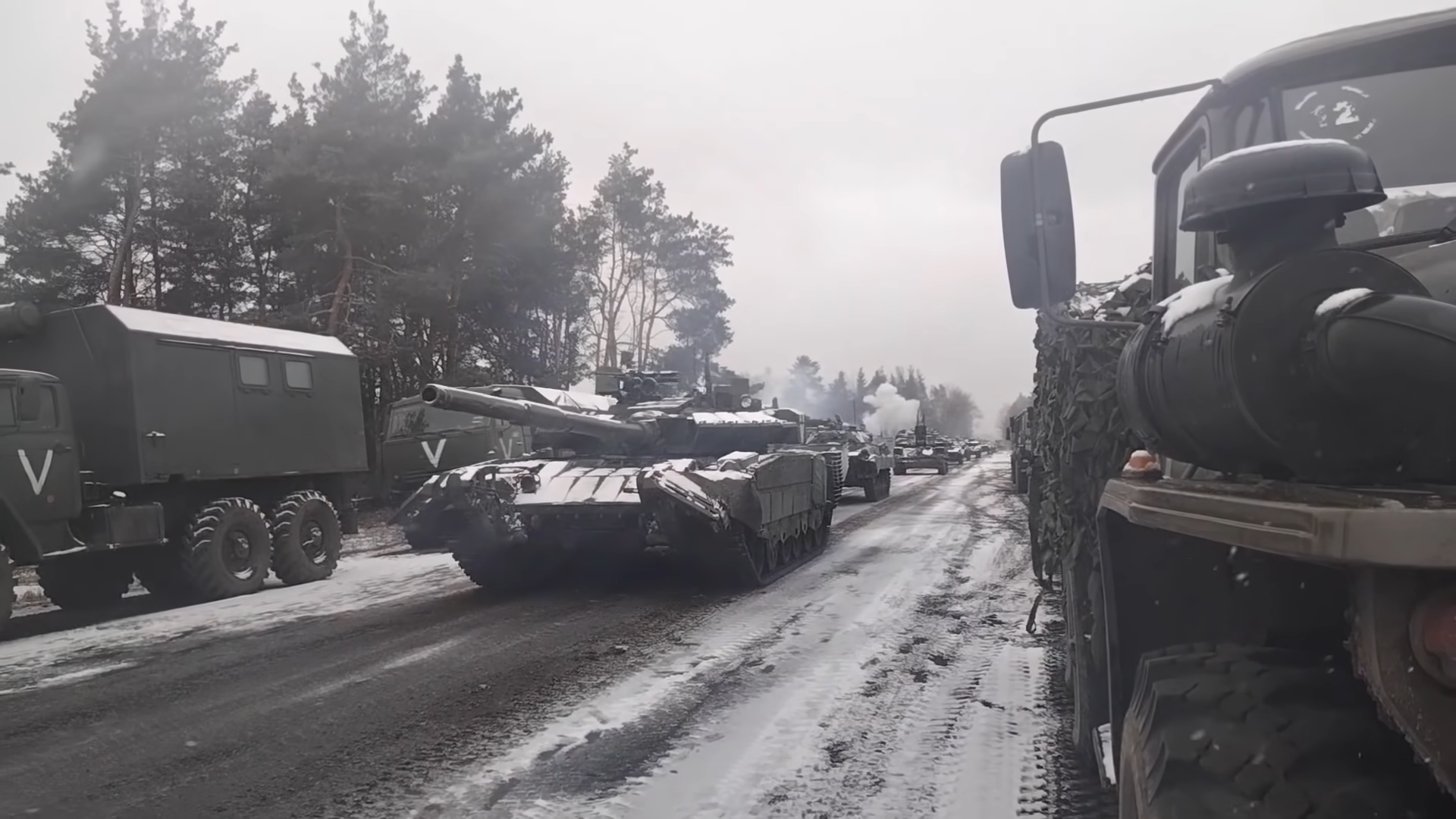
Wagenkolonne der russischen Streitkräfte vor Kiew (am oder vor dem 7. März)

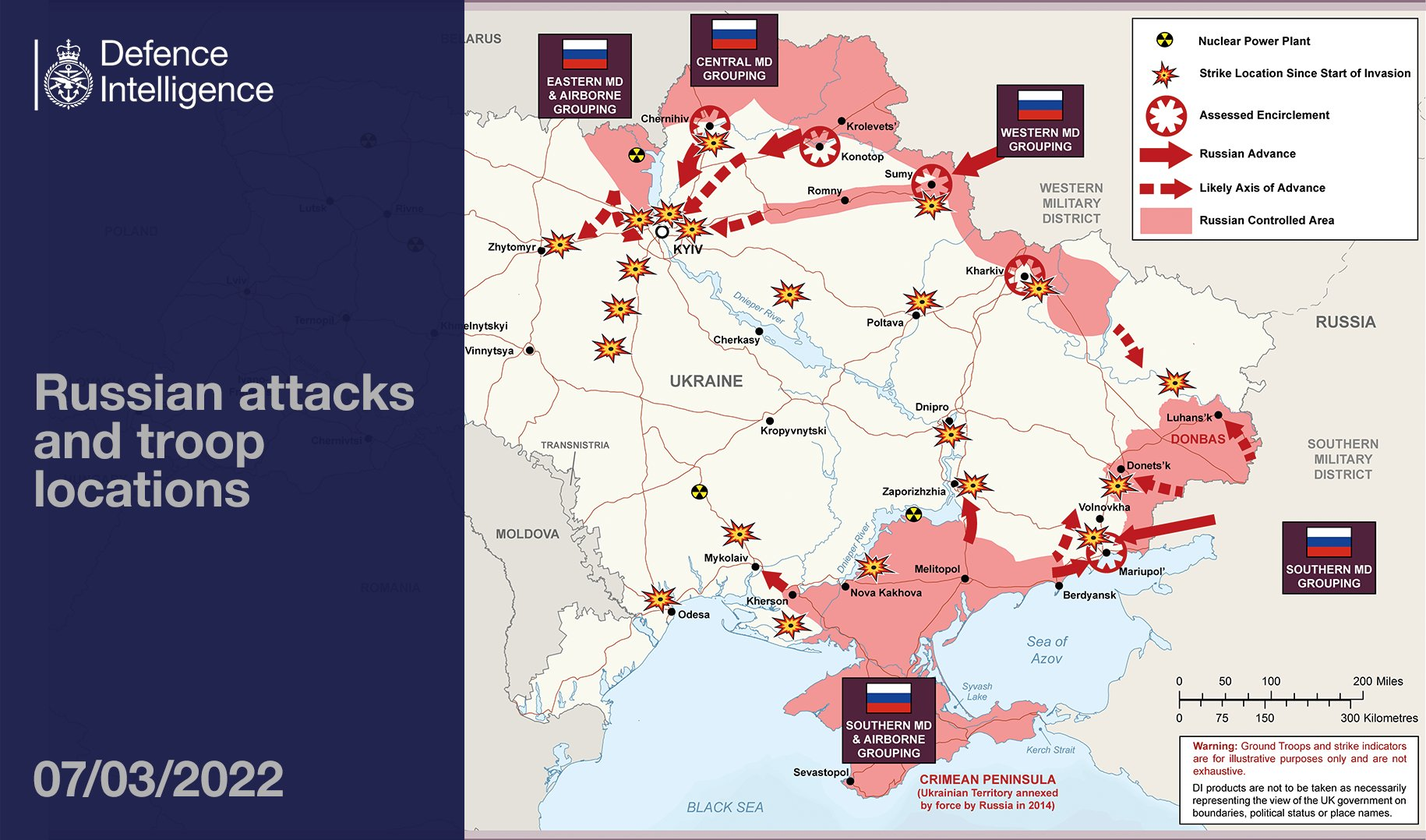
Lagebild in einer Veröffentlichung des britischen Verteidigungsministeriums am 7. März

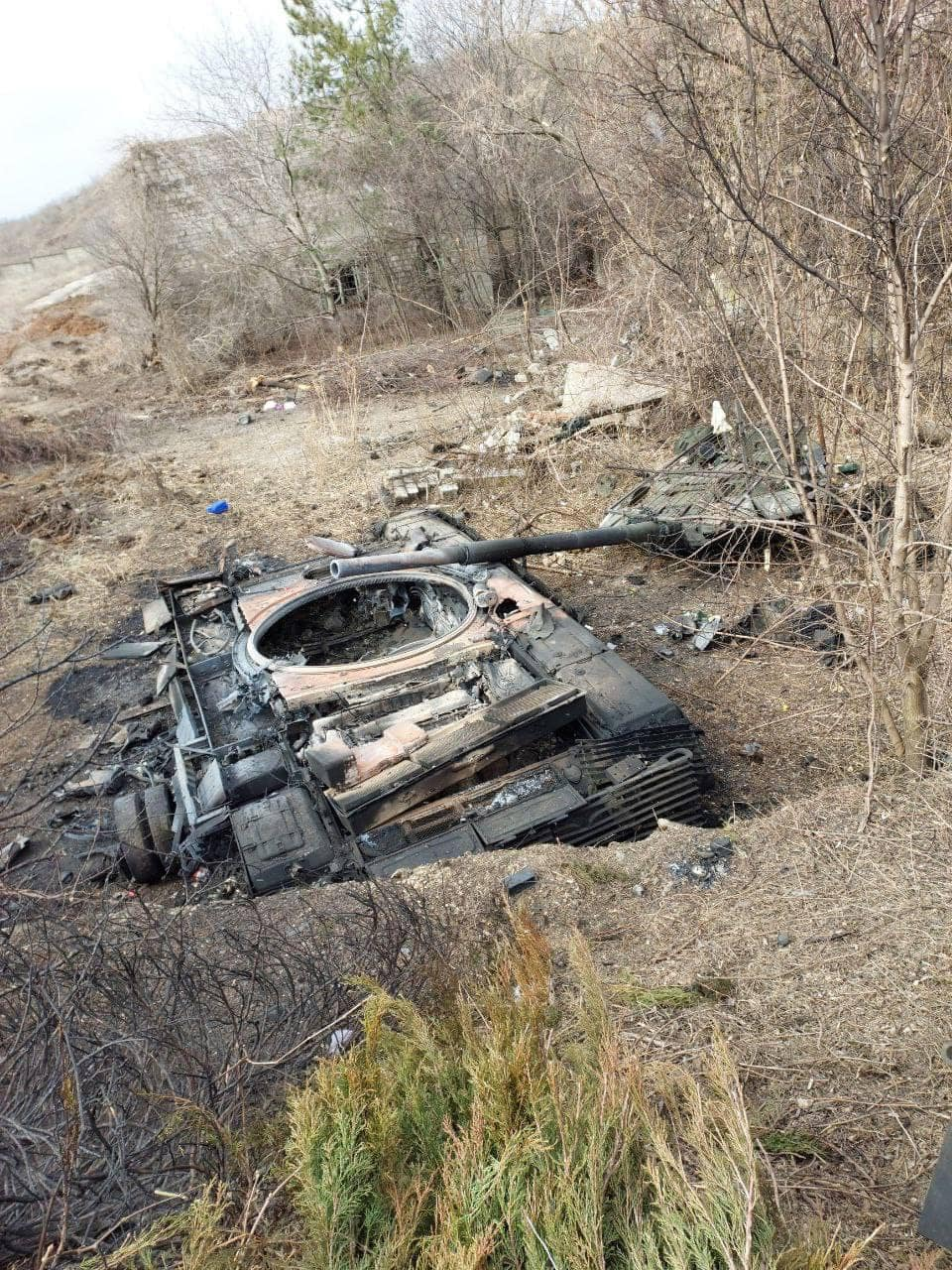
Zerstörter russischer T-72 bei der Belagerung von Mariupol

Am Morgen verließen die restlichen OSZE-Beobachter die Ukraine. Laut Angaben des US-amerikanischen Verteidigungsministeriums befanden sich etwa 95 Prozent der militärischen Kapazitäten, die Russland vor der Invasion um die Ukraine angesammelt hatte, nunmehr im Land selbst.
Russland setzte in der Nacht die Bombardierung von Charkiw weiter fort. Nach Angaben der ukrainischen Armee hatte das russische Militär auch seine Angriffe auf Sumy und Mykolajew fortgesetzt und Versuche unternommen, die Kontrolle über die nordwestlich vor Kiew liegenden Städte Irpin und Butscha zu erlangen. Außerdem wollten russische Einheiten nach Angaben des ukrainischen Militärs östliche Außenbezirke Kiews über Browary und Boryspil erreichen, um sich einen taktischen Vorteil zu verschaffen. Nach der Ankündigung Russlands, Gebäude der ukrainischen Waffenindustrie zu zerstören, kritisierte Selenskyj die Staatengemeinschaft für ihr diesbezügliches Schweigen.
Für den Vormittag kündigte das russische Verteidigungsministerium „lokale Waffenruhen“ bei den Städten Kiew, Charkiw, Mariupol und Sumy an, damit Zivilisten die Städte durch „humanitäre Korridore“ verlassen können. Der russische Vorschlag sah für Bürger aus Kiew nur Fluchtwege nach Belarus vor, Personen aus Charkiw sollten die Stadt nur in Richtung Russland verlassen dürfen. Die Ukraine bezeichnete den Vorschlag als „unmoralisch“.
Delegationen beider Kriegsparteien kamen zu einer dritten Verhandlungsrunde zusammen, bei denen über die Evakuierung der Zivilisten aus den umkämpften Städten verhandelt wurde. Jedoch war auch diese Verhandlung, wie bereits die Verhandlungen zuvor, nicht ebenbürtig besetzt. So nahm auf ukrainischer Seite Verteidigungsminister Oleksij Resnikow, der bereits zuvor der ukrainischen Delegation angehört hatte, teil, während die russische Seite keine entsprechenden hochrangigen Vertreter zu dem Treffen schickte. Russland und die Ukraine bekräftigen die Absicht zur Schaffung humanitärer Korridore in den umkämpften Gebieten. Russland bot an, Menschen aus Kiew über Homel in Belarus nach Russland zu fliegen. Von Mariupol sollten Zivilisten in die südrussische Stadt Rostow gebracht werden. Einwohner aus Sumy sollten in der zentralukrainischen Stadt Poltawa vorübergehend eine Unterkunft finden.
Einem geleakten angeblichen Dokument eines Mitarbeiters des russischen Inlandsgeheimdienstes FSB zufolge ist die russische Kriegsführung ein „Totalversagen“. So sei der FSB weitestgehend im Unklaren über die Einmarschpläne gewesen. Zudem fehle der Überblick, da man den „Kontakt zu wichtigen Divisionen verloren“ habe und daher nicht über die eigenen Verluste Bescheid wisse. Für den Kriegsausgang wurde prognostiziert, dass es für Russland keine Optionen mehr gebe, um aus dem Krieg siegreich hervorzugehen, da es wegen des Widerstands der Ukrainer kaum eine Chance habe, die Ukraine zu besetzen. „Selbst mit minimalem Widerstand der Ukrainer“ würde es „mehr als 500.000 Mann“ benötigen, „Nachschub und Logistik noch nicht eingerechnet“. Der Geheimdienstbericht endet mit dem Fazit: „Unsere Lage ist wie die Deutschlands zwischen 1943 und 1944 – nur, dass es unser Startpunkt ist.“
Am 7. März trat in der Ukraine ein Gesetz in Kraft, das Zivilisten den Waffengebrauch zur Abwehr des russischen Angriffs erlaubt.

### 8. März

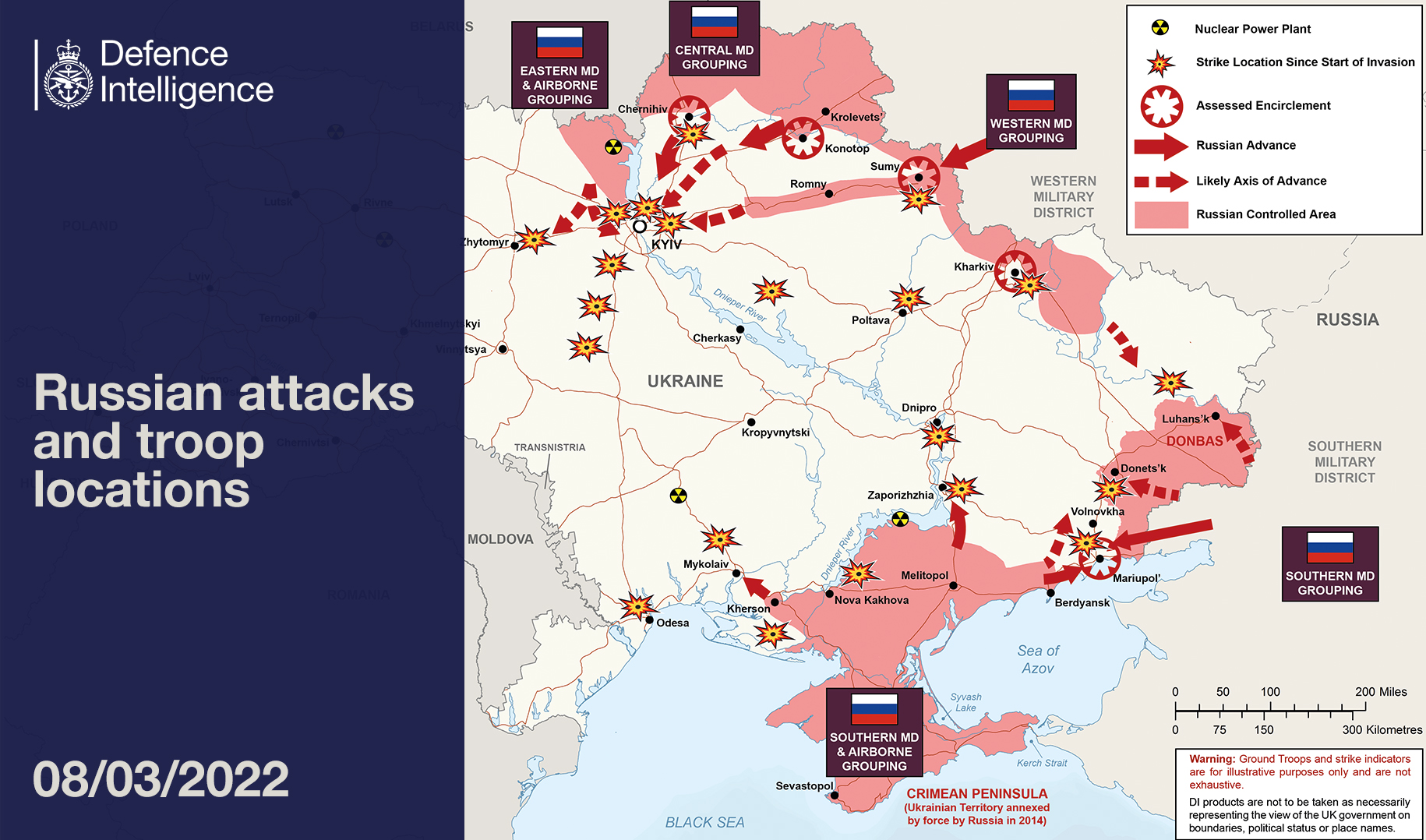
Lagebild in einer Veröffentlichung des britischen Verteidigungsministeriums am 8. März

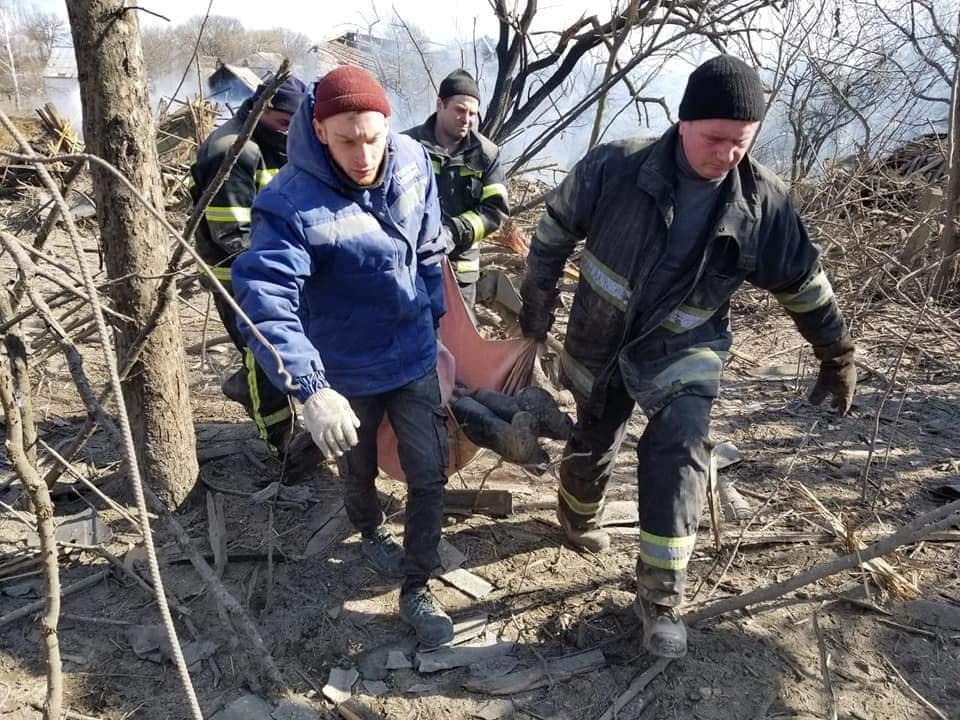
Die Stadt Malyn nach einem russischen Luftangriff am 8. März während der russischen Invasion. Katastrophenschützer tragen eine Leiche, die unter Trümmern gefunden wurde

US-Präsident Biden kündigte an, dass sämtliche Importe von Öl, Erdgas und Kohle aus Russland in sein Land verboten werden sollen. Unterdessen führten der chinesische Staatschef Xi, Frankreichs Präsident Macron und der deutsche Bundeskanzler Scholz eine Videokonferenz, in der über mögliche Auswege aus der Krise beraten wurde. Während eine Evakuierung der Zivilbevölkerung von Sumy am 8. März begann, scheiterte sie erneut in Mariupol. Busse und LKWs auf dem Weg nach Mariupol zur Evakuierung der mehreren hunderttausend Bewohner seien beschossen worden. Getötete Zivilisten wurden in Charkiw, Malyn und Ochtyrka gemeldet. Nachdem die westukrainische Stadt Lwiw zu einem Drehkreuz und Zufluchtsort für etwa 200.000 Flüchtlinge aus anderen Teilen des Landes geworden war, bat die Stadt internationale Organisationen um Hilfe.
Die Zahl der Flüchtlinge aus der Ukraine, die in andere Staaten geflohen sind, überstieg die Marke von zwei Millionen. Am 8. März erklärte sich Polen entgegen der ersten Ablehnung am 6. März doch bereit, seine MiG-29-Kampfflugzeuge an die Ukraine abzugeben – unter der Bedingung, dass sie nicht direkt an die Ukraine gehen, sondern erst zur Ramstein Air Base nach Deutschland geflogen werden und in den Besitz der USA bzw. NATO übergehen. Die USA und Deutschland lehnten den Vorschlag am 9. März ab.

### 9. März

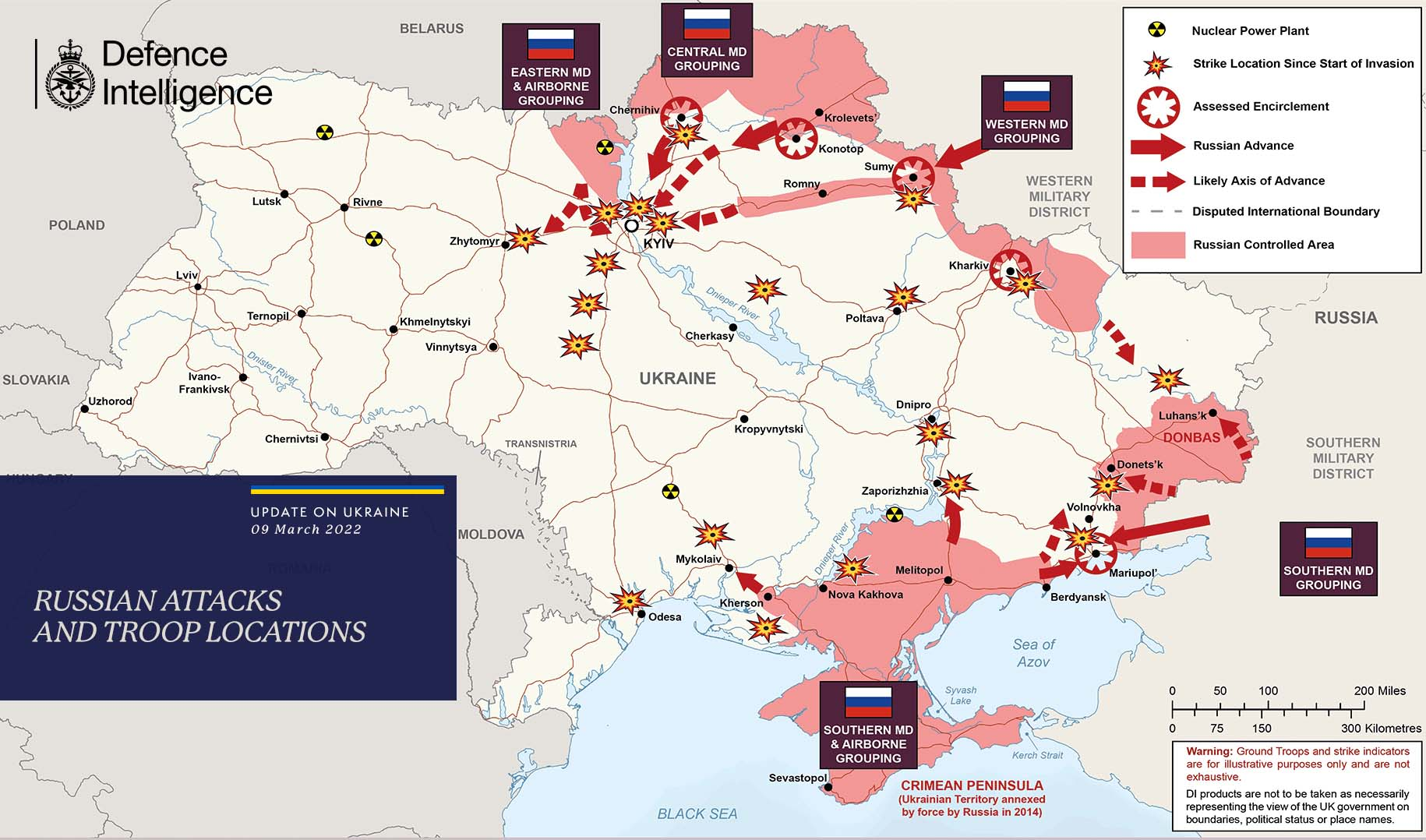
Lagebild in einer Veröffentlichung des britischen Verteidigungsministeriums am 9. März

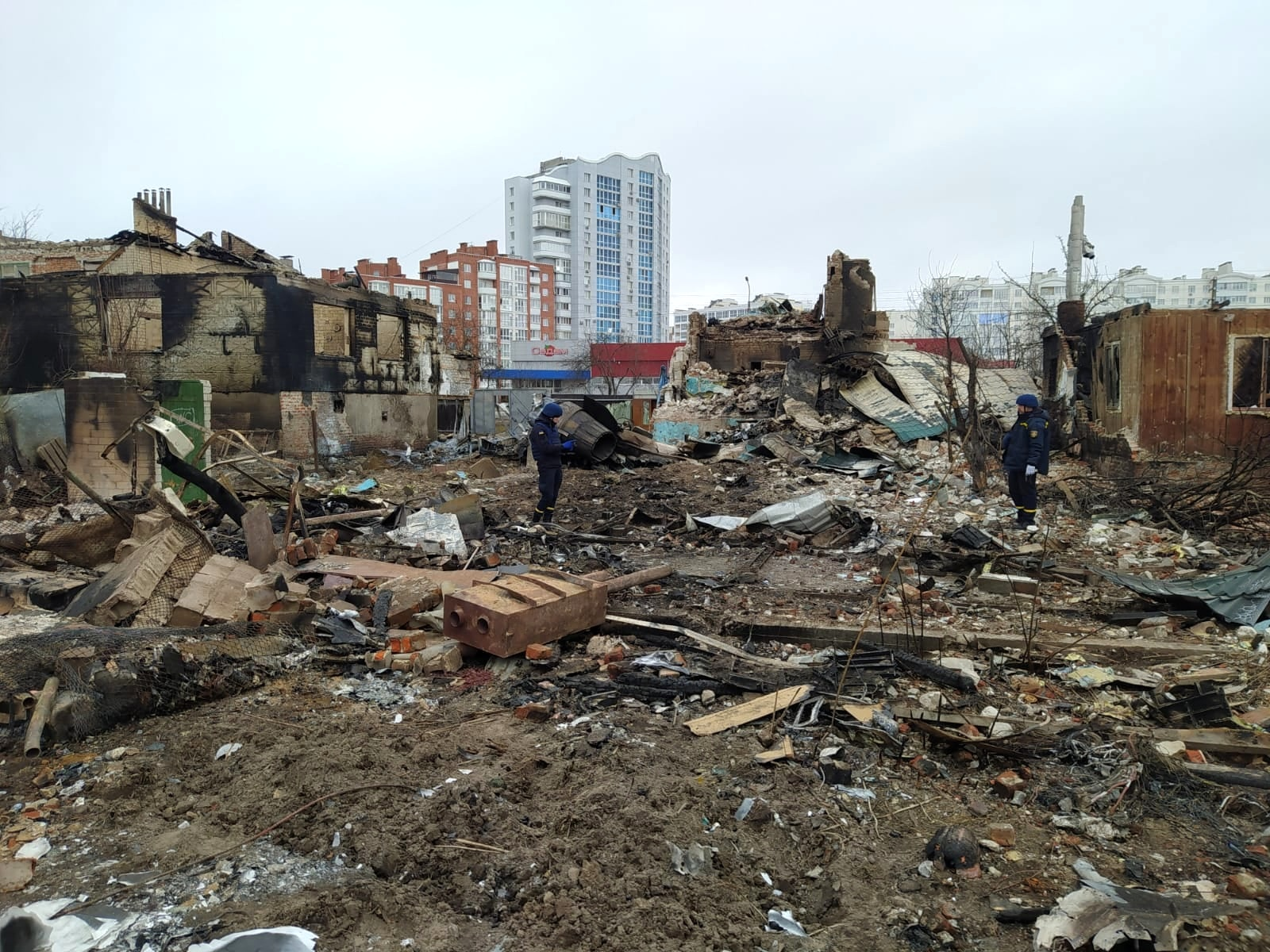
Aufräumarbeiten in Tschernihiw am 9. März nach dem mutmaßlichen Absturz eines russischen Bombers vom Typ Suchoi Su-34

In der umkämpften Stadt Mariupol hat die russische Armee ein Kinderkrankenhaus und eine Geburtsklinik bombardiert. Eine Bombe von mindestens 200 kg verfehlte den Klinikkomplex um wenige Meter. Der Angriff fand während einer eigentlich vereinbarten Feuerpause statt.
Das russische Präsidialamt resümierte einen Tag nach dem durch US-Präsident Joe Biden beschlossenen Importverbot für Öl und Gas aus Russland, dass die USA Russland den Wirtschaftskrieg erklärt haben. Die Vereinten Nationen vermeldeten, dass innerhalb eines Tages 140.000 Menschen aus der Ukraine geflohen seien. In der von Russland besetzten ukrainischen Stadt Cherson wurden nach ukrainischen Angaben mehr als 400 Demonstranten von der russischen Nationalgarde festgenommen.
Die russische Delegation ist nach eigenen Angaben vom 9. März zu keinen Zugeständnissen bei Verhandlungen mit der Ukraine bereit.
Laut eines Berichts der Zeitung Ukrajinska Prawda vom 9. März wurden acht russische Generäle entlassen, weil sie ihre Aufgabe nicht erfüllt hätten.

### 10. März

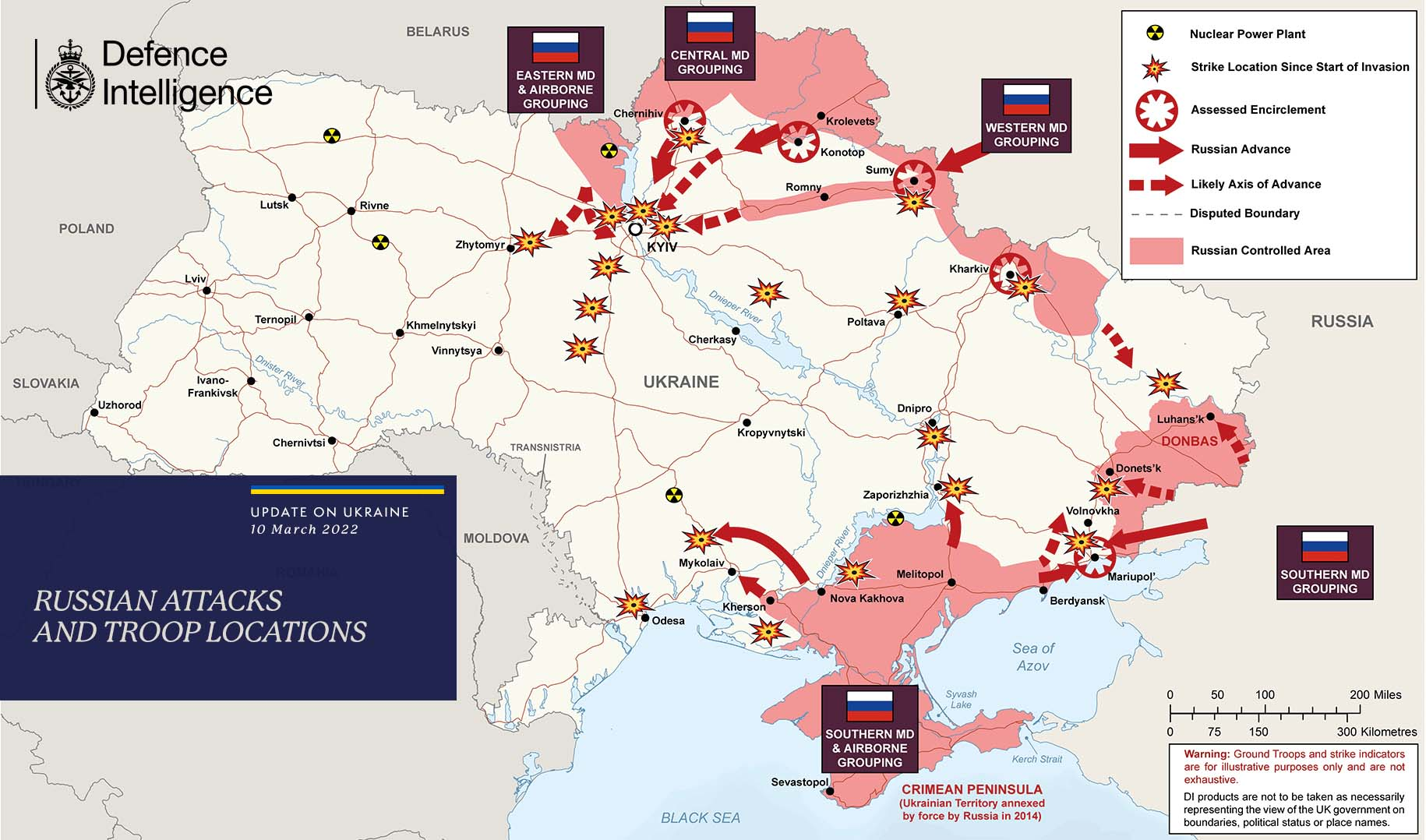
Lagebild in einer Veröffentlichung des britischen Verteidigungsministeriums am 10. März

Während das russische Verteidigungsministerium den am Vortag erfolgten Angriff auf das Kinderkrankenhaus in Mariupol bestritt, erklärte der russische Außenminister Sergei Lawrow unter Anführung mehrerer Behauptungen, dass der Angriff gerechtfertigt gewesen sei.
Die Pressesekretärin des Weißen Hauses, Jen Psaki, warnte davor, dass russische Behauptungen, wonach die Ukraine biologische und chemische Waffen entwickelt habe, auf einen möglicherweise geplanten Einsatz von chemischen Waffen durch die russische Seite hindeuten könnten.
Bis zum 10. März hatte sich die russische Armee innerhalb der vorherigen vier Tage der Hauptstadt Kiew bis zur Stadt Browary annähern können. Der Kiewer Bürgermeister gab an, dass etwa die Hälfte der Einwohner die Hauptstadt verlassen haben. Ein nach Mariupol gestarteter Hilfskonvoi musste aufgrund anhaltenden Beschusses umkehren. Aufgrund der Blockade der Stadt und der zusammengebrochenen Versorgung, in deren Folge die Supermärkte und Apotheken geplündert worden waren, bildete sich ein Schwarzmarkt für Lebensmittel in der Stadt.
Auf Vermittlung des türkischen Präsidenten Recep Tayyip Erdoğan verhandelten die Außenminister der Ukraine und Russlands am Rande des Diplomatie-Forums (Antalya Diplomacy Forum) in Antalya. Russland forderte hier zusätzlich zu einer Anerkennung der Zugehörigkeit der Krim zu Russland und der Unabhängigkeit der Separatistengebiete im Donbass auch eine Neutralitätsverpflichtung der Ukraine in ihrer Verfassung. Die „strategische Orientierung der Ukraine zum vollständigen Beitritt zur EU und der NATO“ müsse aufgegeben werden. Dazu hatte der ukrainische Präsident Selenskyj bereits am 8. März 2022 Kompromissbereitschaft signalisiert. Das Gespräch verlief jedoch ergebnislos, insbesondere konnte keine Waffenruhe vereinbart werden. Der deutsche Bundeskanzler Olaf Scholz und der französische Präsident Emmanuel Macron forderten den russischen Präsidenten in einem Telefonat erneut zu einer sofortigen Waffenruhe auf.
Die ukrainische Flugabwehr hat nach US-Angaben die Effektivität russischer Flugzeuge eingeschränkt. So seien die meisten Raketenangriffe durch russische Streitkräfte nicht durch Luftstreitkräfte erfolgt, sondern durch Boden-Boden-Raketen (bspw. Raketenwerfer). Trotzdem fliege das russische Militär nach US-Angaben mehr als 200 Einsätze pro Tag, während die Ukraine nur auf 5 bis 10 Lufteinsätze pro Tag komme. Jedoch verfüge das ukrainische Militär noch immer über etwa 56 Kampfflugzeuge und damit über einen Großteil seiner Flotte. Nach britischen Angaben gab es in den Tagen vor dem 10. März insgesamt einen deutlichen Rückgang der gesamten Aktivität der Luftwaffe über der Ukraine.
Die ukrainischen Streitkräfte haben nach eigenen Angaben ein Eindringen russischer Einheiten in Tschernihiw zurückgeschlagen und eine Einkesselung von Charkiw verhindert. Zudem sei im Süden der Ukraine ein weiteres Vordringen russischer Kräfte ins Landesinnere in Richtung Saporischschja und Krywyj Rih gestoppt worden. Mykolajiw sei umkämpft. Das amerikanische Institute for the Study of War (ISW) beobachtet, dass der Stillstand der russischen Expansion westlich von Kiew immer wahrscheinlicher wird und auch die Umstrukturierung nach Einschätzung des ukrainischen Generalstabs für die Einnahme der Hauptstadt nicht ausreiche, während gleichzeitig russische Angriffsformationen von Osten bei Browary schwere Zerstörungen erlitten haben. Auch der Angriff auf Charkiw habe sich festgefahren und der Vormarsch im Süden und Osten um Luhansk und Donezk komme nur wenig voran. Bisher seien keine Indizien zu beobachten, dass die russische Armee sich so umstrukturiert, die Situation zu verändern und den Vormarsch beweglicher zu machen.

### 11. März

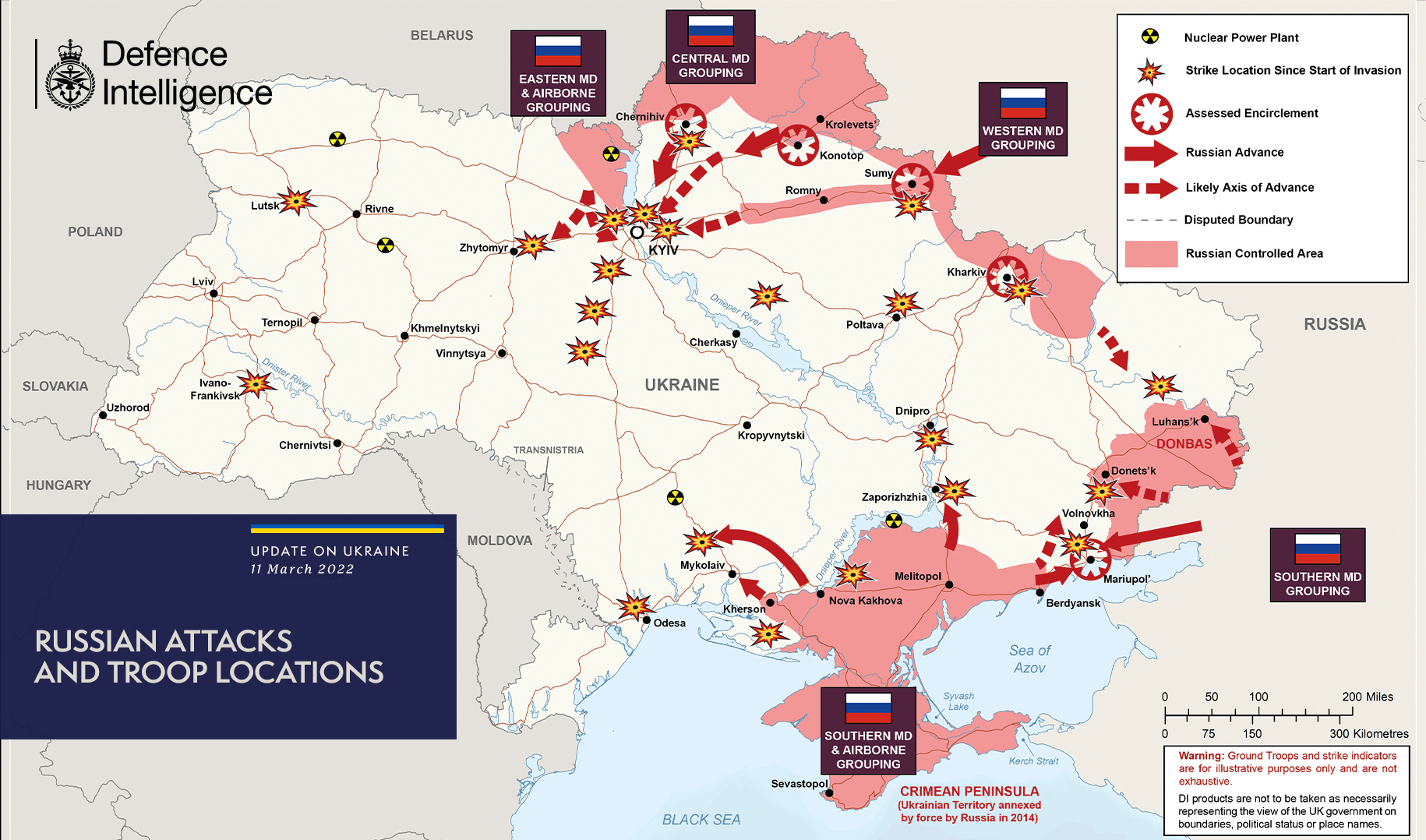
Lagebild in einer Veröffentlichung des britischen Verteidigungsministeriums am 11. März

Nach US-amerikanischen Angaben konnten russische Kräfte in der Nacht zum 11. März bei der Schlacht um Kiew leichte Gebietsgewinne am westlichen Stadtrand verzeichnen. Gefechte wurden zum Tagesende auch am südlichen und östlichen Rand Kiews und erneut am nördlichen Stadtrand verzeichnet. Erneut scheiterte ein Hilfskonvoi bei dem Versuch, in die belagerte Stadt Mariupol zu gelangen; laut russischem Militär seien alle Brücken und Zufahrten zur Stadt zerstört. Nach ebenfalls russischen Angaben wurden die Militärflugplätze bei Lutsk und Iwano-Frankiwsk zerstört sowie die 50 Kilometer nördlich von Mariupol liegende Stadt Wolnowacha durch prorussische Separatisten eingenommen. Britischen Angaben zufolge bombardierten die russischen Streitkräfte auch die Städte Lutsk und Iwano-Frankiwsk selbst, mit ungelenkten Bomben.
Satellitenbilder belegen, dass sich der russische Militärkonvoi, der sich am 1. März nordwestlich von Kiew von Prybirsk über etwa 60 Kilometer bis zum Flughafen Kiew-Hostomel erstreckt hatte, weitgehend in umliegende Städte und Waldgebiete in der Nähe des Flughafens aufgeteilt hat. Der Konvoi war mehreren Angriffen ausgesetzt und hatte sich in der ersten Märzwoche wegen Versorgungsproblemen und beschädigter bzw. zerstörter Fahrzeuge nur langsam vorwärtsbewegt. Um die nordostukrainische Stadt Tschernihiw aus südwestlicher Richtung einzukesseln, versuchten russische Einheiten nach ukrainischen Angaben die jeweils rund 15 Kilometer entfernten Orte Mychajlo-Kozjubynske und Schestowytsja einzunehmen.
In Isjum wurde nach ukrainischen Angaben eine Klinik beschossen. Die Stadt Dnipro wurde nach Angaben des ukrainischen Militärs und des staatlichen Rettungsdienstes mehrmals bombardiert. Dabei wurde das Haus der Orgel- und Kammermusik getroffen, wodurch die Fassade und Fenster stark beschädigt wurden.
Der russischen Investigativjournalist Andrei Soldatow berichtete am 11. März auf Twitter, so Der Spiegel, dass
Putin bei einem Sicherheitstreffen Sergei Beseda, seit 2009 Leiter des 5. Dienstes des FSB (Dienst für operative Informationen und internationale Beziehungen DPI, beauftragt Geheimdienstoperationen auf dem Territorium der ehemaligen UdSSR durchzuführen) und seinen Stellvertreter Anatoli Boluch deutlich kritisiert und unter Hausarrest gestellt habe, vermutlich weil er Putin über die Bereitschaft der Ukrainer, „die Befreier willkommen zu heißen“, in die Irre geführt habe. Putin warf Beseda laut Medienangaben unter anderem den Missbrauch von Geldern, die für die Separatisten und für Operationen zur Verfügung gestellt wurden, sowie die Lieferung schlechter Informationen vor. Der 5. Dienst war dafür verantwortlich, Wladimir Putin am Vorabend der Invasion mit Informationen über die politischen Ereignisse in der Ukraine zu versorgen. Laut Medienberichten wird vermutet, dass der 5. Dienst aus Angst, den Kremlführer zu irritieren, die Informationen gab, die er hören wollte.
Die Weltgesundheitsorganisation empfahl der Ukraine, hochpathogene Krankheitserreger in ihren Laboren zu vernichten, um mögliche Ausbreitungen nach Angriffen zu verhindern.
Laut ukrainischen Angaben sind bis zum 11. März Kriegsschäden in Höhe von mehr als 100 Milliarden Euro entstanden. Mit Stand 11. März 2022 verfügten die ukrainischen Luftstreitkräfte nach US-Angaben noch über etwa 56 Kampfflugzeuge und damit einen großen Teil ihrer Flotte.

### 12. März

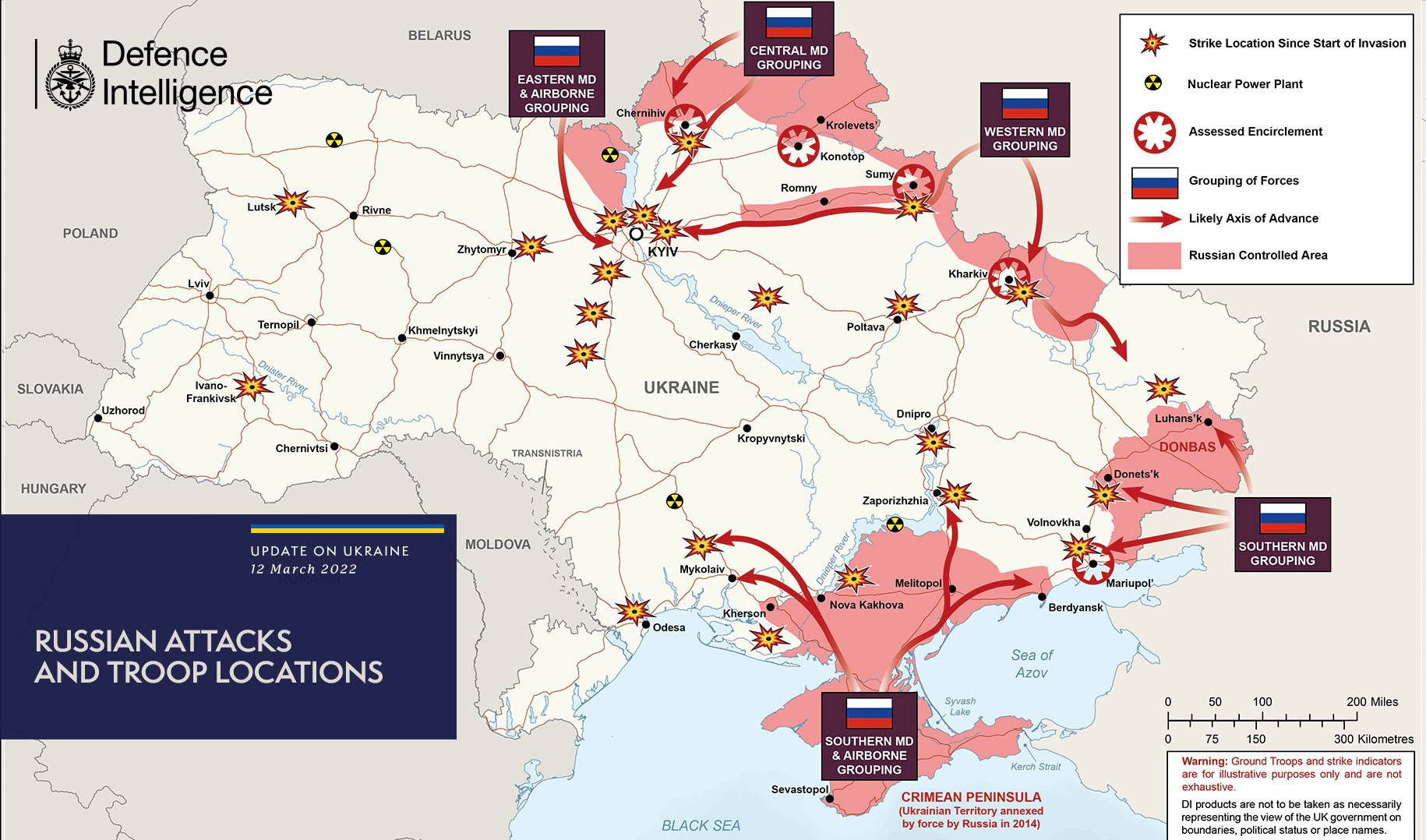
Lagebild in einer Veröffentlichung des britischen Verteidigungsministeriums am 12. März

Russland erneuerte seine Warnung vor einer Aufnahme von Schweden und Finnland in die NATO. Dies hätte „ernsthafte militärische und politische Folgen, die uns dazu zwingen würden, die gesamte Bandbreite der Beziehungen zu diesen Staaten zu überdenken und Vergeltungsmaßnahmen zu ergreifen“, so der Direktor für Europapolitik im russischen Außenministerium, Sergei Beljajew, der Agentur Interfax.
Mariupol war intensivem Beschuss ausgesetzt und eine Evakuierung deswegen gescheitert. Auch konnten erneut Hilfskonvois die Stadt nicht erreichen, weil sie gemäß ukrainischen Angaben durch russische Soldaten aufgehalten wurden. Laut Ärzte ohne Grenzen gab es in Mariupol erstmals Tote aufgrund Medikamentenmangels. Russische Truppen und prorussische Separatisten konnten eigenen Angaben zufolge Teile der Stadt erobern.
Das russische Verteidigungsministerium teilte mit, an der Grenze zur Hauptstadt Kiew sowohl eine Luftwaffenbasis in Wassylkiw als auch das nachrichtendienstliche Aufklärungszentrum der ukrainischen Streitkräfte in Browary „außer Gefecht“ gesetzt zu haben. Am Abend wurde nach Angaben einer Hilfsorganisation und der örtlichen Polizei ein Altersheim in der im Donbas liegenden Stadt Popasna von einer Phosphorbombe (die als Brandwaffe nach Genfer Abkommen verboten ist) getroffen, wodurch alle 60 Bewohner getötet worden seien. Die ukrainische Menschenrechtsbeauftragte Ljudmyla Denissowa warf Russland dies ebenfalls vor.

### 13. März

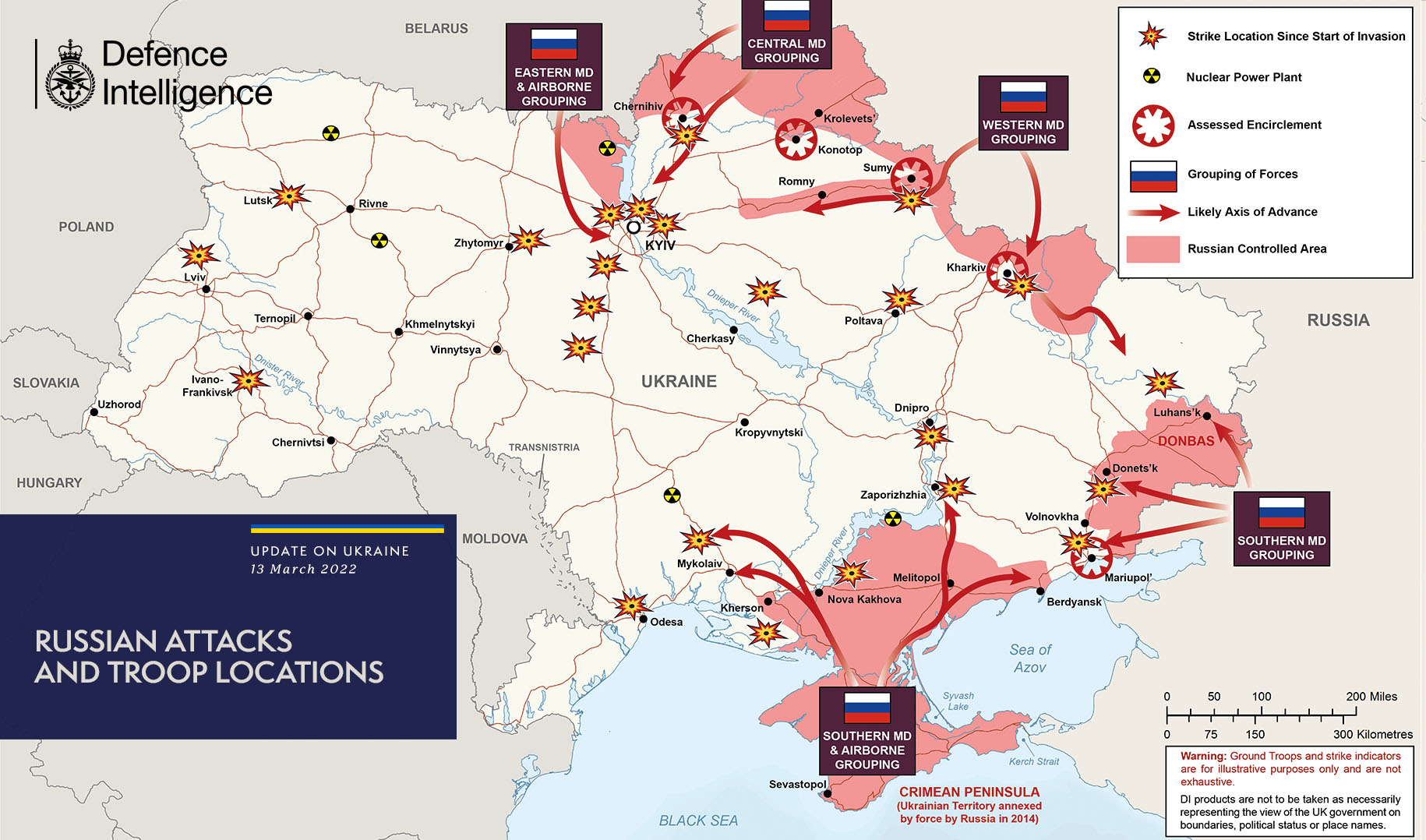
Lagebild in einer Veröffentlichung des britischen Verteidigungsministeriums am 13. März

Am Morgen wurde ein nahe zur polnischen Grenze und zur ukrainischen Stadt Lwiw gelegener ukrainischer Militärstützpunkt in Jaworiw bombardiert, wobei nach ukrainischen Angaben mindestens 35 Menschen getötet und 134 weitere verletzt worden seien. Laut russischen Angaben seien bei der Bombardierung bis zu 180 ausländische Kämpfer getötet und große Mengen aus dem Ausland gelieferter Waffen zerstört worden. In Irpin nahe Kiew wurde der US-Journalist Brent Renaud von russischen Truppen getötet und ein Kollege schwer verletzt.
In Mariupol sind seit Beginn der russischen Invasion bis zu diesem Tag nach Angaben des dortigen Stadtrats 2187 Einwohner ums Leben gekommen. Seit dem Vortag habe es dort mindestens 22 Bombardements mit über 100 Detonationen gegeben.
Zwei Tage nach der Entführung von Iwan Fedorow, dem Bürgermeister der von russischen Truppen besetzten Stadt Melitopol, erklärte sich prorussische Abgeordnete Halyna Danyltschenko indirekt zur Statthalterin: Sie gab bekannt, ein Komitee zu gründen, das die Stadtleitung übernehmen soll, und rief die Bewohner auf, sich „an die neue Realität“ anzupassen. Zugleich verlangte sie, die Einwohner sollten nicht mehr gegen die russischen Besatzungstruppen demonstrieren. Präsident Selenskyj drohte der Statthalterin mit dem Tod.

### 14. März

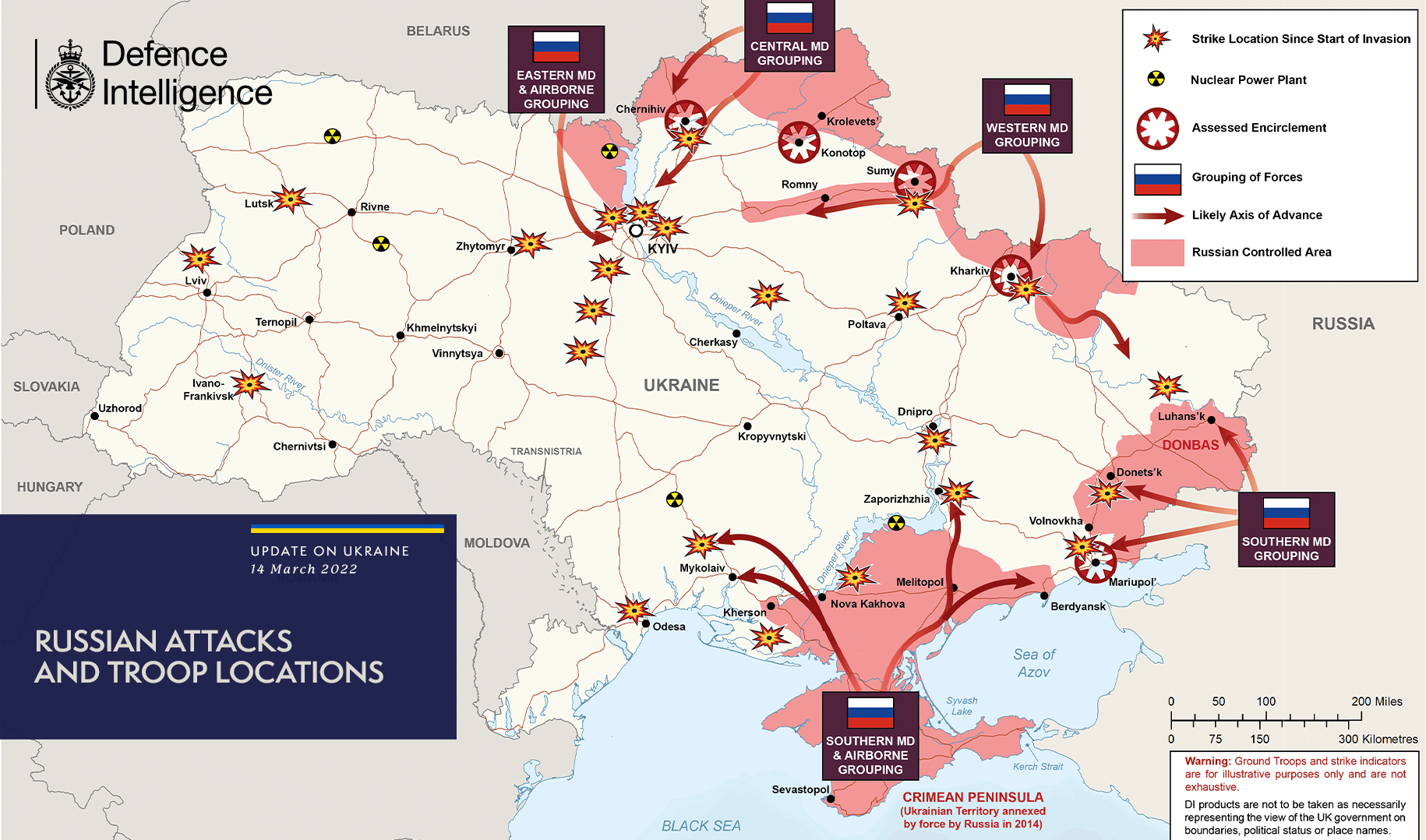
Lagebild in einer Veröffentlichung des britischen Verteidigungsministeriums am 14. März

Nach britischen Angaben haben die russischen Seestreitkräfte eine Seeblockade um die Ukraine aufgebaut und das Land dadurch vom internationalen Seehandel abgeschnitten. China und Russland wiesen Behauptungen zurück, wonach Russland die chinesische Regierung nach Beginn des Krieges in der Ukraine um militärische und wirtschaftliche Hilfe gebeten haben soll. Laut US-amerikanischen Geheimdienstquellen sagte China zu, Russland mit Waffen zu beliefern. Am 14. März begannen Delegationen beider Kriegsparteien mit einer vierten und zweitägigen Verhandlung, diesmal als Videokonferenz. Am selben Tag endete eine russische Militärübung in Kaliningrad. Die NATO startete ihrerseits mit dem zweijährlich stattfindenden Großmanöver Cold Response in Norwegen. Eine für Mariupol vorgesehene, in Berdjansk stehende, humanitäre Hilfslieferung ist auch am 14. März nicht angekommen. Ebenfalls scheiterte erneut eine Großevakuierung der Stadt. In der weitgehend eingekesselten Stadt Tschernihiw gab es Bombenangriffe auf die Stadtwerke, wodurch neben der Tötung von Menschen die Wasserversorgung unterbrochen und ein Gasspeicher beschädigt wurde. Auch Wohnhäuser in Kiew wurden mehrfach bombardiert.
Wiktor Solotow, Direktor der Nationalgarde Russlands, räumte ein, dass man mit der „militärischen Operation“ nicht so schnell vorankäme wie geplant. In einer Pressekonferenz erklärten zwei mit der Verteidigung Kiews beauftragte ukrainische Generäle, ihre Truppen würden hart daran arbeiten, die russischen Truppen außerhalb der Reichweite von Artillerie zu halten. Es würden Blockaden und Befestigungen errichtet und Brücken gesprengt, was den russischen Truppen das Vorankommen erschwere. Der Anfang des Monats zu beobachtende große russische Militärkonvoi habe sich zerstreut und sei keine Bedrohung mehr.

### 15. März

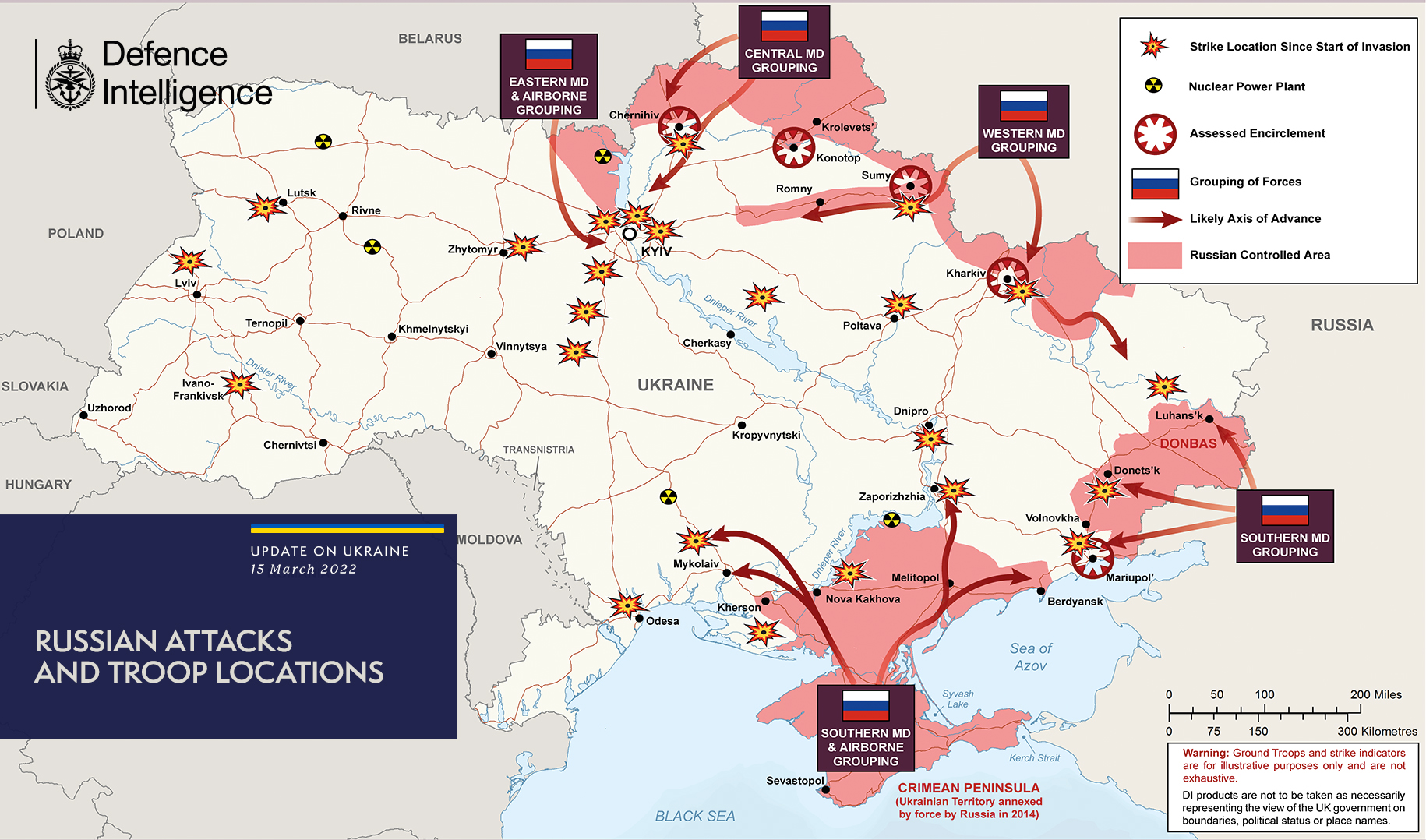
Lagebild in einer Veröffentlichung des britischen Verteidigungsministeriums am 15. März

Nach eigenen Angaben haben die ukrainischen Streitkräfte russische Angriffe an mehreren Fronten (bei Kiew, Makariw, Mariupol, Mykolajiw und bei Lyssytschansk) abgewehrt. So habe der Feind in der Nacht zum 15. bei Gefechten in Mariupol bis zu 150 Gefallene hinnehmen müssen und sich zurückgezogen. Am Tag meldeten mehrere Medien übereinstimmend, dass etwa 20.000 Einwohner die Stadt mit ihren Autos in Richtung Saporischschja verlassen haben. Jedoch sei ein Hilfskonvoi erneut nicht nach Mariupol durchgekommen. Beim Angriff auf Mariupol wurde nach ukrainischen Angaben Generalmajor Oleg Mitjajew durch das Regiment Asow getötet. Nach US-Angaben unterliegt auch die Stadt Tschernihiw einer Blockade.
Laut des US-Verteidigungsministeriums machen russische Bodentruppen kaum Geländegewinne bei umkämpften Städten. Die russische Armee reklamierte für sich, das komplette Gebiet Cherson im Süden des Landes unter Kontrolle gebracht zu haben.

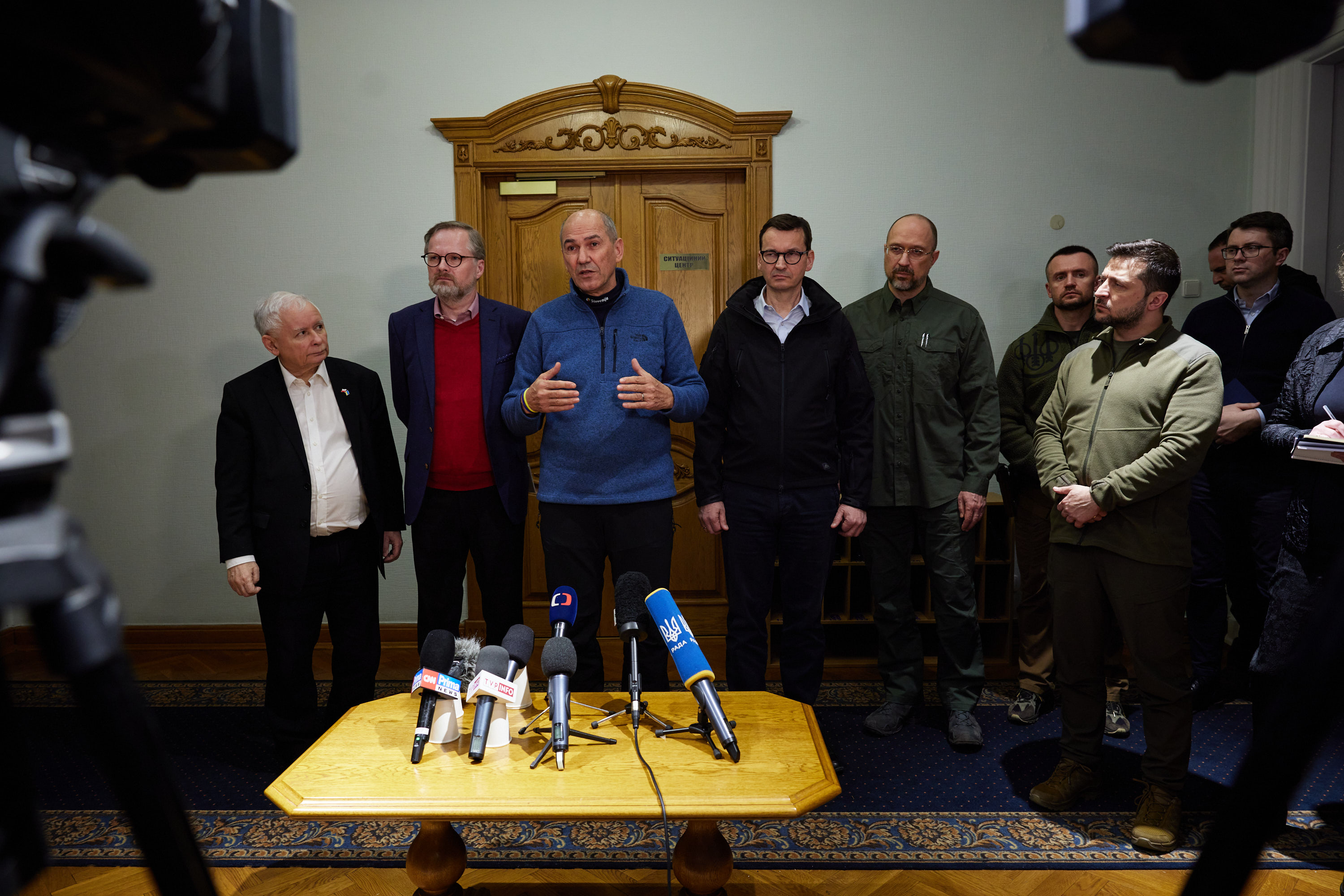
Selenskyj empfängt Mateusz Morawiecki, Petr Fiala und Janez Janša

In Kiew empfing der ukrainische Präsident die per Zug angereisten Regierungschefs Mateusz Morawiecki (Polen), Petr Fiala (Tschechien) und Janez Janša (Slowenien). Am selben Tag bestätigte das ukrainische Parlament die von Präsident Selenskyj vorgeschlagene Verlängerung des Kriegsrechts um 30 Tage bis zum 24. April.
Gazprom gab bekannt, dass es für den 15. März eine Gaslieferung von 109,6 Millionen Kubikmeter durch die Ukraine in die EU geben werde.

### 16. März

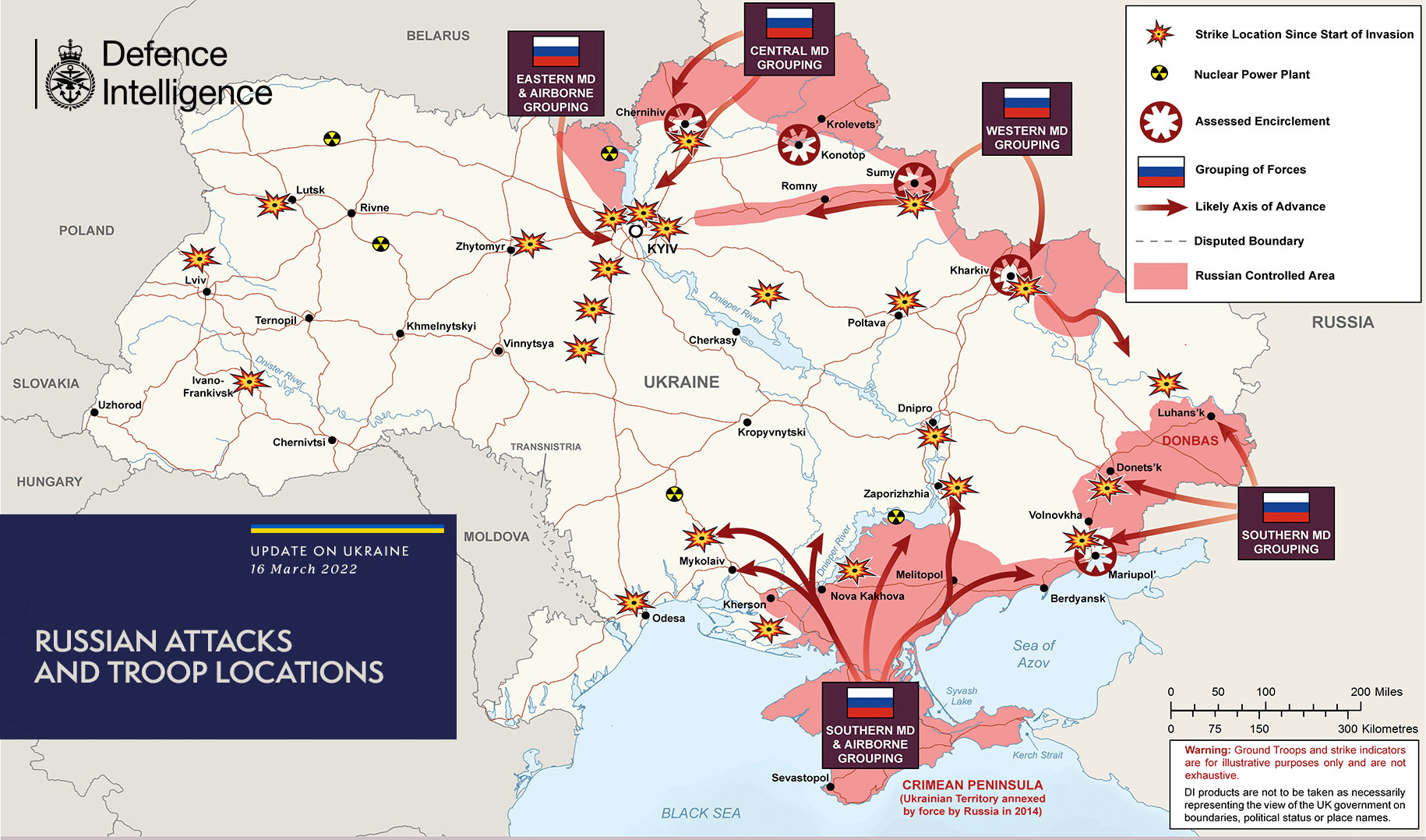
Lagebild in einer Veröffentlichung des britischen Verteidigungsministeriums am 16. März

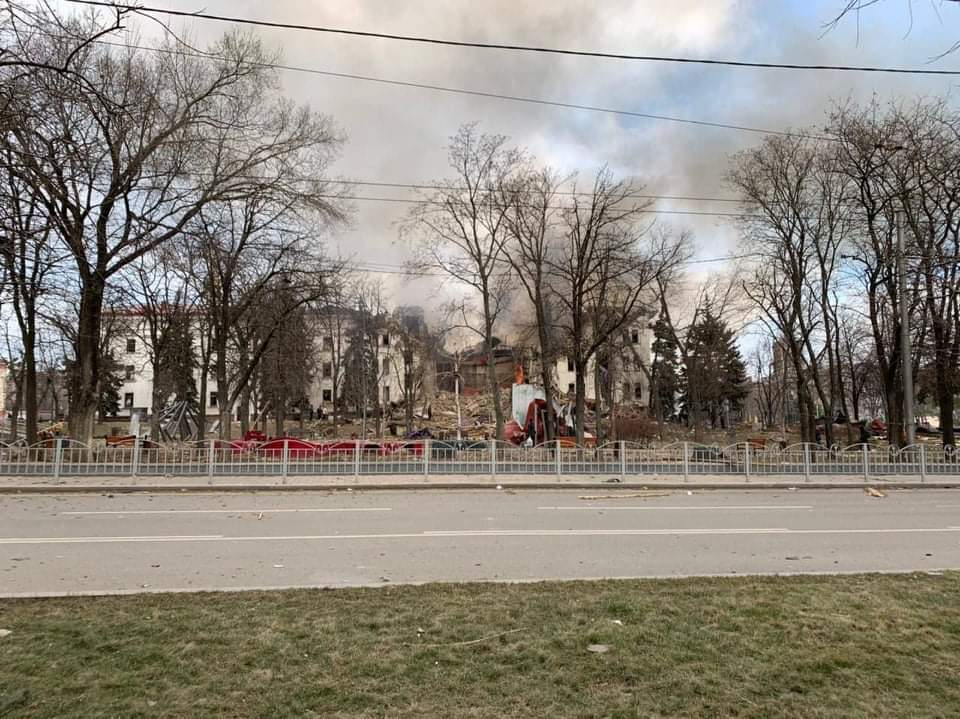
Ruine des Theaters von Mariupol, das am 16. März bombardiert wurde

Nach Angaben des ukrainischen Generalstabs verlor die russische Armee bis zu 40 Prozent ihrer Einheiten, die seit dem russischen Einmarsch am 24. Februar an Kämpfen beteiligt waren. Auch Großbritannien behauptete, die russische Seite habe im Ukraine-Krieg schwere Verluste erlitten und begrenzte Optionen, da sie den Luftraum nicht beherrsche. Amerikanische Schätzungen gingen davon aus, dass 7000 der eingesetzten 150.000 russischen Soldaten getötet und 12.000 bis 14.000 verletzt worden waren.
Für die Bombardierung bzw. Zerstörung eines Theaters in Mariupol, in dem laut örtlichen Behörden hunderte bis mehr als tausend Zivilisten untergebracht waren, machten sich beide Kriegsparteien gegenseitig verantwortlich. Satellitenaufnahmen belegen, dass die Plätze vor und hinter dem Theater deutlich mit dem russischen Wort 'дети' („Kinder“) markiert waren.

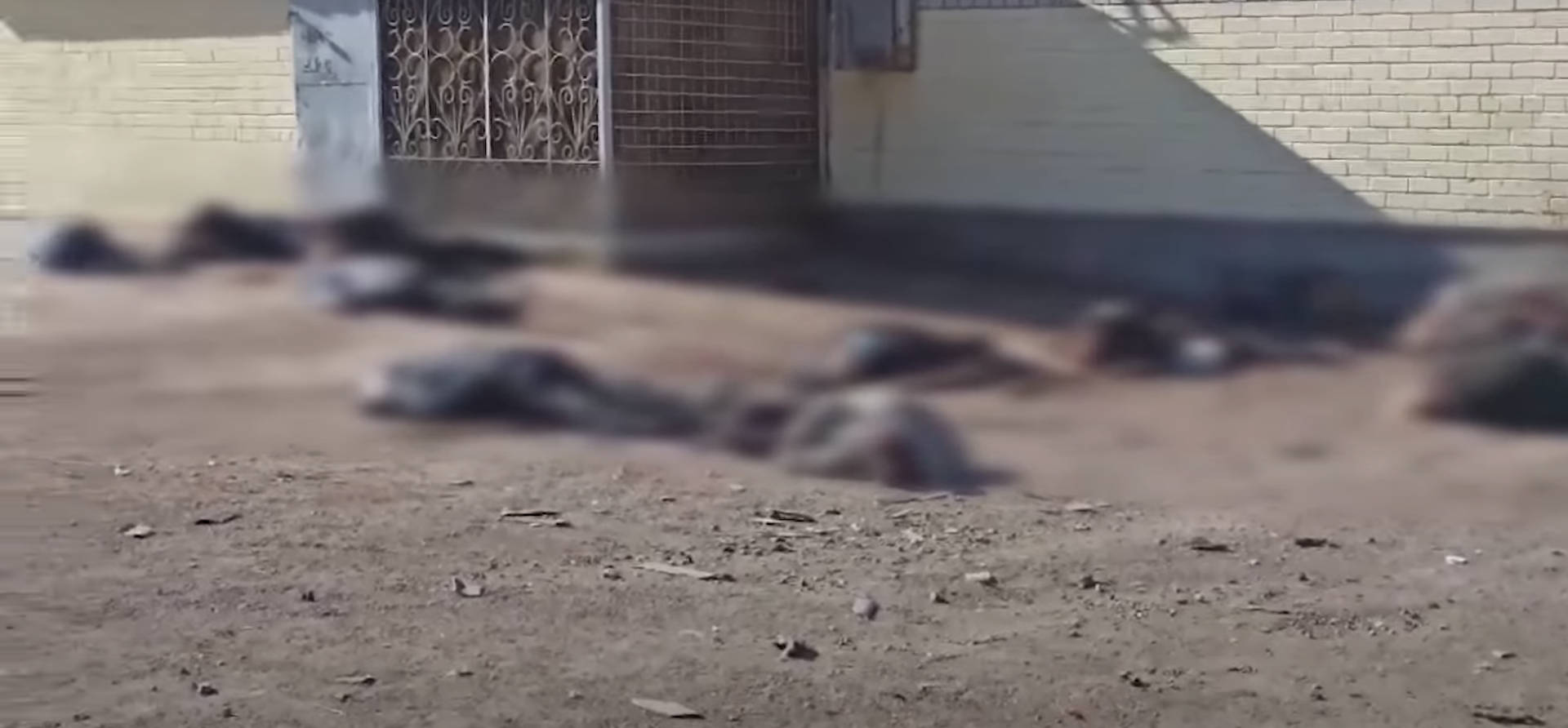
Einige der Opfer des Brotschlangenangriffs in Tschernihiw am 16. März, bei dem 14 Menschen, die nach Brot anstanden, getötet wurden.

In Tschernihiw sind nach Angaben des Regionalgouverneurs bei einem Angriff auf zivile Infrastruktur 53 Menschen getötet worden.
Der Internationale Gerichtshof entschied nach der Einreichung einer Klage der Ukraine, dass Russland den Angriffskrieg sofort einzustellen habe.
Der Europarat schloss Russland wegen des Ukraine-Kriegs mit sofortiger Wirkung aus. Am Tag zuvor hatte Russland bereits selbst dem Europarat seinen Austritt erklärt, nachdem dieser Schritte zu einem Ausschluss eingeleitet hatte.
Der ukrainische Präsident Wolodymyr Selenskyj forderte in einer per Video übertragenen Rede vor dem US-Kongress erneut die USA und NATO zur Einrichtung einer Flugverbotszone über der Ukraine auf.
Hatte der NATO-Generalsekretär Jens Stoltenberg am Vortag vor einem russischen Einsatz von Chemiewaffen gewarnt, warf das russische Verteidigungsministerium der Ukraine am 16. März vor, unter falscher Flagge einen Chemiewaffenangriff auf Zivilisten vorzubereiten, um Russland dann des Einsatzes von Chemiewaffen gegen die ukrainische Bevölkerung zu beschuldigen.
Die EU-Energiekommissarin Kadri Simson gab bekannt, dass die Ukraine und Moldau mit dem kontinentaleuropäischen Stromnetzwerk verbunden wurden und dass die EU die Ukraine im Energiebereich unterstützen werde.
Panama meldet die Versenkung eines und die Beschädigung von zwei weiteren Handelsschiffen im Schwarzen Meer durch russischen Beschuss.

### 17. März

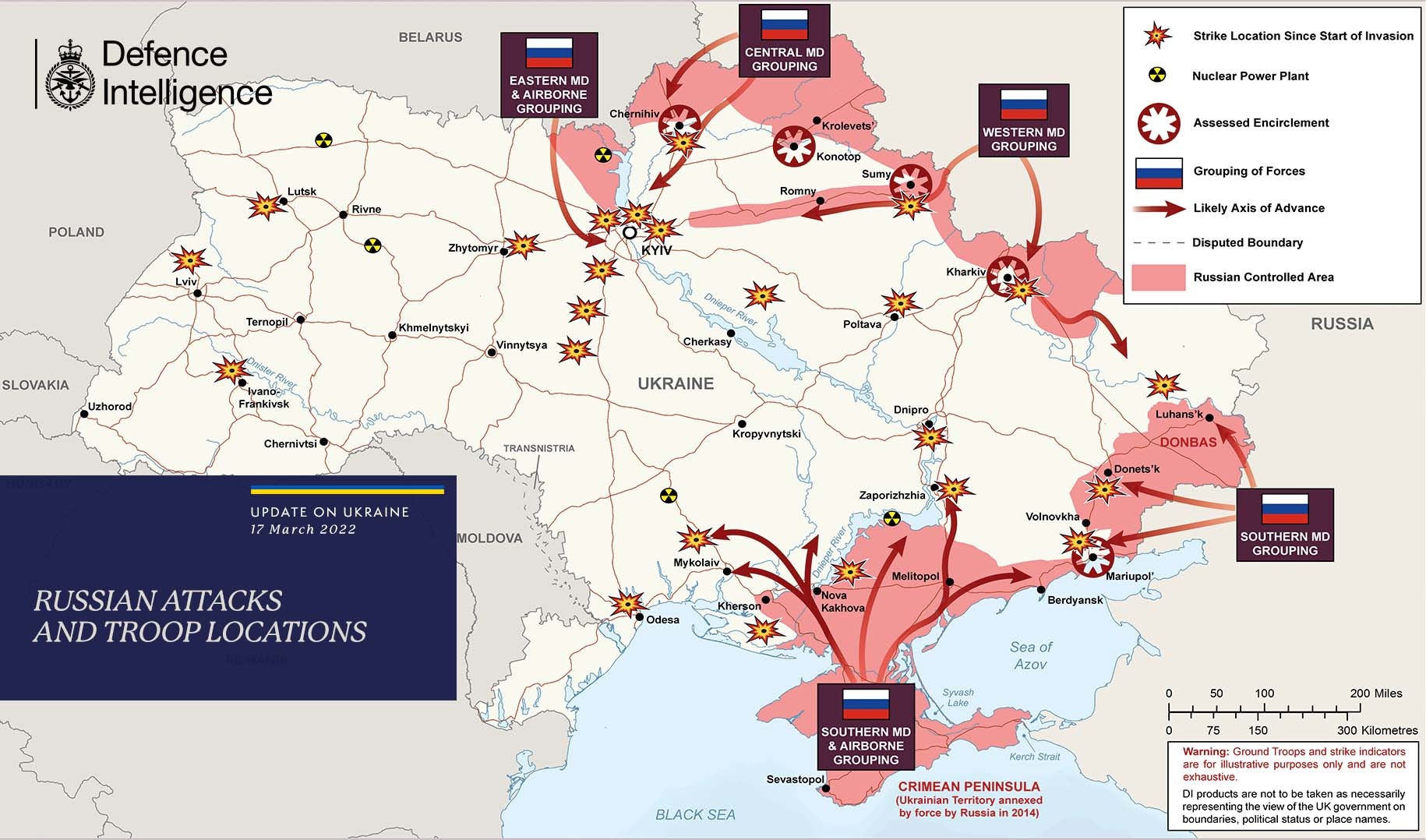
Lagebild in einer Veröffentlichung des britischen Verteidigungsministeriums am 17. März

Das britische Verteidigungsministerium teilte mit, dass nach Einschätzung der britischen Nachrichtendienste die Invasionstruppen erhebliche Nachschubprobleme hätten, die die Versorgung mit Nahrung und Treibstoff erschwerten. Grund seien die fehlende Luftherrschaft, fehlende Brückenbaukapazitäten und Zurückhaltung, sich über das Land zu bewegen. Ukrainische Angriffe auf russische Nachschubwege würden die russischen Streitkräfte zwingen, erhebliche Kräfte zum Schutz abzuzweigen, die zu Offensivhandlungen fehlten. Es gebe Hinweise auf eine niedrige Kampfmoral bei russischen Truppen. Nach Angaben des österreichischen Offiziers Markus Reisner ist die Unterbrechung der russischen Versorgung auf die ukrainische Territorialverteidigung und Spezialkräfte zurückzuführen, die russische Versorgungskonvois gezielt attackiert hätten. Diese Unterbrechung von Treibstoff und Nahrung (der erst durch einen Mangel an Soldaten für den Begleitschutz ermöglicht wurde), hat laut Reisner wesentlich zum Ausgang der Schlacht beigetragen.
In der ostukrainischen Kleinstadt Merefa sind nach Angaben der örtlichen Staatsanwaltschaft mindestens 21 Menschen durch russischen Artilleriebeschuss getötet worden.
Nach Angaben des Stadtrats von Mariupol sind seit der Belagerung, die am 1. März begonnen habe, durch tägliche Bombardements etwa 80 Prozent der Wohnungen beschädigt, davon rund 30 Prozent irreparabel.

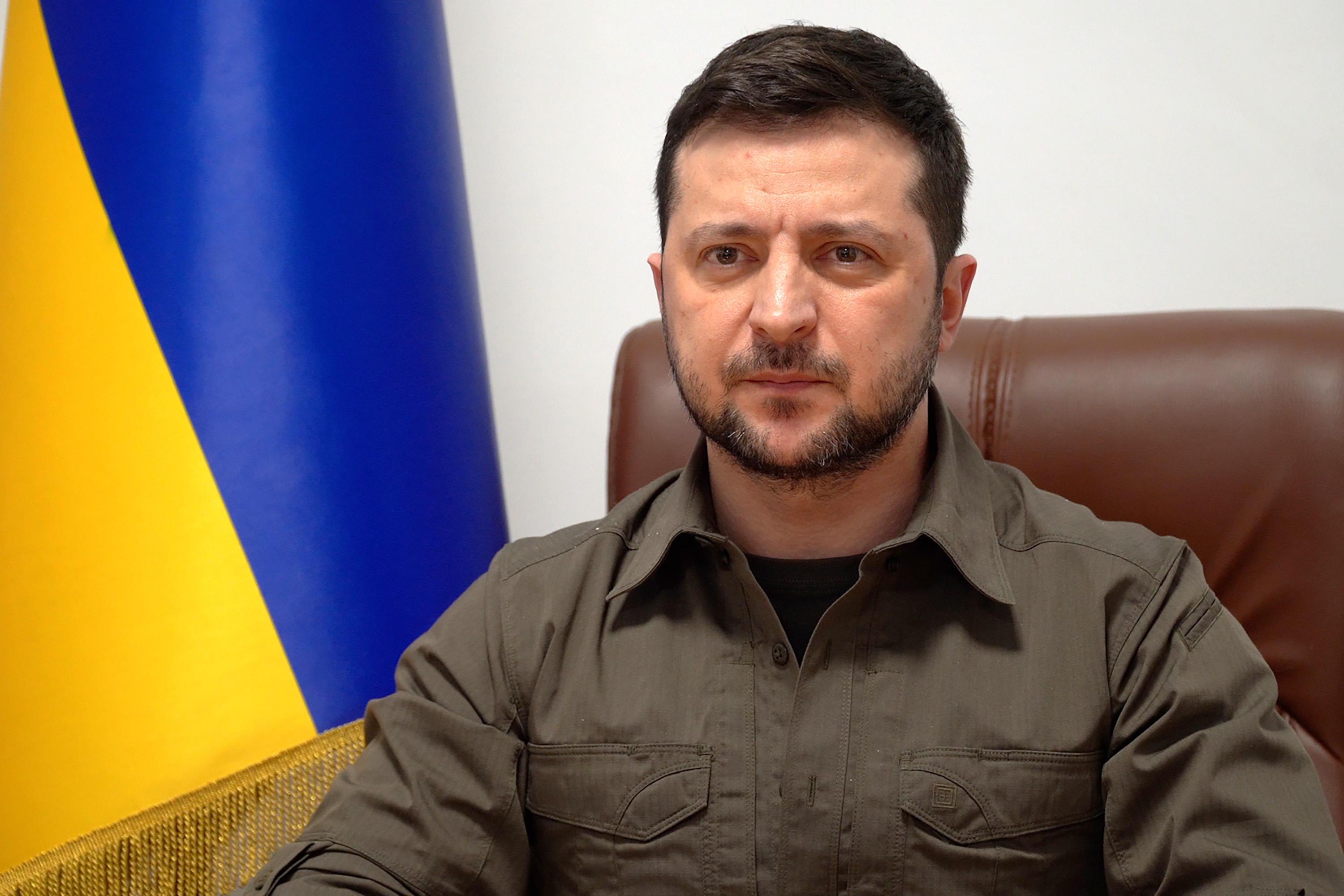
Selenskyj hält per Videoschalte eine Rede vor dem Deutschen Bundestag

Vor dem Deutschen Bundestag forderte der ukrainische Präsident Selenskyj in einer per Video übertragenen Rede eine stärkere Unterstützung für sein Land und eine stärkere Führungsrolle Deutschlands. Im Bundestag setzte die regierende Ampelkoalition unter Bundeskanzler Olaf Scholz trotz entsprechender Anträge auf Aussprache durch, dass nach Selenskyjs Rede ohne jede weitere Befassung sofort zur Tagesordnung übergegangen wurde.
Mit Stand zum 17. März sind laut dem ukrainischen Grenzschutz seit dem Beginn der russischen Invasion über 320.000 im Ausland lebende Ukrainer in die Ukraine eingereist.
Das russische Militär zerstörte durch Marschflugkörper das zum Ukroboronprom-Konzern gehörende staatliche Flugzeugreparaturwerk nahe dem Flughafen Lwiw. Die ukrainische Armee teilte in der Nacht zum 18. März mit, dass russische Truppen eine Einkreisung von Tschernihiw und Angriffe auf die bei Kiew liegende Stadt Browary fortgesetzt haben.
Putin ließ laut The Telegraph seinen General Roman Gawrilow verhaften. Russische Staatsmedien gaben an, Gawrilow sei nicht verhaftet, sondern aus dem Dienst entlassen worden.

### 18. März

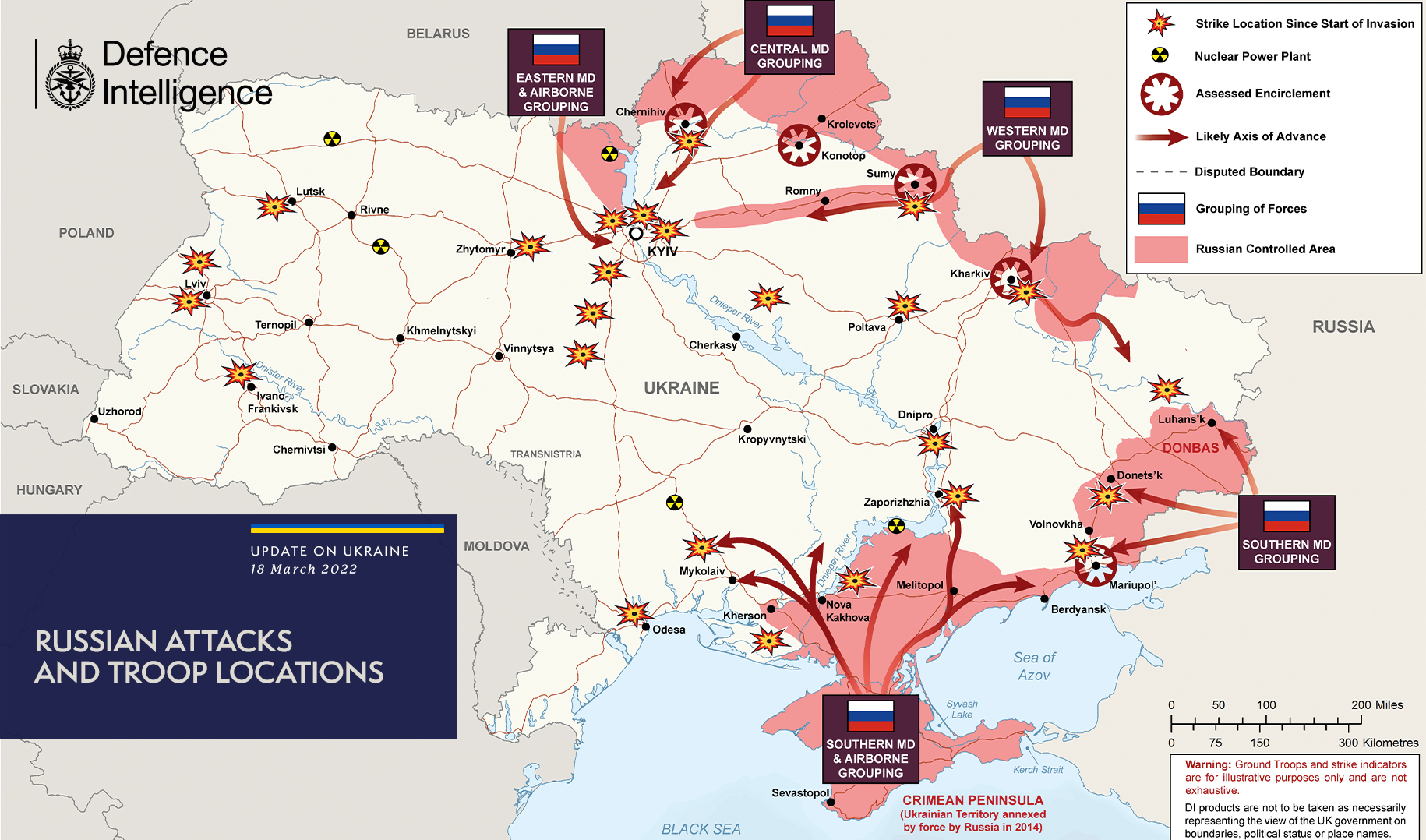
Lagebild in einer Veröffentlichung des britischen Verteidigungsministeriums am 18. März

In der Nacht führten ukrainische Streitkräfte laut eigenen Angaben an der Stadtgrenze der Hauptstadt Kiew Einsätze durch, um russische Einheiten aus den Vororten zurückzudrängen. Am frühen Morgen fanden beim Flughafen Lwiw Bombardierungen statt, die das russische Verteidigungsministerium bestätigte, da dort ukrainische Kampfflugzeuge abgestellt gewesen seien. Das russische Verteidigungsministerium gab zudem an, dass die „Kräfte der ‚Volksrepublik Lugansk‘ mit Feuerunterstützung der russischen Streitkräfte“ im Verwaltungsbezirk Luhansk Gebietsgewinne erzielt habe und etwa 90 Prozent der Region unter Kontrolle gebracht habe. Russische Streitkräfte setzten eigenen Angaben zufolge erstmals mit Kinschal eine Hyperschallrakete zur Zerstörung eines angeblich bei Deljatyn liegenden unterirdischen Waffenlagers ein.
Bei einer von der russischen Regierung und der Partei Einiges Russland organisierten Großveranstaltung am und im Luschniki-Stadion, mit deutlich mehr als 80.000 Teilnehmern (berichtet wurde von 200.000), trat Wladimir Putin anlässlich des 8. Jahrestags der Krim-Annexion mit einer vom russischen Staatsfernsehen übertragenen kurzen Rede auf. Dabei rief er die Nation zu weiteren Anstrengungen auf und drückte seine Siegeszuversicht aus. Neben Putin sprachen auch Margarita Simonjan und Marija Sacharowa auf der durch Musikeinlagen begleiteten Veranstaltung. Europäische Medien berichteten, dass manche der Teilnehmer ausgesagt haben, sie seien Staatsangestellte und sie seien gedrängt worden, zu der Veranstaltung zu gehen.
Die Kämpfe um das schwer zerstörte Mariupol erstreckten sich nach Angaben des Bürgermeisters Wadym Bojtschenko mittlerweile auch auf das Stadtzentrum, Gefechte mit Panzern und Maschinengewehren fänden statt. Aus dem am 16. März bombardierten Theater der Stadt seien bislang über 130 Menschen gerettet worden, wie Präsident Selenskyj mitteilte.
Der französische Präsident und der deutsche Bundeskanzler riefen den russischen Präsidenten in Telefonaten zu einem Stopp des Krieges auf. In einem Telefonat des US-amerikanischen Präsidenten Joe Biden mit dem chinesischen Staatsführer Xi Jinping habe letzterer nach chinesischen Agenturmeldungen betont, dass der Krieg „so schnell wie möglich enden“ müsse.

### 19. März

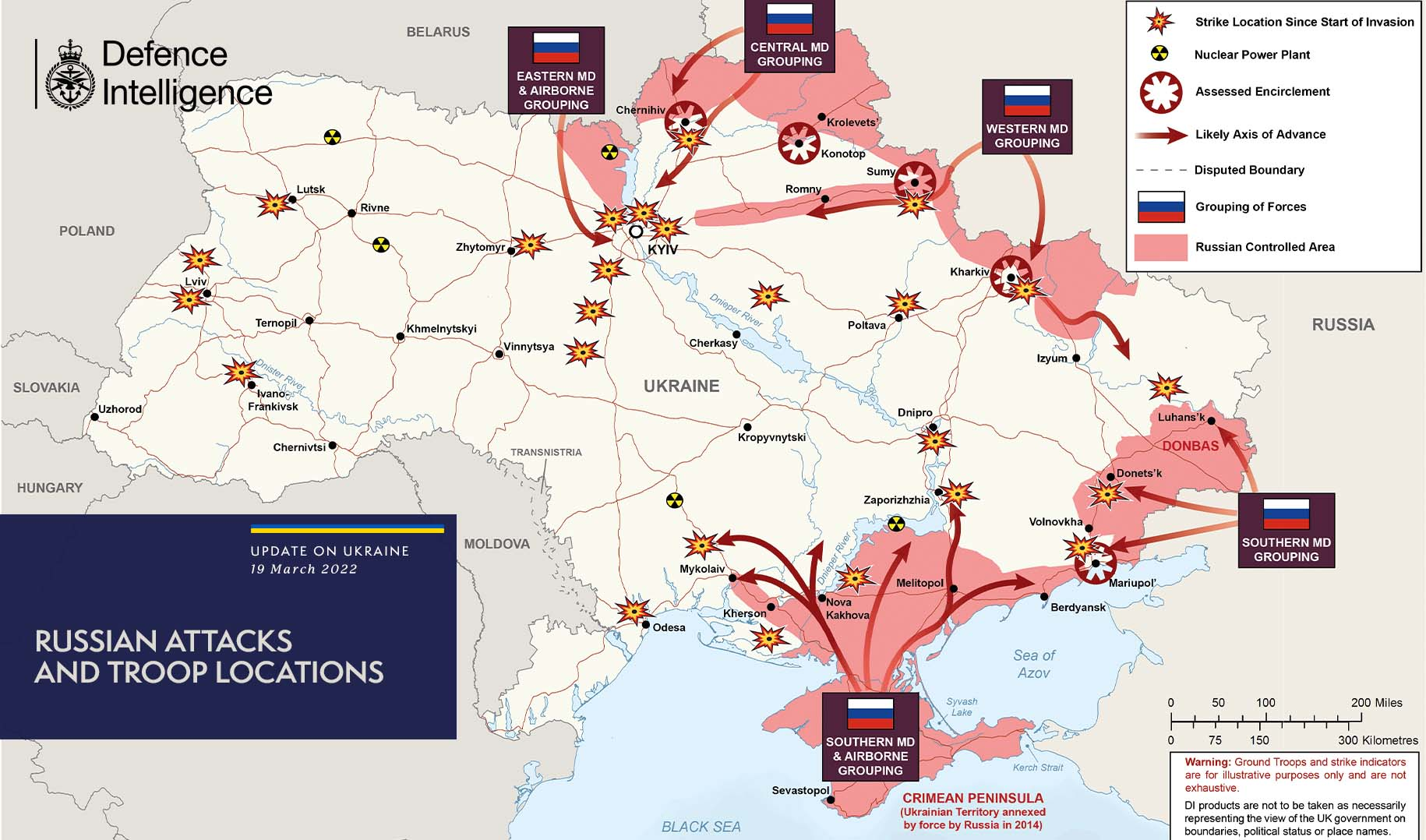
Lagebild in einer Veröffentlichung des britischen Verteidigungsministeriums am 19. März

In der Nacht zum 19. März führte das ukrainische Militär nach eigenen Angaben zum sechsten Mal erfolgreich einen Angriff auf am Flughafen Cherson stationierte russische Einheiten bzw. Hubschrauber aus. Bei diesen Angriffen sollte nach Medienberichten der russische Generalleutnant Andrei Mordwitschew gefallen sein, dies traf aber nicht zu.
Ebenfalls noch in der Nacht trafen drei russische Raketen eine Kaserne bei Mykolajiw, in der mehr als 200 Soldaten untergebracht waren. Mindestens 50 Tote wurden geborgen. Noch am selben Tag weitete das russische Militär die Bombardierungen auf die Stadt Mykolajiw aus und intensivierte diese. In Saporischschja, wohin ein Großteil der 30.000 bislang evakuierten Bewohner Mariupols geflüchtet war, wurde eine anderthalbtägige Ausgangssperre erlassen, nachdem am Vortag ein Beschuss der Stadt neun Menschen getötet und noch mehr verletzt hatte.
Die ukrainische Landwirtschaft, die der weltweit siebtgrößte Getreideproduzent ist und in den Jahren vor 2022 über 50 Prozent ihrer Ernte exportierte, ist durch den Krieg größtenteils zum Erliegen gekommen.
Der ukrainische Nationale Sicherheits- und Verteidigungsrat beschloss in der Nacht zum 20. März ein Verbot der Arbeit aller als prorussisch, antiliberal oder euroskeptisch geltender Oppositionsparteien für die Dauer des Kriegsrechts im Land. Das Verbot betrifft insgesamt elf Parteien, darunter zwei, die im ukrainischen Bundesparlament vertreten sind. Darunter ist mit Oppositionsplattform – Für das Leben die größte Oppositionspartei.

### 20. März

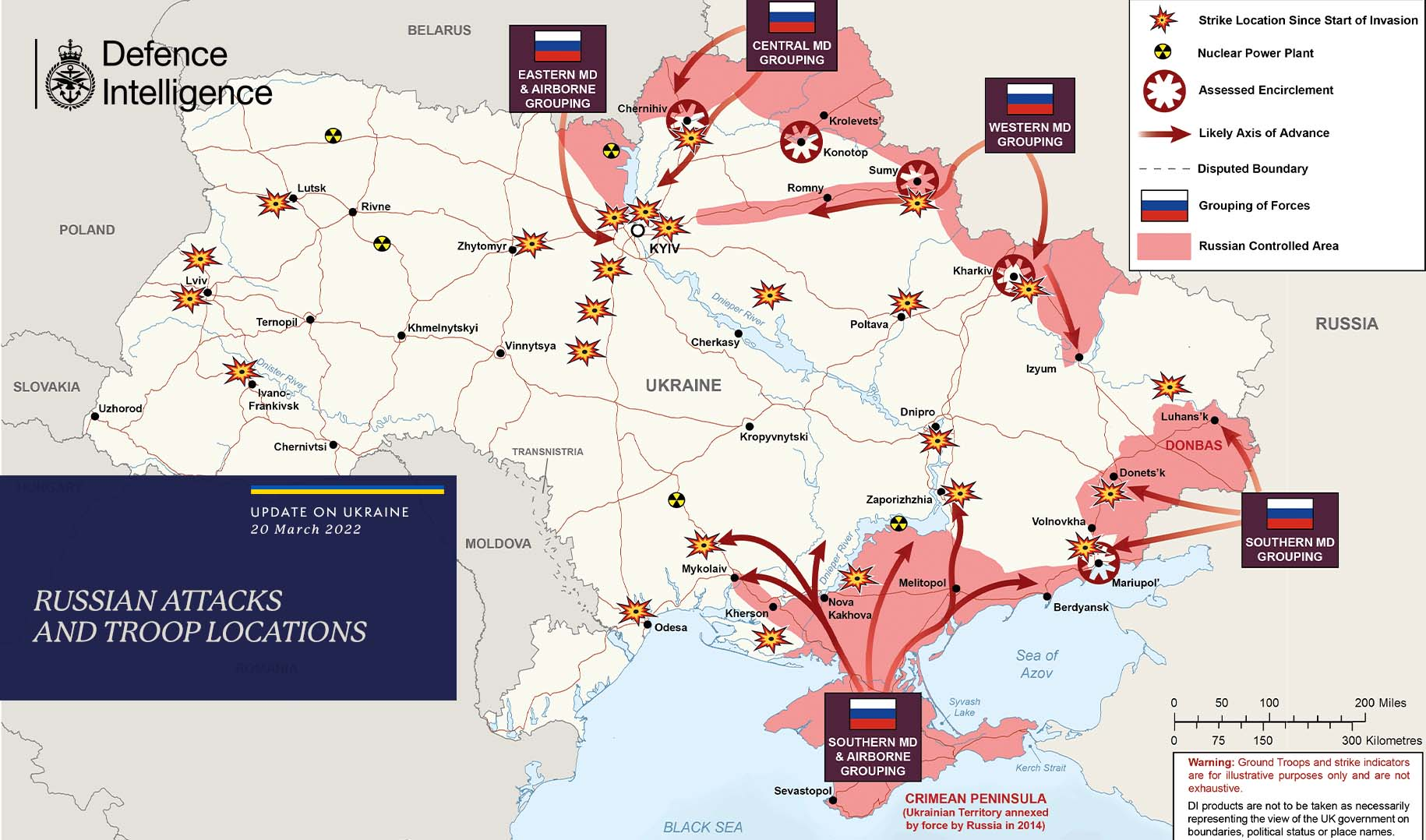
Lagebild in einer Veröffentlichung des britischen Verteidigungsministeriums am 20. März

Der Bürgermeister von Tschernihiw, Wladyslaw Atroschenko, berichtete, dass seine von russischen Truppen eingeschlossene 300.000-Einwohner-Stadt – wie zuvor Mariupol – von der Strom-, Wasser- und Wärmeversorgung abgeschnitten sei. Wohngebiete und ein Krankenhaus würden beschossen, die medizinische Versorgung sei zusammengebrochen.
Die Stadtverwaltung Mariupols teilte mit, dass in der zurückliegenden Woche tausende Bewohner gegen ihren Willen nach Russland deportiert worden seien. Eine Kunstschule mit rund 400 Zufluchtsuchenden sei bombardiert und zerstört worden.
Laut dem Vorsitzenden der ukrainischen Eisenbahnen wurden alle Schienenverbindungen zwischen Belarus und der Ukraine sabotiert, sodass diese Transportwege nicht mehr für Versorgung und Nachschub russischer Truppen genutzt werden könnten. Die belarussische Opposition um Swetlana Tichanowskaja begrüßte dies.
Der ukrainische Präsident Selenskyj sprach über Videoschaltung im Parlament von Israel.
Der ukrainische Präsident unterzeichnete ein Dekret, mit dem alle ukrainischen TV-Sender „zusammengelegt“ werden, da in Kriegszeiten „eine einheitliche Informationspolitik“ wichtig sei.

### 21. März

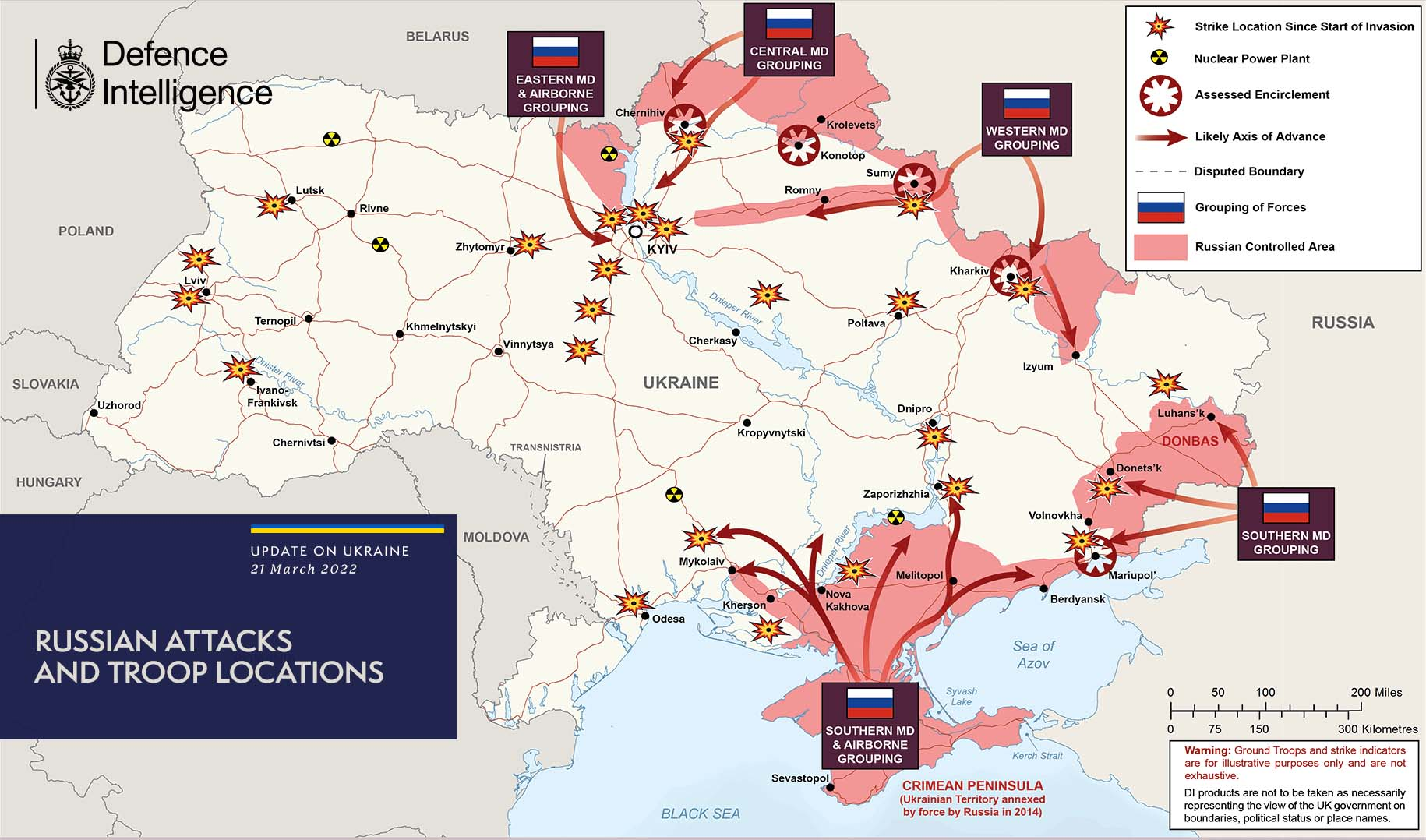
Lagebild in einer Veröffentlichung des britischen Verteidigungsministeriums am 21. März

Die russischen Streitkräfte nordwestlich und nordöstlich von Kiew beschossen weiterhin die Stadt und bauten ihre Verteidigungsstellungen aus. Während mehrere – erfolglose – Angriffe in den Oblasten Luhansk und Donezk durchgeführt wurden, gab es hingegen keine weiteren Angriffsbemühungen im Raum Cherson sowie gegen die nordöstlichen ukrainischen Städte Tschernihiw, Sumy oder Charkiw. Der Kessel um Mariupol konnte weiter verkleinert werden. Als am 21. März Bewohner der Stadt Cherson gegen die Besatzer demonstrierten, eröffneten diese auf mindestens einen Zivilisten das Feuer.
Nach Schätzungen des Center for Strategic and International Studies (CSIS) starteten die Streitkräfte Russlands seit Beginn des Überfalls über 1100 ballistische Raketen und Marschflugkörper gegen Ziele in der Ukraine.
Der Wettersatelliten-Betreiber EUMETSAT gab ohne Angaben von Gründen bekannt, die Zusammenarbeit mit Russland auszusetzen.

### 22. März

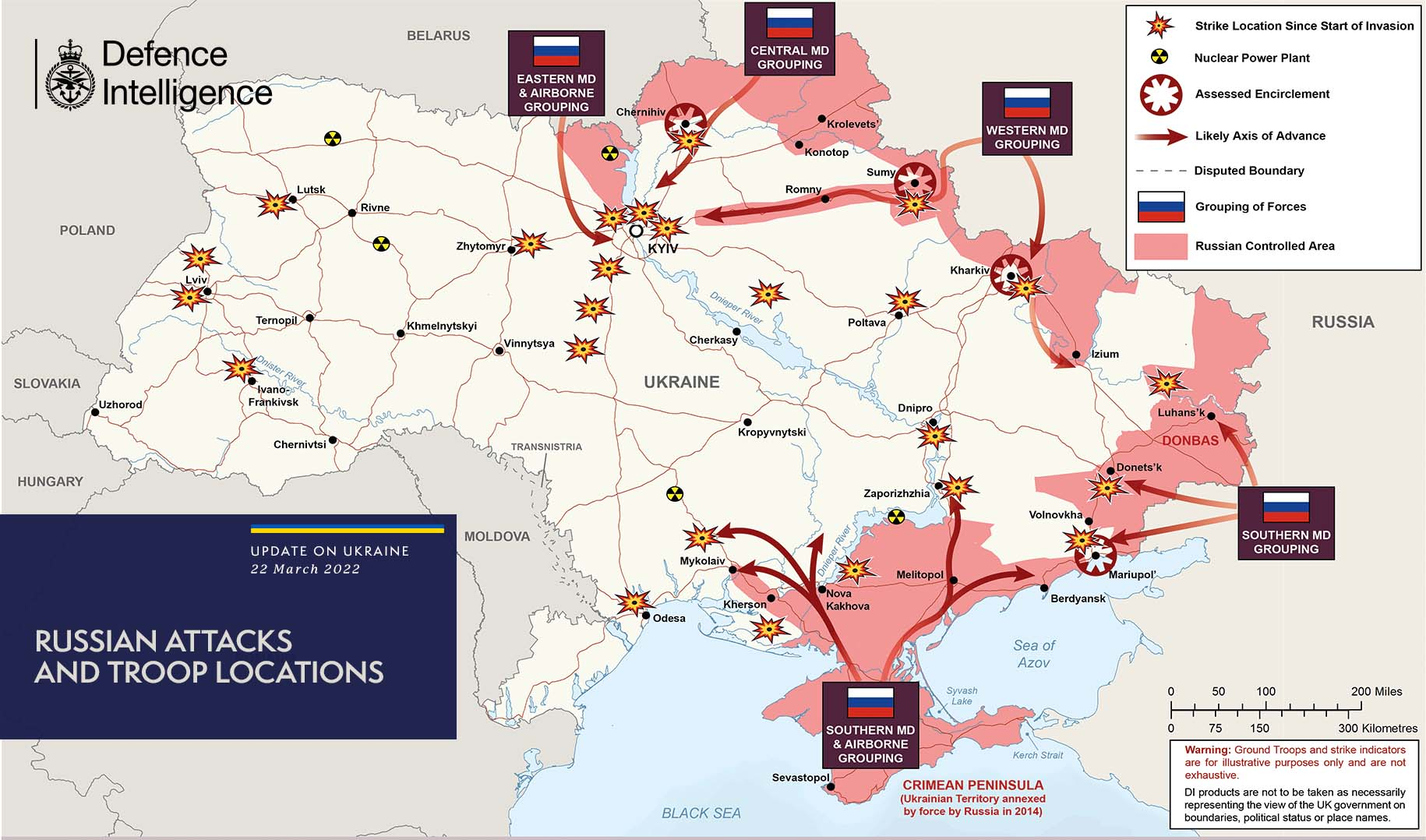
Lagebild in einer Veröffentlichung des britischen Verteidigungsministeriums am 22. März

Die strategisch wichtige Kleinstadt Makariw in der Oblast Kiew wurde von ukrainischen Truppen zurückerobert. Von Makariw aus kann die vierspurige Straße nach Lemberg im Westen von Kiew kontrolliert werden und die ukrainische Seite verfügt damit über eine Nachschubroute. Ansonsten war die Front im Großraum Kiew statisch. Ein russischer Angriff aus Richtung Hostomel war unter schweren Kämpfen durch die ukrainischen Kräfte aufgehalten worden.
Beide Kriegsparteien meldeten Raketenangriffe auf militärische Infrastruktur bei der Stadt Riwne. Dabei kamen acht Marschflugkörper vom Typ 3M14 zum Einsatz. Diese wurden von einer russischen Korvette der Bujan-M-Klasse, aus der Region Sewastopol gestartet. Nach Angaben des russischen Verteidigungsministeriums seien dabei mehr als 80 ukrainische Soldaten getötet worden.

### 23. März

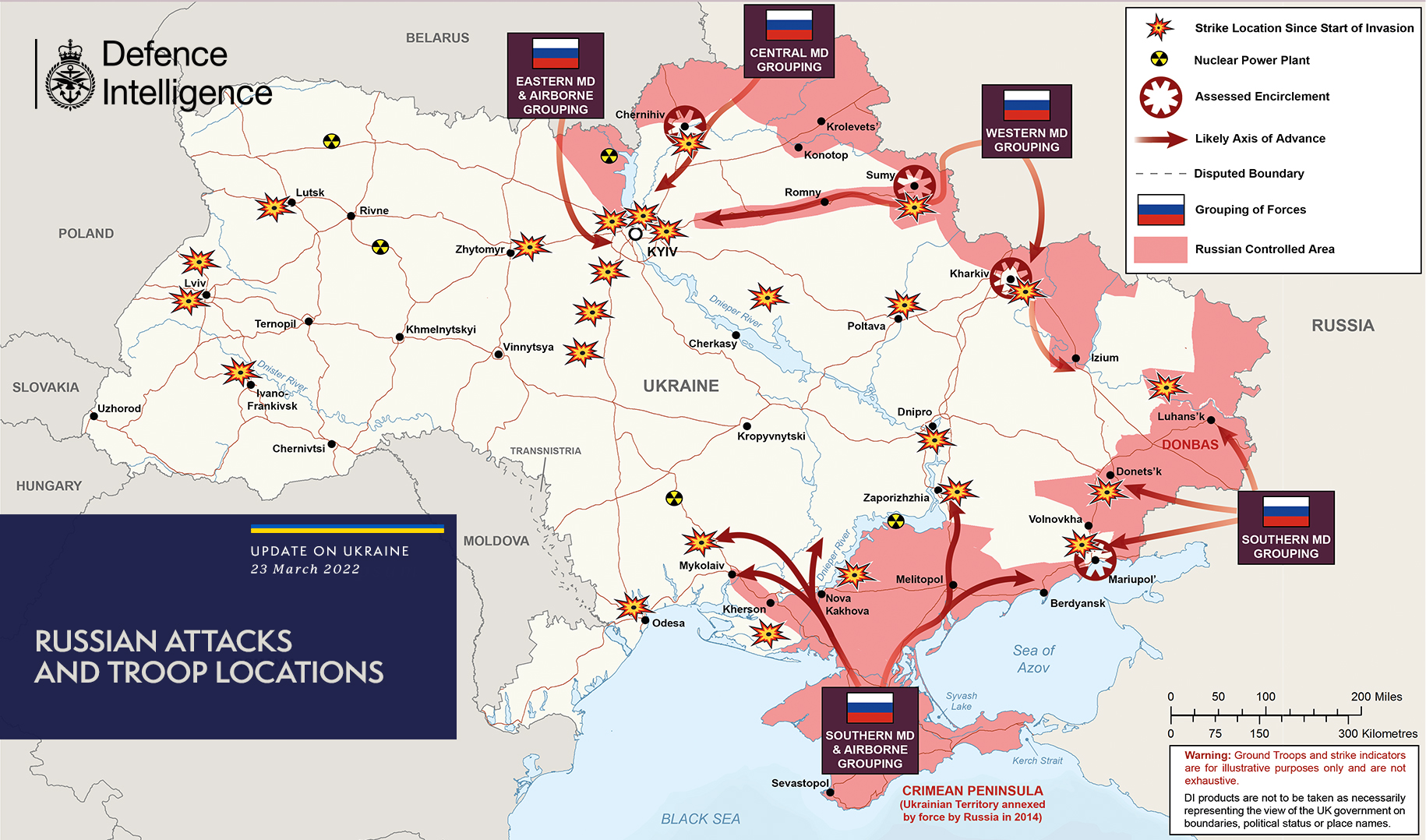
Lagebild in einer Veröffentlichung des britischen Verteidigungsministeriums am 23. März

Zahlreiche Berichte und Satellitenbilder von russischen Truppen, die Verteidigungsstellungen ausheben und Minen legen, deuten darauf hin, dass sie in die Defensive übergegangen sind und nicht damit rechnen, in naher Zukunft an mehreren Orten in der Ukraine erneute, groß angelegte Offensivoperationen durchzuführen.
In der Nacht auf den 23. März haben ukrainische Einheiten nach eigener Darstellung bei Charkiw einen Angriff russischer Truppen abgewehrt. Die Nachbarstadt Isjum sei dagegen eingekesselt.
Russische Streitkräfte bereiten sich zunehmend auf langwierige Verteidigungsoperationen in verschiedenen Teilen des Kriegsschauplatzes vor.
Nach unbestätigten Berichten seien russische Truppen in Butscha, Irpin und Hostomel – allesamt nordwestlich von Kiew – eingekesselt worden und vom Nachschub abgeschnitten. Die russischen Streitkräfte haben alle Flugzeuge und Hubschrauber vom Flughafen der russisch besetzten südlichen Stadt Cherson abgezogen. Vor Mariupol wurde nach Angaben der ukrainischen Nachrichtenagentur ein russisches Patrouillenboot des Projekt 03160 Raptor/Раптор versenkt.
Am 23. März soll es nach Angaben des Bürgermeisters von Irpin, Oleksandr Markushyn, in Irpin und Hostomel (Oblast Kiew) zum Einsatz von Phosphorbomben durch die russischen Streitkräfte gekommen sein.
Nach Einschätzung britischer Geheimdienste sollen in der Ostukraine ukrainische Truppen eingekreist werden, indem sich russische Truppen aus Charkiw im Norden und aus Mariupol im Süden aufeinanderzubewegten. Das US-amerikanische Verteidigungsministerium äußerte einen Tag später eine ähnliche Beobachtung, wonach die russische Armee versuche, die entlang der früheren Frontlinie im Donbass stationierten ukrainischen Streitkräfte vom Rest des Landes abzuschneiden.
Der Gouverneur der Oblast Luhansk gab bekannt, dass es eine Einigung zu einer Waffenruhe für seine Region gebe. Der stellvertretende Beauftragte des russischen Präsidenten für den Föderationskreis Südrussland, Kirill Stepanow, gab an, dass Russland eine sichere Landverbindung auf die Schwarzmeer-Halbinsel Krim durch die Einnahme von Mariupol schaffen wolle. Dadurch wäre die Krim außerdem direkt mit den „Volksrepubliken“ Luhansk und Donezk verbunden.
Die USA und Frankreich warfen den russischen Streitkräften die Begehung von Massakern und Kriegsverbrechen vor. Das Online-Magazin The Insider meldete, dass die Journalistin Oxana Baulina bei einer Reportage in Kiew durch Raketenbeschuss starb. Ein Vertreter des US-Verteidigungsministeriums behauptete, die Kampfkraft der russischen Truppen sei unter 90 Prozent ihres Potenzials zu Beginn der Invasion gesunken.
Der ukrainische Präsident Selenskyj sprach über Videoschaltung in der französischen Nationalversammlung und dem Stadtrat von Paris.
Wegen angeblicher unfreundlicher Tätigkeiten verwies Belarus fast alle ukrainischen Diplomaten des Landes mit einer Frist von 72 Stunden. NATO-Generalsekretär Jens Stoltenberg warf China vor, Russland propagandistisch zu unterstützen.
Der Sonderbeauftragte des russischen Präsidenten für Beziehungen zu internationalen Organisationen, Anatoli Tschubais, trat zurück und verließ Russland. Parlamentsabgeordnete der russischen Regierungspartei Einiges Russland dürfen Russland ohne Sondergenehmigung nicht mehr verlassen.
Als Reaktion auf die Sanktionen kündigte Russland an, den Verkauf von Erdgas an u. a. die EU-Staaten, die Vereinigten Staaten, das Vereinigte Königreich und Kanada nur noch gegen Bezahlung in Rubel zu erlauben. Der Vizechef des russischen Sicherheitsrats, Dmitri Medwedew, warnt die USA vor einem Atomkrieg, sofern sie mit einer Zerstörung Russlands fortfahren würden. Dabei wies er darauf hin, dass bei einem Erreichen „amerikanischer Ziele“, Russland zu zerstören, Russland in mehrere Teilstaaten zerfallen würde, die von „Freaks, Fanatikern und Radikalen“ regiert würden und Atomwaffen besitzen. Der ukrainische Präsident beklagte per Videoübertragung vor dem japanischen Parlament, dass die Vereinten Nationen und deren Sicherheitsrat versagt hätten, da sie den Krieg nicht verhinderten. Russland wirft den USA Behinderung der Verhandlungen mit Kiew vor.

### 24. März

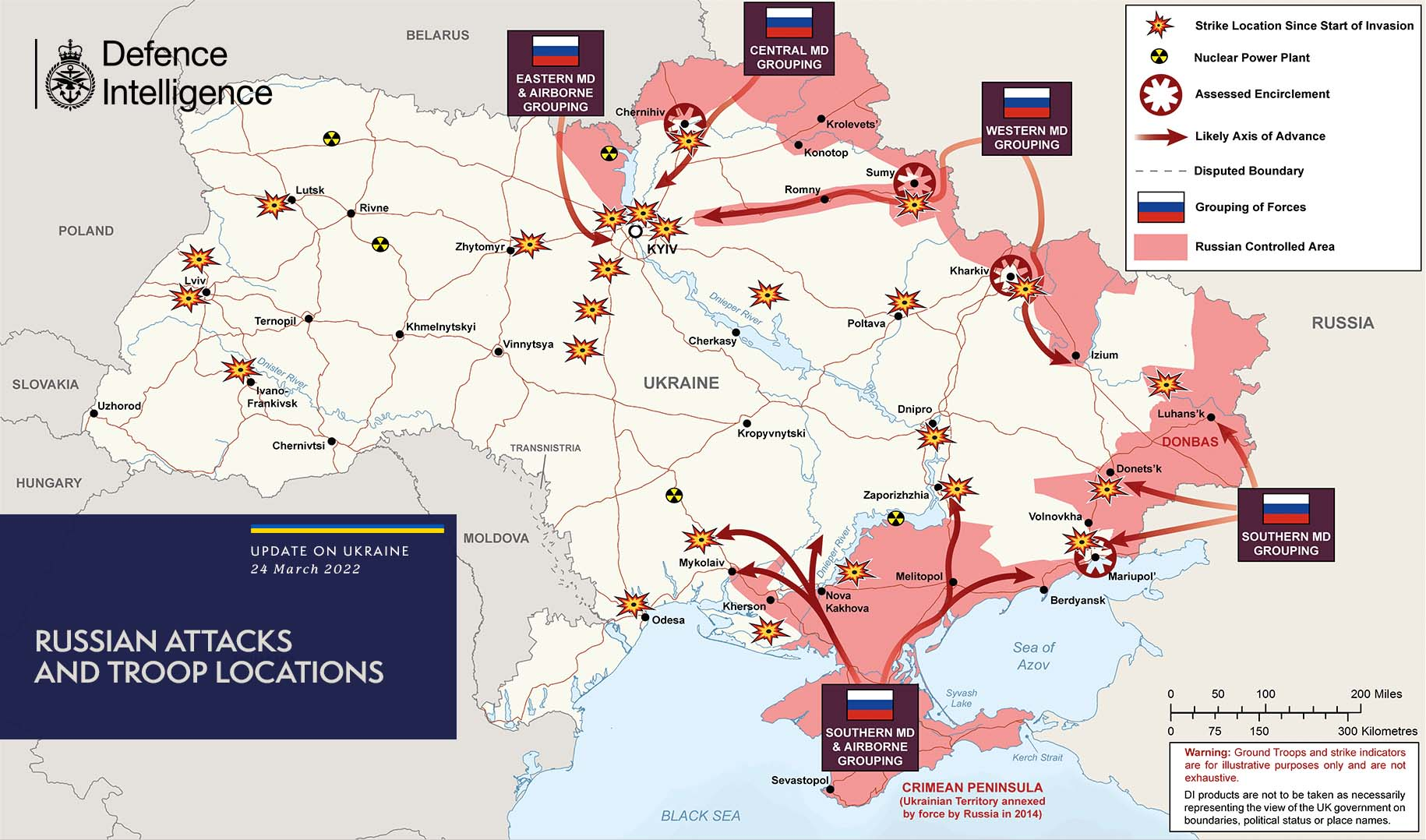
Lagebild in einer Veröffentlichung des britischen Verteidigungsministeriums am 24. März

Im Hafen Berdjansk wurde nach Angaben des ukrainischen Militärs das russische Landungsschiff Saratow des Projekts 1171 zerstört. Ersten Berichten zufolge kam bei diesem Angriff eine ballistische Kurzstreckenrakete vom Typ 9K79 Totschka zur Anwendung. Seit dem Vortag intensivierte Russland nach ukrainischen Angaben die Bombardierungen bzw. Beschüsse von Städten um rund 20 Prozent. Betroffen davon seien „militärische und zivile Infrastruktur“ in den Gebieten von Kiew, Tschernihiw und Charkiw. In Mariupol drangen russische Streitkräfte in das Stadtzentrum ein. Nach eigener Darstellung haben russische Truppen die ukrainische Stadt Isjum unter Kontrolle gebracht. Während russische Truppen nach eigener Darstellung die ukrainische Stadt Isjum unter ihre Kontrolle gebracht haben wollen, wurde dies von der Ukraine dementiert.
Am 24. März beschuldigte der Gouverneur von Luhansk die russischen Streitkräfte, Phosphorbomben auf Rubischne abgeworfen zu haben.
Nach Angaben des ukrainischen Präsidentenberaters Oleksij Arestowytsch sind die russischen Streitkräfte mit Ausnahme von Angriffen auf die Städte Isjum, Marjinka und Mariupol und Gebieten bei Cherson an allen anderen Frontabschnitten zur Verteidigung übergegangen. Laut US-amerikanischen Angaben haben vor Kiew gelagerte russische Truppen deutliche Gebietsverluste hinnehmen müssen. Im Umland von Tschernihiw, wo sich ebenfalls russische Truppen befänden, habe es deutlich kleinere Gebietsverluste auf russischer Seite gegeben.
Die Regierung der Ukraine gab bekannt, dass sie die Gesichtserkennungssoftware von Clearview AI benutzt, um gefallene russische Soldaten zu identifizieren und ihre Familien ausfindig zu machen. Am Vortag hatte das ukrainische Militär angegeben, dass knapp 15.800 russische Soldaten seit Beginn der Invasion gefallen seien. Die Materialverluste der russischen Armee wurden auf 530 Panzer, 1597 gepanzerte Kampffahrzeuge, 280 Geschütze, 108 Flugzeuge, 124 Hubschrauber und 1033 Militärfahrzeuge beziffert.
Nach US-amerikanischen Angaben haben der US-amerikanische Verteidigungsminister Lloyd Austin und Generalstabschef Mark Milley seit Beginn der Invasion mehrfach vergeblich versucht, mit ihren russischen Kollegen Sergei Schoigu und Waleri Gerassimow zu telefonieren.
Laut Angabe des EU-Außenbeauftragten Josep Borrell habe die russische Armee nach einem Kriegsmonat nicht mehr als 200 Kilometer von ihrer logistischen Basis aus zurückgelegt. Die Ukraine und Russland haben nach ukrainischen Angaben etwa 40 Kriegsgefangene ausgetauscht.
Bei einer UN-Vollversammlung stimmten 140 Länder für eine Resolution, die „eine sofortige Einstellung der Feindseligkeiten der Russischen Föderation gegen die Ukraine, insbesondere aller Angriffe auf Zivilpersonen und zivile Objekte“ verlangt. 38 Länder enthielten sich. Gegen die Resolution stimmten Russland, Syrien, Belarus, Nordkorea und Eritrea.

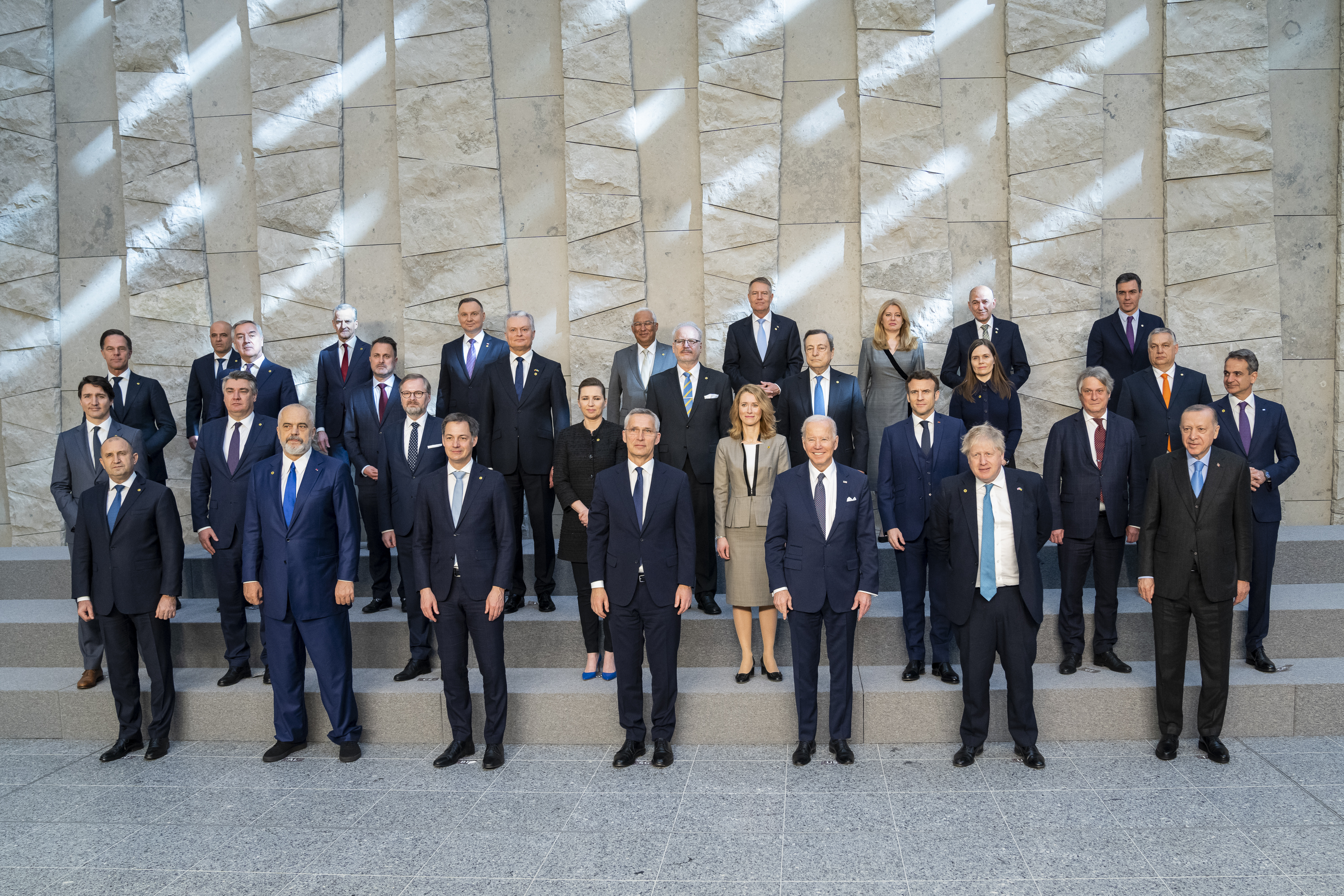
Außerordentlicher NATO-Gipfel am 24. März

Auf einem NATO-Gipfel verständigten sich die NATO-Mitglieder auf die Entsendung und Stationierung vier zusätzlicher „Battlegroups“ in die Slowakei, nach Ungarn, Bulgarien und Rumänien. Am selben Tag hielten Staats- und Regierungschefs auch außerordentliche Zusammentreffen im Rahmen des EU-Rates und der G7 in Brüssel ab.
Hatten Vertreter Russlands am Vortag erklärt, dass 384.000 Ukrainer freiwillig nach Russland gereist seien, wo ihnen Unterkunft und finanzielle Unterstützung angeboten würde, erklärte die ukrainische Politikerin Ljudmyla Denissowa, es seien mehr als 400.000 Ukrainer gegen ihren Willen nach Russland gebracht worden, wo sie nur notdürftig versorgt würden. Dem Gouverneur der Region Donezk, Pawlo Kyrylenko, zufolge würden russische Soldaten ukrainischen Staatsbürgern die Pässe abnehmen und der Geheimdienst FSB die Menschen in entlegene Regionen Russlands deportieren. Von russischer Seite würden falsche Informationen über eine angebliche Niederlage der Ukraine verbreitet, um die Menschen zu überzeugen, nach Russland auszuwandern.

### 25. März

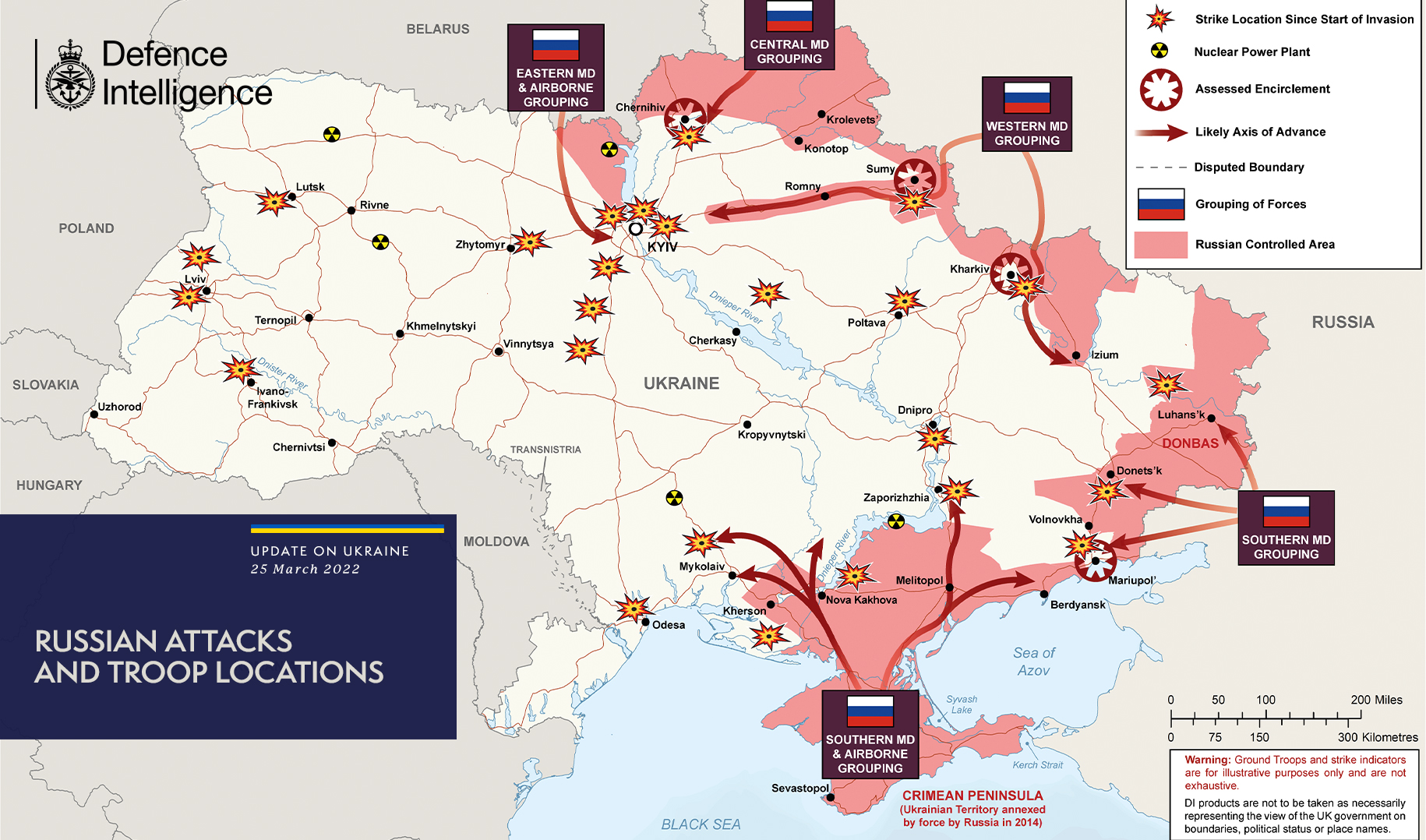
Lagebild in einer Veröffentlichung des britischen Verteidigungsministeriums am 25. März

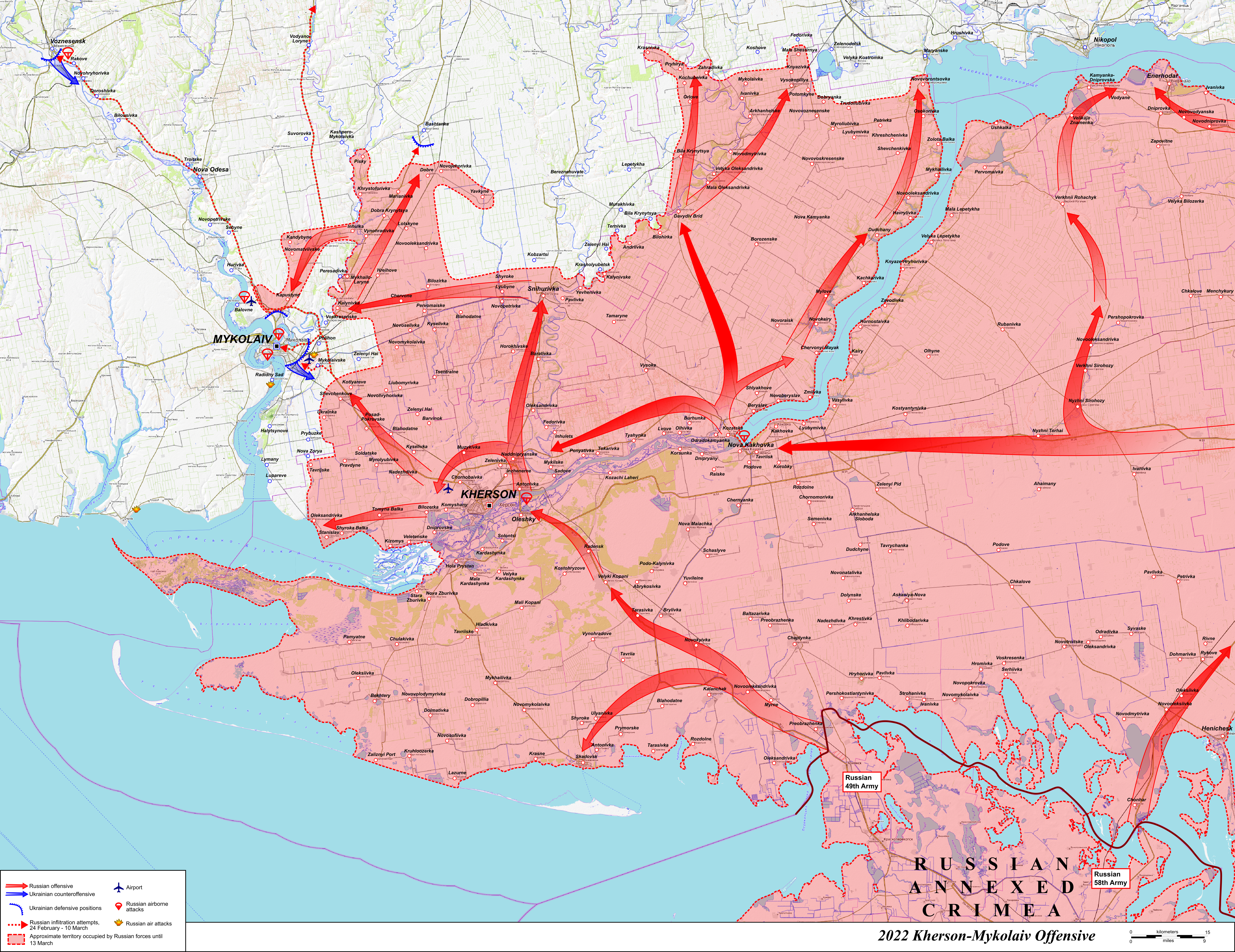
Russische Besatzung der Oblast Cherson in ihrer maximalen Ausdehnung im März 2022
Der stellvertretende russische Generalstabschef, Generaloberst Sergei Rudskoi, meldete, dass man die wichtigsten Ziele, etwa die Dezimierung der ukrainischen Armee, erreicht habe. Russland werde sich nun auf die „Befreiung“ des Donbass konzentrieren.
Laut der russischen Armee wurden bisher 1351 russische Soldaten getötet und 3825 verletzt. Nach Angaben westlicher Sicherheitskreise liegen diese Zahlen um ein Vielfaches höher.
Die ukrainischen Streitkräfte haben nach eigenen Angaben weitere russische Kriegsschiffe im besetzten Hafen von Berdjansk angegriffen. In der Nacht seien das russische Landungsschiff Saratow zerstört sowie die Cäsar Kunikow und die Nowotscherkassk beschädigt worden. Im Süden des Landes startete die ukrainische Armee eine Offensive zur Befreiung von Cherson. Nach ukrainischen und US-amerikanischen Angaben wurden die russischen Truppen aus Teilen der Stadt vertrieben. Generaloberst Rudskoi dementierte dies und behauptete, die Stadt sei weiterhin vollständig unter russischer Kontrolle. Die Ukraine hat den Tod eines sechsten russischen Generals vermeldet. Dabei handele es sich um den Kommandanten der 49. Armee des südlichen Distrikts, Jakow Resanzew. Russische Truppen haben nach Angaben des Verteidigungsministeriums in Moskau mit einem Raketenangriff ein großes Tanklager außerhalb der ukrainischen Hauptstadt Kiew zerstört. Es sei am späten Donnerstagabend mit Marschflugkörpern vom Typ „Kalibr“ von See beschossen worden. Zudem wurde die Kommandozentrale der ukrainischen Luftstreitkräfte in Winnyzja am Nachmittag durch mehrere russische Marschflugkörper erheblich beschädigt.
Das finnische Bahnunternehmen VR kündigte an, den Zugverkehr zwischen der Hauptstadt Helsinki und der russischen Metropole Sankt Petersburg ab dem 28. März vorerst einzustellen. Der türkische Präsident Recep Tayyip Erdoğan hat Wladimir Putin aufgefordert, einen „ehrenvollen Abzug“ aus der Ukraine zu machen. Erdoğan wiederholte dem türkischen Präsidialamt zufolge, keine Sanktionen gegen Russland verhängen zu wollen. Die Schweiz setzt auch das vierte Sanktionspaket der Europäischen Union um: Die Ausfuhr von Gütern für den Energiesektor und damit verbundene Dienstleistungen würden neu untersagt, zudem werde ein Einfuhrverbot von Eisen- und Stahlerzeugnissen sowie ein Verbot der Ausfuhr von Luxusgütern eingeführt. Im Finanzbereich würden Transaktionen mit einigen russischen Staatsunternehmen verboten.
Russland will nach Aussagen von Kremlsprecher Dmitri Peskow als Reaktion auf die Stationierung von NATO-Truppen vor seinen Grenzen seine Westflanke militärisch stärken.

### 26. März

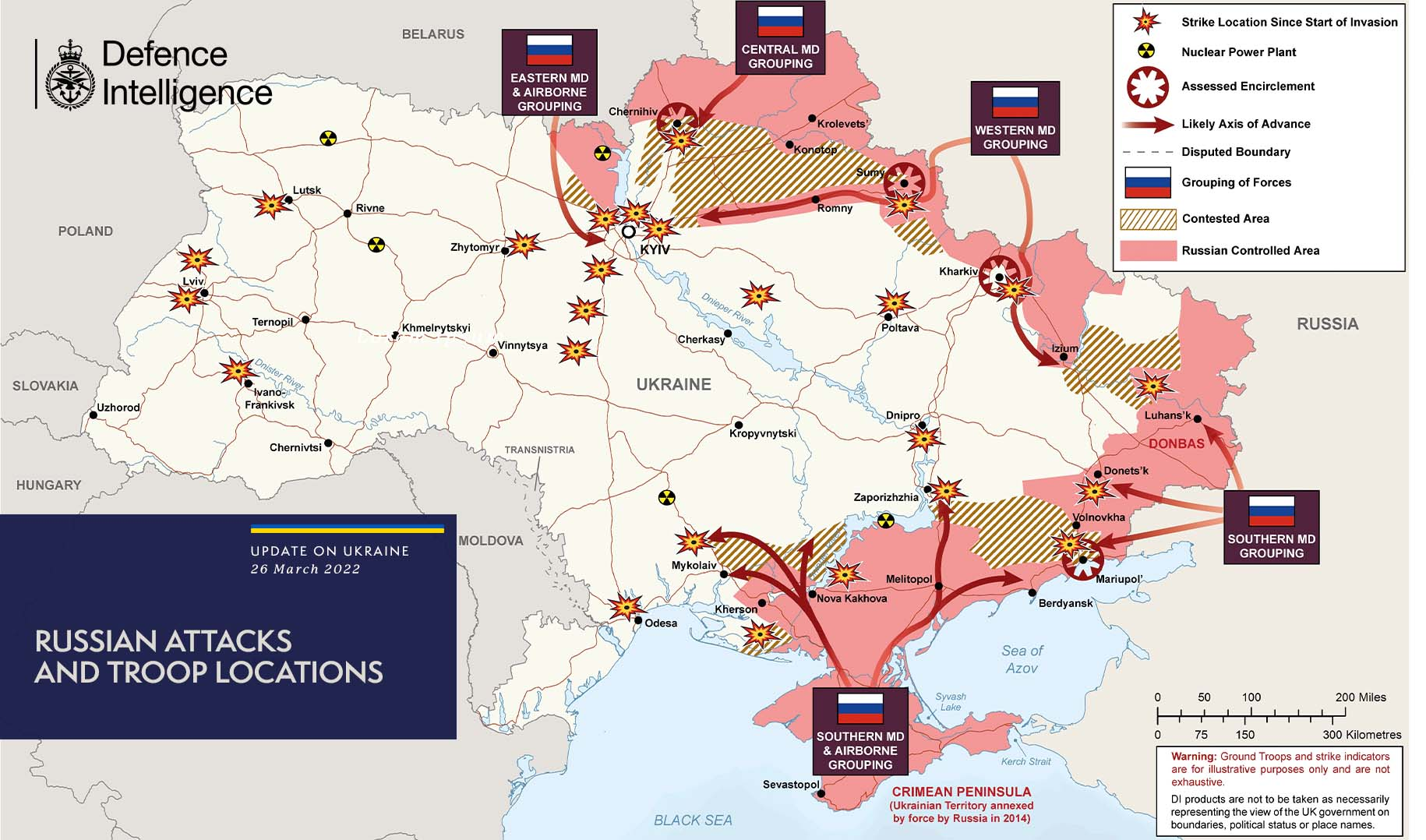
Lagebild in einer Veröffentlichung des britischen Verteidigungsministeriums am 26. März

Die russischen Streitkräfte setzen ihre Bemühungen fort, Stellungen rund um Kiew zu sichern, aus denen die Stadt angegriffen und eingenommen werden kann.
Nach Angaben von ukrainischer und britischer Seite wird Mariupol weiter durch russische Truppen bombardiert. Laut dem Bürgermeister von Tschernihiw habe die Stadt Verwüstungen erlitten, keine Stromversorgung mehr und einen starken Bevölkerungsschwund. Für die restlichen Einwohner gebe es zudem keine Möglichkeit, in Richtung Kiew zu flüchten, da russische Einheiten eine Brücke dorthin zerstört hätten. Die Stadt Lwiw wurde von mehreren Raketen getroffen, die bis dahin von Luftschlägen weitgehend verschont geblieben war. Fünf Menschen wurden verletzt.
Die eingenommene Stadt Cherson scheint sich der russischen Kontrolle auf eine Weise zu widersetzen, die das russische Militär und die Nationalgarde dazu veranlasst, ihre Kräfte auf ihre Sicherung zu konzentrieren.
Eigenen Angaben zufolge profitiert der ukrainische Militärnachrichtendienst (HUR) von angeblichen Informanten im russischen Militär.
Russland meldet die Zerstörung eines Waffendepots in der Nähe der Großstadt Schytomyr. Die Ukraine hatte am Vortag erklärt, dass die Einnahme von Slawutytsch durch russische Truppen verhindert worden sei. Die russische Seite meldete am 26. März, dass sie die Stadt eingenommen habe. Medienberichten zufolge demonstrierten Einwohner gegen die Besatzer.
Bereits zum zweiten Mal führten die russischen Streitkräfte eigenen Angaben zufolge eine Militärübung in ihrer Exklave Kaliningrad durch.
US-Präsident Joe Biden hatte am Vortag in Polen stationierte US-amerikanische Streitkräfte besucht und traf sich am 26. März mit dem polnischen Präsidenten Duda, dem ukrainischen Außenminister Kuleba und dem ukrainischen Verteidigungsminister Resnikow. Biden hatte Russlands Präsidenten in den vergangenen Tagen wiederholt als „Kriegsverbrecher“ und „mörderischen Diktator“ bezeichnet. In Polen sagte er in einer Rede im Warschauer Königsschloss zudem, dass dieser nicht an der Macht bleiben dürfe.

### 27. März

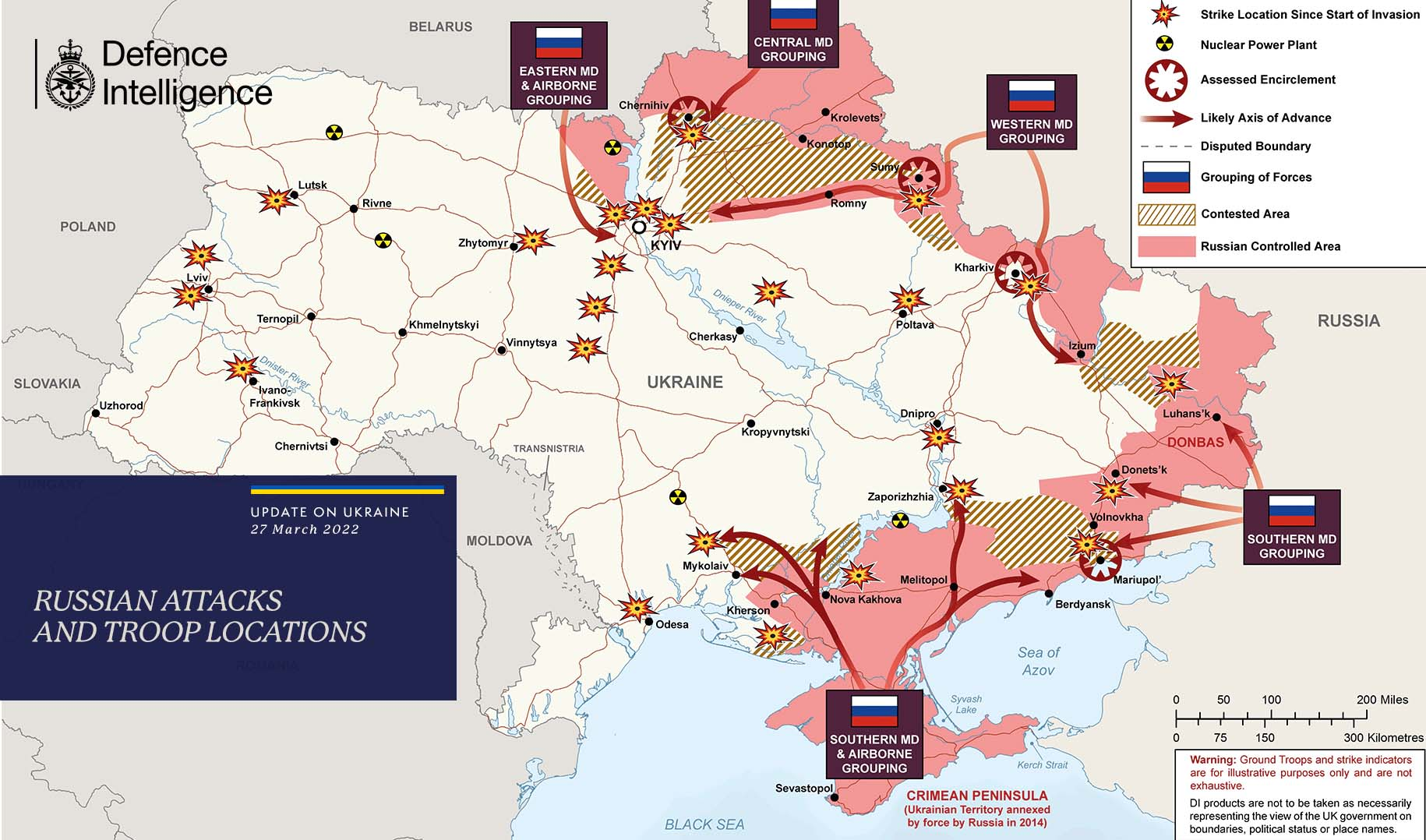
Lagebild in einer Veröffentlichung des britischen Verteidigungsministeriums am 27. März

Die russischen Streitkräfte gaben ihre Bemühungen zur Umgliederung der Streitkräfte zur Wiederaufnahme größerer Offensivoperationen nordwestlich von Kiew nicht auf. Der ukrainische Generalstab berichtete, dass die kampfkraftgeschwächten Einheiten nach Belarus verlegt werden, um sie gegen frische Truppenteile auszutauschen. Die russischen Streitkräfte stellten alle Truppenteile des Militärbezirks Ost um Kiew und im Raum um Tschernobyl unter eine einheitliche Führung, um eine bessere Koordinierung ihrer Operationen zu gewährleisten. Die Kleinstadt Slawutytsch, Wohnstadt für die in Tschernobyl eingesetzten Arbeitskräfte, wurde von russischen Streitkräften eingenommen. Ukrainische Streitkräfte führten in den letzten 24 Stunden weiterhin begrenzte Gegenangriffe an mehreren Orten durch und gewannen Gebiete östlich von Kiew, in der Oblast Sumy und um Charkiw zurück. Ebenso wurden nach Angaben des ukrainischen Generalstabs russische Angriffe in den Regionen Donezk und Luhansk zurückgeschlagen.
Ein Angriff auf die ukrainischen Gebiete am Schwarzen Meer um die größte Hafenstadt der Ukraine, Odessa, wurde noch gegen Ende März befürchtet.
Die Ausführungen von US-Präsident Biden während seiner Rede vom 26. März in Warschau zum russischen Präsidenten Putin („Um Gottes Willen, dieser Mann kann nicht an der Macht bleiben“) führten zu heftiger Kritik aus Moskau und Aufforderungen zur Mäßigung durch Frankreich. Die Aussage wurde anschließend sowohl vom Weißen Haus als auch von US-Außenminister Blinken relativiert.
Die Ukraine begann aufgrund der Seeblockade ihrer Häfen, Getreideexporte mit der Bahn durchzuführen.
Die von Russland unterstützte separatistische Volksrepublik Lugansk kündigte ein Referendum zum Anschluss an die Russische Föderation an. Wenig später unterstrich die Ukraine, ein solches Referendum als völkerrechtswidrig zu betrachten, und daher nicht anzuerkennen.
Abermals telefonierte der türkische Präsident Erdoğan mit Wladimir Putin, um einen Waffenstillstand herbeizuführen. Es wurde vereinbart, die nächste Runde der ukrainisch-russischen Verhandlungen in Istanbul durchzuführen. Die britische Außenministerin Elizabeth Truss stellte eine Lockerung der Sanktionen gegen Russland bei einer Beendigung der militärischen Operationen durch Russland in Aussicht.
Der ukrainische Präsident Selenskyj erklärte in einem auf Russisch geführten Interview mit russischen Journalisten, eine künftige Neutralität seines Landes genau zu prüfen. Zunächst müssten russische Truppen abziehen. Ebenso müsste das ukrainische Volk in einem Referendum über die Lösungen entscheiden. Einer künftigen Demilitarisierung der Ukraine erteilte er eine Absage. Die russische Medienaufsichtsbehörde Roskomnadsor warnte ohne Angabe von Gründen russische Medien, das Interview zu veröffentlichen; vereinzelte Medien widersetzen sich aber. In dem Interview erklärte Präsident Selenskyj zudem, dass in den ersten besiegten russischen Konvois Paradeuniformen gefunden wurden, was laut Selenskyj darauf hindeute, dass die russische Armee sowohl glaubte, dass die ersten bzw. vordersten russischen Einheiten ein Ende des Krieges erleben würden und diese eine „Parade auf dem Unabhängigkeitsplatz in Kiew“ abhalten könnten.

### 28. März

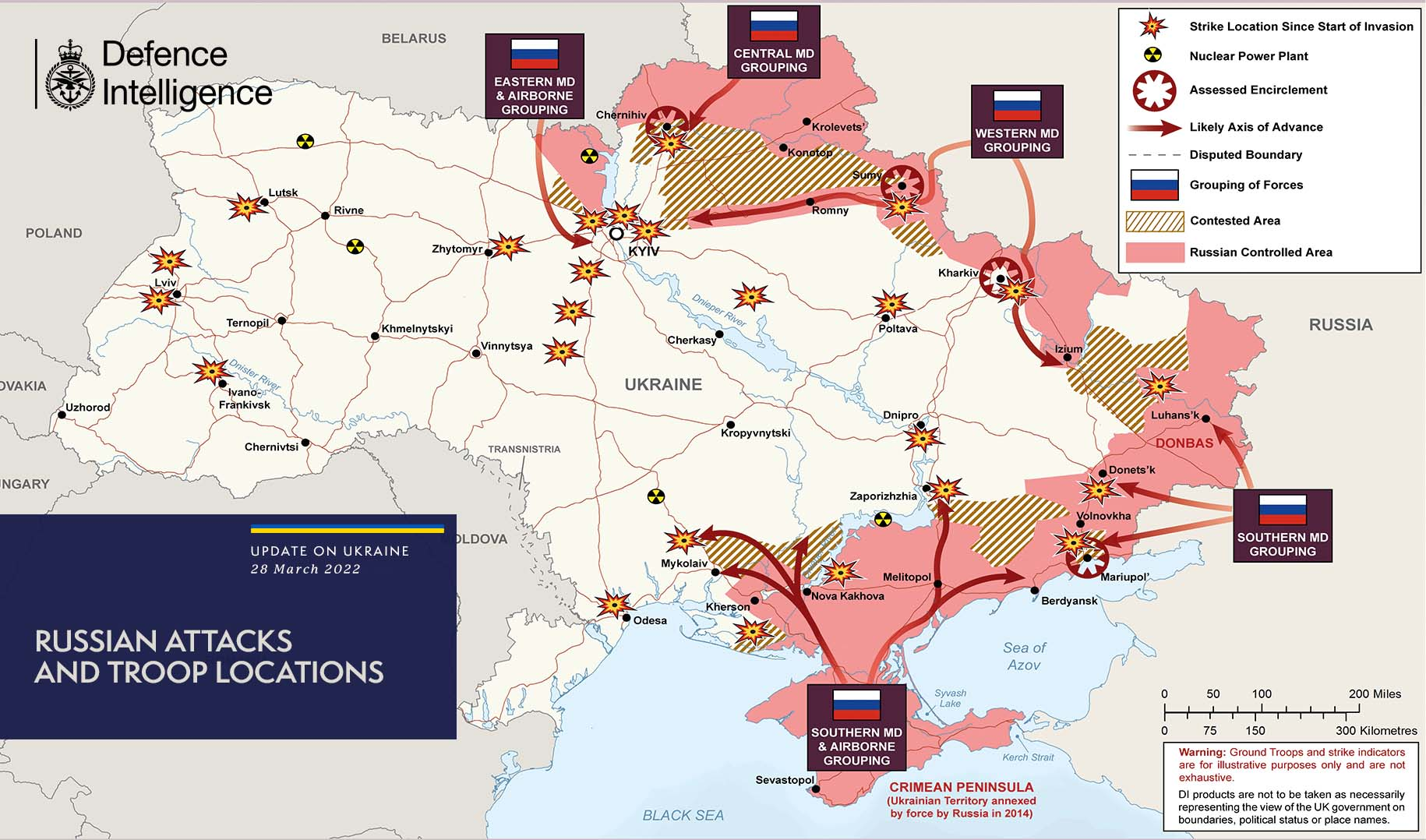
Lagebild in einer Veröffentlichung des britischen Verteidigungsministeriums am 28. März

Ukrainische Streitkräfte wehrten in den letzten 24 Stunden auch russische Angriffe auf Browary östlich von Kiew ab. Die russischen Landstreitkräfte in der Nordostukraine hatten den Angriffsschwung verloren und in den letzten 24 Stunden keine erfolgreichen Offensivoperationen gegen Tschernihiw, Sumy oder Charkiw durchgeführt. Die russischen Streitkräfte machten in Mariupol weiter Fortschritte, konnten aber weder im Donbass noch in Richtung Mykolajiw Geländegewinne erzielen.
Das russische Militär hatte nach ukrainischen Darstellungen seine Luftangriffe unter anderem gegen die Städte Kiew sowie Luzk, Riwne und Charkiw auch in der Nacht fortgesetzt. In Luzk im Nordwesten der Ukraine wurde ein Treibstoffdepot getroffen. Nach russischen Darstellungen sollen 41 Militärziele in der Ukraine angegriffen worden sein, unter anderem ein Munitionsdepot in der Region Schytomyr.
Ukrainische Truppen traten nach eigener Darstellung zu erfolgreichen Gegenangriffen in Irpin und in der Umgebung der Stadt Charkiw im Osten des Landes an.
Die US-Streitkräfte kündigten an, sechs Flugzeuge vom Typ EA-18 Growler zur elektronischen Kampfführung auf den Stützpunkt Spangdahlem in Rheinland-Pfalz zu verlegen.
Die kremlkritische Zeitung Nowaja gaseta setzte ihr Erscheinen bis zum Ende des russischen Angriffs in der Ukraine aus. Sie sei durch die Medienaufsicht Roskomnadsor erneut verwarnt worden. Ebenso wurde die bereits mit einem Sendeverbot in Russland belegte Deutsche Welle in Russland als „ausländischer Agent“ eingestuft.
Die russische Nachrichtenagentur TASS teilte mit, dass trotz der Sperrung der sozialen Netzwerke Facebook und Instagram ihre Nutzung im Lande über VPN-Verbindungen aber weiter rechtlich möglich sei. Zwar ist der Konzern Meta als „extremistische Organisation“ eingestuft, doch seien viele Gewerbetreibende auf die Plattformen angewiesen.
Die Staaten der G7-Gruppe lehnten eine russische Forderung nach einer Begleichung von Gas-Rechnungen in Rubel ab. Nach Heineken kündigte auch die Carlsberg-Brauerei an, ihre Geschäfte in Russland einzustellen.
Russland kündigte an, Einreisen für Bürger aus „unfreundlichen“ Staaten zu beschränken.
Nordmazedonien verwies fünf russische Diplomaten des Landes.

### 29. März

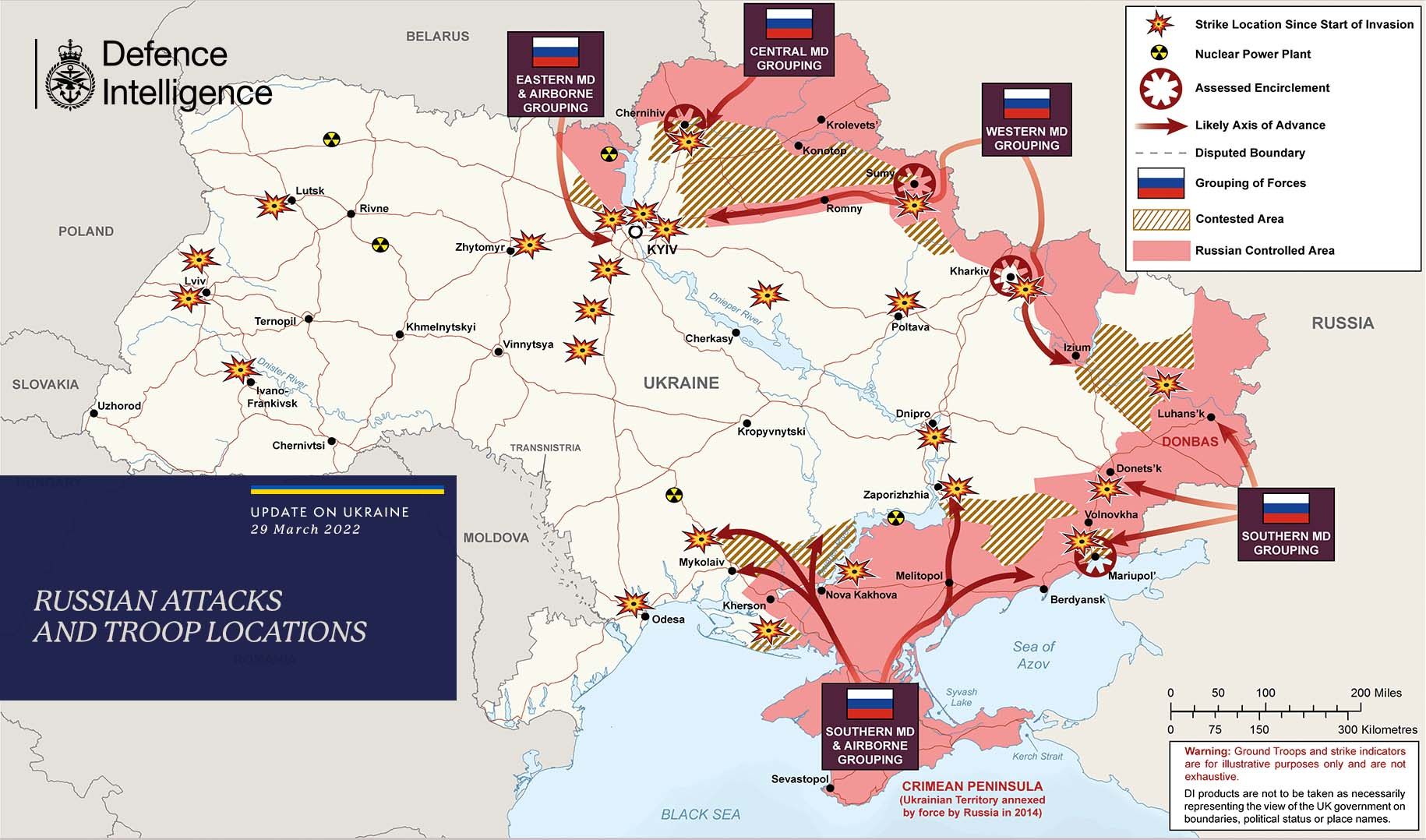
Lagebild in einer Veröffentlichung des britischen Verteidigungsministeriums am 29. März

Die Reduzierung der Aktivitäten russischer Landstreitkräfte im Raum Kiew, die von russischer Seite nach Ende einer erneuten Runde von Friedensverhandlungen in Istanbul als vertrauensbildende Maßnahme bezeichnet wurde, wurde von westlichen Analysten als logistische Notwendigkeit für die russische Seite bewertet, abgekämpfte Einheiten zurückzuziehen, aufzufrischen und umzugliedern. Erreichte Stellungen in dieser Region sollten daher durch die russische Seite nicht aufgegeben werden, um eine Voraussetzung für eine spätere Wiederaufnahme der Offensivoperationen zu schaffen.
Im Raum Mariupol wurden weitere Geländegewinne durch die russische Seite erzielt, die die Stadt in mehrere Zonen teilt.
Russland verstärkte weiterhin seine Operationen im Nordosten der Ukraine mit dem Ziel, seine Stellungen südöstlich von Charkiw und Isjum mit seinen Streitkräften im Gebiet Luhansk zu verbinden. Russische Operationen im Südosten der Ukraine konnten keine Erfolge in der Oblast Donezk erzielen.
Über Twitter teilte das britische Verteidigungsministerium mit, dass seinen Schätzungen zufolge mehr als 1000 Söldner der sogenannten Gruppe Wagner in der Ost-Ukraine eingesetzt werden.
Ukrainische Streitkräfte hielten nach Angaben des britischen Militärgeheimdienstes weiter das Zentrum der umkämpften südöstlichen Hafenstadt Mariupol. In mehreren Gebieten nordwestlich von Kiew sei es der ukrainischen Armee zudem gelungen, russische Truppen zurückzudrängen.
Die ukrainische Armee hat eigenen Angaben zufolge russische Truppen bei der südukrainischen Großstadt Krywyj Rih zurückgedrängt.
Russland erklärte nach Äußerungen des Verteidigungsministers Sergei Schoigu erneut, sich bei der Invasion der Ukraine nun auf die östliche Region Donbass konzentrieren zu wollen. Die „Befreiung“ des Donbass sei nun die Hauptaufgabe, sagte er laut der russischen Nachrichtenagentur Interfax. Die Hauptaufgaben der ersten Einsatzphase seien abgeschlossen. Die Fähigkeiten des ukrainischen Militärs seien erheblich geschwächt worden. Die Ukraine verfüge über keine Marine mehr. Sollte die NATO Flugzeuge und Luftabwehr an die Ukraine liefern, werde Russland angemessen reagieren. Der Minister sagte zudem laut der Agentur RIA, dass in den vergangenen beiden Wochen rund 600 ausländische Söldner in der Ukraine getötet worden seien.
Kreml-Sprecher Dmitri Peskow äußerte sich erneut zu möglichen Einsätzen von Nuklearwaffen: „Niemand in Russland denkt an den Einsatz oder auch nur an die Idee eines Einsatzes von Atomwaffen“, sagte Peskow im Gespräch mit dem amerikanischen Fernsehsender PBS.
Der Leiter der Internationalen Atomenergiebehörde (IAEA), Rafael Grossi, ist angesichts der Sorgen um die Sicherheit der dortigen Reaktoren in die Ukraine gereist. Grossi wolle sich mit ukrainischen Regierungsvertretern treffen, um ihnen „technische Unterstützung“ anzubieten, teilte die IAEA mit.
Die Generalsekretärin der Menschenrechtsorganisation Amnesty International, Agnès Callamard, warf Russland Kriegsverbrechen in der ukrainischen Stadt Mariupol vor und wies auf einen umfassenden Bericht zur Verwüstung der Stadt hin. „Die Belagerung von Mariupol, die Verweigerung einer humanitären Evakuierung und humanitären Flucht für die Bevölkerung und die Angriffe auf Zivilisten“ seien Kriegsverbrechen.
UN-Generalsekretär António Guterres hat eine Initiative zu sofortigen Sondierungen für eine mögliche „humanitäre Waffenruhe“ in der Ukraine gestartet. Ziel ist, die Lieferung von dringend benötigten Hilfsgütern in umkämpfte Gebiete zu ermöglichen und den Weg für ernsthafte politische Verhandlungen zu bereiten. Dazu wurden Vertreter der UN zu den Kriegsparteien entsandt.
Die Regierung in Kiew hat die Wiederaufnahme von Evakuierungen aus umkämpften ukrainischen Städten verkündet. Für heute seien drei humanitäre Korridore freigegeben worden, erklärte die stellvertretende Regierungschefin Iryna Wereschtschuk im Onlinedienst Telegram.
In der Ukraine werden laut einer Schätzung des Roten Kreuzes 18 Millionen Menschen humanitäre Hilfe benötigen. Das sei ein Drittel der Bevölkerung, sagte Francesco Rocca, der Präsident der Föderation der Rotkreuz- und Rothalbmondgesellschaften (IFRC). Seit dem russischen Angriff auf die Ukraine haben sich knapp 2,35 Millionen Menschen in Polen in Sicherheit gebracht.
Das Bundesinnenministerium hat seit Beginn des russischen Angriffskriegs gegen die Ukraine 278.008 Vertriebene aus dem Land in Deutschland gezählt. Die Zahl wird von der Bundespolizei ermittelt, die derzeit verstärkte Kontrollen auch in Zügen vornimmt. Die tatsächliche Zahl der nach Deutschland Geflüchteten liegt wahrscheinlich aber höher, weil es an der deutsch-polnischen Grenze keine regulären Kontrollen gibt und sich Menschen mit ukrainischem Pass zunächst für 90 Tage frei in der EU bewegen können.
In Reaktion auf die durch das finnische Bahnunternehmen VR-Group am 28. März 2022 angekündigte Einstellung des Bahnverkehrs zwischen St. Petersburg und Helsinki stellte die russische Bahnverwaltung den Güterzugverkehr zwischen Finnland und Russland ein.
Nach der von der EU weitgehend abgelehnten Bezahlung von Gaslieferungen in Rubel hielt Russland die Drohung eines Lieferstopps aufrecht. „Keine Bezahlung – kein Gas“, sagte Kremlsprecher Dmitri Peskow dem amerikanischen TV-Sender PBS. Die von Moskau geforderte Begleichung in Rubel würde die angeschlagene russische Währung stützen. Moskau wolle die endgültige Antwort der EU abwarten und dann die nächsten Schritte festlegen. „Wir beabsichtigen aber auf keinen Fall, uns als Wohltäter zu zeigen und Westeuropa kostenloses Gas zu liefern“, betonte Peskow.
Russland kündigte ferner an, dass die Bedingungen für die Zahlung von Gas- und Öllieferungen bis Donnerstag, 31. März festgelegt werden sollen. Die Forderung nach Zahlung fossiler Brennstoffe in Rubel wurde durch die russische Seite nochmals unterstrichen.
Der Biathlon-Weltverband IBU suspendierte wegen der russischen Invasion in die Ukraine mit sofortiger Wirkung Russland und Belarus. Die Entscheidung des Vorstandes sei einstimmig gefallen, teilte die IBU mit. Beide Verbände hätten gegen die humanitären Verpflichtungen der Mitgliedsverbände gemäß der IBU-Satzung verstoßen.
Russland wies zehn Diplomaten aus Estland, Lettland und Litauen aus. Das Außenministerium in Moskau reagierte damit auf einen ähnlichen Schritt der drei baltischen EU-Mitgliedsstaaten, die zuletzt in einer koordinierten Aktion zehn russische Diplomaten ausgewiesen hatten. Später am Tag wurde bekannt, dass Irland, Tschechien, Belgien und die Niederlande russische Diplomaten unter der Begründung nachrichtendienstlicher Tätigkeiten ausweisen. Ein Zusammenhang mit einer kurz zuvor durch den ukrainischen Militärgeheimdienst veröffentlichten Liste von 620 Agenten des FSB, die an kriminellen Handlungen in westlichen Staaten beteiligt sein sollen, wird in den Medien nicht thematisiert.
Das Deutsche Institut für Wirtschaftsforschung (DIW) veröffentlichte das Ergebnis einer Untersuchung, nach dem ein Stopp russischer Energieimporte eine ähnliche Wirtschaftskrise in Deutschland auslösen könnte wie die COVID-19-Pandemie. Ein Embargo wegen des Einmarsches in der Ukraine führe zu einer langanhaltenden Rezession, die nach sechs Quartalen mit einem Minus von etwa drei Prozent ihren Höhepunkt erreiche. Gleichzeitig würde ein Importstopp zu einem Anstieg der Inflation um bis zu 2,3 Prozentpunkte führen.
Die russische Landeswährung Rubel hat ihre Erholung fortgesetzt und befand sich am 29. März auf dem höchsten Stand seit mehr als einem Monat. Nach dem Urteil von Analysten sorgten insbesondere die Friedensverhandlungen zwischen Russland und der Ukraine in Istanbul für Zuversicht. Später am Tag wurde eine Verlautbarung der russischen Regierung bekannt, Anfang April fällige Zahlungen auf Auslandsanleihen in Rubel und nicht wie vereinbart, in Dollar zurückzuzahlen.
Die Stiftung „Gedenkstätten Buchenwald und Mittelbau-Dora“ erklärte über die jeweiligen konsularischen Vertretungen russische und belarussische Regierungsvertreter bei den Gedenkfeiern zum 77. Jahrestag der Befreiung der Konzentrationslager Buchenwald und Mittelbau-Dora als unerwünscht. Begründet wurde dieses mit dem durch beide Länder geführten Angriffskrieg gegen die Ukraine mit Blick auf den Tod des Buchenwald-Überlebenden Borys Romantschenko.
Nach fast drei Wochen verhandelten Vertreter der Ukraine und Russland wieder direkt miteinander über einen möglichen Waffenstillstand in Istanbul. Zu den zentralen Themen gehören nach Angaben des ukrainischen Präsidenten Wolodymyr Selenskyj „Sicherheitsgarantien und die Neutralität“ sowie der Status der Ukraine als „atomwaffenfreier Staat“. Die Gespräche wurden nach rund vier Stunden beendet. Es werde keinen zweiten Verhandlungstag geben, teilte das türkische Außenministerium mit. Der russische Unterhändler Wladimir Medinski hat die Verhandlungen in der Türkei als konstruktiv bezeichnet. Trotzdem, so Medinski, sei man von einer Einigung weit entfernt. Die Vorschläge der Ukraine würden nun geprüft und dann Präsident Putin übermittelt, sagte Medinski. Ein Treffen Putins mit dem ukrainischen Präsidenten Selenskyj sei nur möglich, wenn zuvor eine Vereinbarung zwischen den Außenministern beider Länder erzielt worden sei.
Ein Treffen osteuropäischer Verteidigungsminister in Ungarn wurde aufgrund von Meinungsverschiedenheiten über den Umgang mit dem Krieg in der Ukraine abgesagt. Das ungarische Verteidigungsministerium teilte mit, das Treffen der Minister der Visegrád-Gruppe aus der Slowakei, Tschechien, Polen und Ungarn würde zu einem späteren Zeitpunkt stattfinden. Streitpunkt innerhalb der Gruppe war die Auffassung Ungarns, keine Waffenexporte in die Ukraine zuzulassen und ein Öl- und Gasembargo gegen Russland abzulehnen.

### 30. März

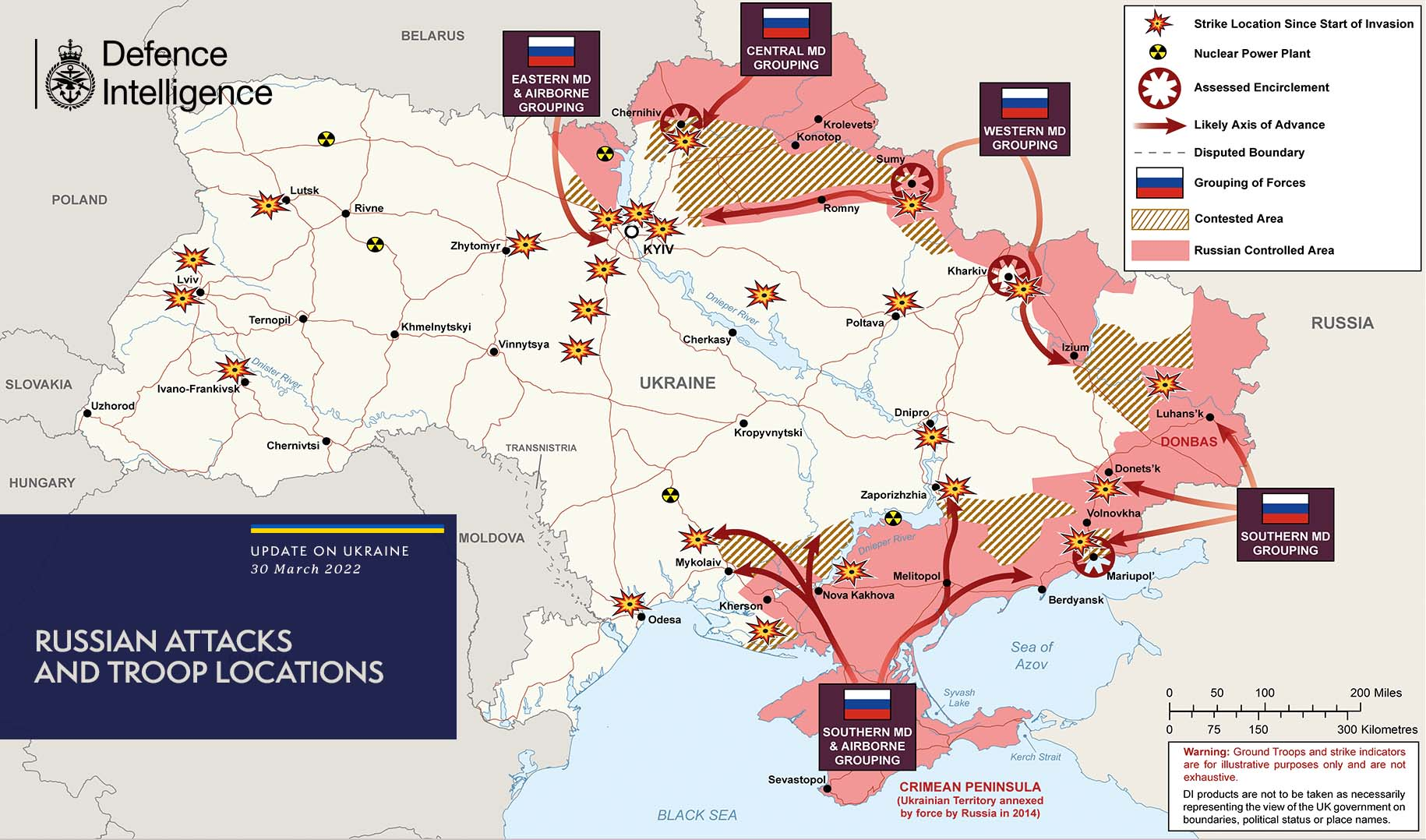
Lagebild in einer Veröffentlichung des britischen Verteidigungsministeriums am 30. März

Russland hat keine Angriffe um Kiew durchgeführt und zog von dort Truppenteile nach Belarus ab. Stellungen um Kiew wurden jedoch noch gehalten, um künftige Offensivoptionen zu wahren. Ukrainische Streitkräfte haben mehrere russische Angriffe in den Oblasten Donezk und Luhansk abgewehrt, und russische Streitkräfte haben weitere Geländeabschnitte in Mariupol eingenommen, erleiden jedoch dort hohe Verluste.
Die britische Defence Intelligence betrachtete die russische Offensive zur Einkesselung der ukrainischen Hauptstadt Kiew als gescheitert. Es sei nunmehr „höchst wahrscheinlich“, dass Russland seine Kampfkraft in den Südosten des Landes verlege, um die Offensive in der Region Luhansk und Donezk zu verstärken.
Im UN-Sicherheitsrat stellte der ukrainische Botschafter dar, dass Russland bisher über 17.000 Soldaten, mehr als 1700 gepanzerte Fahrzeuge und fast 600 Panzer verloren habe. Im UN-Sicherheitsrat wurde außerdem die Gefahr einer weltweiten Hungersnot thematisiert. Westliche Staaten und Russland gaben sich gegenseitig die Schuld, diese durch Sanktionen bzw. durch den Angriffskrieg zu verursachen.
Seit Beginn der russischen Invasion in der Ukraine sind laut den Vereinten Nationen mindestens 3.090 Zivilisten verletzt oder getötet worden. Durch Gewalt seien 1.189 Menschen ums Leben gekommen, 1.901 weitere hätten Verletzungen erlitten, teilte das UN-Hochkommissariat für Menschenrechte mit. Die Zahl der aus der Ukraine geflüchteten Menschen hat die Marke von vier Millionen überschritten. Seit dem Beginn der russischen Invasion am 24. Februar haben 4,02 Millionen Menschen das Land verlassen, wie das UN-Flüchtlingshilfswerk UNHCR meldete. Nach Schätzungen der Vereinten Nationen waren außerdem rund 6,5 Millionen Menschen zusätzlich innerhalb der Ukraine auf der Flucht.
Bundeswirtschaftsminister Robert Habeck rief wegen der gefährdeten Versorgung mit Erdgas die Frühwarnstufe des Notfallplans Gas aus.
Die Slowakei wies – wie zuvor Tschechien, Irland, Belgien und die Niederlande – 35 russische Diplomaten unter Verweis auf Geheimdienstinformationen aus. Das Land werde „das Personal der russischen Botschaft in Bratislava […] reduzieren“. Ein Zusammenhang mit der am Vortag durch den ukrainischen Militärgeheimdienst veröffentlichten Liste von 620 FSB-Mitarbeitern im Westen wurde nicht dargestellt. Auch Irland verwies vier russische Diplomaten des Landes.
Bei den Gesprächen zwischen der russischen und der ukrainischen Delegation in Istanbul gab es nach Angaben des Kreml keinen „Durchbruch“, im Gegensatz zu positiveren Äußerungen der russischen Vertreter am Vortag. Der Leiter der russischen Delegation, Medinski, sprach von „substanziellen Gesprächen“ und sagte, dass die „klaren“ Vorschläge der Ukraine für ein Abkommen „sehr bald geprüft und dem Präsidenten“ vorgelegt werden würden.
Ukraines Präsident Selenskyj sprach über Videoschaltung im norwegischen Parlament und forderte u. a., Norwegens Förderung fossiler Energien zur Versorgung Europas zu steigern.

### 31. März

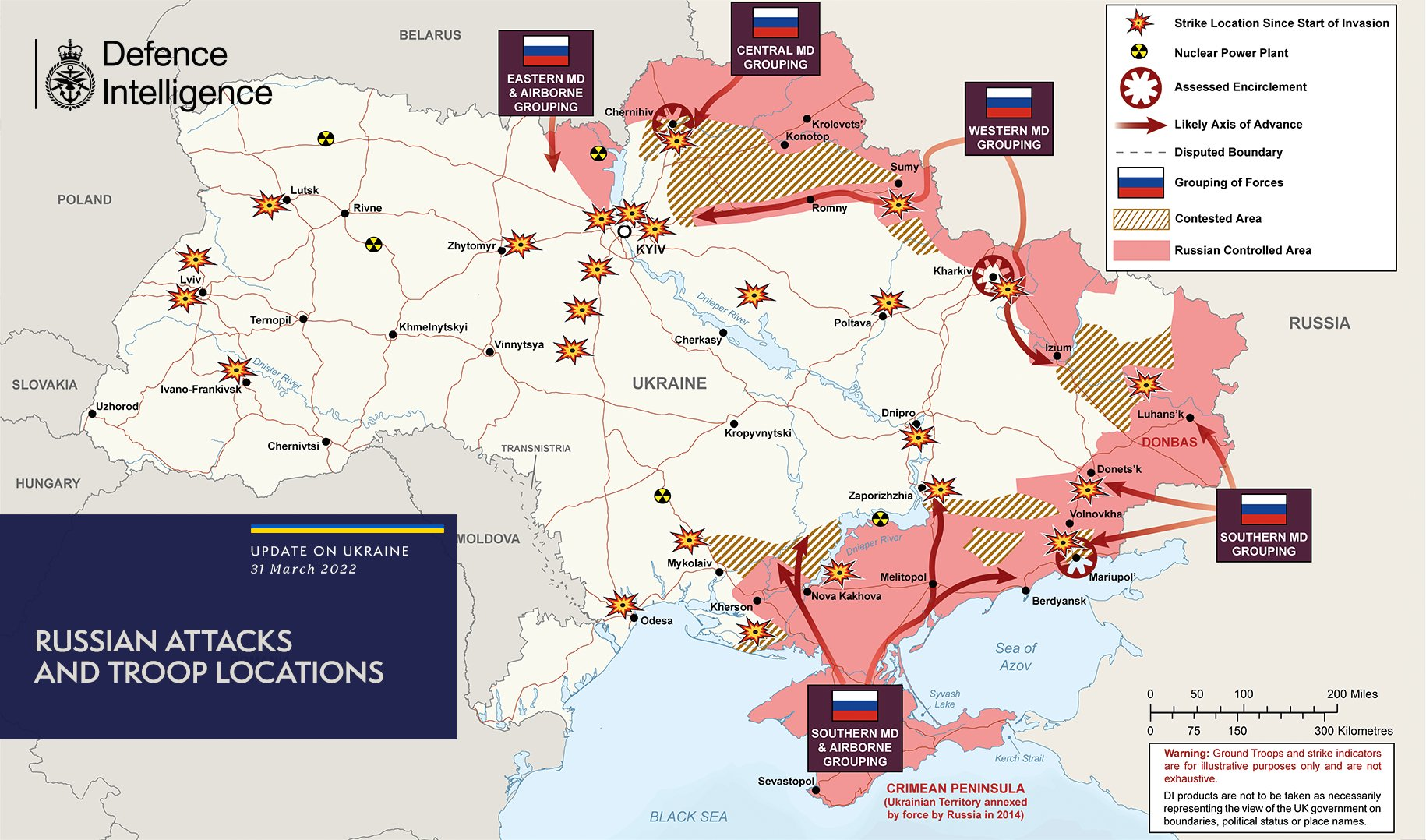
Lagebild in einer Veröffentlichung des britischen Verteidigungsministeriums am 31. März

Ukrainische Streitkräfte führten am 31. März mehrere lokale Gegenangriffe um Kiew im Nordosten der Ukraine und auf Cherson durch, setzten die russischen Streitkräfte erfolgreich unter Druck und versuchten, die laufenden Bewegungen russischer Truppen zum Austausch von Kräften zu stören. Ukrainische Streitkräfte nordwestlich von Kiew drängten russische Streitkräfte nördlich der Autobahn E-40 zurück, wahrscheinlich deshalb, um in den kommenden Tagen die von Russland gehaltenen Orte Butscha und Hostomel anzugreifen. Ukrainische Streitkräfte nutzten begrenzte russische Rückzüge östlich von Browary aus, um Gebiete in den Oblasten Kiew und Tschernihiw zurückzugewinnen. Schließlich führten die ukrainischen Streitkräfte begrenzte Gegenangriffe im nördlichen Oblast Cherson durch. Die russischen Streitkräfte haben in den letzten 24 Stunden nur Offensivoperationen im Donbass und gegen Mariupol durchgeführt und keine größeren Fortschritte erzielt.
Energoatom, die ukrainische Agentur, die das Gelände des Kernkraftwerks von Tschernobyl überwacht, meldete, dass die russischen Truppen die Anlage wieder übergeben und sich größtenteils zurückgezogen hätten. Es sei zu Fällen von Strahlenkrankheit gekommen, die zu Panik und fast zur Meuterei geführt hätten. Zu einer Kontaminierung russischer Soldaten soll es im Zuge der Anlage von Gräben um die Anlage durch Kontakt mit strahlendem Material im Erdboden gekommen sein. Die Kontrolle über die Anlage wurde formal von der russischen Seite auf die ukrainische Seite zurück übertragen.
In der ostukrainischen Region Dnipro sind nach ukrainischen Angaben eine Militäreinrichtung und ein Tanklager von russischen Raketen getroffen worden. Russland hat nach Angaben der Ukraine fast die komplette Rüstungsindustrie des Landes zerstört.
Bei einer von London koordinierten internationalen Geberkonferenz für die Ukraine wurden nach Angaben der britischen Regierung weitere Zusagen für Waffenlieferungen an das Land gemacht. Dazu gehöre die Bereitstellung von zunehmend leistungsfähigen Luft- und See-Verteidigungssystemen, Artillerie, gepanzerten Fahrzeugen sowie Training und logistische Unterstützung, so die Mitteilung weiter. Die Ukraine kündigte an, eine Buskolonne mit 45 Bussen in die umkämpfte Stadt Mariupol zu schicken, um
Zivilisten zu evakuieren. Teams des Internationalen Roten Kreuzes starteten mit Hilfsgütern nach Mariupol. Am Abend kündigte Moskau einen Fluchtkorridor nach Mariupol zur Evakuierung und Hilfsgüterlieferung an. Knapp 2,4 Millionen Menschen aus der Ukraine haben nach Angaben des polnischen Grenzschutzes seit dem Beginn der russischen Invasion die Grenze zu Polen überschritten. In Deutschland wurden 288.500 Flüchtlinge erfasst. Die US-Regierung öffnete ihre strategischen Ölreserven, um damit für sechs Monate täglich eine Million Barrel Öl zur Verfügung zu stellen. Infolge der Ankündigung fielen die Weltmarktpreise um 4 bis 5 Prozent. Russlands Präsident Wladimir Putin hat nach eigenen Angaben ein Dekret unterzeichnet, demnach ausländische Käufer für russisches Gas von Freitag an in Rubel zahlen müssen. Putin ordnete mit Wirkung zum 1. April an, dass westliche Staaten dafür Konten bei der Gazprombank eröffnen müssen. Nach russischen Forderungen zur künftigen Bezahlung von Gaslieferungen beharrte Bundeskanzler Olaf Scholz auf seiner Ablehnung einer Zahlung in Rubel. Als Antwort auf europäische Sanktionen hat Moskau Einreiseverbote gegen führende Vertreter der Europäischen Union verhängt. Der ukrainische Präsident Wolodymyr Selenskyj hat vor dem niederländischen Parlament einen Stopp des Handels mit Russland gefordert.
Wladimir Klitschko, Bruder des Kiewer Bürgermeisters Vitali Klitschko, besuchte mit einer Delegation Deutschland, um Gespräche mit verantwortlichen Politikern zu einer weiteren Unterstützung der Ukraine zu führen.
Norwegens Ministerpräsident Jonas Gahr Støre telefonierte mit Wladimir Putin, um auf einen Waffenstillstand hinzuwirken, ebenso der italienische Ministerpräsident Mario Draghi.

## April

### 1. April

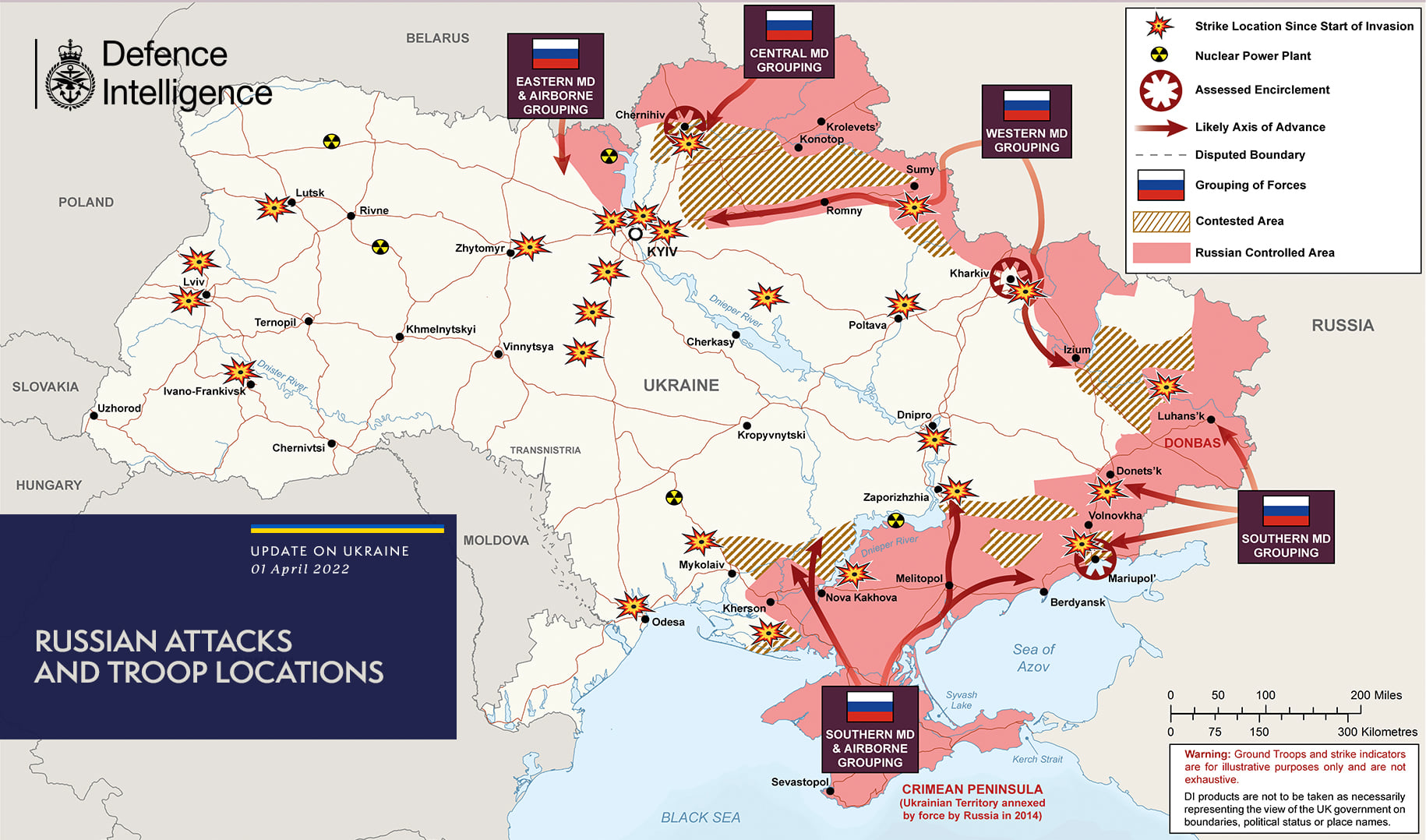
Lagebild in einer Veröffentlichung des britischen Verteidigungsministeriums am 1. April

Das britische Verteidigungsministerium teilte am Nachmittag mit, dass ukrainische Truppen die Dörfer Sloboda und Lukashiwka südlich von Tschernihiw zurückerobert und Stellungen im Zuge der Hauptversorgungsrouten zwischen Tschernihiw und Kiew bezogen haben. Die Ukraine führte auch weiterhin erfolgreiche, aber begrenzte Gegenstöße gegen russische Kräfte östlich und nordöstlich von Kiew durch. Sowohl Tschernihiw als auch Kiew waren anhaltenden russischen Luft- und Raketenangriffen ausgesetzt. Analysten bewerteten die bisherige russische Kriegsführung als gescheitert, da weder Kiew genommen oder die Luftherrschaft über der Ukraine gewonnen noch eine Entscheidung in den Separatistengebieten erzielt werden konnte. Dieses wiege umso schwerer, da den russischen Streitkräften erhebliche Verluste zugefügt wurden, die sie nur schwer ersetzen konnten, die Ukraine logistisch-militärische Unterstützung aus dem Westen erhielt und ihre Bevölkerung zu zähem Widerstand motiviert sei.
Am frühen Morgen drangen nach russischen Angaben zwei ukrainische Mi-24-Kampfhubschrauber rund 40 km in das Landesinnere von Russland ein und griffen ein Tanklager in Belgorod an. Die ungelenkten Raketen entfachten einen Großbrand. Gemäß dem Gouverneur der Oblast Belgorod sei niemand zu Schaden gekommen. Die ukrainische Seite erklärte, sie sei nicht für jedes Unglück in Russland verantwortlich. Videos zeigten zwei Hubschrauber über der Stadt und auch einen Angriff auf ein Tanklager. Laut Sky News konnte nicht verifiziert werden, von welcher Seite diese geflogen wurden. Auch die Welt berichtete von einer möglichen False-Flag-Operation; ebenso konnte CNN die Angreifer nicht verifizieren.
Die russische Militärführung verstärkte ihre Truppen in der Ukraine nach britischen Erkenntnissen mit frischen Kräften aus Georgien. Aus 1200 bis 2000 russischen Soldaten, die zuletzt in den abtrünnigen georgischen Gebieten Abchasien und Südossetien stationiert waren, würden drei taktische Bataillonsgruppen gebildet.
Die Bundeswehr hatte Flugabwehrraketen zum NATO-Gefechtsverband nach Litauen verlegt. Das leichte Flugabwehrsystem der Luftwaffe, Ozelot, schützt Landstreitkräfte gegen tieffliegende gegnerische Jagdbomber und Kampfhubschrauber. Deutschland hatte die Lieferung weiterer Rüstungsgüter an die Ukraine genehmigt: Bundesverteidigungsministerin Christine Lambrecht habe die Erlaubnis erteilt für 56 Schützenpanzer BMP-2, ursprünglich aus den Beständen der Nationalen Volksarmee der DDR.
Im Osten und Süden versuchten Russen zudem, die Städte Popasna, Rubischne und weiterhin Mariupol einzunehmen, um das Territorium der Separatistengebiete Donezk und Luhansk auszuweiten. Die russische Armee hat bei ihrem Krieg in der Ukraine nach eigenen Angaben fünf große Munitionslager sowie ein weiteres Kraftstoffdepot zerstört. Mit Luftangriffen seien insgesamt 52 militärische Objekte an einem Tag in der Ukraine zerstört worden, sagte der Sprecher des russischen Verteidigungsministeriums, Igor Konaschenkow. Im Gebiet Luhansk seien bei Kämpfen zudem 40 ukrainische „Nationalisten“ getötet worden.
Die Beschießung des seit Tagen heftig umkämpften Mariupol im Süden der Ukraine hat nach Angaben der Stadtverwaltung bislang Schäden in Höhe von mindestens neun Milliarden Euro an der Infrastruktur verursacht. Ein Konvoi mit 45 Bussen sei von russischen Soldaten aufgehalten und nicht bis in die Stadt vorgelassen worden, teilte die ukrainische Vizeregierungschefin Iryna Wereschtschuk mit.
Seit Beginn der Invasion sind mindestens 53 Kulturstätten beschädigt und teilweise zerstört worden. Unter den Gebäuden seien 29 Kirchen, 16 historische Bauten, vier Museen und vier Monumente, erklärte die UNESCO. Die russischen Streitkräfte attackieren nach Angaben von Amnesty International wahllos dicht besiedelte zivile Gebiete und setzen dabei international geächtete Streumunition ein. Zudem seien in den vergangenen Wochen Waffen mit großflächiger Wirkung abgefeuert worden, mit denen Ziele jedoch nur ungenau getroffen werden.
EU-Ratspräsident Charles Michel teilte nach einem virtuellen Treffen mit Chinas Staatsspitze mit, dass die Europäische Union und China in dem russischen Angriffskrieg eine Gefahr für die globale Sicherheit und die Weltwirtschaft sehen. Michel warnte die Regierung, dass jegliche Form der Unterstützung Russlands etwa zur Umgehung der Sanktionen den Krieg unnötig verlängern würde. EU-Parlamentspräsidentin Roberta Metsola besuchte die ukrainische Regierung in Kiew. Bei seinem Besuch in Berlin traf Wladimir Klitschko auch Bundeskanzler Olaf Scholz. Das tschechische Außenministerium hatte russische Diplomaten aufgerufen, aus Protest gegen den Krieg ihre Ämter niederzulegen, andernfalls müssten sie mit ernsten Folgen rechnen. Bulgarien hatte erneut einen russischen Diplomaten wegen des Verdachts der Spionage ausgewiesen.
Der türkische Präsident Recep Tayyip Erdoğan erneuerte seine Bereitschaft, Gastgeber eines Gipfels zwischen den Staatschefs der Ukraine und Russlands zu sein. Die Gespräche zwischen Ukraine und Russland seien im Online-Format fortgesetzt worden, teilt das ukrainische Präsidialamt mit.
Russlands Außenminister Sergei Lawrow hat bei einem Besuch in Neu-Delhi die Haltung Indiens gelobt: Man schätze es, dass das Land die Situation „nicht einseitig“ bewerte. Indien kauft laut Finanzminister Nirmala Sitharaman weiterhin Öl aus Russland: Die Bevölkerung sei angesichts der weltweit gestiegenen Energiekosten auf günstiges Öl angewiesen. Frankreichs Außenminister Jean-Yves Le Drian hat bei einem Besuch in Estland neue Sanktionen gegen Russland gefordert.
Nach dem Abzug russischer Truppen aus Tschernobyl will die Internationale Atomenergiebehörde (IAEA) in den kommenden Tagen Experten in das ehemalige ukrainische Atomkraftwerk entsenden. Der kremltreue russische Menschenrechtsbeauftragte Waleri Fadejew hat die Bevölkerung zur Achtsamkeit im Internet aufgerufen: Er könne „nur raten, sehr vorsichtig mit den Informationen zu sein, die sie in sozialen Netzwerken erhalten, insbesondere mit den Informationen, die sie veröffentlichen.“

### 2. April

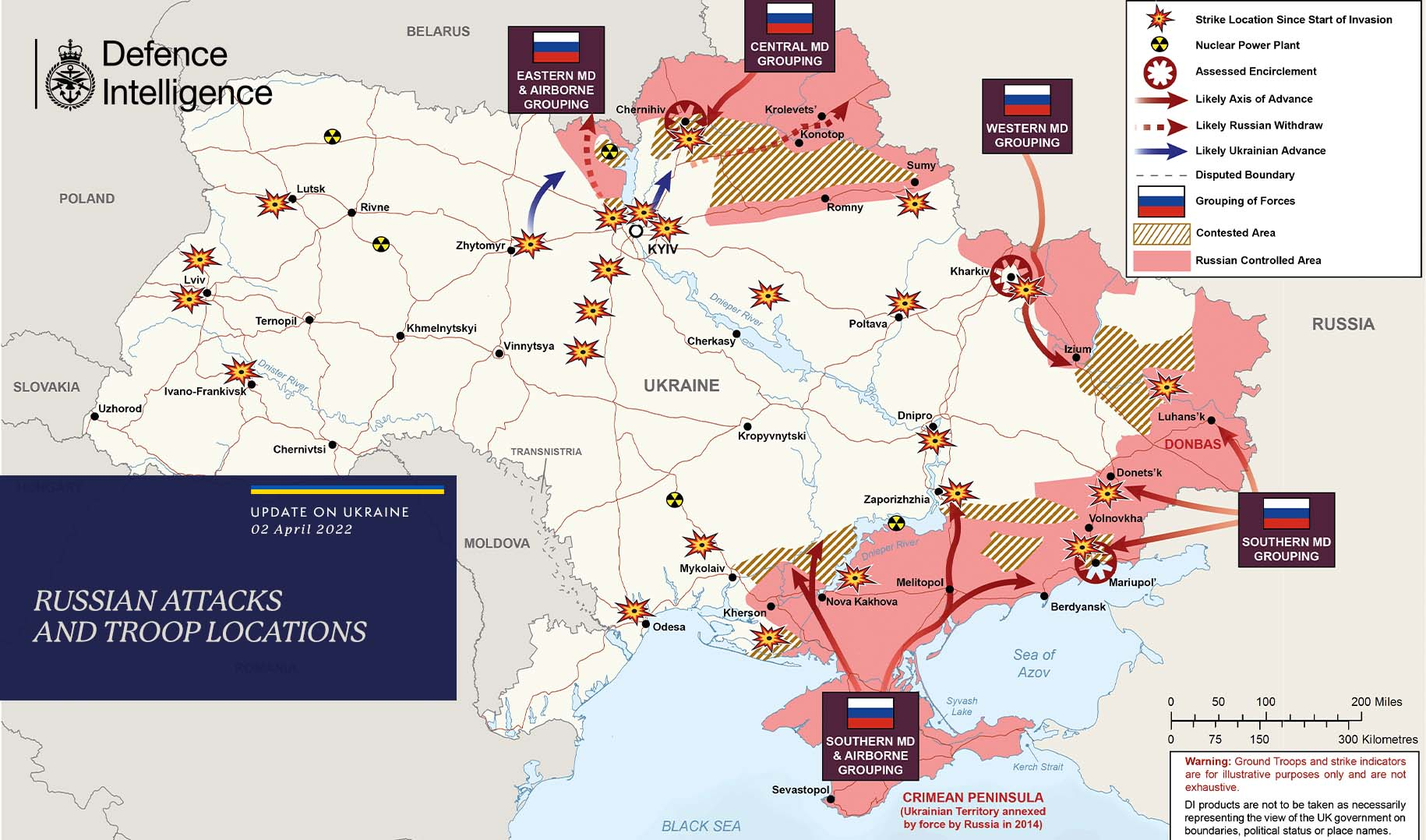
Lagebild in einer Veröffentlichung des britischen Verteidigungsministeriums am 2. April

Russische Truppen zogen sich aus dem Nordosten von Kiew zurück, während die Angriffe im Südosten zunahmen. Mariupol und Tschernihiw nordöstlich von Kiew wurden aus der Luft angegriffen. Nach Angaben des britischen Geheimdienstes wurden rund um Kiew 30 Dörfer zurückerobert. Auch aus der Sperrzone um das AKW Tschernobyl, dem Frachtflughafen Hostomel und angrenzenden Gebieten von Belarus zog sich das russische Militär zurück. Es wird in den Donbass und nach Charkiw verlegt.
In der von russischen Truppen geräumten Stadt Butscha nordwestlich von Kiew wurden zahlreiche Leichen getöteter Zivilisten vorgefunden. Die genaue Zahl der Toten war zum Zeitpunkt der Berichterstattung noch unklar. Nach Angaben des Bürgermeisters von Butscha mussten 280 Leichen in Massengräbern beigesetzt werden, da die drei Friedhöfe der Stadt noch in der Reichweite des russischen Militärs lagen. Nach Aussagen von Einwohnern sollen russische Soldaten ohne erkennbare Provokation auf Zivilisten geschossen haben. Auf Fotos war eine Leiche mit auf dem Rücken zusammengebundenen Händen zu erkennen.
Wegen des gestrigen Angriffs auf ein Tanklager leitete die nationale russische Ermittlungsbehörde ein Strafverfahren wegen eines Terroranschlags gegen das ukrainische Militär ein.
Russische Truppen beschossen in der Nacht auf Samstag mehrere Großstädte im Süden des Landes. Auf die Oblast Odessa wurden mindestens drei ballistische Raketen abgefeuert. In der Umgebung von Dnipro gab es in der Nacht schwere Explosionen, als nach Angaben der russischen Armee ein Militärflugplatz, nach ukrainischen Angaben eine Tankstelle bombardiert wurde.
In Mariupol befanden sich zum Zeitpunkt der Berichterstattung schätzungsweise noch zwischen 100.000 und 160.000 Zivilisten.
Die für den 1. April geplanten Evakuierungen unter der Führung des Roten Kreuzes kamen wegen fehlender sicherer Fluchtkorridore nicht zustande. Dennoch ist tausenden Menschen die Flucht aus Mariupol gelungen. „Heute gab es in drei Regionen humanitäre Korridore: Donezk, Luhansk und Saporischschja“, sagte Selenskyj in einer Videoansprache. „Uns ist es gelungen, 6266 Menschen zu retten, darunter 3071 Menschen aus Mariupol.“
Moskau kündigte an, die Zusammenarbeit auf der Internationalen Raumstation beenden zu wollen; dafür sollen Fristen festgelegt werden, wenn die gegen Russland verhängten Sanktionen nicht zurückgenommen werden.
Die USA stockten ihre Waffenlieferungen im Wert von weiteren 300 Mio. Dollar auf; damit summieren sich die von den USA seit Beginn des russischen Angriffskriegs bereits geleisteten und zugesagten Waffenlieferungen und Militärhilfen an die Ukraine in diesem Jahr auf insgesamt 1,65 Mrd. Dollar. Unter anderem sollen Drohnen, Raketensysteme, gepanzerte Fahrzeuge, Munition, Nachtsichtgeräte, sichere Kommunikationssysteme, Maschinengewehre und medizinische Güter geliefert werden. Seit Anfang 2021 leistete die USA der Ukraine materielle militärische Hilfe in einem Wertumfang von insgesamt 2,3 Mrd. Dollar. Deutschland hat die Lieferung von 58 Schützenpanzern (Typ BMP-1) aus Beständen der ehem. Nationalen Volksarmee (DDR) von Tschechien aus an die Ukraine genehmigt.
Carla Del Ponte – Chefanklägerin beim Internationalen Strafgerichtshof für das ehemalige Jugoslawien, der zuständig war für Verbrechen, die seit 1991 in den Jugoslawienkriegen begangen worden waren, und Chefanklägerin beim Internationalen Strafgerichtshof für Ruanda, zuständig für die juristische Aufarbeitung des Völkermordes in Ruanda – forderte vom Internationalen Strafgerichtshof (ICC) die Ausstellung eines internationalen Haftbefehls gegen den russischen Präsidenten Wladimir Putin.
Papst Franziskus erwägt nach eigenen Angaben eine Reise nach Kiew.

### 3. April

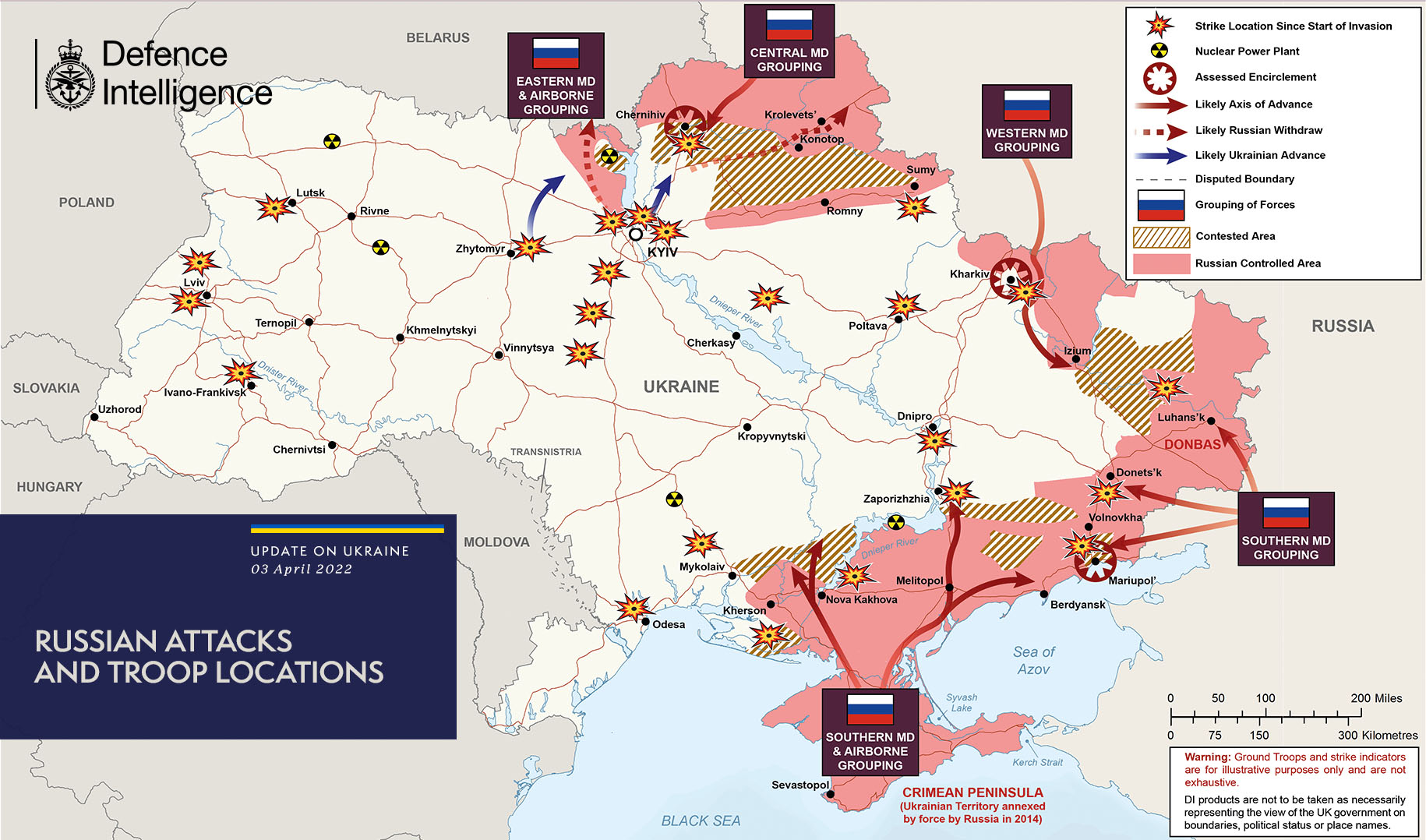
Lagebild in einer Veröffentlichung des britischen Verteidigungsministeriums am 3. April

Nach Berichten der britischen Defence Intelligence setzten die russischen Seestreitkräfte die Fernblockade der ukrainischen Küste im Schwarzen Meer und der Asowschen See fort, um eine Nachversorgung ukrainischer Streitkräfte im Süden zu unterbinden. Eine russische Option einer Anlandung von See wurde weiterhin für möglich gehalten, auf Grund möglicher intensiver ukrainischer Vorbereitungen zur Abwehr jedoch eher unwahrscheinlich gehalten. Es wurde ferner über im Schwarzen Meer treibende Seeminen unklarer Herkunft berichtet.
In der Nacht erklärte das russische Militär die Öffnung von Fluchtkorridoren für Ausländer aus Mariupol und Berdjansk. Dabei handelte es sich um die Besatzungen von Frachtschiffen, die in den Häfen blockiert waren.
Die britische Außenministerin Liz Truss forderte nach Bekanntwerden der Leichenfunde in von russischen Truppen zuvor verlassenen Ortschaften, die an Zivilisten in der Ukraine begangenen Gräueltaten als Kriegsverbrechen vor dem Internationalen Strafgerichtshof zu verfolgen. EU-Ratspräsident Charles Michel zeigte sich erschüttert über die Bilder und sagte die Unterstützung der EU bei der Sammlung von Beweisen und Verfolgung vor internationalen Gerichten zu. Ebenso äußerte sich EU-Kommissionspräsidentin Ursula von der Leyen und sprach von „unaussprechlichen Horrorszenen“ und versicherte, dass die Verantwortlichen für Kriegsverbrechen zur Rechenschaft gezogen würden. Auch Bundesaußenministerin Annalena Baerbock kündigte härtere Sanktionen gegen Russland und weitere Hilfen für das ukrainische Militär an. Die Bilder der „hemmungslosen Gewalt“ aus dem Ort Butscha nahe der ukrainischen Hauptstadt Kiew nach dem Rückzug der russischen Truppen seien „unerträglich“. Bundeswirtschaftsminister Robert Habeck forderte ebenfalls härtere Sanktionen gegen Russland. Ähnlich äußerten sich im Laufe des Tages US-Außenminister Antony Blinken, Frankreichs Außenminister Jean-Yves Le Drian, NATO-Generalsekretär Jens Stoltenberg, der EU-Außenbeauftragte Josep Borrell sowie der deutsche Bundeskanzler Olaf Scholz und der SPD-Bundesvorsitzende Lars Klingbeil. Gefordert wurde neben der Verfolgung durch internationale Gerichte auch die Verschärfung der Sanktionen bis zur wirtschaftlichen Isolierung Russlands. Kreml-Sprecher Dmitri Peskow sagte in einer Fernsehansprache, die Sanktionen gegen Putin gingen „über den Rand der Vernunft hinaus“ und zeigten, dass der Westen „zu allen Dummheiten fähig“ sei.
Nach Angabe der russischen Nichtregierungsorganisation OVD-Info wurden seit Beginn der Kampfhandlungen ca. 15.000 Menschen festgenommen. Am Wochenende wurden mindestens 211 Festnahmen in 17 Städten, u. a. Moskau und St. Petersburg, gemeldet.
Die sanktionierte russische VTB Bank hat Zinszahlungen auf in Euro oder Dollar lautende Nachranganleihen in Rubel beglichen.

### 4. April

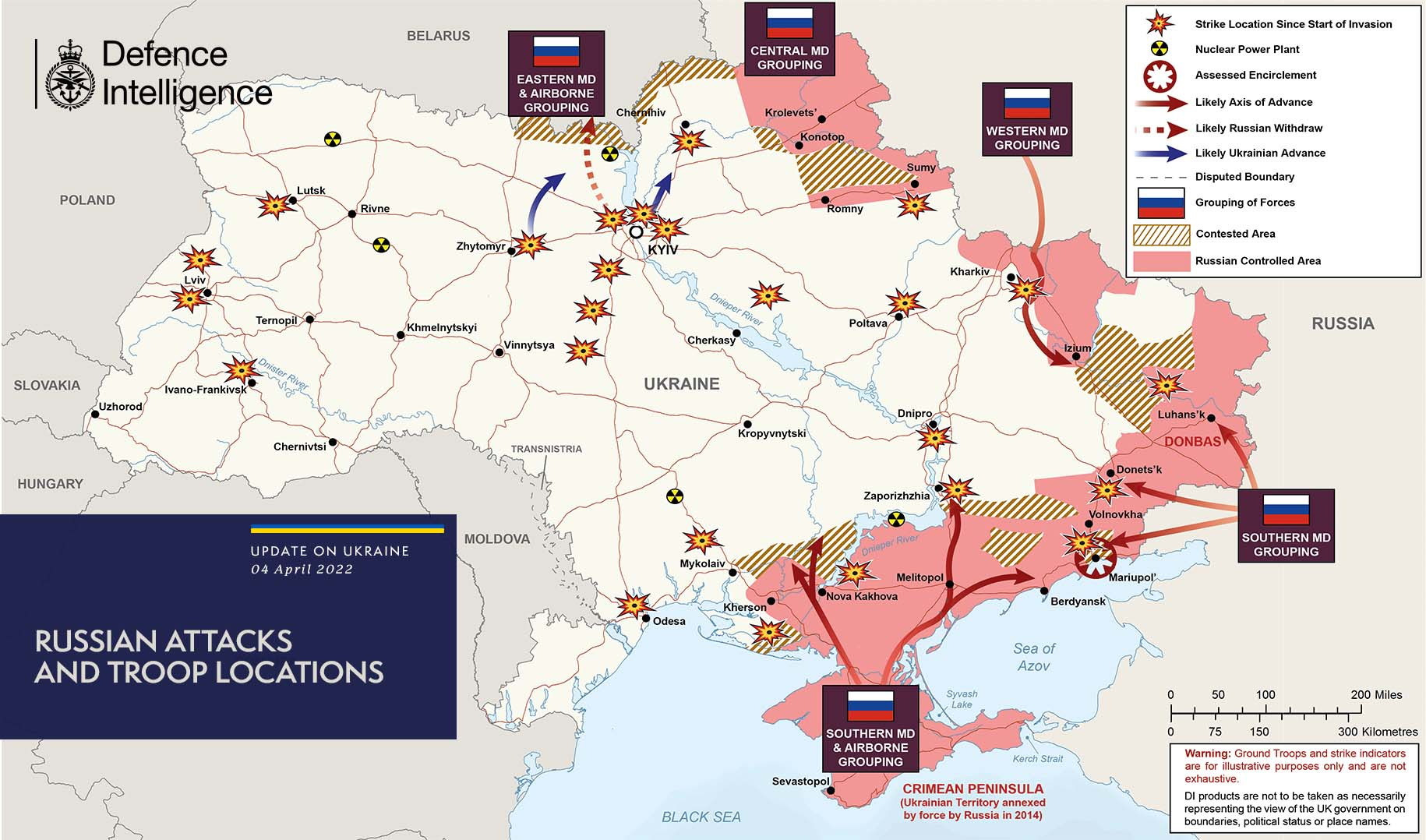
Lagebild in einer Veröffentlichung des britischen Verteidigungsministeriums am 4. April

Das britische Verteidigungsministerium berichtete über eine weitere Konsolidierung und Reorganisation der russischen Streitkräfte mit dem Ziel, eine Offensive im Osten der Ukraine in die Donbas-Region zu beginnen. Die dort bereits operierenden russischen Kräfte machten jedoch bisher keine bis geringe Geländegewinne.

### 5. April

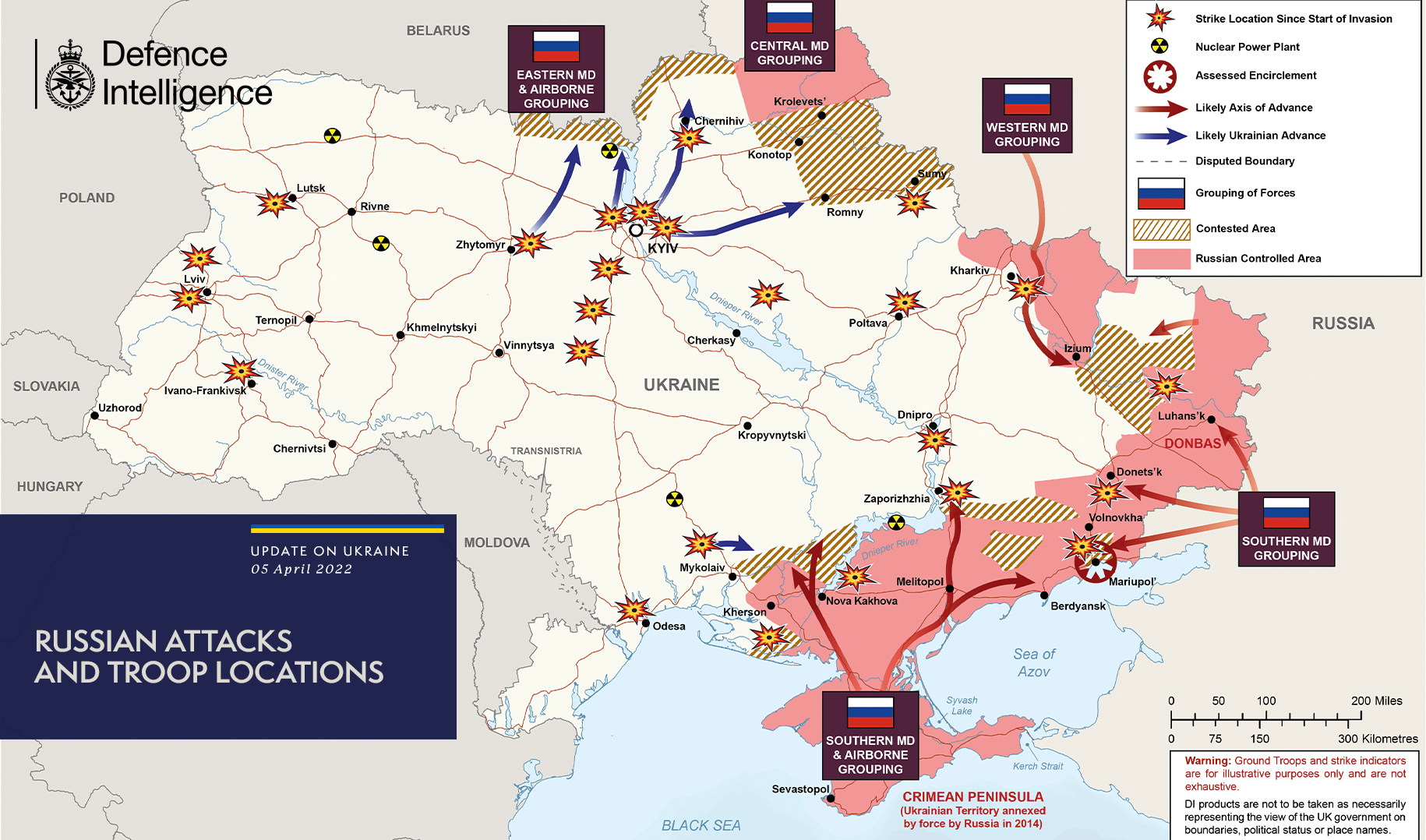
Lagebild in einer Veröffentlichung des britischen Verteidigungsministeriums am 5. April

Ukrainische Truppen nahmen Schlüsselgelände im Norden der Ukraine ein, nachdem sie russischen Bodenkräften die Sicherung noch gehaltener Räume nördlich Kiews und um Chernihiv verwehrt hatten. In den durch die Ukraine zurückgewonnenen Gebieten gab es nur noch Kämpfe mit geringer Intensität, die mit dem Abzug russischer Kräfte weiter abebbten. Nach Erkenntnissen der britischen Defence Intelligence waren die bisher im Norden der Ukraine eingesetzten russischen Kräfte nun massiv abgekämpft und brauchten erhebliche Auffrischung und Ergänzung vor einem möglichen weiteren Einsatz im Osten der Ukraine.

### 6. April

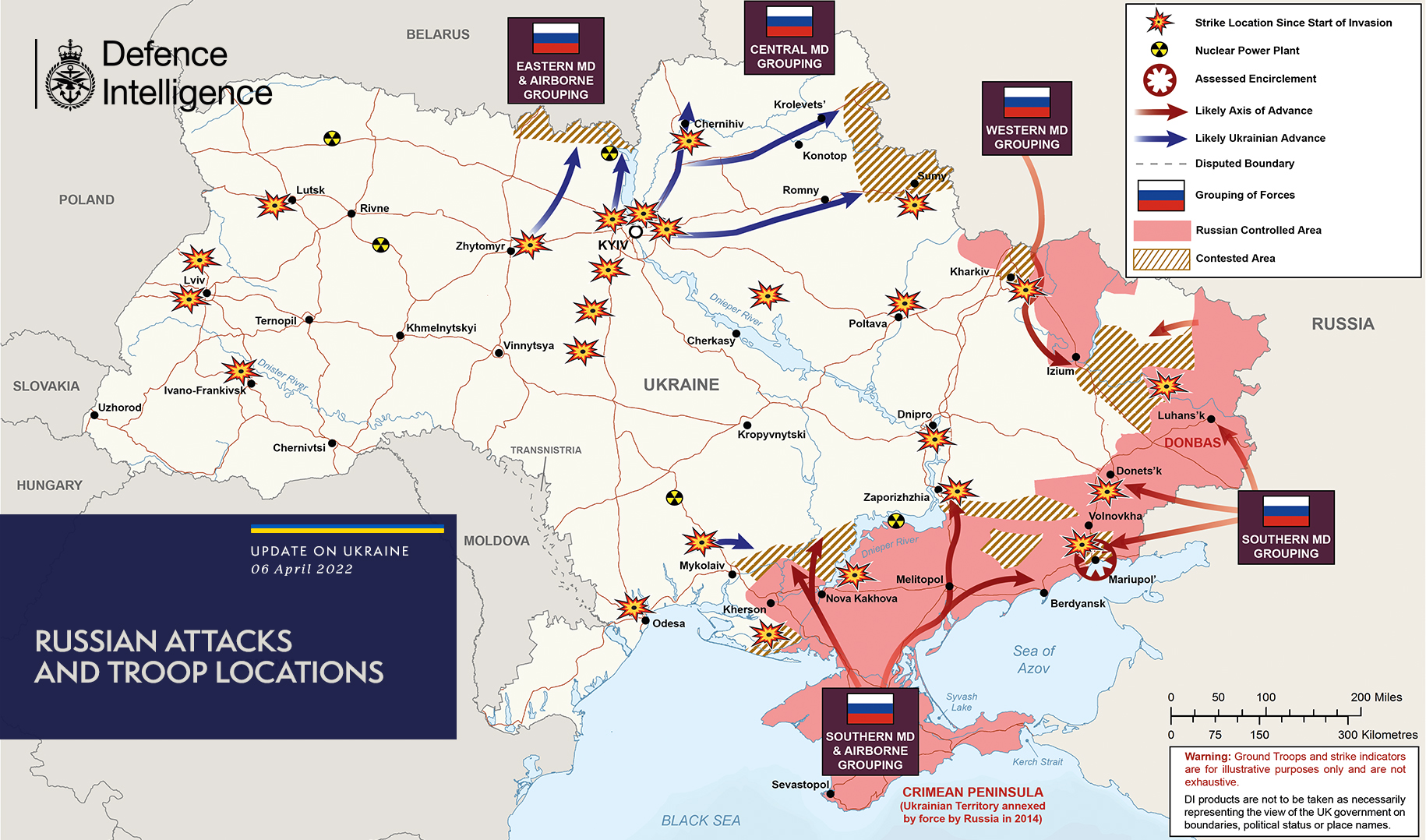
Lagebild in einer Veröffentlichung des britischen Verteidigungsministeriums am 6. April

Nach dem Rückzug der russischen Truppen aus den Regionen im Norden Kiews stießen ukrainische Sicherungseinheiten in diesen Gebieten weiter in nördlicher Richtung vor. Das ukrainische Militär meldete die Befreiung der Kleinstadt Borodjanka 40 km nordwestlich von Kiew. Dort wurden massive Zerstörungen durch russisches Bombardement verursacht. Ukrainische Rettungskräfte starteten Aufräumarbeiten und entfernten Trümmer. Präsident Selenskyj meldete sich am Abend in einer Videobotschaft, in der er die Lage in Borodjanka als „viel schrecklicher“ als in Butscha bezeichnete.
Nach Angaben des Gouverneurs von Luhansk kontrollieren russische Streitkräfte 60 Prozent der Stadt Rubischne.
Auch in der Region Sumy wurden weitere Vorstöße von ukrainischer Seite entlang der von den russischen Streitkräften besetzten Schnellstraßen gemeldet.
Ukraines Präsident Selenskyj sprach über Videoschaltung im irischen Parlament.
Zahlreiche europäische Länder verwiesen russische Diplomaten des Landes: Deutschland 40, Frankreich 35, Slowenien 33, Italien 30, Spanien 25, Dänemark 15, Estland 14, Rumänien 10 und Schweden drei. Auch die EU erklärte 19 Vertreter Russlands bei der EU zu „unerwünschten Personen“.

### 7. April

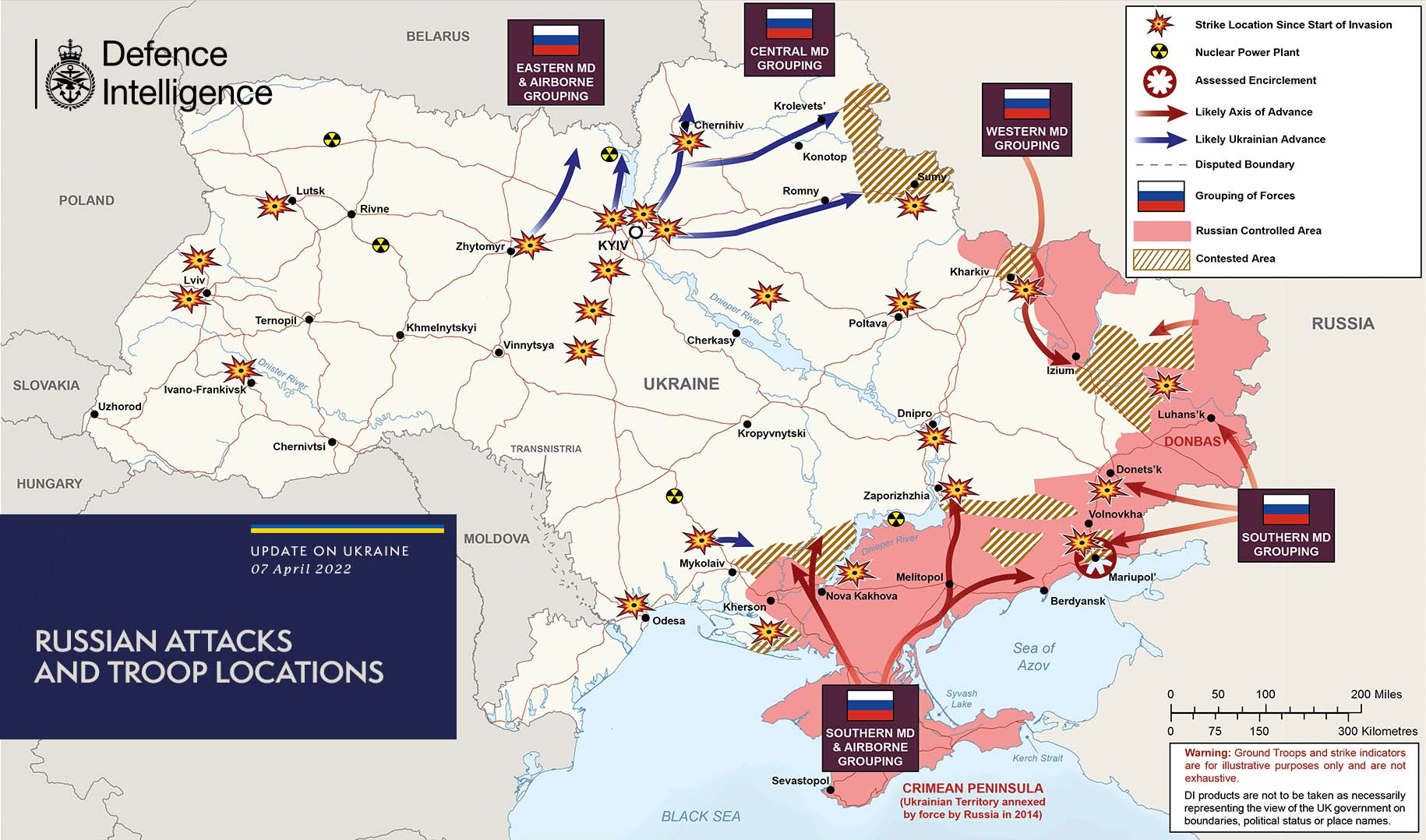
Lagebild in einer Veröffentlichung des britischen Verteidigungsministeriums am 7. April

Die Generalversammlung der Vereinten Nationen hat Russland aus dem UN-Menschenrechtsrat ausgeschlossen.
Am Morgen des 7. April wurde nach ukrainischen Angaben die im Gebiet Luhansk liegende Kleinstadt Popasna beschossen. Im selben Gebiet, bei Nowotoschkiwske, sei es den russischen Truppen nicht gelungen, die ukrainischen Verteidigungslinien zu durchbrechen. Die Ukraine warf den russischen Truppen Gewalt gegen Zivilisten vor. So erklärte der Gouverneur noch am selben Tag, dass es aufgrund des russischen Beschusses keine funktionierenden Krankenhäuser mehr im Oblast Luhansk gebe. Am selben Tag berichteten Medien verschiedener Länder, dass die bei Kiew liegende Stadt Borodjanka stark zerstört worden sei und es Anzeichen gebe, dass die Zivilbevölkerung ebenfalls einem Massaker wie in Butscha ausgesetzt gewesen ist.
Eigenen Angaben zufolge haben russische Truppen am 7. April 29 Militärobjekte in der Ukraine bombardiert. Dabei seien Luftabwehrsysteme, Artilleriegeschütze, mehrere Kommando- und Stützpunkte der ukrainischen Streitkräfte sowie Munitions- und mindestens vier Treibstofflager vernichtet worden.
Sowohl die ukrainische Regierung als auch der ukrainische Gouverneur der Region Luhansk forderten die Zivilbevölkerung im Donbass auf, die Region unverzüglich zu verlassen, da russische Streitkräfte dort vor einer Großoffensive stünden und versuchen würden, mögliche Fluchtrouten abzuschneiden. Der Aufruf zu einer Evakuierung bezog sich auch auf die Bezirke Losowa und Barwinkowe in der Oblast Charkiw. Noch am selben Tag wurde von ukrainischer Seite vermeldet, dass Russland die letzte Eisenbahn-Fluchtroute aus dem Donbass beschossen habe. Nach Angaben des britischen Militärgeheimdienstes setzt Russland seine Artillerie- und Luftangriffe an der in der ostukrainischen Region Donbass liegenden Front fort.
Der Gouverneur der Oblast Charkiw Oleh Synjehubow erklärte, dass die Großstadt Charkiw weiter Ziel russischer Bombardements sei. So hätten russische Truppen die Stadt innerhalb eines Tages 48 Mal mit Raketenwerfern, Artillerie und Mörsern beschossen. Auch andere Städte (darunter Balaklija und Losowa) im selben Oblast seien unter russischen Beschuss genommen worden. Aus Balaklija seien zuletzt 15.000 Zivilisten evakuiert worden, schrieb Synjehubow.
Ukraines Präsident Selenskyj sprach über Videoschaltung im griechischen Parlament.
Russlands Außenminister Sergei Lawrow wies einen von der Ukraine eingebrachten Entwurf für einen Friedensvertrag zurück, da er „unannehmbare Elemente“ beinhaltet habe. Lawrow bezog sich dabei auf Vorschläge zum Donbass und zur Krim. Lawrow warf der Ukraine vor, die Friedensgespräche auszuhöhlen. Russland werde aber trotzdem weiterverhandeln und gleichzeitig seine eigenen Ansprüche „absichern“.
Der belarussische Präsident Aljaksandr Lukaschenka forderte eine Beteiligung an den Friedensgesprächen für ein Ende der Kämpfe im Nachbarland Ukraine und erklärte: „Wir betrachten dies als einen Krieg, der direkt vor unserer Haustür stattfindet und die Situation in unserem Land sehr ernsthaft beeinflusst.“ Damit brach er mit dem Narrativ der russischen Regierung, nach der es keinen Krieg in der Ukraine gibt, sondern eine „militärische Spezialoperation“.
Den Separatisten gelang es laut eigenen Angaben zusammen mit russischen Streitkräften, das Stadtzentrum von Mariupol einzunehmen. Im Hafen der Stadt sowie am Stahlwerk Asow-Stahl werde noch gekämpft. Es sollen sich außerdem noch rund 3000 ukrainische Soldaten in Mariupol aufhalten.
Der Wikipedianer Pavel Pernikaŭ wird am 7. April 2022 wegen „Diskreditierung der Republik Belarus“ zu zwei Jahren Haft verurteilt.
Laut einer Meldung der russischen Lokalzeitung Pskovskaya Gubernia weigerte sich eine aus rund 60 Soldaten bestehende Fallschirmjägereinheit aus der Oblast Pskow, gegen die Ukraine zu kämpfen. Die Einheit, die zu Beginn des Krieges nach Belarus verlegt wurde, wurde daraufhin wieder an ihren Heimatort zurückverlegt und viele der Soldaten aus der russischen Armee entlassen.

### 8. April

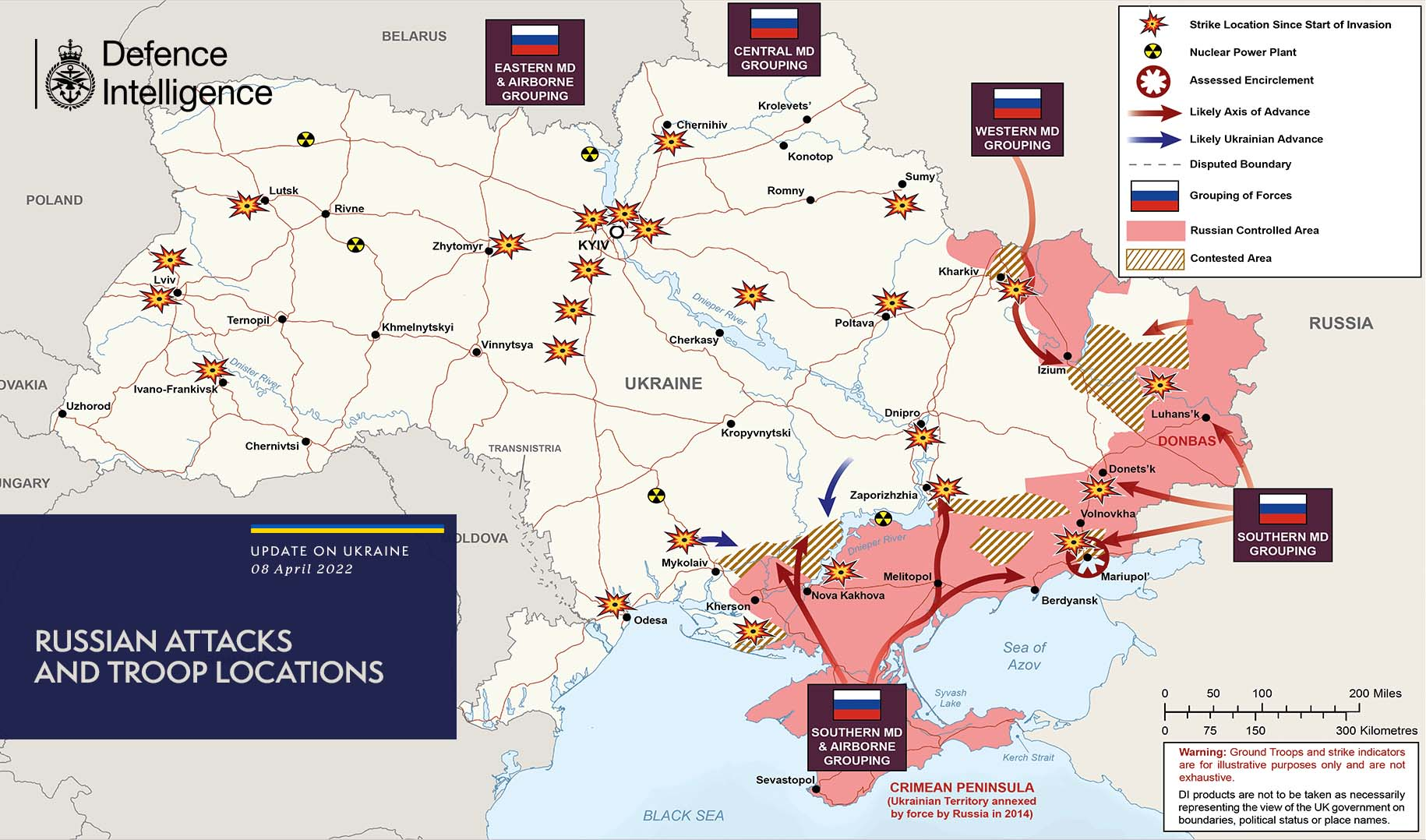
Lagebild in einer Veröffentlichung des britischen Verteidigungsministeriums am 8. April

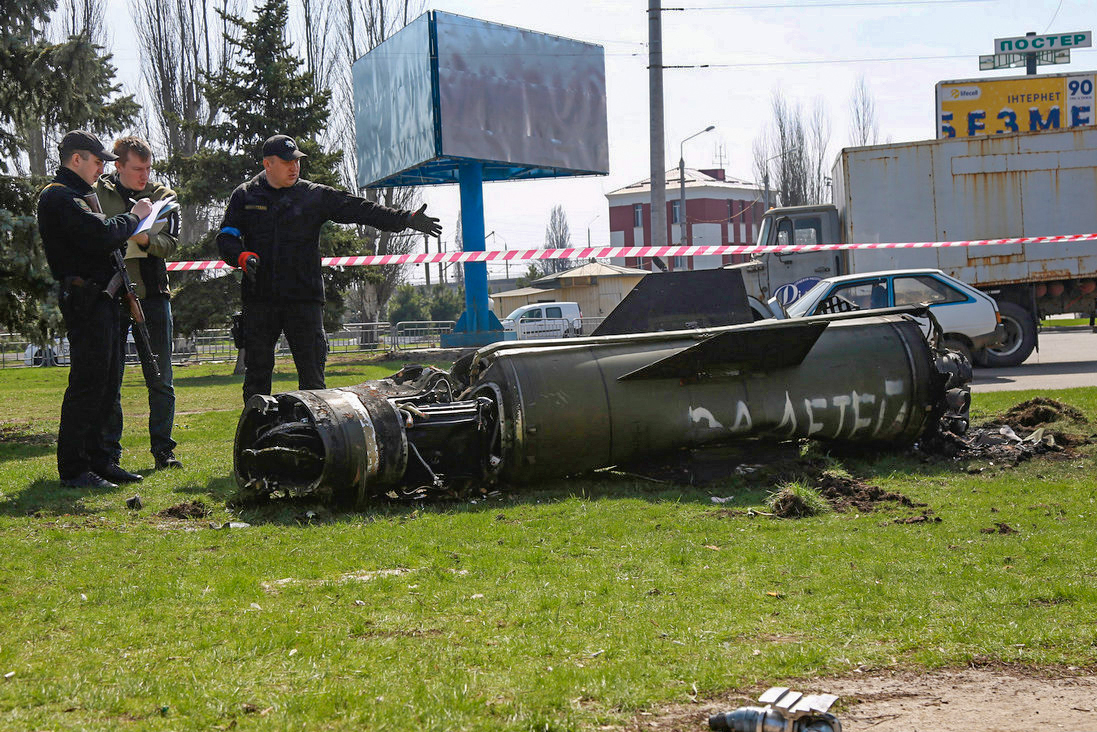
Raketentrümmer mit der russischen Aufschrift: ‚за детей‘ („für die Kinder“)

Nach Angaben des britischen Geheimdienstes zogen sich die russischen Truppen gänzlich aus dem nördlichen Teil der Ukraine hinter die Grenzen nach Belarus und Russland zurück. Nach US-Angaben waren es geschätzt mindestens 24.000 russische Soldaten, die aus den Gebieten um Kiew und Tschernihiw im Norden die Ukraine verlassen hatten. Luft- und Raketenstreitkräfte Russlands hatten eigenen Angaben zufolge in der Nacht und am Morgen des 8. April 81 „Militärobjekte“ beschossen. Erstmalig in diesem Konflikt soll Russland das moderne Kampfflugzeug Suchoi Su-57 eingesetzt haben. Eine nicht näher beschriebene Anzahl dieser Tarnkappen-Mehrzweckkampfflugzeuge starteten aus dem russischen Luftraum mehrere Ch-59 oder Ch-59M-Abstandswaffen gegen Ziele in Kropywnyzkyj und Odessa.
Bei einem russischen Raketenangriff auf den Bahnhof der ostukrainischen Stadt Kramatorsk, wo Menschen auf Evakuierungen warteten, wurden mindestens 58 Zivilisten getötet und über 100 weitere verletzt. Untersuchungen zufolge kamen bei diesem Angriff eine Rakete vom Typ 9K79 Totschka mit Streumunitionsgefechtskopf zur Anwendung. Russland stritt einen Einsatz dieser Kurzstreckenrakete ab, obschon der Typ schon im Februar gegen ukrainische Ziele eingesetzt worden war.
NATO-Generalsekretär Jens Stoltenberg sicherte der Ukraine jahrelange Waffenlieferungen zu. EU-Kommissionspräsidentin Ursula von der Leyen besuchte Kiew, um den ukrainischen Präsidenten Wolodymyr Selenskyj zu treffen, und besuchte auch Butscha.
Russland verbot die Arbeit mehrerer internationaler Nichtregierungsorganisationen, von deutschen Parteistiftungen und weiteren unter anderem deutschen Organisationen.

### 9. April

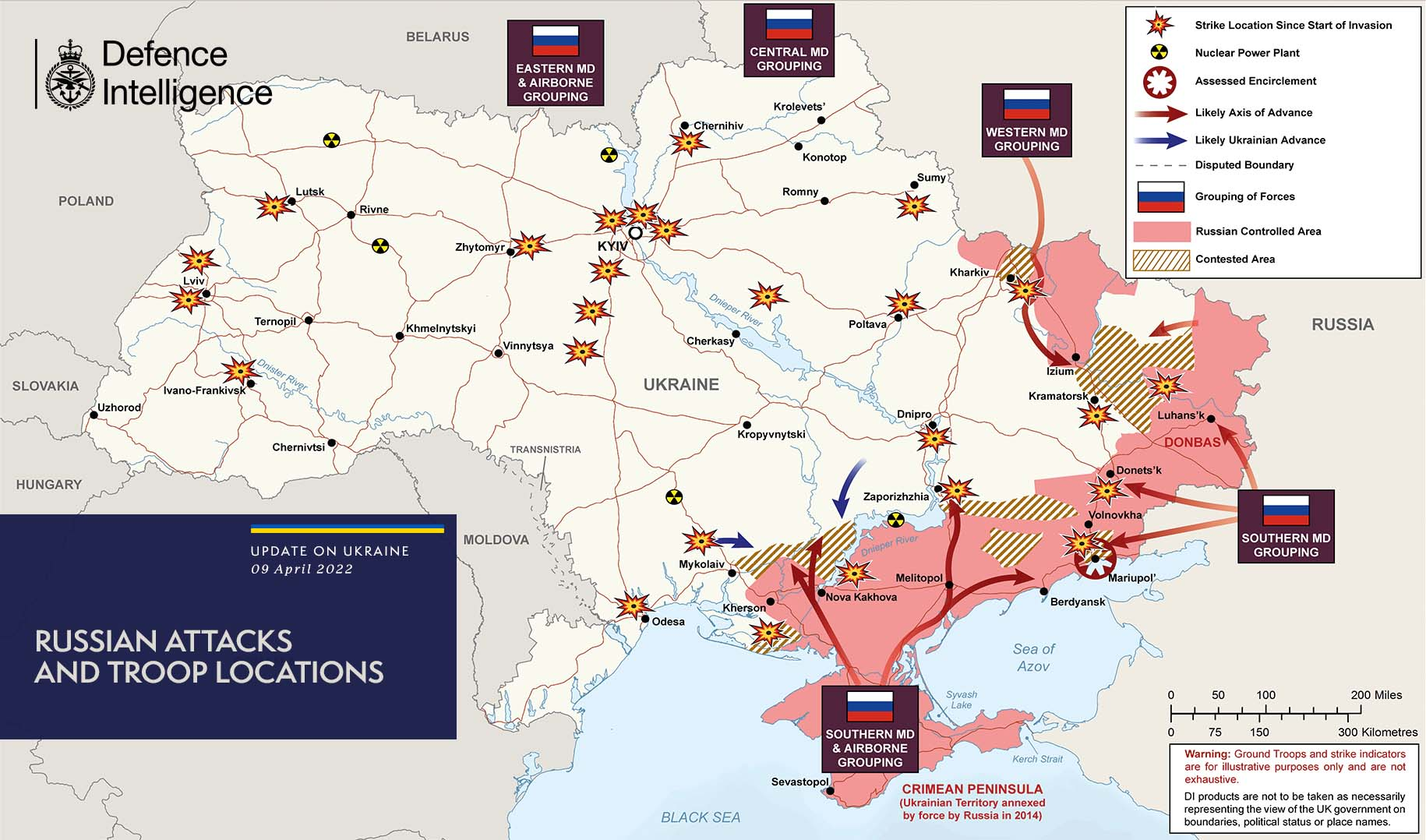
Lagebild in einer Veröffentlichung des britischen Verteidigungsministeriums am 9. April

In Kiew empfing der ukrainische Präsident am Vormittag den österreichischen Bundeskanzler Karl Nehammer. Ohne vorherige öffentliche Bekanntgabe empfing er am Nachmittag auch den Premierminister des Vereinigten Königreichs Boris Johnson.
Die EU-Kommission hat auf einer internationalen Geberkonferenz in Warschau Hilfen in Höhe von 10 Milliarden Euro zur Unterstützung der Ukraine und von Ländern angekündigt, die Flüchtlinge aufnehmen.
Die russischen Truppen würden sich darauf konzentrieren, die Orte Rubischne, Nischne, Popasna und Nowobachmutiwka im Donbas einzunehmen. Ein Teil von Rubischne sei von russischen Truppen eingenommen.

### 10. April

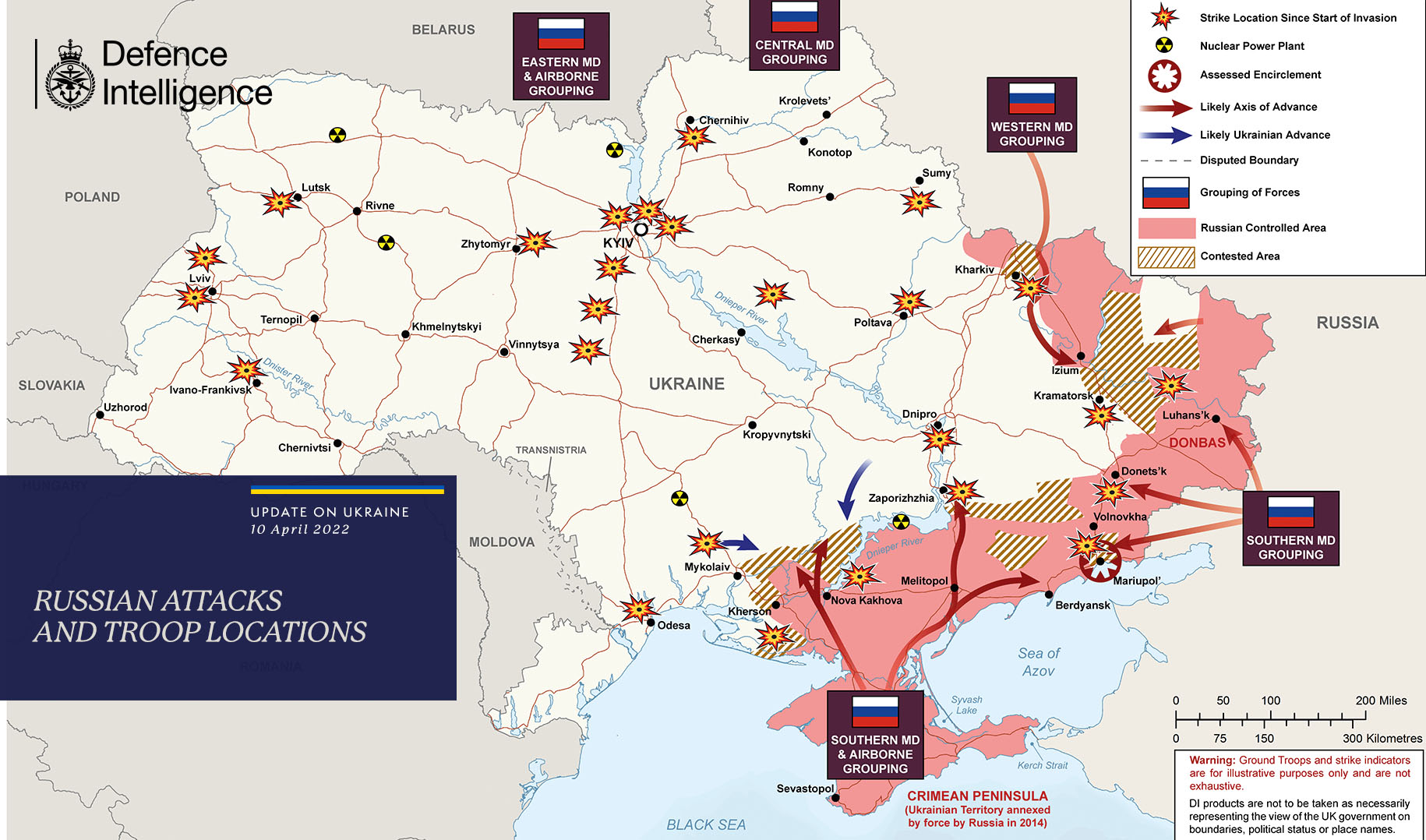
Lagebild in einer Veröffentlichung des britischen Verteidigungsministeriums am 10. April

Satellitenbilder von Maxar dokumentierten einen etwa 13 Kilometer langen Militärkonvoi der russischen Armee auf dem Weg durch die ostukrainische Stadt Welykyj Burluk in Fahrtrichtung Charkiw. Allgemein wurde erwartet, dass das russische Militär eine konzentrierte Offensive im Osten der Ukraine plant.
Laut eigenen Angaben zerstörten Kampfhubschrauber der Russischen Föderation einen ukrainischen Konvoi aus gepanzerten Fahrzeugen und Flugabwehrgerät. Danach seien auch 86 ukrainische Militärobjekte innerhalb eines Tages zerstört worden, darunter der Flughafen von Dnipro.
Im westlich von Kiew gelegenen Dorf Busowa wurde laut ukrainischen Angaben ein Massengrab mit Dutzenden Zivilisten entdeckt.
Der Militärnachrichtendienst des Vereinigten Königreichs, Defence Intelligence, teilte mit, dass nach seinen Informationen Russland zunehmend Veteranen wieder in den Dienst der Armee stellte.

### 11. April

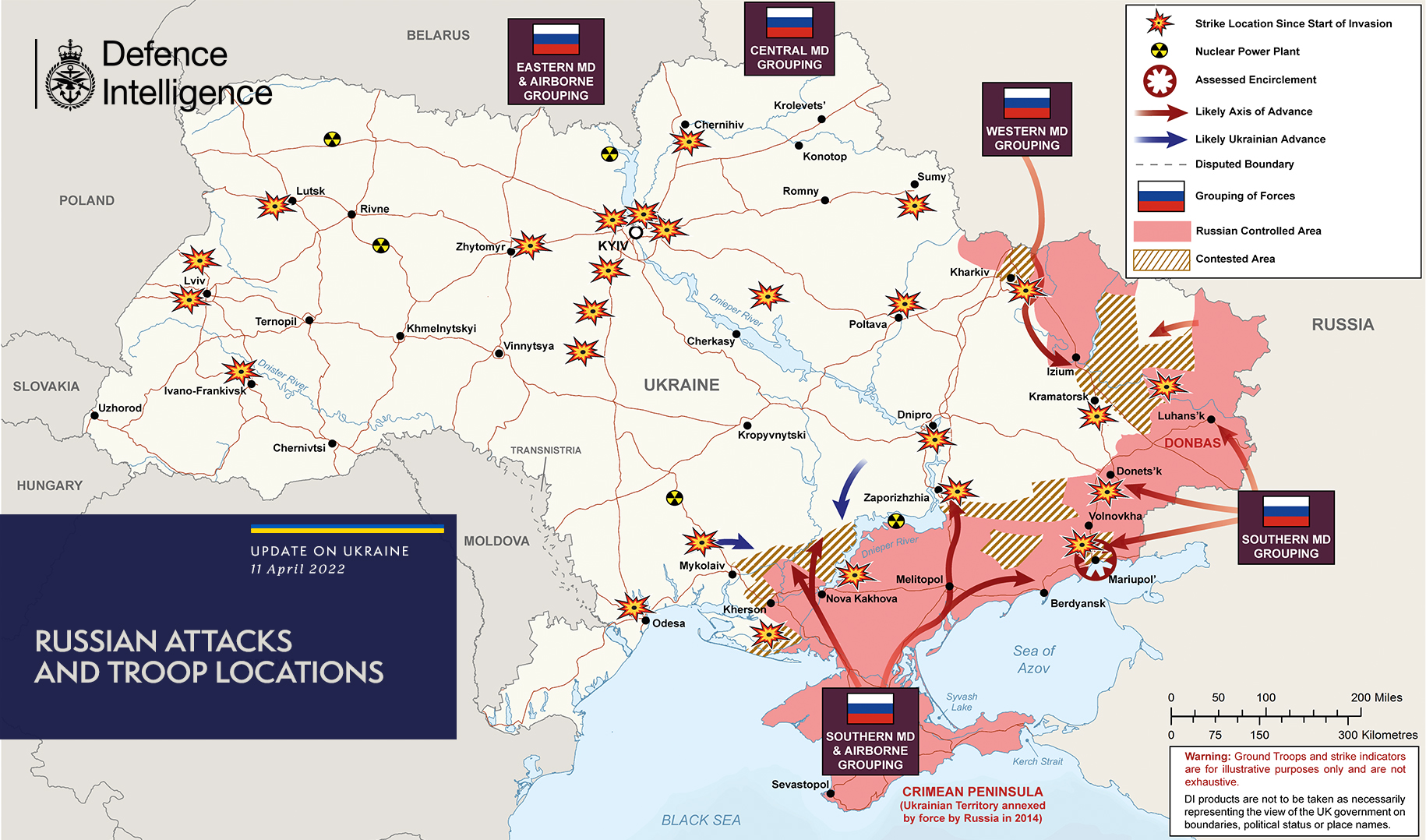
Lagebild in einer Veröffentlichung des britischen Verteidigungsministeriums am 11. April

Nach eigenen Angaben nahmen Streitkräfte der selbst ernannten Volksrepublik Donezk den Hafen der Stadt Mariupol ein. Die ukrainische Seite erklärte, dass Russland in Mariupol chemische Substanzen eingesetzt habe. In der Oblast Donezk zerstörte Russland eigenen Angaben zufolge mit der Hyperschallrakete Kinschal einen unterirdischen Kommandostand der ukrainischen Streitkräfte.
Nach Informationen des US-Geheimdienstes erhielt General Alexander Dwornikow den Oberbefehl über die russischen Truppen in der Ukraine.
Das Büro des Hohen Kommissars der Vereinten Nationen für Menschenrechte (OHCHR) meldete, dass seit Kriegsbeginn am 24. Februar 4335 zivile Opfer bestätigt werden konnten: 1842 Tote und 2493 Verletzte.
Mit dem österreichischen Bundeskanzler Karl Nehammer traf sich erstmals seit Beginn der russischen Invasion ein Regierungschef der westlichen Welt mit dem russischen Präsidenten Putin in Moskau. Laut Nehammer war es „sehr direkt, offen und hart“ und „kein Freundschaftsbesuch“. Er „habe generell keinen optimistischen Eindruck“, den er „mitbringen kann von diesem Gespräch mit Präsident Putin“.
Ukraines Präsident Selenskyj sprach über Videoschaltung im südkoreanischen Parlament.
Die litauische Ministerpräsidentin Ingrida Šimonytė reiste für ein Treffen mit Präsident Selenskyj in die Ukraine und besuchte im Vorfeld die Stadt Borodjanka.
Bei einer Zusammenkunft des EU-Außenministerrats in Luxemburg verkündete die deutsche Außenministerin Annalena Baerbock einen Kurswechsel der deutschen Außenpolitik und befürwortete die Lieferung von „schweren Waffen“ an die Ukraine.
Kroatien verwies 16 russische Diplomaten und acht Botschaftsmitarbeiter ohne diplomatischen Status des Staates. Frankreich wies sechs weitere Diplomaten aus.
Es wurden vereinzelt die ersten Zahlungsausfälle von russischen Unternehmen registriert. Hatte NATO-Generalsekretär Stoltenberg bereits am 8. April der Ukraine versprochen, das Land auf Jahre hinaus falls nötig mit Waffen zu beliefern, wiederholte das US-Verteidigungsministerium dieses Versprechen. Nach eigenen Angaben landeten etwa acht bis zehn mit Waffen und Nachschub beladene Flugzeuge pro Tag in den Nachbarländern der Ukraine, um die militärischen Lieferungen von dort über Laster in der Ukraine zu verteilen.
Im Zuge des russischen Angriffs auf die Ukraine wurden auf Geheiß Putins mindestens etwa 150 FSB-Mitarbeiter der für Spionage in ehemaligen Sowjetstaaten zuständigen Direktion entlassen oder inhaftiert. War der Leiter jener Direktion, Sergei Beseda, im März 2022 noch unter Hausarrest gestellt worden, wurde er nun in das Lefortowo-Gefängnis eingeliefert.

### 12. April

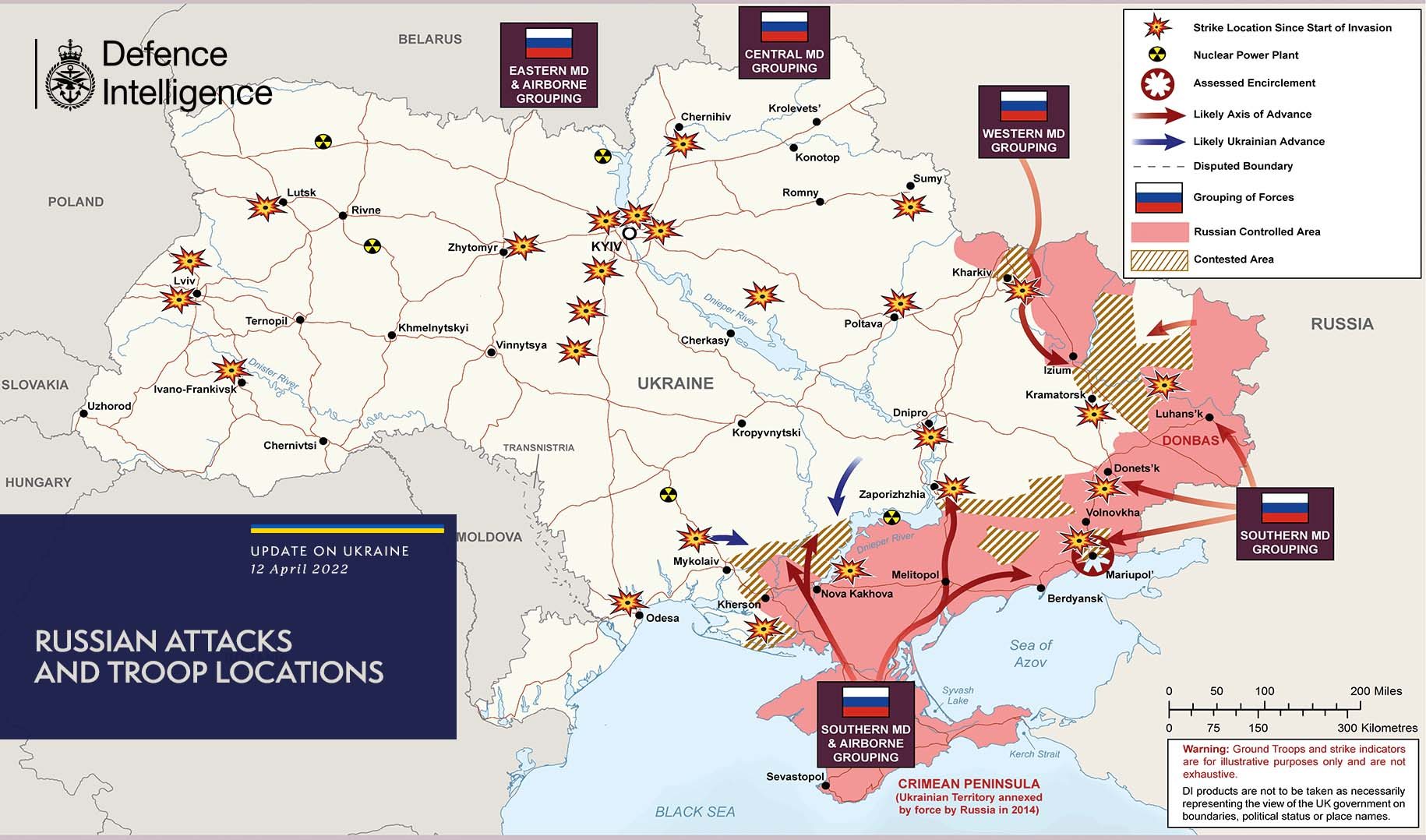
Lagebild in einer Veröffentlichung des britischen Verteidigungsministeriums am 12. April

Russland berichtete von weiteren Luftangriffen auf militärische Ziele in der Ukraine. Russische Raketen hätten ein Munitionsdepot und einen Hangar auf dem Luftwaffenstützpunkt Starokostjantyniw in der Oblast Chmelnyzkyj sowie ein Munitionsdepot in der Nähe von Hawryliwka nördlich der Hauptstadt Kiew getroffen. Das ukrainische Asow-Regiment behauptete, dass die russische Seite Giftgas in Mariupol eingesetzt haben soll.
Wiktor Medwedtschuk, der einer von vier Parteivorsitzenden der größten Oppositionspartei in der Ukraine war, ehe sie im Zuge des russischen Überfalls auf die Ukraine für die Dauer des Kriegsrechts vorübergehend verboten wurde, wurde vom ukrainischen Inlandsgeheimdienst festgenommen. Der ehemalige russische Präsident, derzeitige Vorsitzender der Partei Einiges Russland und stellvertretende Leiter des Sicherheitsrates der Russischen Föderation, Dmitri Medwedew nahm dies zum Anlass, die ukrainische Regierung zu beschimpfen und ihr die Legitimation abzusprechen.
Der Bürgermeister der Stadt Mariupol berichtete, dass seit Beginn der russischen Invasion nach letzter Schätzung etwa 21.000 zivile Einwohner der Hafenstadt getötet worden seien.
Nach Schätzungen des Center for Strategic and International Studies (CSIS) starteten die Streitkräfte Russlands seit Beginn des Überfalls über 1540 ballistische Raketen und Marschflugkörper gegen Ziele in der Ukraine.
Die Vorsitzenden des Verteidigungsausschusses, Marie-Agnes Strack-Zimmermann (FDP), der Vorsitzende des Europaausschusses, Anton Hofreiter (Bündnis 90/Die Grünen), und der Vorsitzende des Auswärtigen Ausschusses, Michael Roth (SPD), reisten in das ukrainische Lwiw. Präsident Selenskyj lehnte einen Empfang des deutschen Staatsoberhauptes, Bundespräsident Frank-Walter Steinmeier, ab. Steinmeier wollte gemeinsam mit den Präsidenten Polens und der drei baltischen Staaten noch in derselben Woche in die Ukraine reisen.
Die Verhandlungen zwischen der ukrainischen und russischen Seite zur Beendigung der kriegerischen Handlungen wurden online fortgesetzt.
Ukraines Präsident Selenskyj sprach über Videoschaltung im litauischen Parlament.

### 13. April

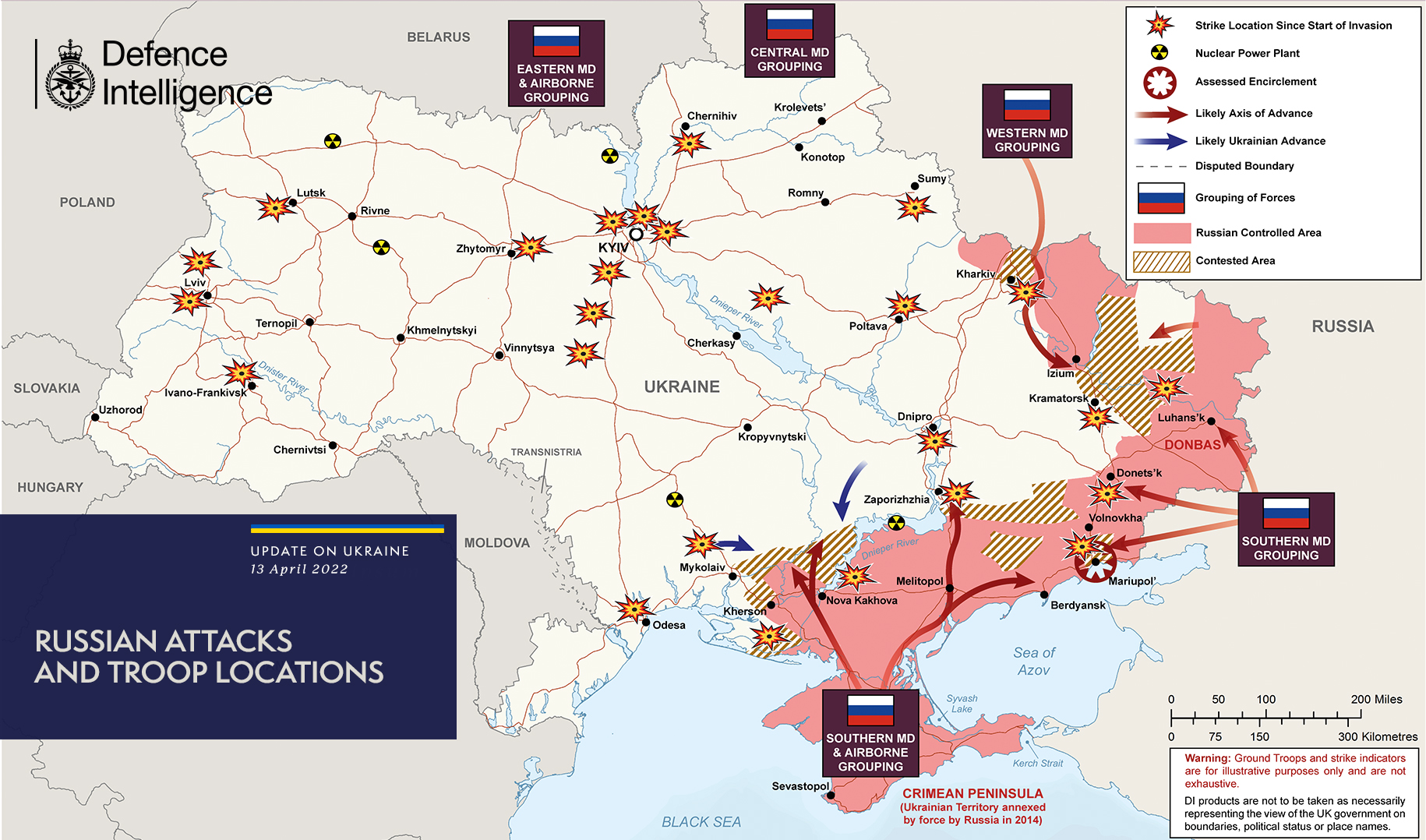
Lagebild in einer Veröffentlichung des britischen Verteidigungsministeriums am 13. April

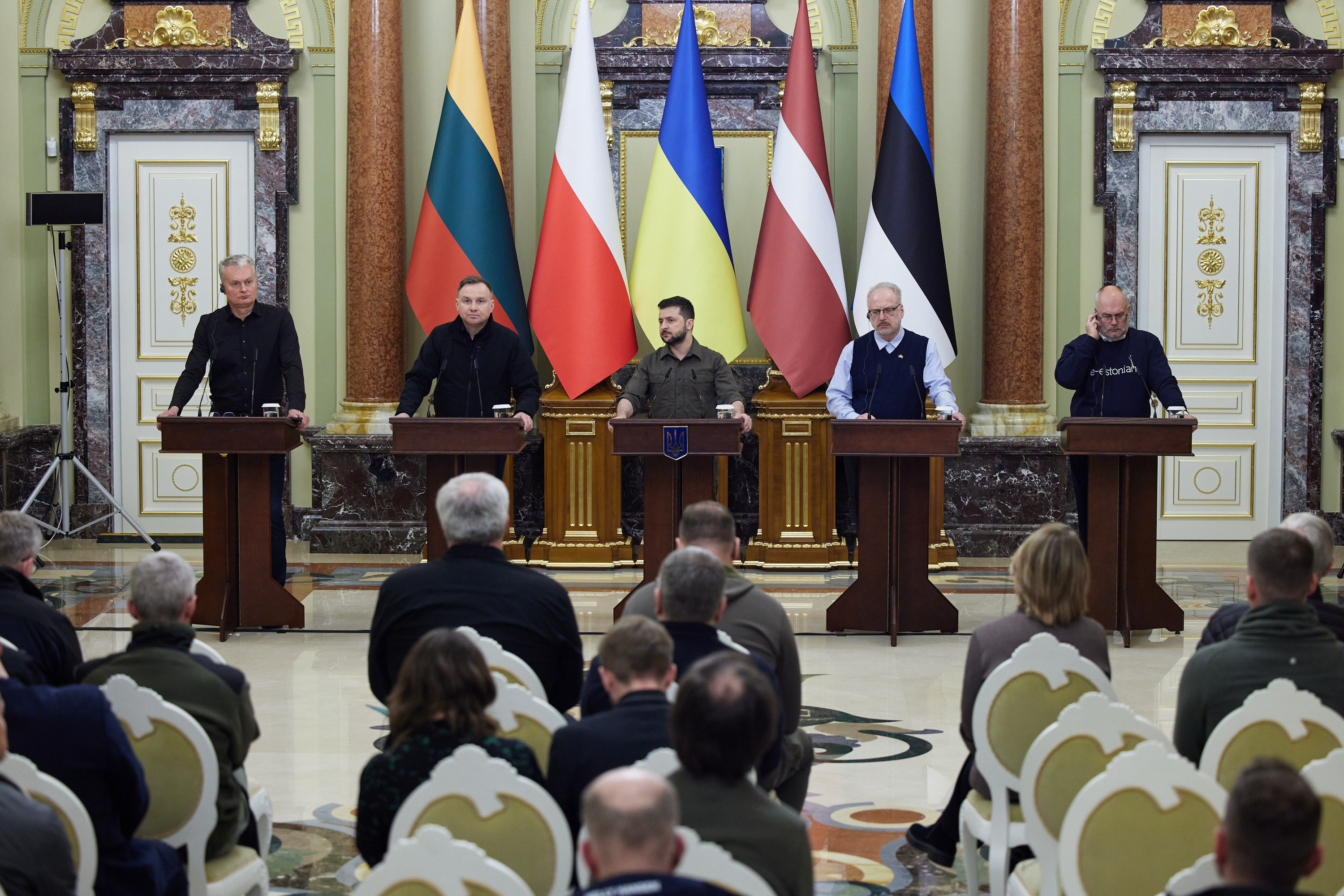
Selenskyj empfängt Gitanas Nausėda, Andrzej Duda, Egils Levits und Alar Karis (von links nach rechts)

Sowohl Russland als auch die Ukraine reklamierten teils widersprüchliche militärische Erfolge in Mariupol für sich. Zudem wurden Kämpfe in den Regionen Charkiw und Saporischschja gemeldet. Der ukrainische Präsident wiederholte, dass Russland Phosphorbomben eingesetzt habe. Zudem wiederholte Mariupols Bürgermeister die Aussage, dass gegen ihre Soldaten in Mariupol Giftgas eingesetzt worden sei. Nach russischen Angaben startete eine russische Korvette sechs Marschflugkörper vom Typ 3M14 gegen zwei Munitionsdepots in der Ukraine. Laut einer Mitteilung des Gouverneurs von Odessa, Maksym Martschenko, wurde das Flaggschiff der russischen Schwarzmeerflotte, der Lenkwaffenkreuzer Moskwa, von zwei Neptun-Schiffsabwehrraketen getroffen und in Brand gesetzt. Infolgedessen explodierte die an Bord befindliche Munition, woraufhin 510 Besatzungsmitglieder von Bord gingen.
Die Organisation für Sicherheit und Zusammenarbeit in Europa stellte fest, dass nach dem Einmarsch der russischen Truppen der Tatbestand der Verbrechen gegen die Menschlichkeit wahrscheinlich erfüllt sei, eine abschließende Aussage, ob die Muster als systematisch zu bewerten seien, sei nicht möglich. Die Verstöße auf Seiten Russlands seien jedoch sowohl in ihrem Ausmaß als auch in ihrer Art weit größer als jene der Ukraine.
Die Präsidenten von Polen (Andrzej Duda), Litauen (Gitanas Nausėda), Lettland (Egils Levits) und Estland (Alar Karis) reisten nach Kiew und führten Gespräche mit Selenskyj.
Der Chefankläger des Internationalen Strafgerichtshof Karim Ahmad Khan besuchte Butscha und bestätigte, dass dem Gericht aus unterschiedlichen Quellen weitere Verbrechen gemeldet wurden.

### 14. April

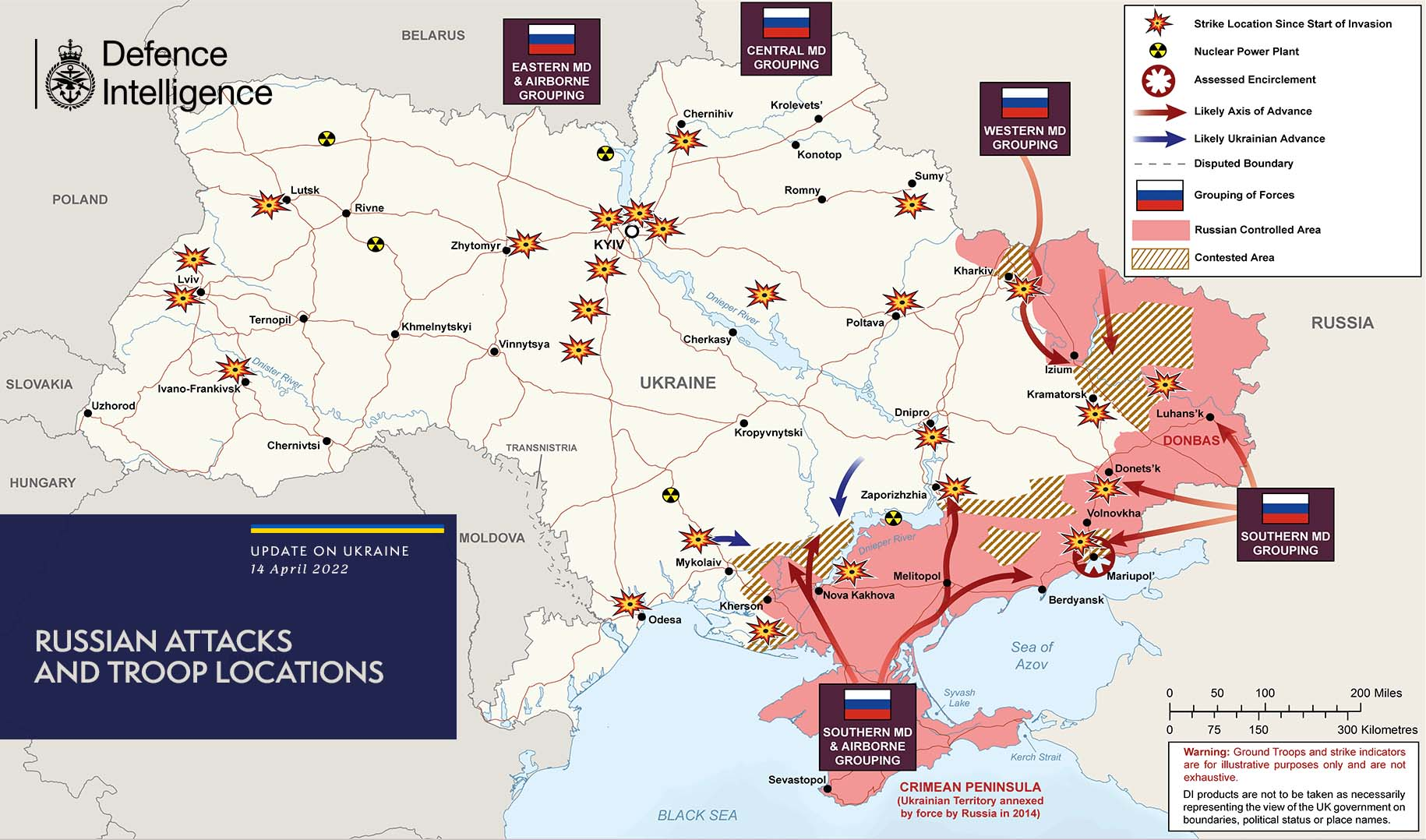
Lagebild in einer Veröffentlichung des britischen Verteidigungsministeriums am 14. April

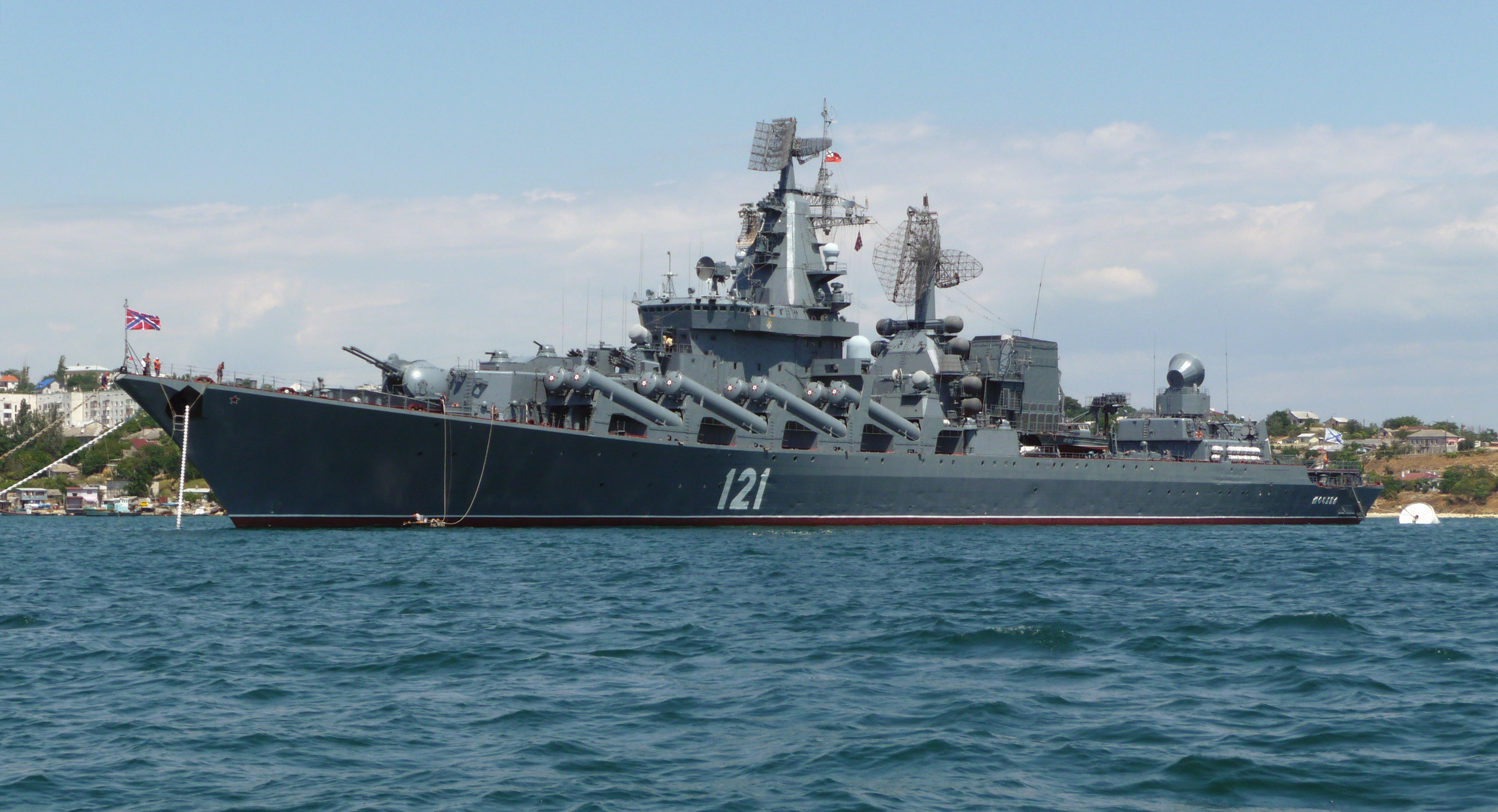
Moskwa (2009)

Die russische Armee hat nach eigenen Angaben einen Flugplatz der ostukrainischen Stadt Dnipro beschossen. Darüber hinaus seien zwei Waffenlager in den Gebieten Odessa und Donezk angegriffen worden. Über das am Vortag in Brand gesetzte Kriegsschiff Moskwa gab es widersprüchliche Angaben. Am Abend meldete die russische Nachrichtenagentur TASS, dass das am Rumpf beschädigte Schiff bei einem Sturm gesunken sei. Das aktuelle Durchfahrtsverbot für Kriegsschiffe durch Dardanellen und Bosporus in das Schwarze Meer verhindert den Ersatz des Schiffs. Der ehemalige russische Abgeordnete der Staatsduma Ilja Ponomarjow schrieb auf Twitter, dass nur 58 von 510 Besatzungsmitgliedern gerettet worden seien.
Nach Schätzungen des International Institute for Strategic Studies haben die Streitkräfte Russlands über 500 Kampfpanzer bei den Gefechten in der Ukraine verloren. Dies entspricht 16 % der im Jahr 2021 einsatzbereiten russischen Kampfpanzer. Weiter gingen rund 10 % der einsatzbereiten Suchoi-Su-34-Jagdbomber der russischen Luftstreitkräfte über der Ukraine verloren.
Russland warf der Ukraine den Beschuss von Klimowo vor, das etwa 10 km hinter der Grenze liegt.
Das ukrainische Parlament stufte die Russische Föderation als „neonazistischen Terrorstaat“ ein, welcher einen Genozid verübe.

### 15. April

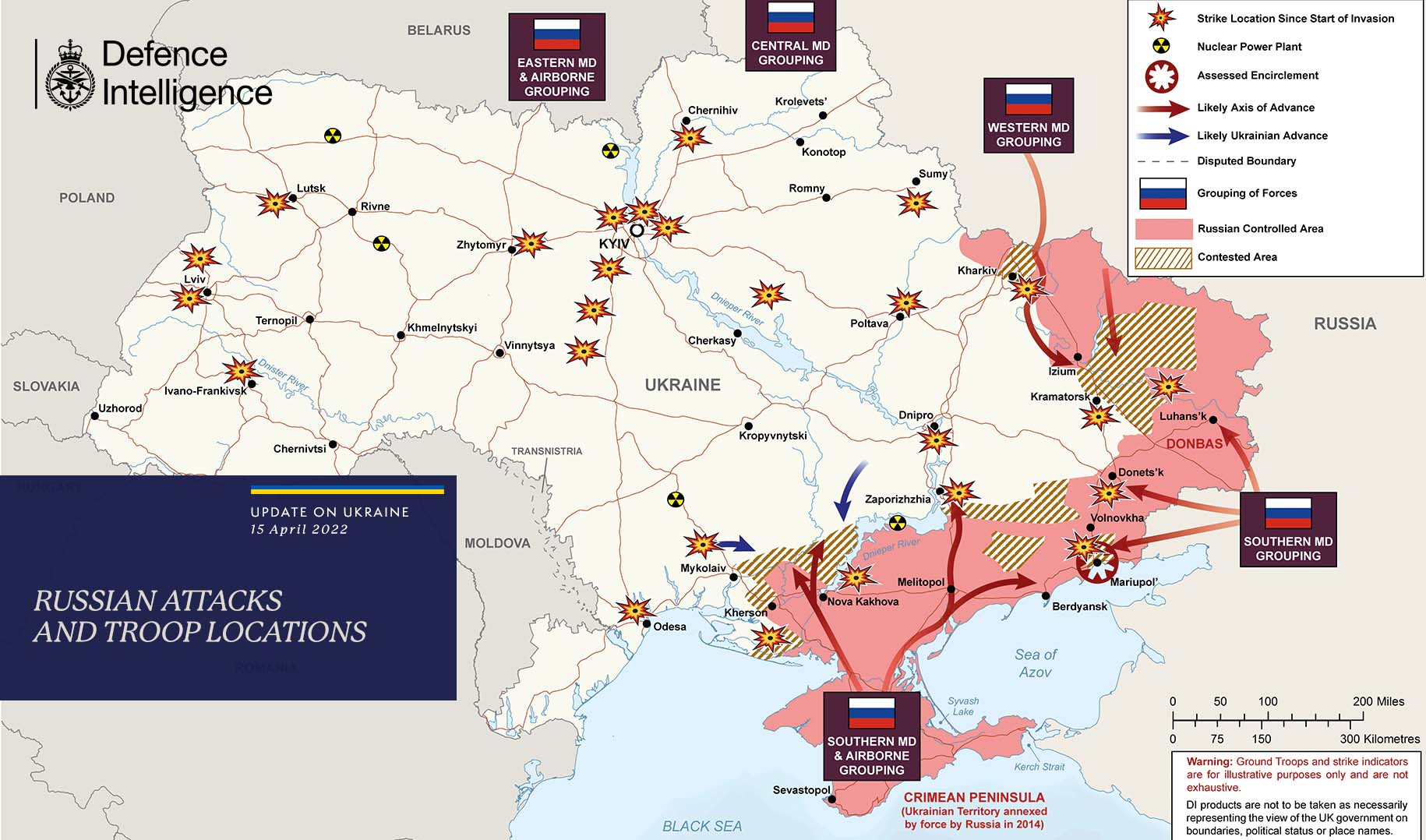
Lagebild in einer Veröffentlichung des britischen Verteidigungsministeriums am 15. April

Der ukrainische Präsident Wolodymyr Selenskyj teilte mit, dass die Ukraine 2.500 bis 3.000 eigene Gefallene und 10.000 Verwundete zu beklagen hat.
Aus den Städten Kiew, Cherson, Charkiw und Iwano-Frankiwsk wurden teils schwere Explosionen gemeldet. Zudem gab es in der Nacht auf den 15. April landesweiten Fliegeralarm. Russland meldete den Angriff auf die Raketenfabrik Wisar nahe Kiew und die Einnahme des Stahlwerks Iljitsch in Mariupol. Ebenso sollen durch einen Raketenangriff bei Charkiw etwa 30 polnische Söldner getötet worden sein.
Nach ukrainischen Angaben hat Russland zum ersten Mal seit Beginn der Invasion Überschallbomber vom Typ Tu-22M3 eingesetzt. Zudem meldete die Ukraine russische Einheiten beim Versuch, die Städte Popasna und Rubischne bei Luhansk einzunehmen, abgewehrt zu haben. Sjewjerodonezk ist laut der Militärverwaltung der Stadt zu rund 70 Prozent zerstört. Die Wasserversorgung sei bis zum Ende der Reparaturarbeiten eingestellt. Von den rund 130.000 Bewohnern seien noch etwa 20.000 Menschen vor Ort.
Nachdem bereits seit einigen Tagen die CIA den Einsatz Taktischer Atomwaffen von russischer Seite für möglich hielt, warnte auch der ukrainische Präsident vor einer möglichen Verwendung dieser Waffen gegen sein Land.
Nordmazedonien verwies sechs weitere russische Diplomaten des Landes. Aufgrund der Waffenlieferungen an die ukrainischen Streitkräfte verschickte Russland Protestnoten an mehrere westliche Länder.

### 16. April

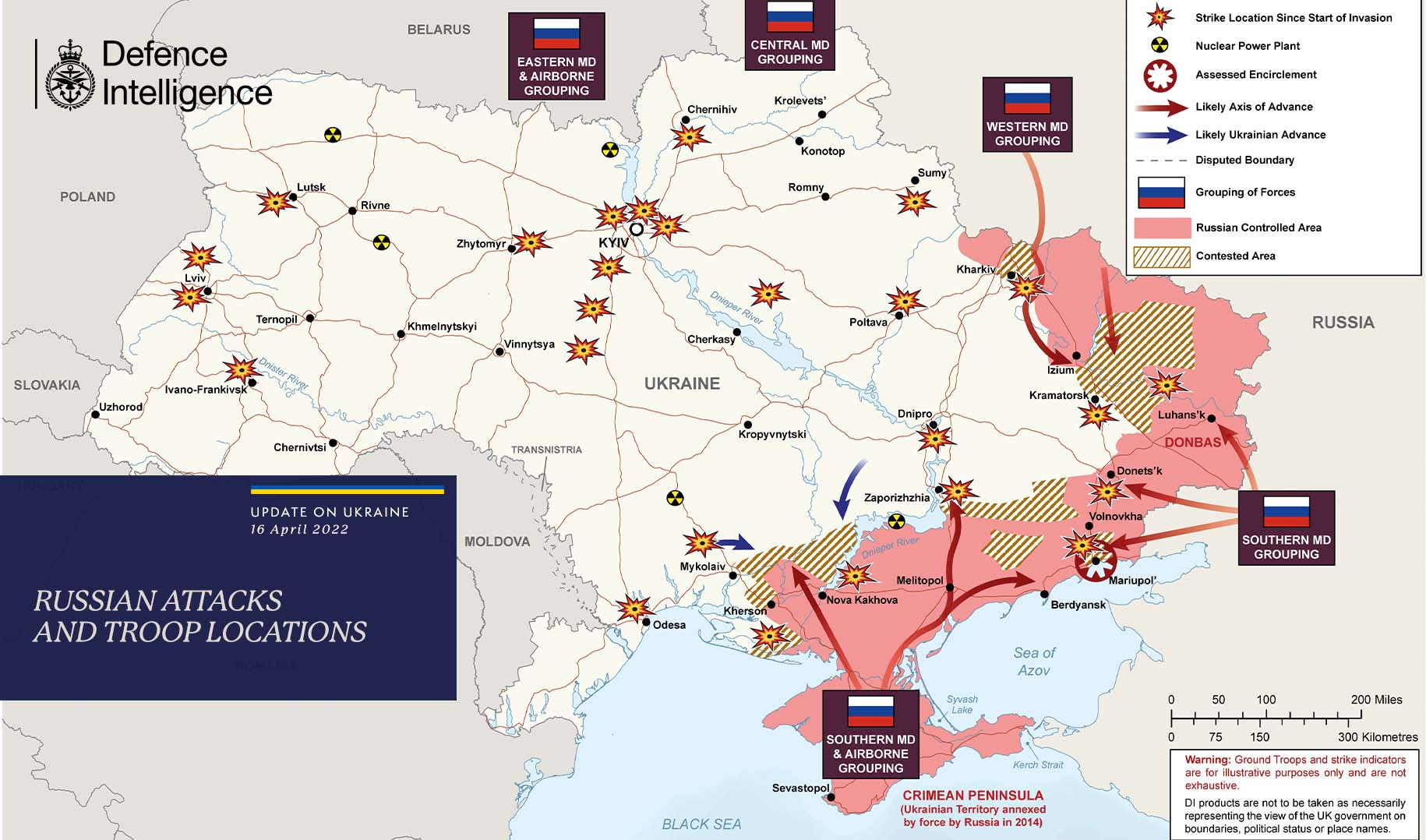
Lagebild in einer Veröffentlichung des britischen Verteidigungsministeriums am 16. April

Die russische Armee beschoss Objekte im Kiewer Stadtteil Darnyzja. Wie das russische Verteidigungsministerium mitteilte, wurden dabei Produktionsanlagen einer Panzerfabrik zerstört. Ebenfalls soll es Angriffe auf ein Werk für Panzertechnik sowie zwei Lager mit Raketen und Artillerie in der Stadt Mykolajiw und Angriffe im Gebiet um die Hafenstadt Odessa und die zentralukrainische Stadt Poltawa gegeben haben. Die ukrainische Seite berichtete von russischen Angriffen mittels Marschflugkörpern auf die Stadt Lwiw.
Russland sandte Protestnoten an mehrere westliche Länder und warnte darin vor unvorstellbaren Konsequenzen, wenn sie weiterhin Waffen in die Ukraine lieferten.
Die ukrainische Polizei teilte mit, sie habe 900 zivile Opfer im Großraum Kiew gefunden, die nun exhumiert würden.
Über den Stand der Kämpfe in der Stadt Mariupol gab es widersprüchliche Angaben. Es sollen sich 2500 Kämpfer der ukrainischen Armee im Komplex der Asowstal-Stahlfabrik verschanzt haben. Deren Lage sei katastrophal.

### 17. April

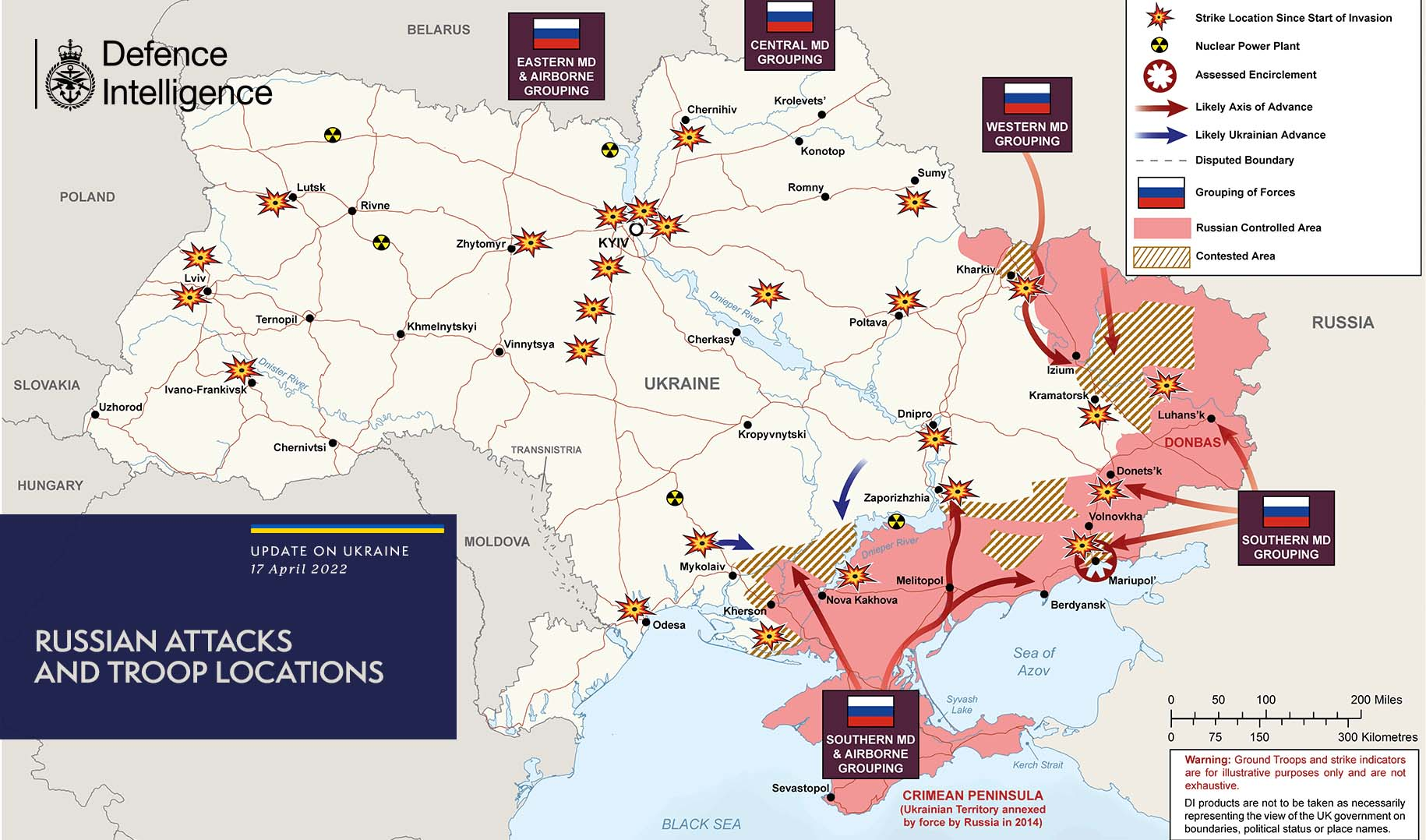
Lagebild in einer Veröffentlichung des britischen Verteidigungsministeriums am 17. April

Mariupol gilt seit Anfang März als eingekesselt. In der Nacht rief die russische Armee die ukrainischen Streitkräfte in Mariupol erneut zur Aufgabe auf. „Wir garantieren, dass das Leben all derer, die ihre Waffen niederlegen, verschont wird“, zitiert die Agentur TASS den russischen Generaloberst Michail Misinzew. Angesprochen sind die noch verbleibenden Kämpfer in der belagerten Fabrik Asowstal. Gemäß der vorgeschlagenen Vereinbarung müssen sie das Stahlwerk ohne Waffen zwischen 6 Uhr und 13 Uhr Moskauer Zeit (5 Uhr und 12 Uhr MESZ) verlassen. Das Ultimatum verstrich, ohne dass die ukrainischen Kämpfer darauf eingingen.
Russland setzte Tu-22M Überschallbomber beim Angriff auf das Asowstahl-Werk in Mariupol ein.
Regierungsvertreter und Verkehrsexperten Rumäniens, der Republik Moldau und der Ukraine trafen sich in Bukarest mit EU-Verkehrskommissarin Adina Vălean, um Maßnahmen zur Verbesserung der Straßen-, Schienen- und Hafeninfrastruktur im Dreiländereck zu besprechen. Anlässlich der ukrainischen Absatzprobleme von Getreide aufgrund der zerstörten oder gefährdeten Verkehrswege versprach Rumäniens Verkehrsminister Sorin Grindeanu, dass die wichtige Breitspur-Bahnstrecke nach Galați in den nächsten 100 Tagen saniert werde. So könnte das Umladen auf Normalspur umgangen, der direkte Zugang für Züge aus der Ukraine und aus Moldau erleichtert und die Umschlagszeiten für Güter verkürzt werden.

### 18. April

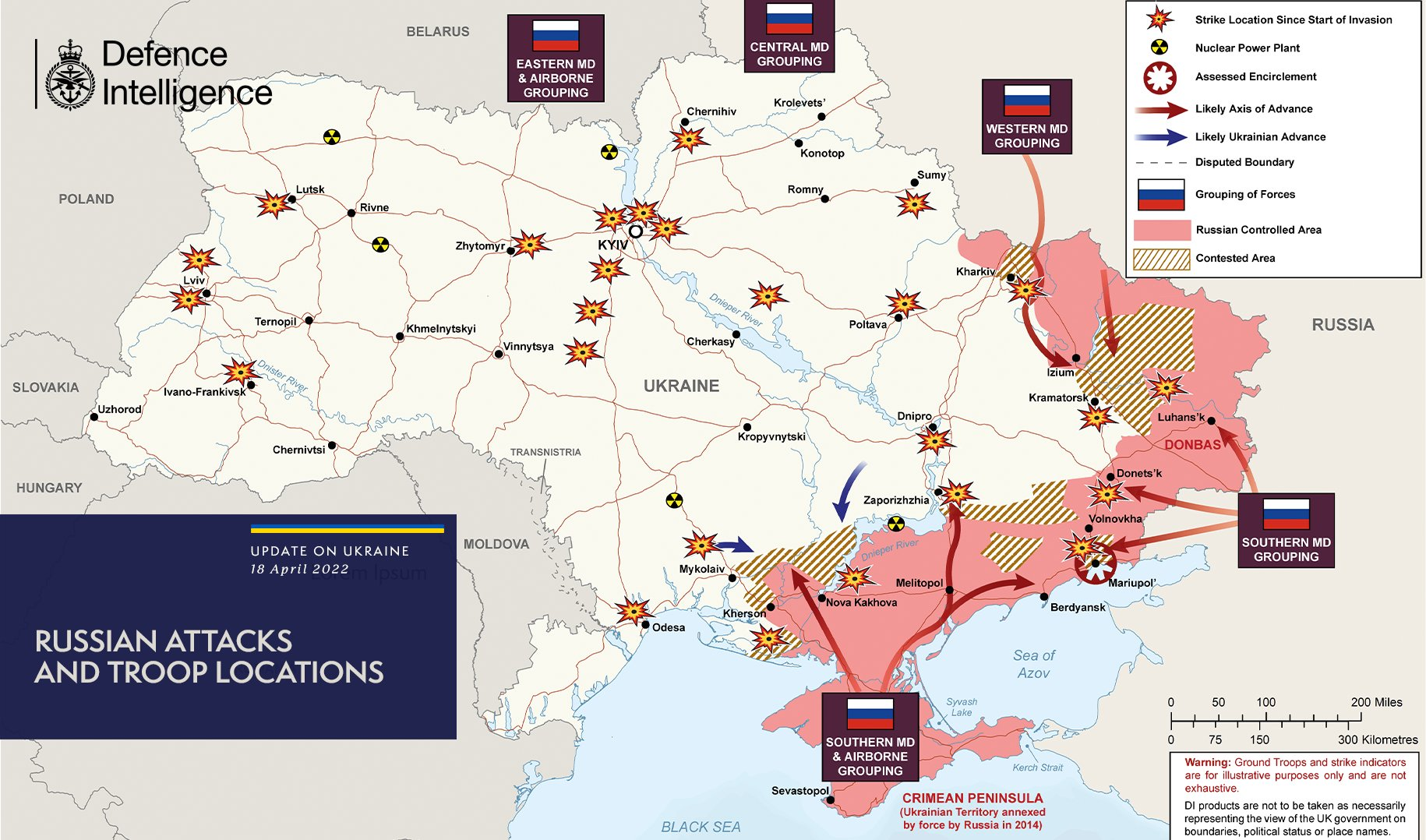
Lagebild in einer Veröffentlichung des britischen Verteidigungsministeriums am 18. April

Nach Angaben des ukrainischen Generalstabs begann Russland mit der erwarteten Offensive in der Ostukraine, insbesondere in den Gebieten Charkiw und Donezk.
Die geführten Offensivoperationen sollten nach britischen Einschätzungen wahrscheinlich die gesamten Oblaste Donezk und Luhansk erobern. Russische Streitkräfte konzentrierten dazu seit mehreren Wochen Verstärkungen – darunter sowohl neu stationierte Einheiten als auch angeschlagene Einheiten, die aus der Nordostukraine abgezogen wurden – auf die Donbass-Achse. Die groß angelegten Angriffe zielten mit schwerer Artillerieunterstützung auf Rubischne, Popasna und Marjinka, nachdem zuvor nur lokalisierte Aktionen entlang der Kontaktlinie durchgeführt worden waren. Die russischen Streitkräfte haben zum Zeitpunkt der Veröffentlichung keine größeren territorialen Gewinne erzielt.
In Lwiw schlugen am Morgen nach Angaben des Bürgermeisters fünf Raketen ein.
Charkiw steht erneut unter schwerem Beschuss. Mindestens 15 Menschen starben.
Nach Angaben des ukrainischen Infrastruktur-Ministers Oleksandr Kubrakow seien mehr als 300 Brücken an Nationalstraßen und mehr als 8000 Kilometer Straße zerstört oder beschädigt.

### 19. April

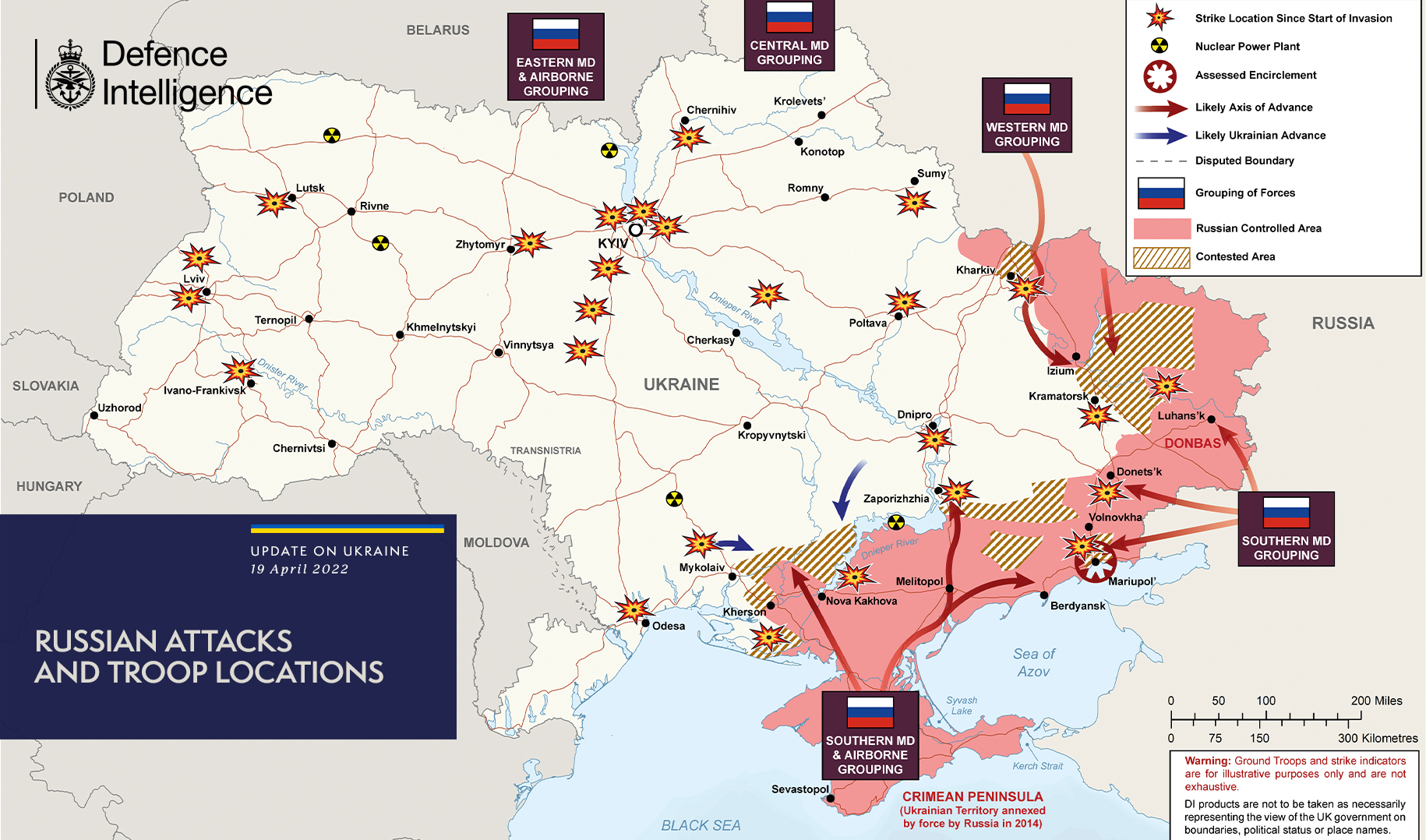
Lagebild in einer Veröffentlichung des britischen Verteidigungsministeriums am 19. April

In der Nacht auf den 19. April ereigneten sich laut ukrainischen Medien Explosionen entlang der Frontlinie sowie bei Mykolajiw, Saporischschja, Marjinka, Slowjansk, Kramatorsk und Charkiw. Am 19. April begann nach pro-russischen Angaben die Erstürmung des letzten bei Mariupol von ukrainischen Truppen gehaltenen Gebiets, dem Asow-Stahlwerk. Im Kampf um das Stahlwerk in der Hafenstadt Mariupol waren nach US-amerikanischen Angaben zwölf taktische Bataillonsgruppen der russischen Streitkräfte gebunden, die jedoch für die Offensive gebraucht würden.
Russland versuchte mit der begonnenen Offensive in der Ostukraine nach einer Einschätzung des US-Verteidigungsministeriums die eigenen Truppen zu verstärken. So seien nun 78 russische Bataillone in der Ukraine, während es in der Woche zuvor 65 gewesen seien. Außerdem rüste Russland eigene Truppen für noch kommende Offensiven aus.
Nach Schätzungen des Center for Strategic and International Studies (CSIS) starteten die Streitkräfte Russlands seit Beginn des Überfalls über 1670 ballistische Raketen und Marschflugkörper gegen Ziele in der Ukraine.

### 20. April

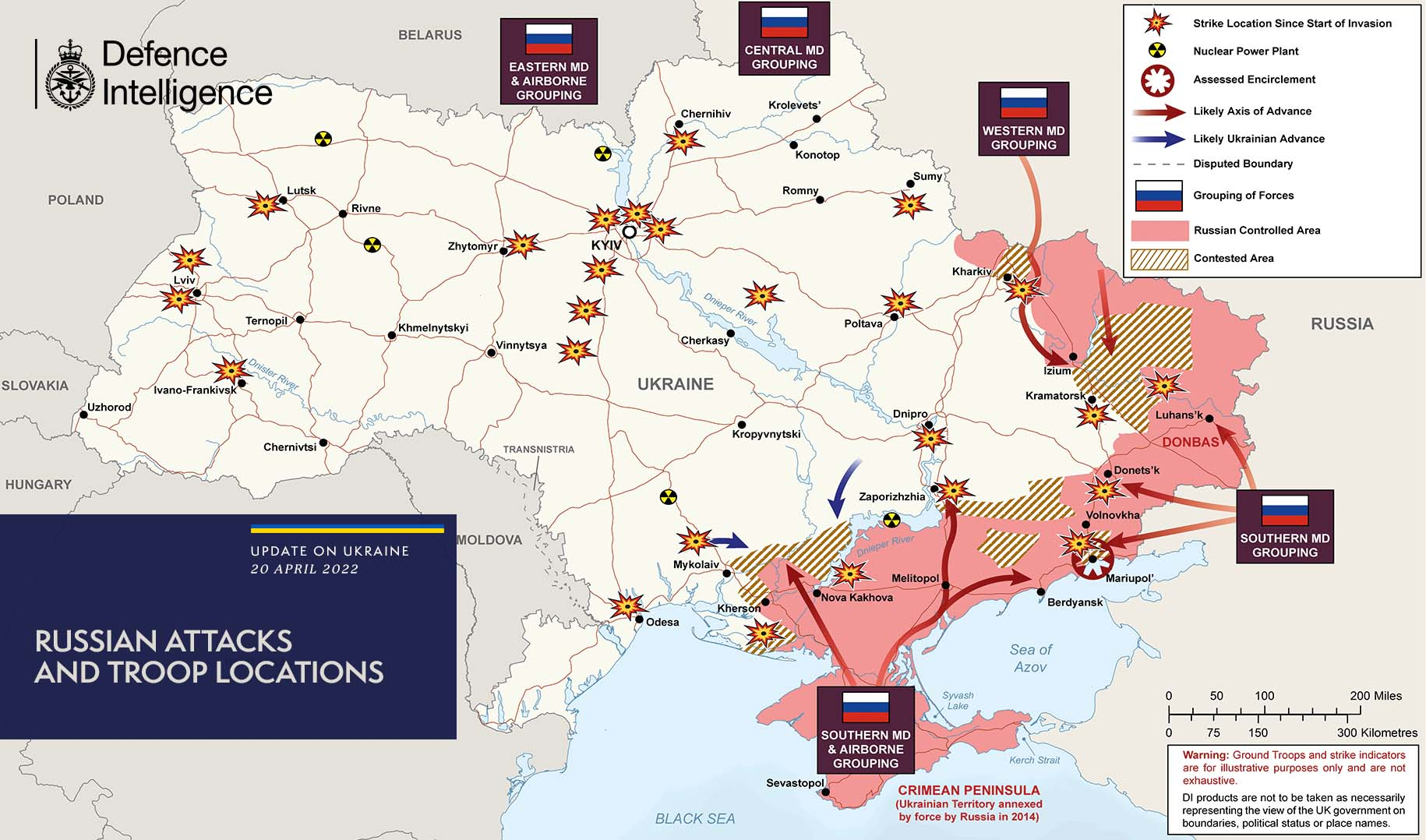
Lagebild in einer Veröffentlichung des britischen Verteidigungsministeriums am 20. April

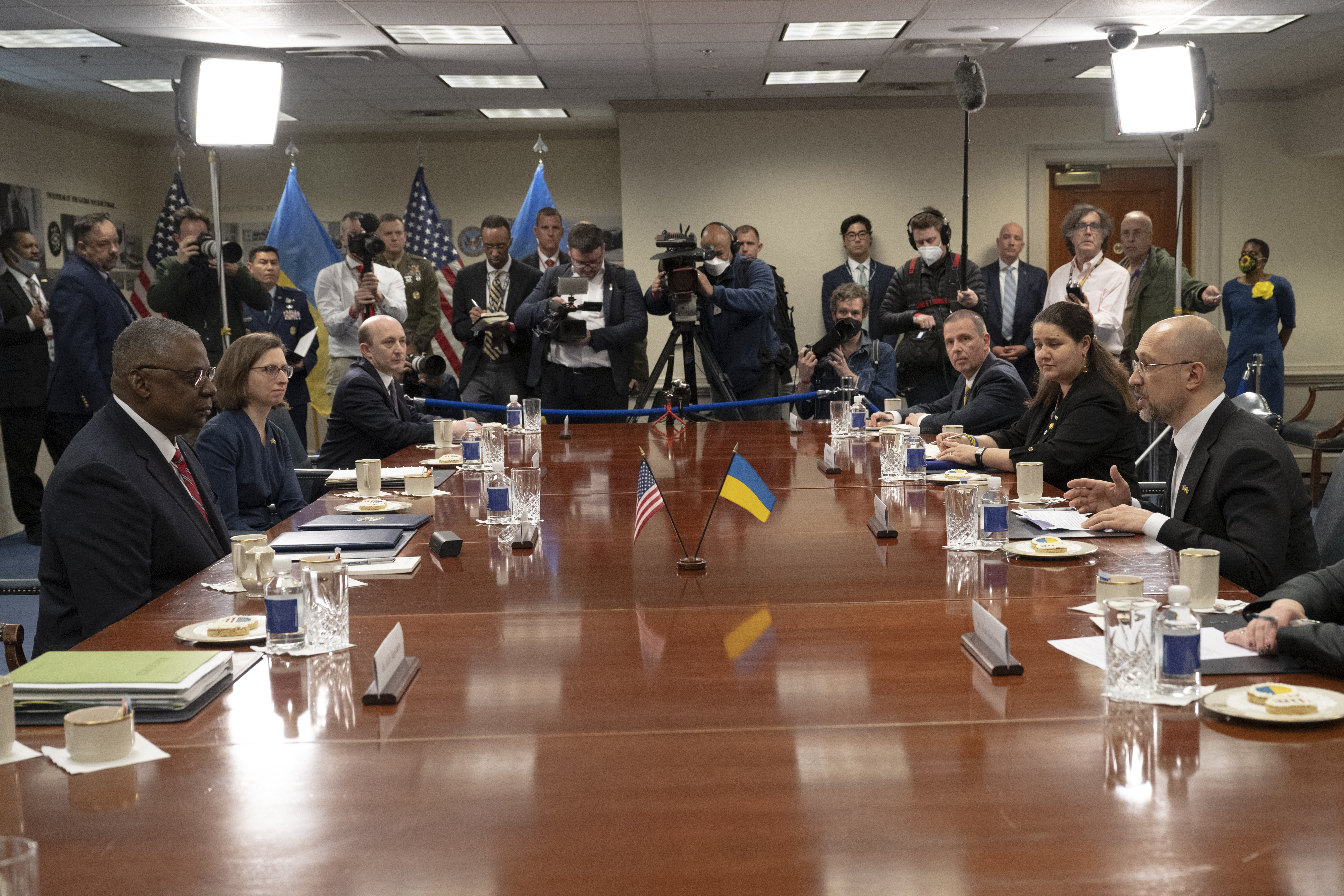
Lloyd Austin empfing den Ministerpräsident der Ukraine Denys Schmyhal

Das britische Verteidigungsministerium berichtete von weiteren russischen Truppenverstärkungen an der ukrainischen Ostgrenze und einer Intensivierung der Gefechte im Donbass mit dem russischen Versuch, die ukrainische Verteidigung zu durchbrechen. Weitere Luftangriffe im Übrigen Gebiet der Ukraine wurden demnach als russischer Versuch bewertet, insbesondere die Logistik der ukrainischen Streitkräfte zu stören.
Am Morgen des 20. April wurde gemeldet, dass prorussische Separatisten die Kleinstadt Kreminna eingenommen haben. Laut Analyse des US-Kriegsforschungsinstituts ISW war dies die einzige russische Bodenoffensive binnen 24 Stunden, die bedeutende Fortschritte erzielt habe. Durch die Einnahme von Kreminna stehen nach ukrainischen Angaben etwa 80 Prozent der Region Luhansk unter russischer Kontrolle.
In der Nacht startete Russland mit dem Küstenverteidigungssystem 3K60 Bal mindestens vier 3M24-Lenkwaffen gegen Ziele auf dem Festland in der Ukraine. Nach ukrainischen Angaben haben russische Truppen erfolglos versucht, die in der Oblast Luhansk liegenden Städte Rubischne und Sjewjerodonezk einzunehmen. Laut der ukrainischen Militärführung gebe es zudem schwere Gefechte um Marjinka, Popasna, Torske, Selena Dolyna und Kreminna sowie russische Angriffsbemühungen nahe der Kleinstadt Isjum. Einem europäischen Regierungsbeamten zufolge setzt Russland zwischen 10.000 und 20.000 Söldner, die sich sowohl aus Angehörigen der Gruppe Wagner als auch aus Syrern und Libyern zusammensetzen, an vorderster Front als Infanteristen bei der Offensive in der Ostukraine ein. Stand 20. April stehen den ukrainischen Streitkräften nach Angaben des US-Verteidigungsministeriums durch militärische Hilfslieferungen (darunter Ersatzteile), verglichen mit dem Anfang des Monats, 20 weitere Kampfflugzeuge zur Verfügung.
Am Mittwoch führte die russische Armee einen ersten erfolgreichen Test der ballistischen Interkontinentalrakete Sarmat, die auch mit Atomsprengköpfen bestückt werden kann, durch. Die Rakete startete vom Kosmodrom Plessezk und ging auf dem Raketentestgelände Kura nieder. Russland informierte die USA im Voraus über den Raketentest.
Russland hat nach eigenen Angaben der Ukraine ein schriftliches Angebot für eine Verhandlungslösung im Krieg übergeben. Wenige Stunden später erklärte der ukrainische Präsident Wolodymyr Selenskyj dieses Dokument noch nicht erhalten zu haben. Der ukrainische Ministerpräsident Denys Schmyhal reiste in die Vereinigten Staaten und wurde vom US-amerikanischen Verteidigungsminister Lloyd Austin im Pentagon empfangen. Am 20. April empfing der ukrainische Präsident Wolodymyr Selenskyj in Kiew den EU-Ratspräsidenten Charles Michel.
Mevlüt Çavuşoğlu (Außenminister der Türkei, die NATO-Mitglied ist, aber zugleich Gastgeber zweier Verhandlungsrunden im März 2022 war) beschuldigte manche Länder in der NATO, ohne sie namentlich zu nennen, eine Fortführung des Krieges zu wollen, um „Russland zu schwächen“.

### 21. April

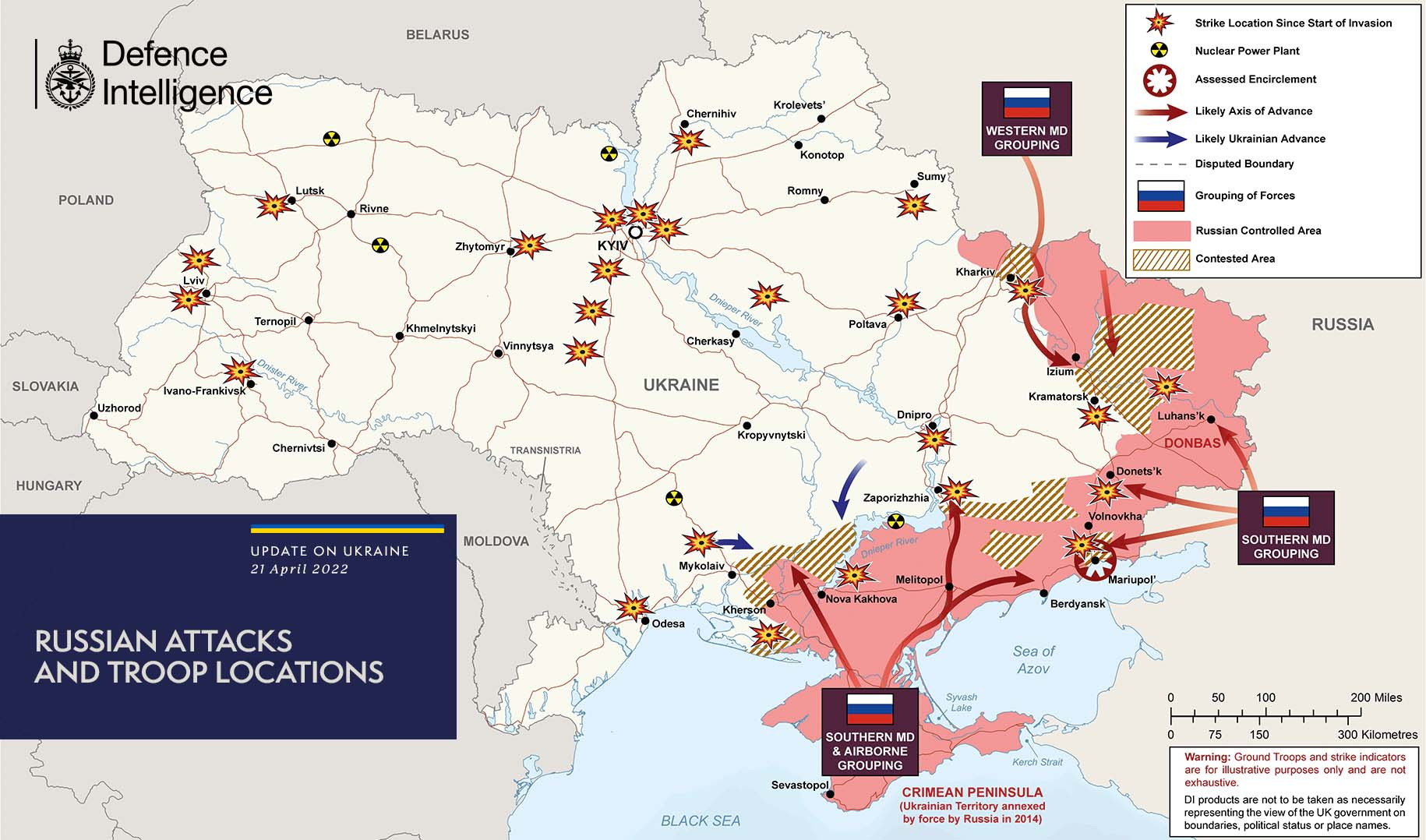
Lagebild in einer Veröffentlichung des britischen Verteidigungsministeriums am 21. April

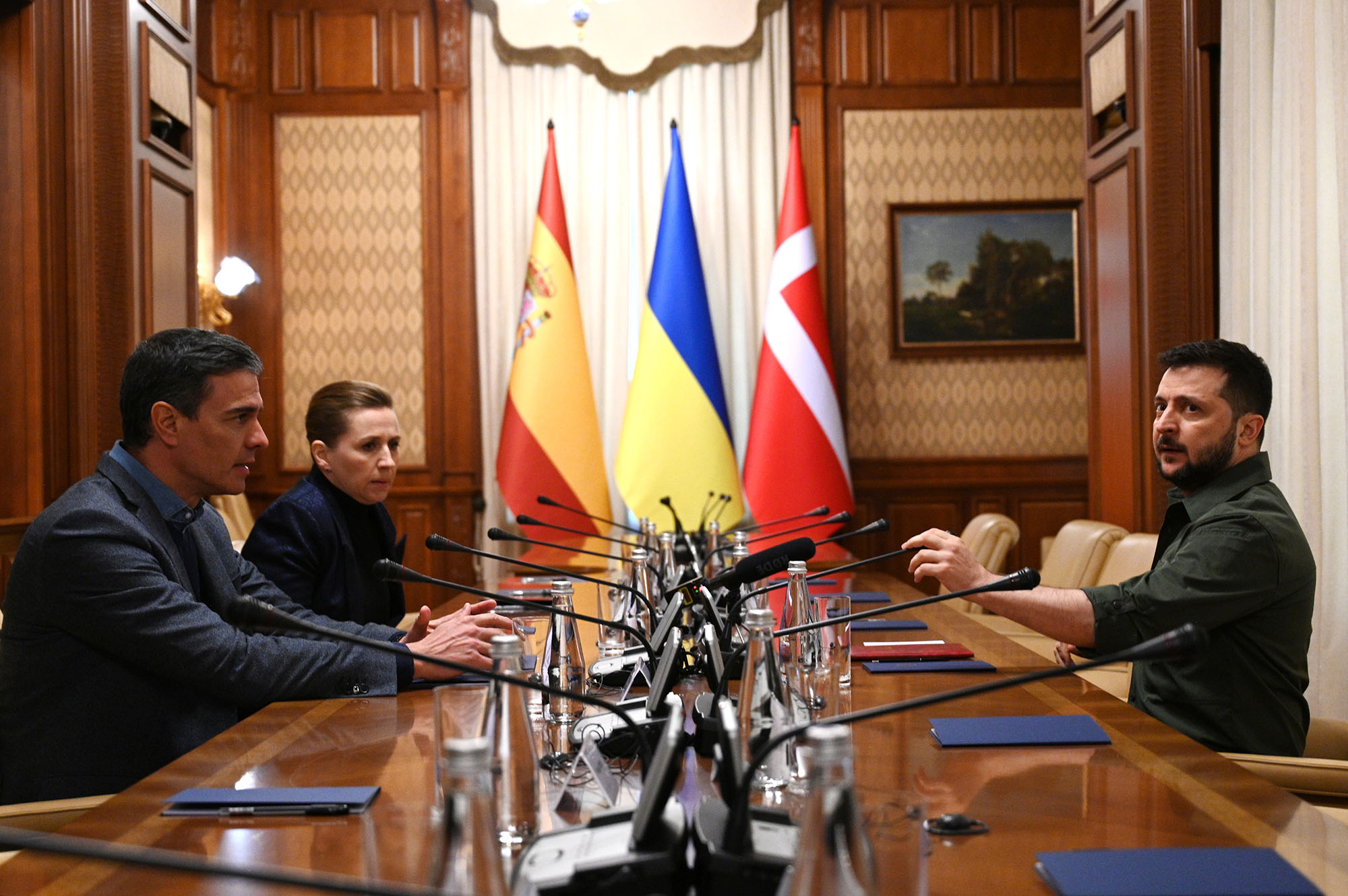
Selenskyj mit Mette Frederiksen und Pedro Sánchez am 21. April

Nach britischen Angaben hat das russische Militär Geländegewinne in der Region vor Kramatorsk erzielt und bewegt sich auf die Stadt zu. In der Ostukraine versuche das russische Militär, die ukrainische Luftabwehr zu zerstören.
Nach Angaben der ukrainischen Gebietsverwaltung sind in Sjewjerodonezk alle Proviantlager durch Angriffe Russlands so weit beschädigt worden, dass die Einwohner nun nur noch mit Hilfslieferungen versorgt werden könnten. Hatte die Ukraine noch am Vortag bekannt gegeben, dass russische Truppen bei der schwer umkämpften Stadt Rubischne erfolglos angriffen, bestätigten ukrainische Stellen wenig später eine Teileroberung durch russische Einheiten, nachdem prorussische Stellen die Eroberung von Rubischne vermeldet hatten.
Die seit Beginn des Krieges belagerte Hafenstadt Mariupol wurde nach Angaben des russischen Militärs mit Ausnahme des Asow-Stahlwerkes im Osten der Stadt erobert. Russlands Präsident Wladimir Putin befahl am 21. April, dass jenes Stahlwerk nicht gestürmt, sondern in den folgenden Tagen und Wochen unter eine Blockade gesetzt wird.
Experten bewerteten die bisherigen russischen Gewinne in der Ostukraine und im Süden um Mariupol als nicht entscheidend, da ukrainische Kräfte russische Verbände in Kämpfen bislang erfolgreich binden, der russische Sieg um Mariupol bislang keine russischen Kräfte für andere Operationen verfügbar machen konnte und Russland weiter Probleme hat, seine Kräfte aufzufrischen bzw. zu verstärken.
Am 21. April empfing der ukrainische Präsident Wolodymyr Selenskyj die Ministerpräsidenten von Dänemark und Spanien (Mette Frederiksen und Pedro Sánchez).
Am 21. April brannten sowohl drei Einrichtungen in Russland: das zentrale Forschungsinstitut der russischen Luft- und Raumfahrtkräfte in Twer (wobei 17 Menschen starben), ein in Kineschma verortetes Fabrikgelände des größten russischen Produzenten von Lösungsmitteln (welche als Bestandteil von Antriebsstoffen für Raketen benutzt werden) sowie ein Institut für Luft- und Raumfahrttechnik im Moskauer Vorort Koroljowda. Die Brandursachen waren am Tag der Vorfälle unklar.

### 22. April

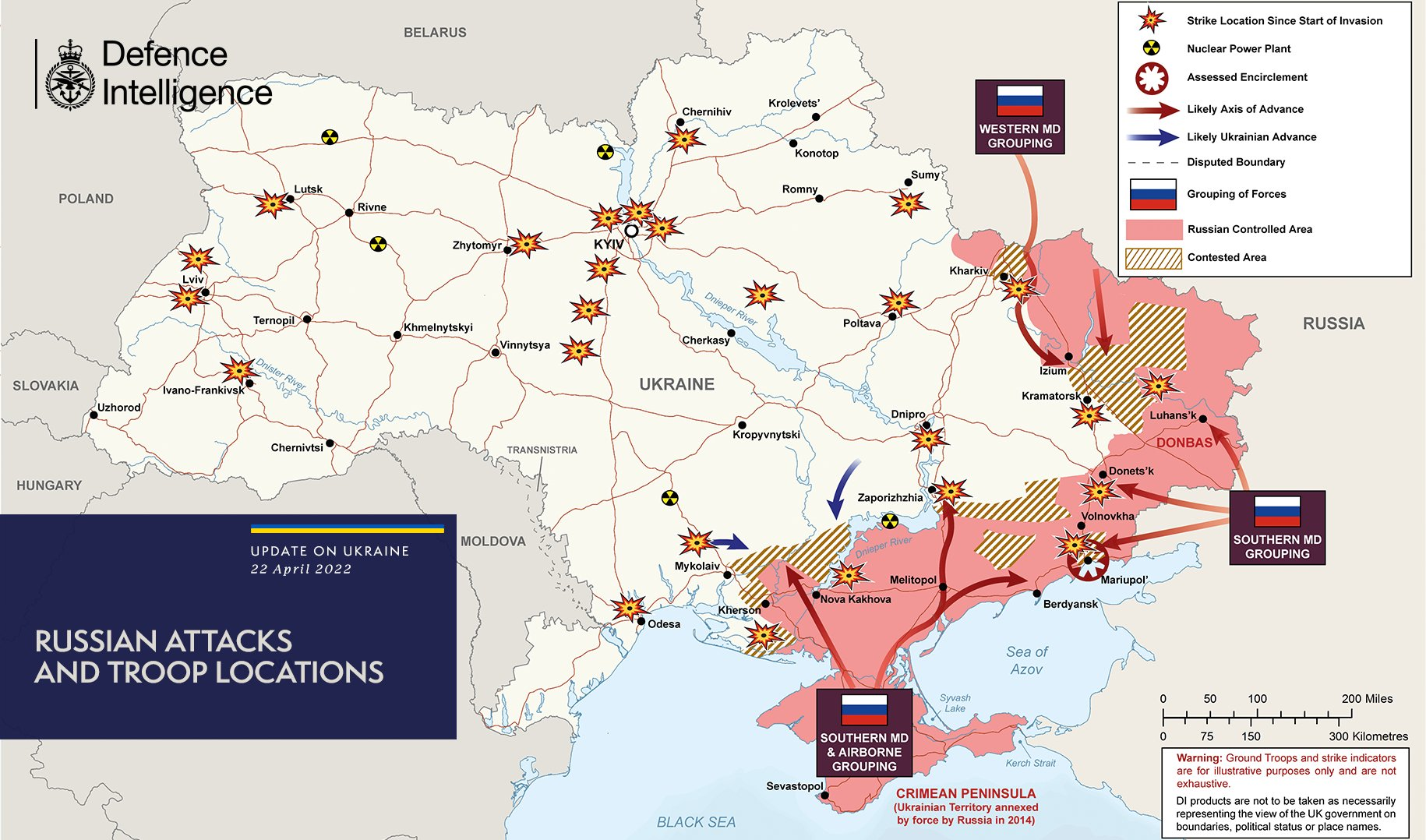
Lagebild in einer Veröffentlichung des britischen Verteidigungsministeriums am 22. April

Russische Einheiten versuchten, um Rubischne in die Region Luhansk vorzustoßen. Außerdem dauerten die Gefechte um die teilweise von russischen Truppen kontrollierten Städte Popasna und Marjinka an. Auch in Isjum und im belagerten Mariupol gebe es Gefechte. Nach ukrainischen Berichten haben russische Truppen binnen 24 Stunden 42 Orte im Donbass unter ihre Kontrolle gebracht; in der gesamten Ukraine seien Stand 22. April insgesamt 3500 Orte unter russischer Kontrolle. Die Ukraine warf Russland zudem vor, durch Beschuss eines Krankenhauses in Lyman mehrere Brände verursacht zu haben.
Laut einer am 22. April veröffentlichten Meldung des russischen Onlinemediums Readovka, das als regierungstreu gilt, sind in der Ukraine 13.414 russische Soldaten gefallen und 7.000 weitere als vermisst gemeldet. Das Onlinemedium entfernte noch am selben Tag die Meldung wieder und erklärte, von ukrainischer Seite gehackt worden zu sein. Die letzten offiziellen Angaben des russischen Staates, mit 1.351 gefallenen russischen Soldaten, stammten vom 25. März.
Russland hat laut der auf Open Source Intelligence basierenden Projektseite Oryx im bisherigen Kriegsverlauf dreieinhalb Mal mehr militärisches Gerät verloren als die Ukraine. Oryx bietet seit Kriegsbeginn eine ständig aktualisierte Verlustliste von schweren Ausrüstungsgegenständen der Kriegsparteien und wird u. a. vom Institut für Sicherheitspolitik als zuverlässige Quelle eingestuft.
Charles Michel, Präsident des Europäischen Rates, telefonierte mit Wladimir Putin. Er appellierte unter anderem an Putin, direkte Gespräche mit dem ukrainischen Staatspräsidenten Wolodymyr Selenskyj zu führen. Putin lehnte dies im Telefonat ab; die Ukraine sei aus seiner Sicht nicht an einer gemeinsamen Lösung interessiert. Putin warf Selenskyj außerdem vor, die in Mariupol eingeschlossenen ukrainischen Truppen von einer Kapitulation abzuhalten.
Gegenüber der russischen Nachrichtenagentur TASS erklärte der russische General Rustam Minnichanow, dass das Ziel der russischen Streitkräfte die vollständige Kontrolle über den Donbass sowie die gesamte Südukraine sei. Minnichanow verwies darauf, dass so ein Landkorridor für Russland auf die Krim entsteht. Außerdem erklärte er, dass mit dem Erreichen der neu ausgegebenen Ziele neben der Kontrolle bedeutender Stellungen der ukrainischen Armee auch ein Zugang zu Transnistrien geschaffen wird. Minnichanow behauptete, dass es dort [mit dem Transnistrien-Konflikt] „ebenfalls Fakten der Unterdrückung der russischsprachigen Bevölkerung“ gebe.

### 23. April

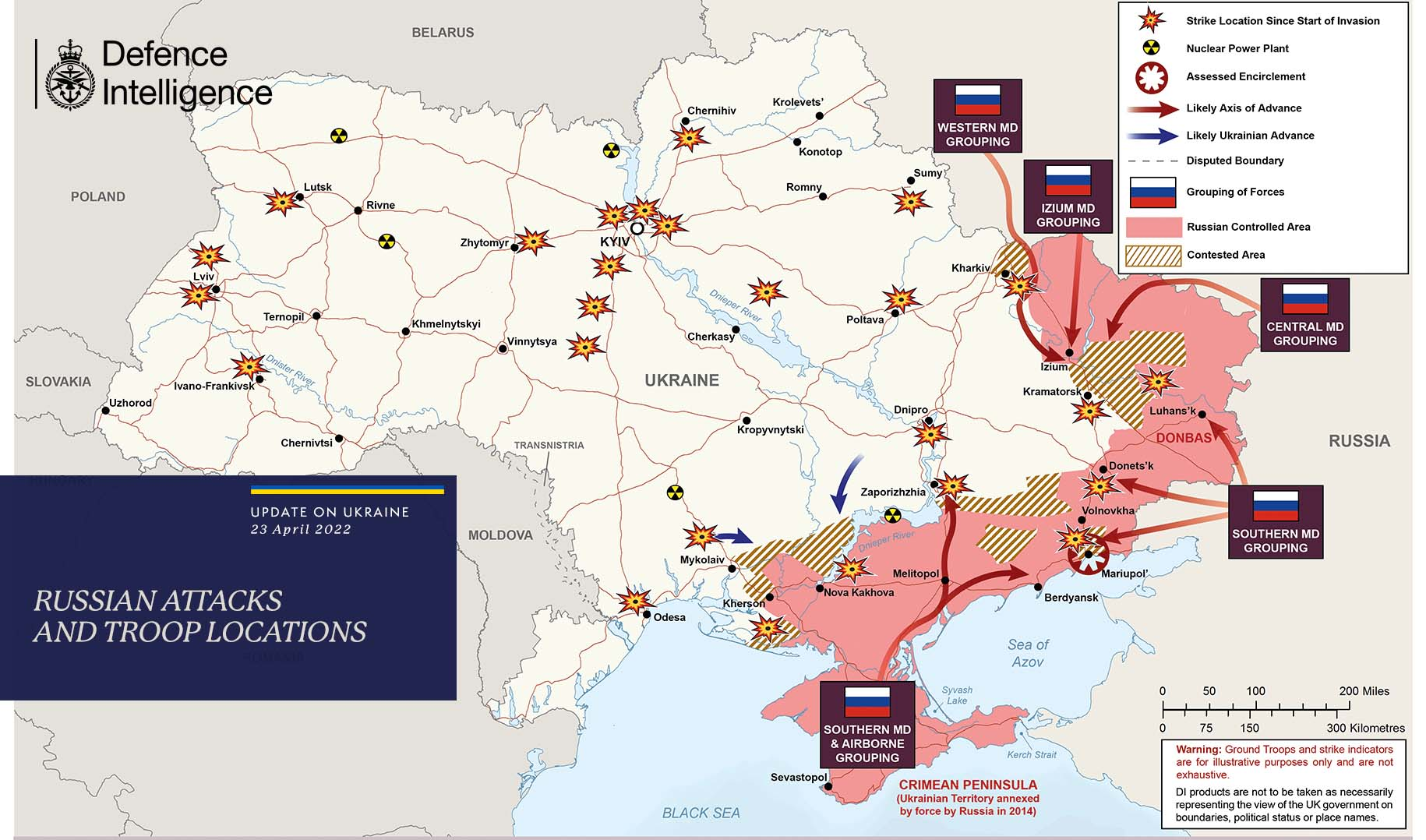
Lagebild in einer Veröffentlichung des britischen Verteidigungsministeriums am 23. April

Das Außenministerium der Republik Moldau bestellte aufgrund der am Vortag getätigten Aussagen Minnichanows den russischen Botschafter ein. Minnichanow hatte behauptet, in Moldau werde die russische Bevölkerung unterdrückt. Das wies Moldau als unbegründet zurück, Moldau sei ein neutraler Staat und dieser Grundsatz müsse von allen internationalen Akteuren, einschließlich der Russischen Föderation, respektiert werden.
Die Hafenstadt Odessa wurde am 23. April mehrmals beschossen. Nach Angaben örtlicher Behörden befanden sich auch Wohnhäuser unter den von Raketen getroffenen Gebäuden. Der Chef der ABC-Abwehr der russischen Streitkräfte beschuldigte die US-Regierung am 23. April, einen Einsatz von Massenvernichtungswaffen unter falscher Flagge zu inszenieren, um Russland eben jenes Einsatzes zu bezichtigen. Noch am selben Tag meldete die RIA unter Berufung auf russische Sicherheitskreise, dass Großbritannien etwa 20 Mitglieder des Special Air Service in der Ukraine einsetze und ukrainische Kräfte bei Sabotageoperationen unterstütze. Das ukrainische Militär hat nach eigenen Angaben einen russischen Kommandoposten in der von russischen Truppen besetzten Stadt Cherson zerstört.
Das Wall Street Journal veröffentlichte einen Bericht, nachdem Russland aktuell die Veröffentlichung von statistischen Wirtschaftsdaten eingestellt habe. Externen Analysten sollte so erschwert werden, die Auswirkungen von Sanktionen auf die russische Wirtschaft zu beurteilen.
Am 23. April teilte die OSZE mit, sie würde sich um mehrere ukrainische Mitarbeiter sorgen, die von russischen Einheiten gefangen gehalten werden.

### 24. April

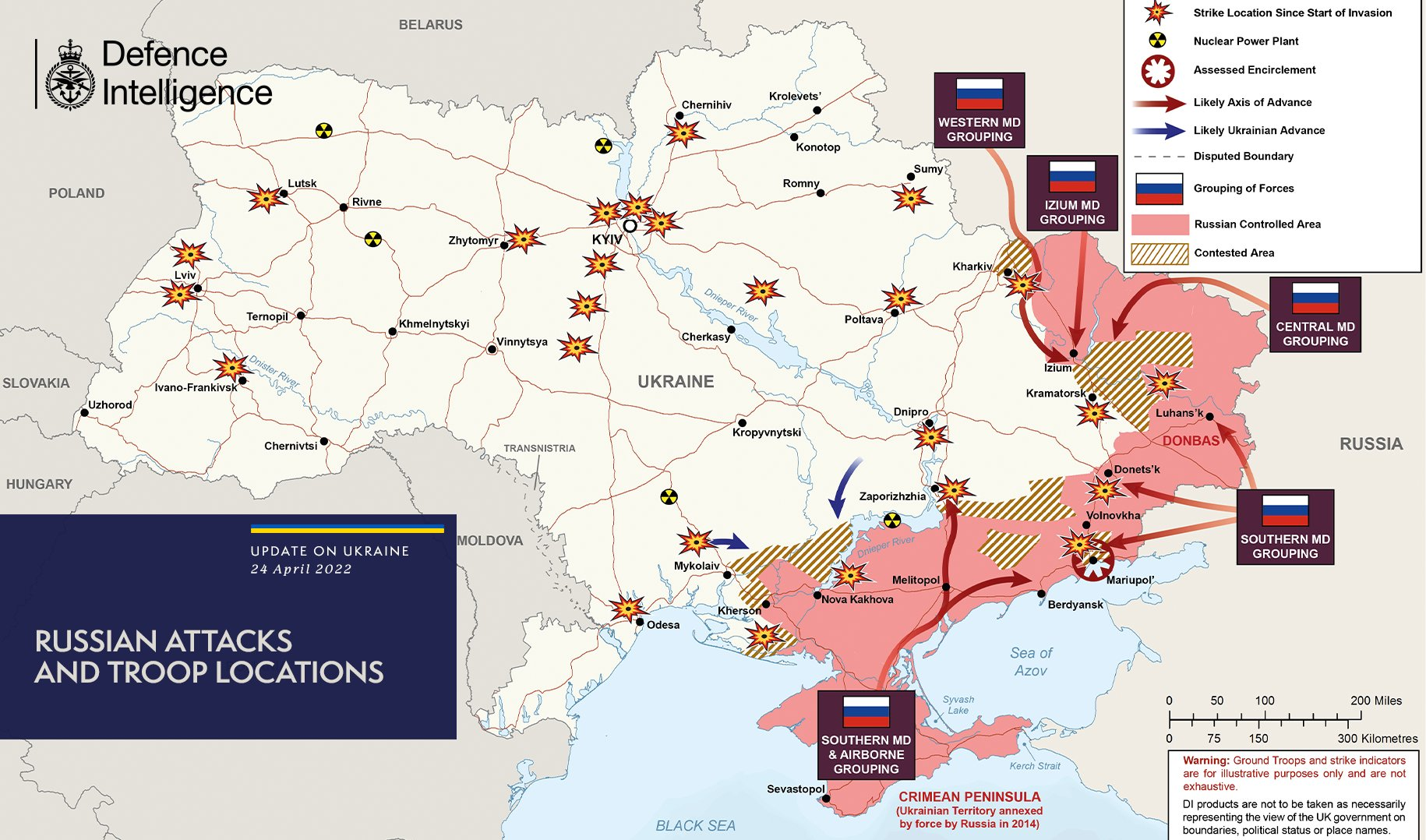
Lagebild in einer Veröffentlichung des britischen Verteidigungsministeriums am 24. April

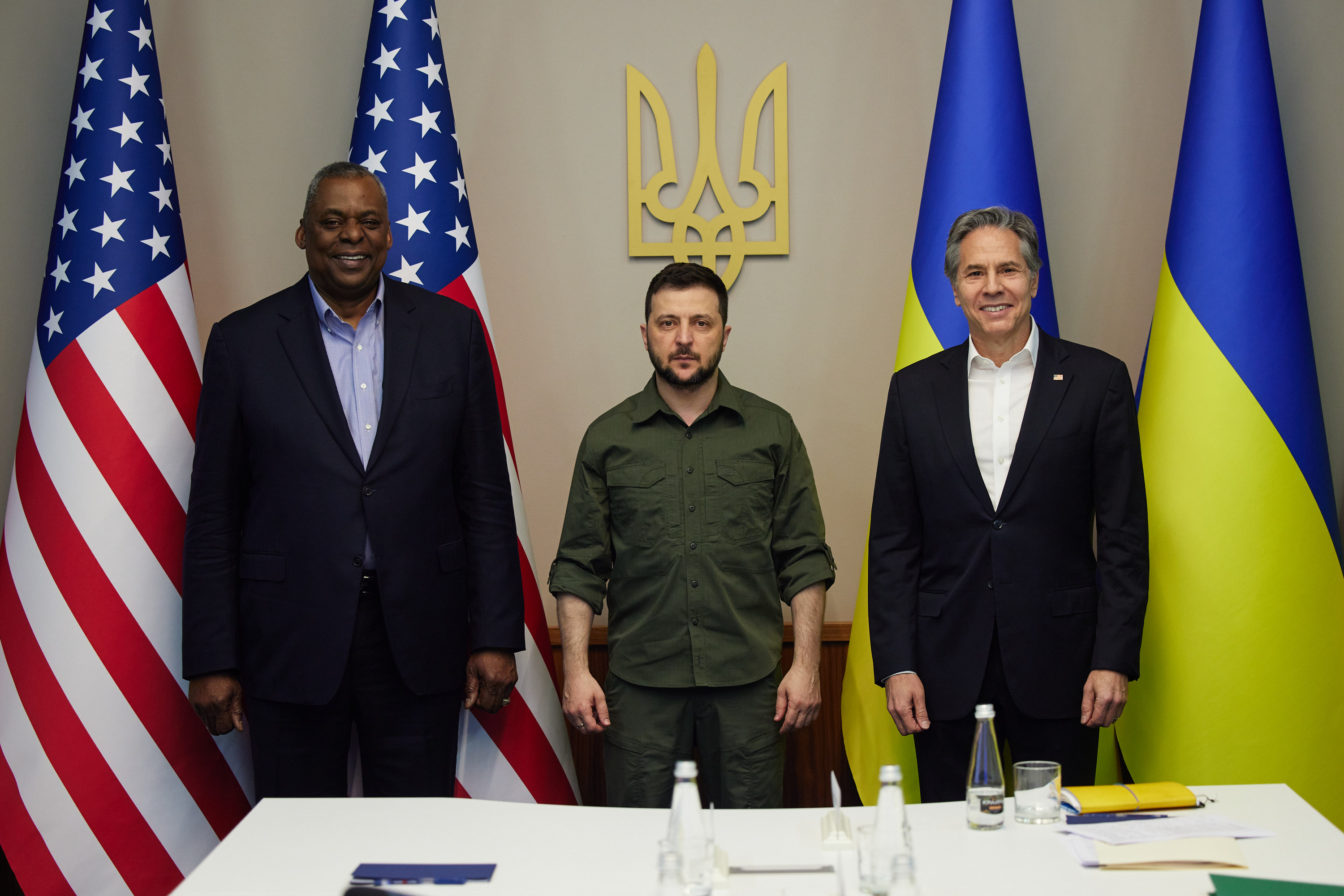
Selenskyj mit Antony Blinken und Lloyd Austin am 24. April

In der Nacht auf den 24. April beschossen die russischen Streitkräfte nach Angaben des russischen Verteidigungsministeriums dutzende Militärobjekte – darunter Lager und Produktionsstätten für Munition im Gebiet Charkiw und Dnipropetrowsk – und zahlreiche Stellungen des ukrainischen Militärs und töteten dabei 150 Personen der ukrainischen Streitkräfte. Insgesamt sei etwa 420-mal mit Raketen und Artillerie geschossen worden.
Die Ukraine warf Russland vor, wehrfähige Zivilisten sowie medizinisches Personal in den besetzten Gebieten unter Androhung von Hinrichtungen zu zwingen, an der Front zu dienen.
Am 24. April empfing der ukrainische Präsident Wolodymyr Selenskyj in Kiew US-Außenminister Antony Blinken und US-Verteidigungsminister Lloyd Austin. Die New York Times berichtete über den Strategiewechsel Washingtons: Der US-Regierung gehe es nicht mehr nur um die Unterstützung der Ukraine, sondern auch um eine Schwächung Russlands, um Russland zu hindern, weitere Nachbarländer zu überfallen.

### 25. April

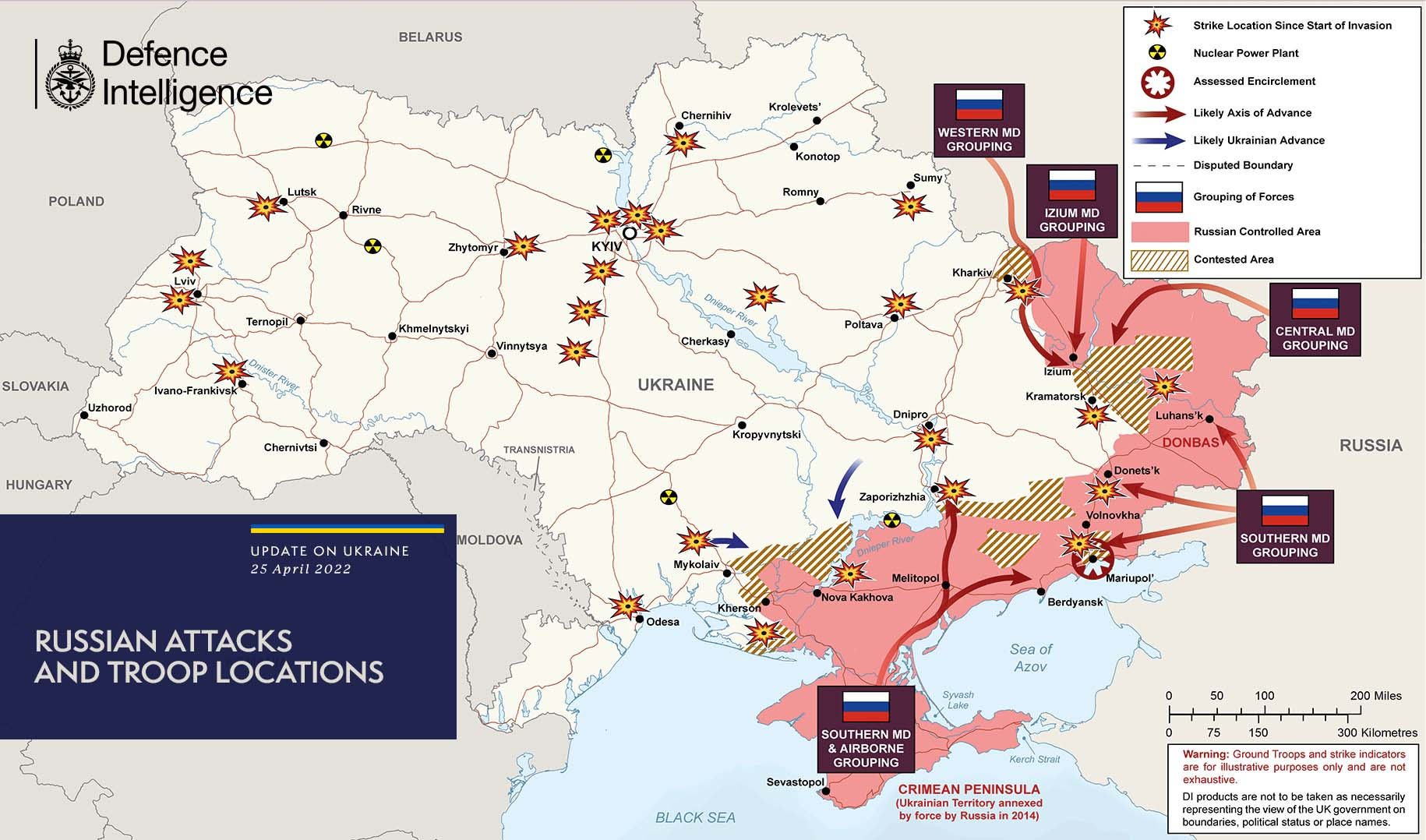
Lagebild in einer Veröffentlichung des britischen Verteidigungsministeriums am 25. April

Das ukrainische Militär erklärte am Morgen, mehrere russische Sturmangriffe in „Richtung Isjum – Barwinkowe und Isjum – Kramatorsk“ abgewehrt zu haben. Das britische Verteidigungsministerium sprach von nur geringen Geländegewinnen der russischen Streitkräfte wegen unzureichender Kräfte und Logistik in der Donbas-Region. Deren Entscheidung, die Asow-Stahlwerke zu belagern, anstatt mit Bodenkräften anzugreifen, wurde damit begründet, dass Russland seine Kräfte nicht im Gefecht verschleißen wolle. Ferner wurde berichtet, das russische Verteidigungsministerium habe vorgeschlagen, die Entschädigungszahlungen für die Familien verstorbener Soldaten vom Militär überwachen zu lassen. Die Briten vermuteten dahinter die Absicht, die Zahl der Gefallenen vor zivilen Beamten geheim zu halten.
Die russischen Streitkräfte bombardierten in der Nacht zum 25. April nach eigenen Angaben 56 Einrichtungen des ukrainischen Militärs. Der Ukraine zufolge bombardierte Russland Knotenpunkte des Schienennetzes, um ausländische Lieferungen von Militärtechnik an die Ukraine einzuschränken bzw. zu unterbinden. Zuvor berichteten ukrainische Medien, dass fünf Eisenbahnstationen beschossen worden seien.
Russlands Präsident Putin warf dem Westen vor, sein Land „von innen heraus“ zerstören zu wollen und behauptete, der russische FSB-Geheimdienst habe einen Mordversuch „einer terroristischen Gruppe“ auf den Fernsehjournalisten Wladimir Solowjow vereitelt. Der ukrainische Geheimdienst SBU erklärte, keine Absicht zu haben, Solowjow zu töten. Am selben Tag fingen im russischen Brjansk zwei Treibstofflager Feuer. Russische Medien berichteten auch von zwei Explosionen in Lagern in Woronesch und Kursk.
Nachdem ein russischer General am 22. April eine zukünftige militärische Aktivität in Transnistrien angedeutet hatte, sprach sich Russlands Vizeaußenminister Andrei Rudenko für eine friedliche Lösung im Streit um die von Moldau abtrünnige Region aus.

### 26. April

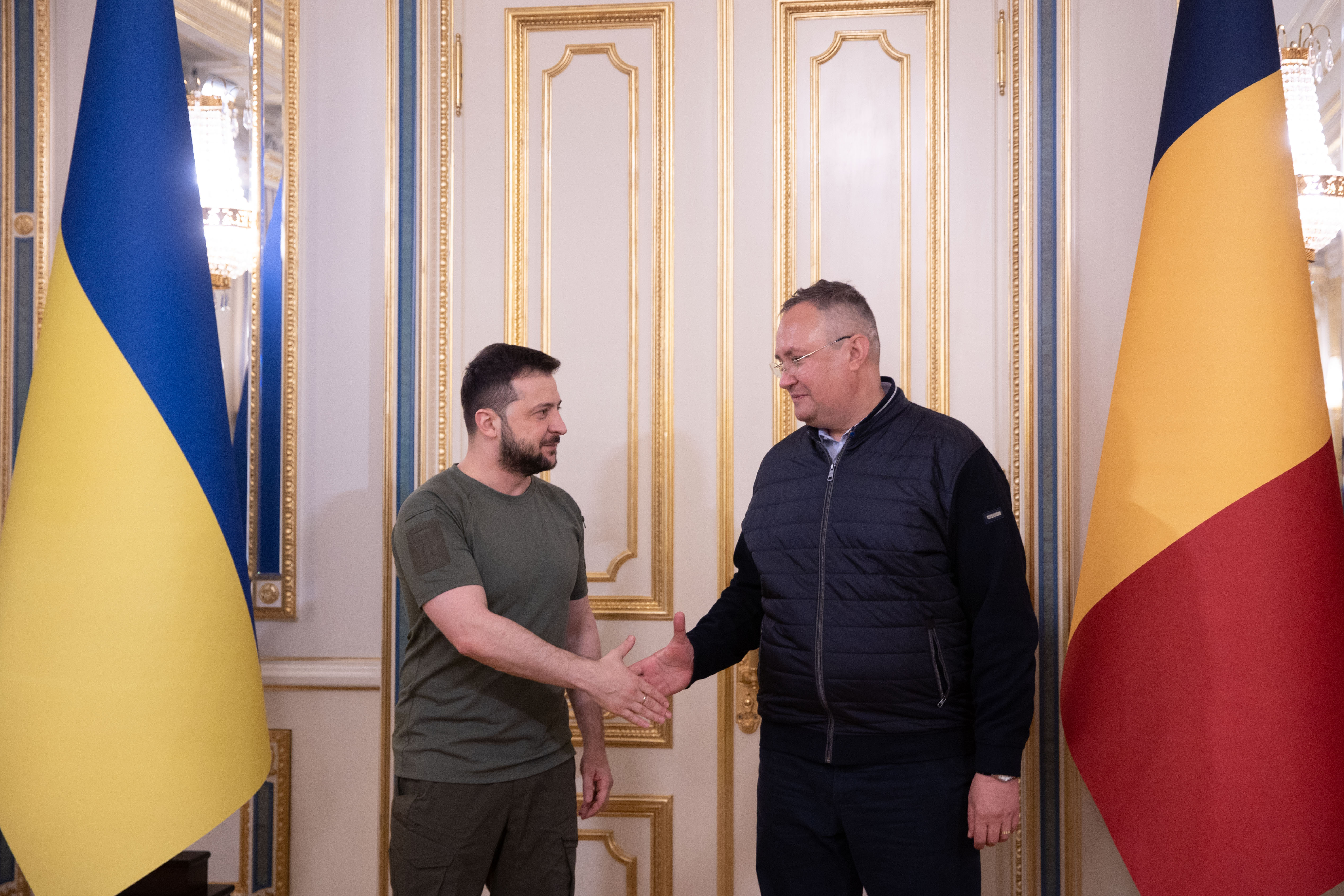
Selenskyj empfängt Nicolae Ciucă

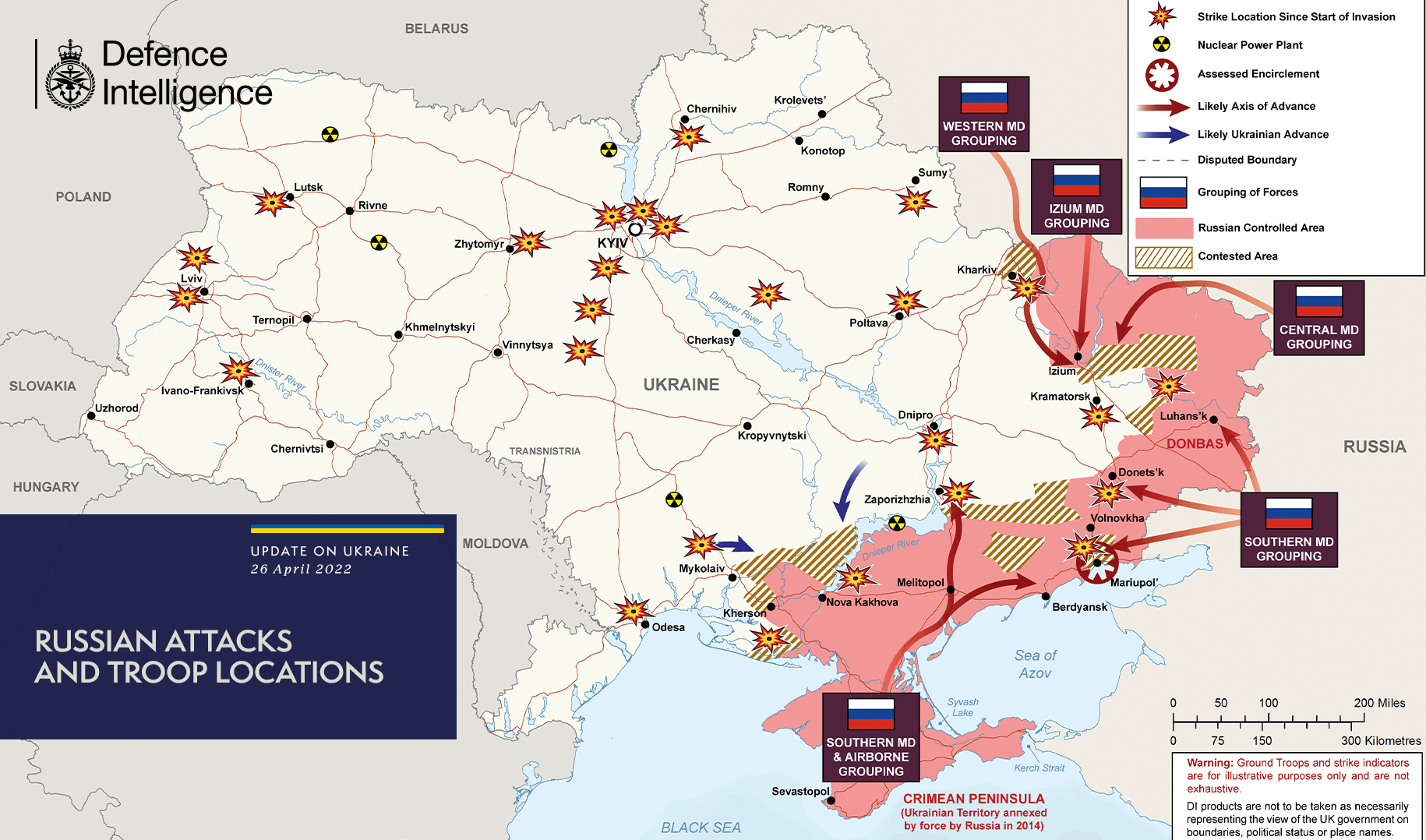
Lagebild in einer Veröffentlichung des britischen Verteidigungsministeriums am 26. April

UN-Generalsekretär António Guterres traf in Moskau den russischen Präsidenten Wladimir Putin und dessen Außenminister Sergei Lawrow und fordert eine Waffenruhe sowie eine friedliche Lösung des Russland-Ukraine-Kriegs. Am selben Tag telefonierte Putin mit dem Staatsführer der Türkei, Recep Tayyip Erdoğan. Dieser forderte nach Angaben seines Präsidialamtes sichere Fluchtrouten und einen Waffenstillstand. Erdoğan habe außerdem eine Vermittlung angeboten.

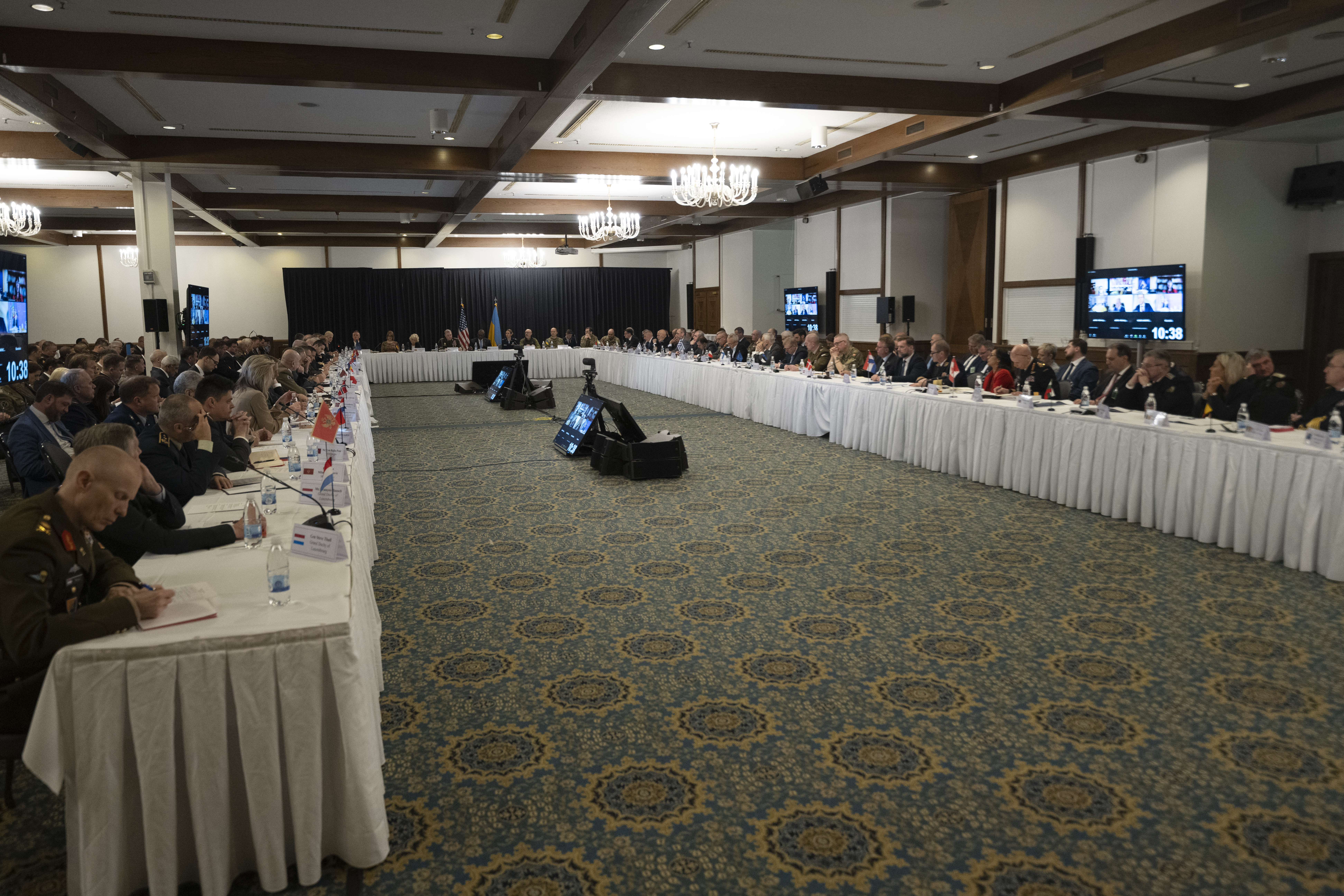
Konferenz auf dem Militärflugplatz Ramstein

Auf der Ramstein Air Base lud der US-amerikanische Verteidigungsminister zu einer Konferenz, an der Vertreter von 40 Staaten teilnahmen. Auf der Konferenz, die die militärischen Auslandshilfen für die Ukraine zum Thema machte, beschlossen die Teilnehmerstaaten eine Fortführung der militärischen Lieferungen an die Ukraine sowie monatliche Treffen zu diesem Zweck.
Nachdem sich am Vortag Explosionen beim Ministerium für Staatssicherheit in der moldauischen Separatistenregion Transnistrien ereignet hatten, waren nach Angaben der Ukraine dort stationierte russische Militäreinheiten sowie mit ihnen verbündete moldauische Separatisten in Gefechtsbereitschaft versetzt worden. Noch am selben Tag ereigneten sich an einem Funkturm nahe der Grenze zur Ukraine weitere Explosionen in Transnistrien.
Der ukrainische Präsident Wolodymyr Selenskyj empfing in Kiew den Ministerpräsidenten von Rumänien Nicolae Ciucă.
Die slowakische Präsidentin Zuzana Čaputová appellierte in einem auf Russisch gesprochenen Statement an russische Soldaten, den Krieg nicht fortzuführen.
Am 26. April behauptete das russische Verteidigungsministerium, die Oblast Cherson sowie Teile der Oblaste Charkiw, Saporischja, Mykolajiw sowie große Teile der Donezker und Luhansker Volksrepublik unter Kontrolle gebracht zu haben. Außerdem habe das russische Militär vier ukrainische Munitionsdepots im Raum Slowjansk durch Luftangriffe vernichtet. Der Separatistenführer Denis Puschilin hat einen weiteren Vormarsch der russischen Streitkräfte, über die Grenzen der selbst ausgerufenen Volksrepublik Donezk hinaus, gefordert.
Das britische Verteidigungsministerium schätzte am 26. April die russischen Landoperationen in der Ostukraine als Versuch ein, ukrainische Kräfte einzukesseln, zu isolieren und auf die Städte Slowjansk und Kramatorsk von Norden und Osten zuzustoßen. Es wurde die Einnahme der Stadt Kreminna berichtet. Ukrainische Streitkräfte bereiteten sich auf erwartete Bodenangriffe von Süden auf die Stadt Saporischschja vor.
Der ukrainische Generalstab meldete, in der Oblast Cherson (bei Welyka Oleksandriwka) sei ein russisches Munitionslager zerstört und 70 feindliche Soldaten getötet worden. In der Oblast Odessa seien drei Flugzeuge, mehrere Drohnen und Raketen der russischen Luftaufklärung zerstört worden. Außerdem seien in den Gebieten von Luhansk und Donezk sechs Angriffe des Feindes abgewehrt worden. Nach Angaben der ukrainischen Regierung bombardierte die russische Armee, wie bereits tags zuvor, ukrainische Bahninfrastruktur, um westliche Waffenlieferungen aufzuhalten.

Der russische Präsident Wladimir Putin erklärte, die Verhandlungen zwischen der Ukraine und Russland würden im Online-Format fortgesetzt. Am 26. April erklärte das belarussische Verteidigungsministerium, bis zum 29. April eine Stabsübung der eigenen Luftwaffe und Luftabwehr mit russischer Beteiligung durchzuführen.

### 27. April

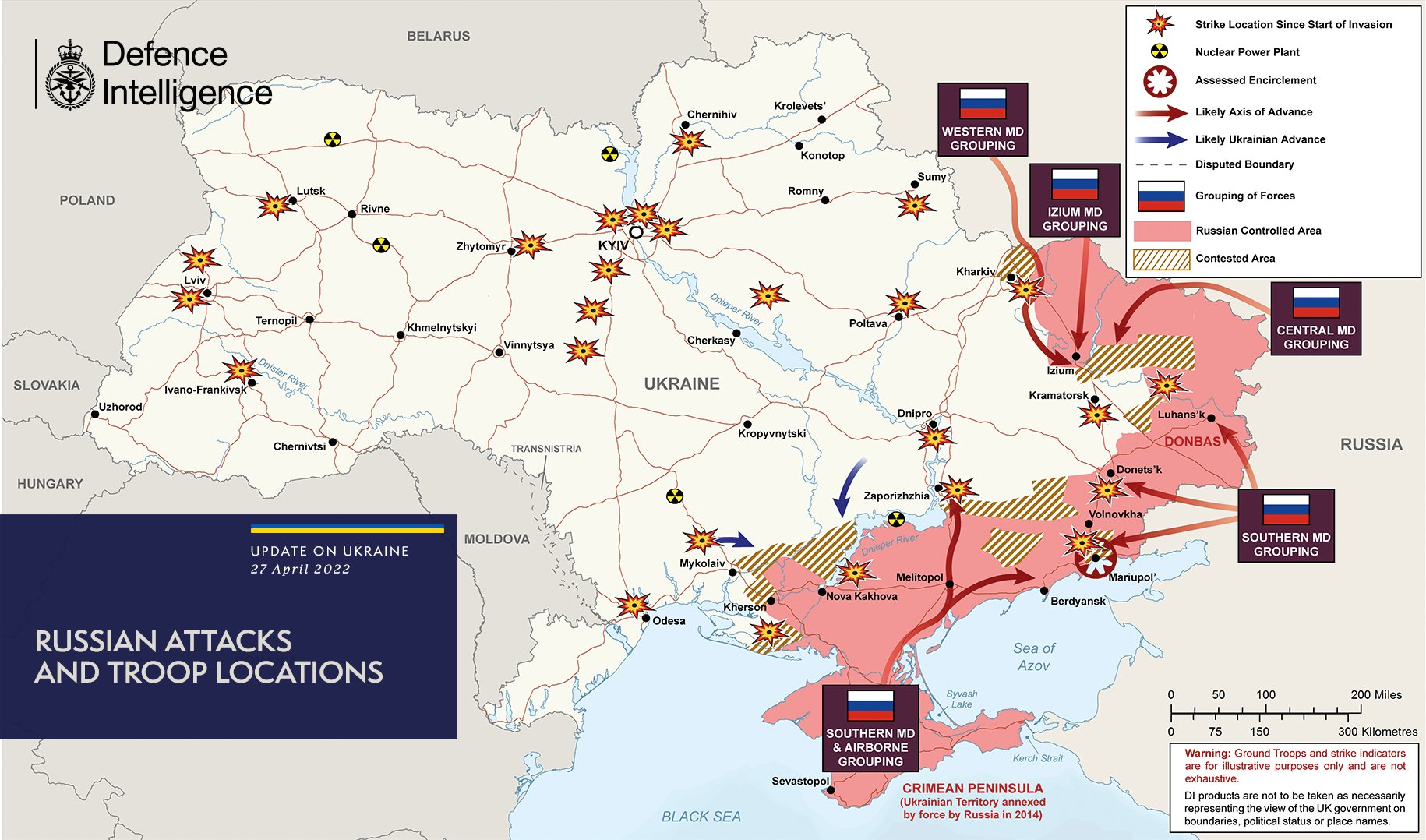
Lagebild in einer Veröffentlichung des britischen Verteidigungsministeriums am 27. April

In der Nacht auf den 27. April zerstörte Russland nach eigenen Angaben 59 militärische Ziele in der Ukraine (darunter mindestens ein Waffendepot durch eine Kalibr-Rakete).
Am 27. April setzte Russland, wie in den Tagen zuvor angekündigt, einen Gas-Exportstopp nach Polen und Bulgarien um. Polens Regierungschef Mateusz Morawiecki bezeichnete die Einstellung russischer Gaslieferungen als „direkten Angriff“. Der bulgarische Ministerpräsident Kiril Petkow bezichtigte Russland der „Erpressung“.
Am 27. April meldete die Separatistenregion Transnistrien einen Beschuss auf ein russisches Munitionslager. Laut Marcus Keupp von der Militärakademie an der ETH Zürich (MILAK) ist die Gefahr einer Eskalation in Transnistrien gering, weil die dort stationierten 1500 Soldaten der russischen Streitkräfte zu schwach seien, um gegen die Republik Moldau oder die Ukraine vorzurücken. Zwar gebe es dort ein großes Fahrzeug- und Munitionsdepot; es stamme aber aus Sowjetzeiten und sei seit „30 Jahren nicht mehr bewegt“ worden. Bedeutender sei die Menge an Munition, die dort lagere.
Nach Angaben des ukrainischen Militärs haben die russischen Streitkräfte „zwei taktische Bataillone der 76. Luftlandedivision aus dem Gebiet Belgorod in die Stadt Isjum“ und zwei weitere 9K723-Iskander-M-Raketendivisionen in die Grenzregion Belgorod verlegt. Den russischen Truppen seien einige Geländegewinne im nordostukrainischen Gebiet Charkiw gelungen.
Aus Sicht des britischen Verteidigungsministeriums kontrollierte die Ukraine wieder den Großteil des ukrainischen Luftraums. Russland habe es nicht geschafft, die ukrainische Luftwaffe zu zerstören. Dabei führte die russische Luftwaffe vor allem Angriffe im Osten und im Süden zur Unterstützung der Bodentruppen durch. Ziele im Westen und im Norden wurden durch weitreichende Raketen bekämpft. In der Stadt Mariupol kam es zum Einsatz ungelenkter Fallbomben; derartigen Einsätzen wird unterstellt, unterschiedslos gegen dort befindliche Zivilpersonen zu wirken.
In der Nacht auf den 27. April ereigneten sich nach russischen Angaben in der russischen Stadt Belgorod Explosionen; dadurch sei ein Munitionsdepot in Brand geraten. Am selben Tag wurden russische Stellungen auf der Schlangeninsel bombardiert. Diese Insel gehört zur Ukraine, war aber von russischen Truppen erobert worden.

### 28. April

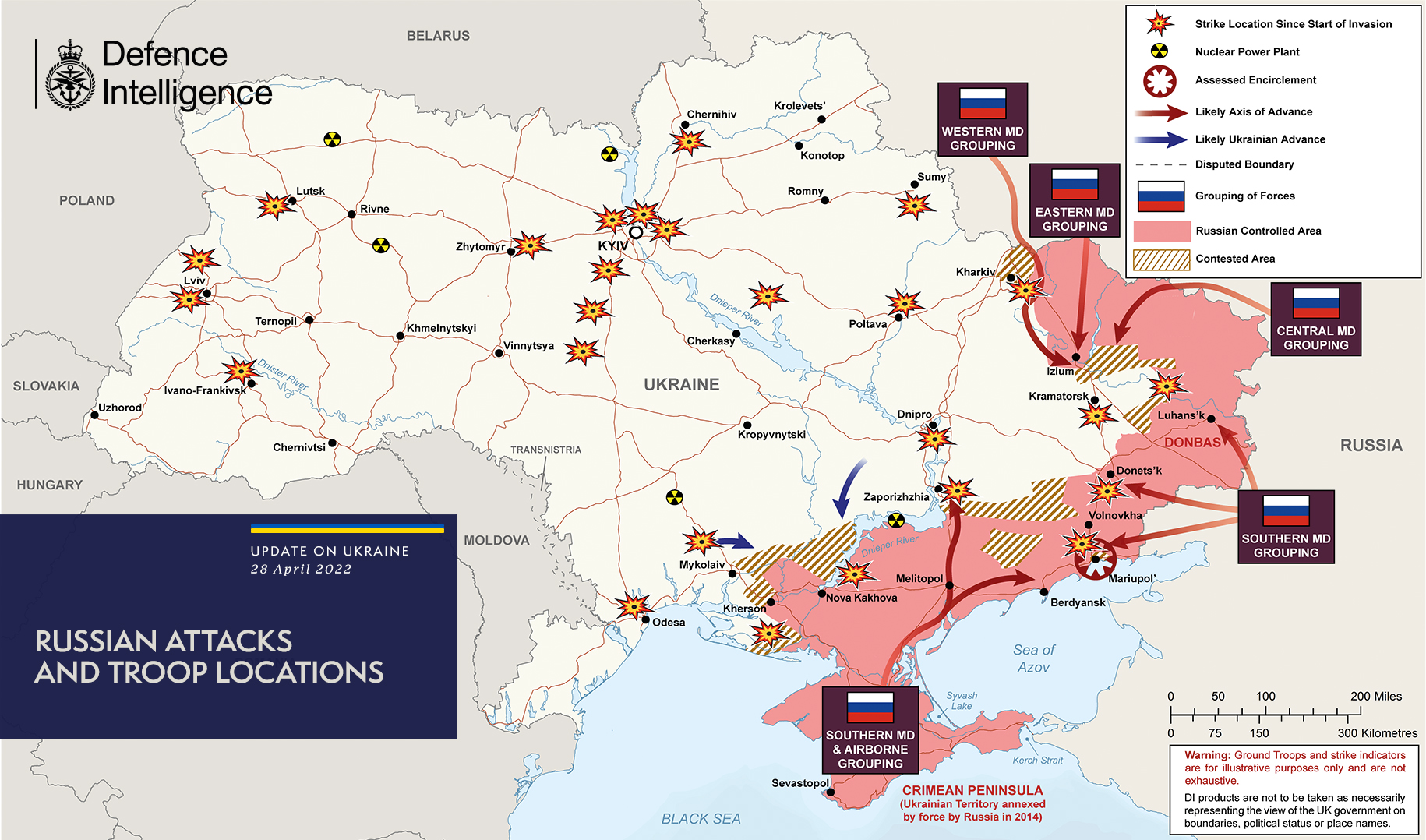
Lagebild in einer Veröffentlichung des britischen Verteidigungsministeriums am 28. April

Mit der russischen Besatzung in der südukrainischen Oblast Cherson wurden der ukrainischen Regierung zufolge 35 der 49 Bürgermeister aus jener Region entführt. Bis zum 28. April seien 17 der 35 wieder freigelassen worden. In der Region Cherson wollen prorussische Vertreter laut einem Bericht der russischen Nachrichtenagentur RIA am 1. Mai den Rubel als Zahlungsmittel einführen. Der prorussische Statthalter für das Gebiet Cherson, Kirill Stremoussow, erklärte, dass es keine Volksabstimmung über den Status der Oblast Cherson geben werde, sondern dass es definitiv sei, dass Cherson aus der Ukraine herausgelöst bleibe.

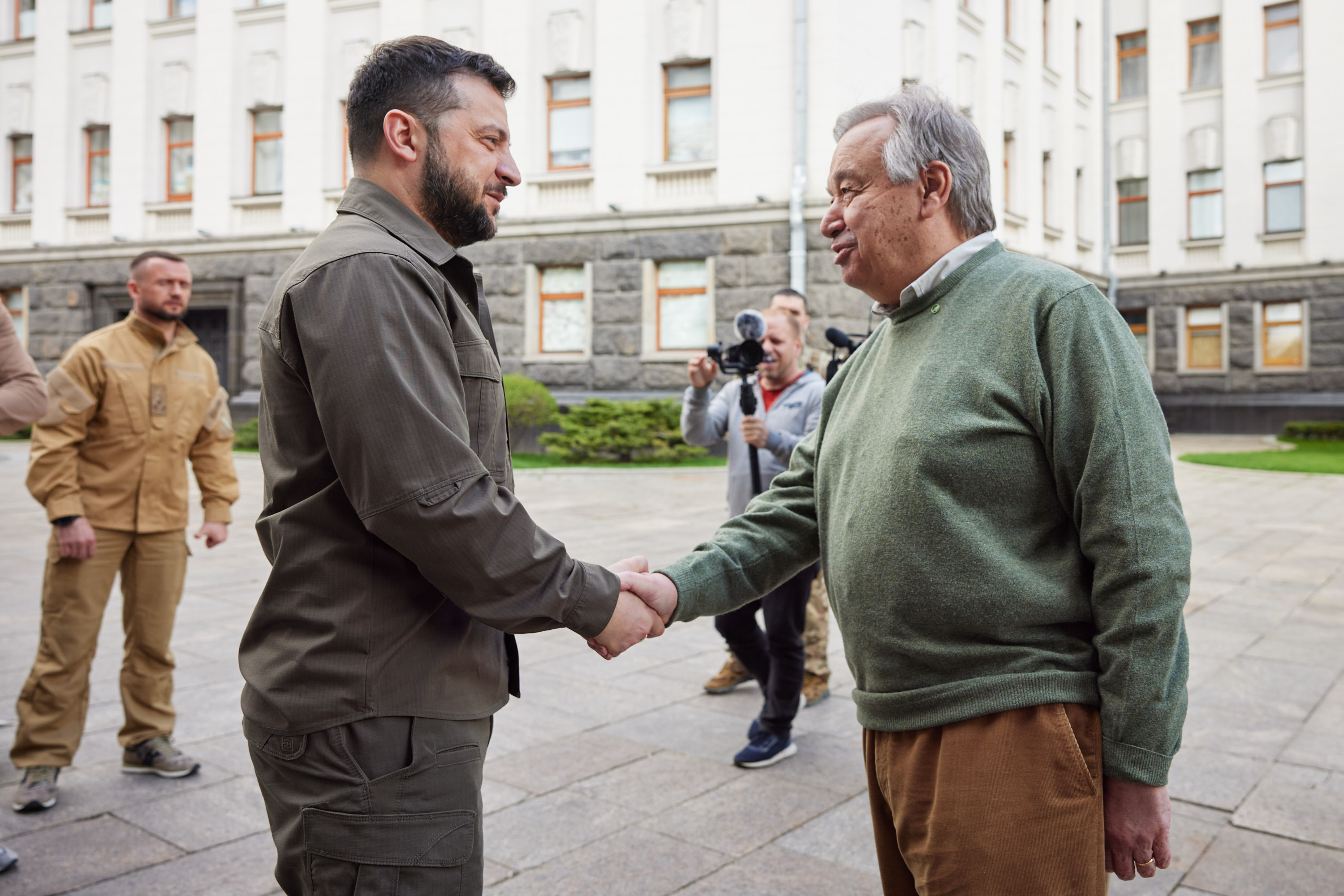
UNO-Generalsekretär António Guterres besucht am 28. April die Ukraine

UNO-Generalsekretär António Guterres traf am 28. April den ukrainischen Präsidenten Wolodymyr Selenskyj in Kiew.
Die britische Außenministerin Liz Truss hat das Ziel formuliert, russische Truppen vollständig aus der Ukraine vertreiben zu wollen. Sie rief westliche Verbündete dazu auf, ihre Anstrengungen in der Unterstützung der Ukraine zu verstärken.
Nach Darstellung des ukrainischen Generalstabs versuchen die russischen Streitkräfte, die ukrainischen Truppen im Donbass durch ein Zusammenziehen eigener Kräfte in der Nähe von Isjum einzukreisen. Außerdem würden die russischen Streitkräfte weiterhin den Luftwaffenstützpunkt Melitopol als Basis für ihre Kampfflugzeuge und -hubschrauber nutzen.
Nach Darstellung des britischen Verteidigungsministeriums seien noch etwa 20 russische Schiffe und U-Boote vor der Küste der Ukraine im Einsatz. Wegen der Schließung des Bosporus für ausländische Kriegsschiffe vonseiten der Türkei könne Russland sein verlorenes Flaggschiff Moskwa nicht ersetzen. Trotz der Verluste der Moskwa und des Landungsschiffs Saratow behielten die russischen Seestreitkräfte im Schwarzen Meer die Fähigkeit, Küstenziele und ukrainische Kräfte zu bekämpfen.
Nach Angaben der ukrainischen Bahn setzt das russische Militär Angriffe auf Bahnhöfe, Brücken und Schienen weiter fort. Es seien bisher über 100 Beschäftigte der ukrainischen Bahn getötet worden.
Die in Mariupol eingeschlossenen ukrainischen Truppen appellierten am 28. April an die militärisch-politische Führung der Ukraine, die Blockade zu durchbrechen. Die Städte Odessa und Mykolajiw sind laut Behördenangaben von russischen Truppen beschossen worden. Das russische Militär hat nach Angaben des eigenen Verteidigungsministeriums 76 militärische Einrichtungen der Ukraine angegriffen und unter anderem sechs Waffen- und Treibstoffdepots zerstört. Am Abend des 28. April ist die ukrainische Hauptstadt Kiew erstmals seit etwa zwei Wochen wieder mit Raketen beschossen worden.

### 29. April

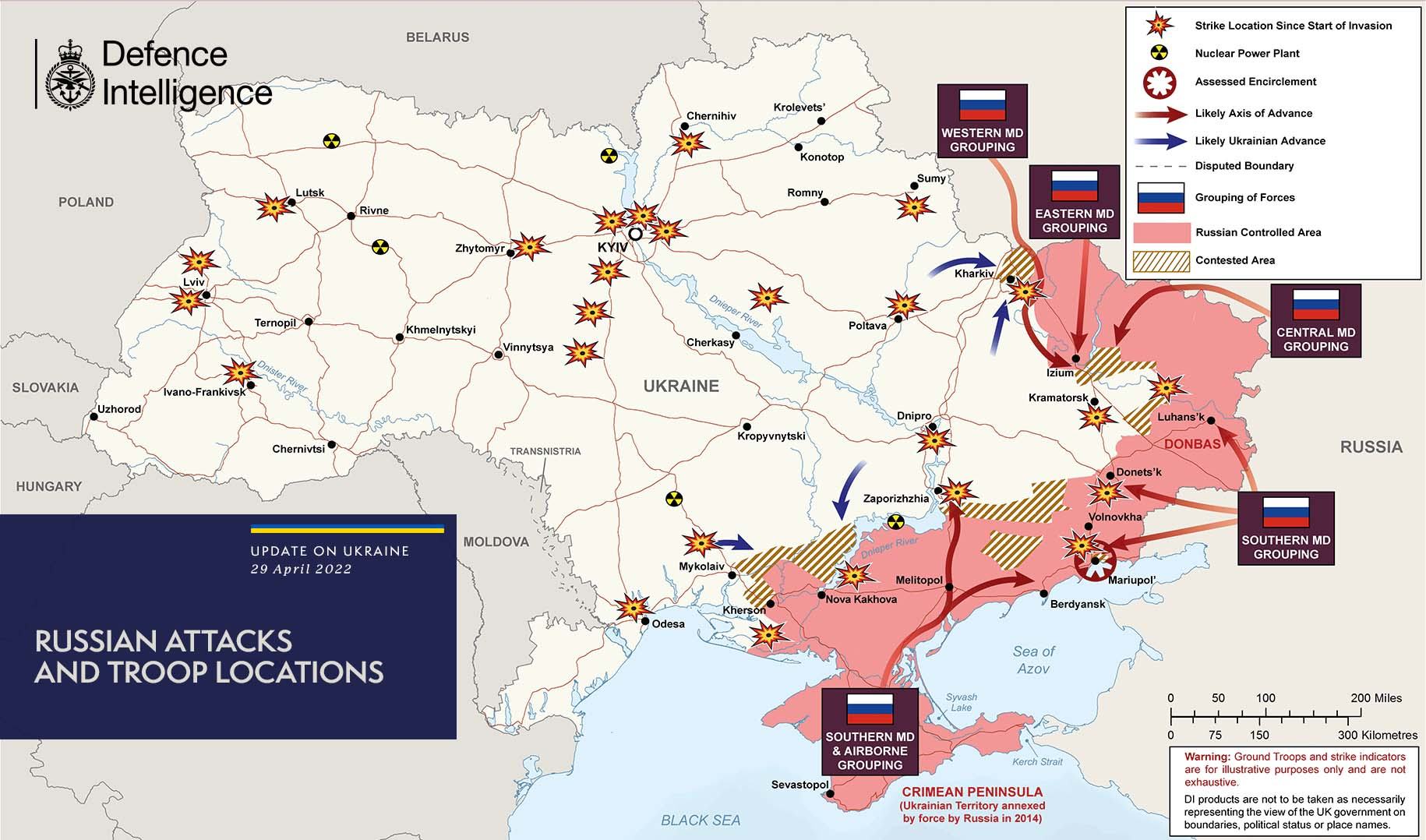
Lagebild in einer Veröffentlichung des britischen Verteidigungsministeriums am 29. April

In einer Analyse des britischen Verteidigungsministeriums wurde die Offensivoperation im Donbass weiter als Hauptschwerpunkt der russischen Streitkräfte bewertet, mit dem Ziel, die vollständige Kontrolle über die Oblaste Donezk und Luhansk zu erzielen. Schwerpunkte der Bodengefechte lagen demnach im Raum Lyssytschansk und Sjewjerodonezk mit dem Versuch eines Hauptstoßes aus Isjum in Richtung Slowjansk. Bei heftigem ukrainischen Widerstand erzielten die russischen Kräfte nur begrenzte Geländegewinne bei erheblichen eigenen Verlusten.
Der Geheimdienst des ukrainischen Verteidigungsministeriums (HUR) meldete, dass es zwischen Einheiten der russischen Streitkräfte zu Schusswechseln mit Beteiligung von mehr als 100 Soldaten kam. Dem HUR zufolge habe es sich dabei zum einen um Verteilungskämpfe um geplünderte Kriegsbeute zwischen Kadyrowzy und burjatischen Soldaten gehandelt. Ein anderer Grund für den Schusswechsel zwischen den zwei ethnisch verschiedenen Einheiten sei eine empfundene Ungleichbehandlung gewesen. So seien Kadyrowzy im Gegensatz zu burjatischen Soldaten nicht an der Front eingesetzt und außerdem dafür verantwortlich, die Frontsoldaten (notfalls mit Waffengewalt) von einem Rückzug bzw. von einer Frontflucht abzuhalten.
Die Slowakei erklärte sich bereit, der Ukraine eigene MiG-29 zur Verfügung zu stellen. Polen erklärte sich in diesem Fall bereit, die Sicherung des slowakischen Luftraums zu übernehmen und der Ukraine mehr als 200 T-72 Panzer zu liefern.
Der indonesische Präsident Joko Widodo gab bekannt, dass sowohl der ukrainische Präsident Wolodymyr Selenskyj als auch der russische Präsident Wladimir Putin am G20-Gipfel auf Bali 2022 teilnehmen wollen. Er habe in dieser Woche mit Selenskyj und Putin telefoniert und beide Politiker aufgefordert, den Krieg dort auf dem Verhandlungsweg zu beenden.
Planungen der NATO wurden bekannt, im Mai vor dem Hintergrund des russischen Angriffskriegs in der Ukraine in den kommenden Wochen europaweit große Militärübungen durchzuführen. Die Übungen mit Boden- und Luftverbänden sollen in Finnland, Polen, Nordmazedonien und entlang der Grenze zwischen Estland und Lettland stattfinden. Über eine Joint Expeditionary Force beteiligen sich neben den NATO-Mitgliedsstaaten auch Schweden und Finnland.

### 30. April

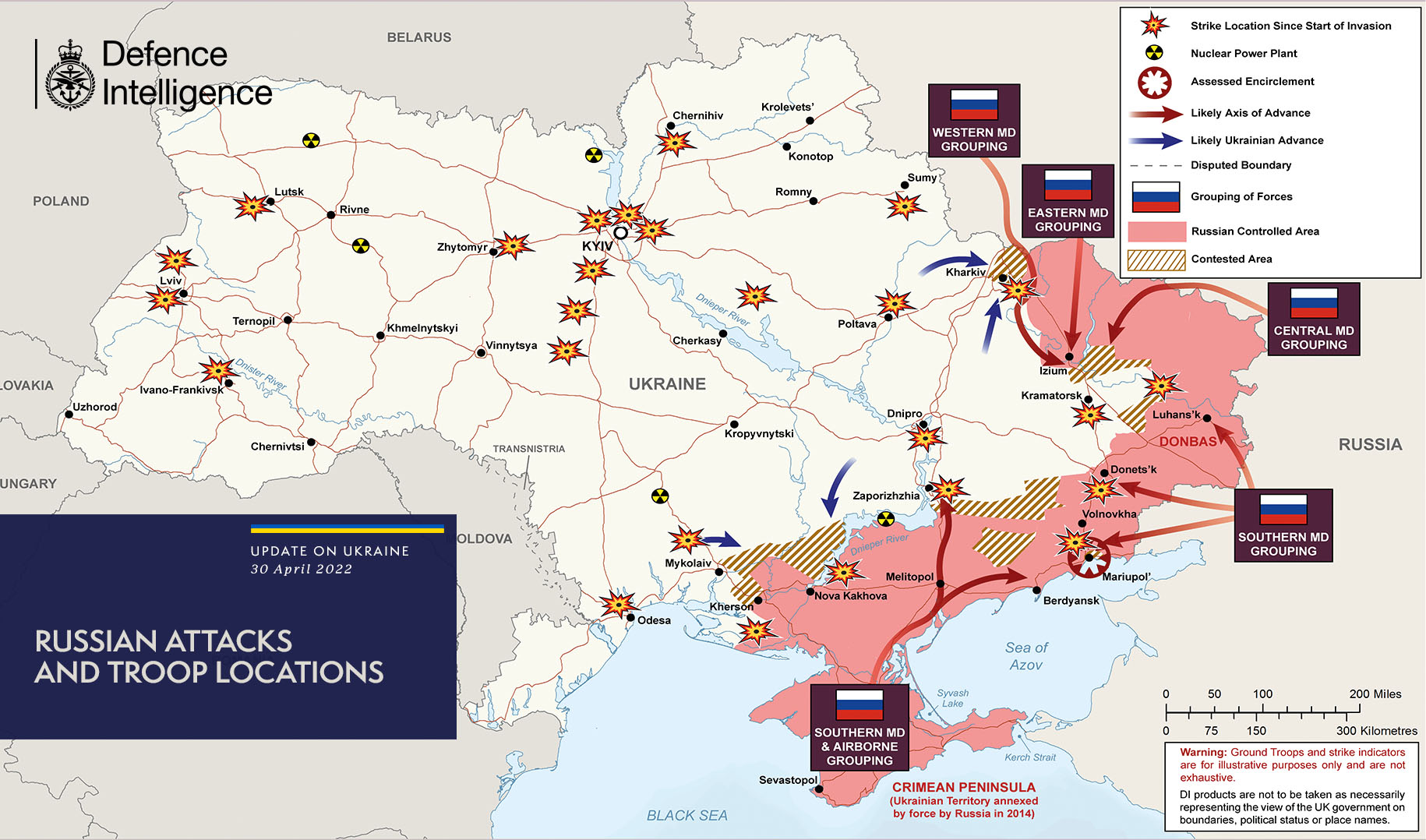
Lagebild in einer Veröffentlichung des britischen Verteidigungsministeriums am 30. April

Nach Einschätzung des britischen Verteidigungsministeriums bemühten sich die russischen Streitkräfte, die bisher bei den Operationen in der Ukraine auftretenden Probleme durch regionale Konzentrierung der Kräfte, Verkürzung der Nachschubwege und Straffung der Kommandostrukturen zu beheben. Weiterhin bestanden jedoch Herausforderungen, Truppenteile neu zusammenzustellen und dazu abgekämpfte Truppenteile mit nicht zueinanderpassenden Strukturen zu reorganisieren. Weiterhin bestünden Mängel in der taktischen Koordination auf Einheitsebene und in der Einbindung von Luftnahunterstützung, die dazu führten, dass russische Kräfte trotz lokaler Erfolge die kräftemäßige Überlegenheit ihrer Bodentruppen nicht ausspielen konnten.
Das Institute for the Study of War berichtete von Gefechten im Raum um die Städte Isjum, Jampil, Rubischne und Popasna.
Der ukrainischen Regierung zufolge beschlagnahmen die russischen Streitkräfte in den von ihnen besetzten Regionen Saporischschja, Cherson, Donezk und Luhansk das geerntete Getreide. Insgesamt seien mehrere Hunderttausend Tonnen Getreide abtransportiert worden. Ein ukrainischer Landmaschinenhersteller aus Melitopol gab an, dass sein gesamtes Warensortiment im Wert von umgerechnet fünf Millionen Dollar abtransportiert worden sei. Durch GPS-Tracking konnten manche der gestohlenen Maschinen wenig später in Tschetschenien verortet werden. Die Maschinen konnten von ukrainischer Seite per Fernsteuerung für die weitere Nutzung blockiert werden.
Das Außenministerium der Russischen Föderation erklärte, dass Russland keinen Atomkrieg wolle: Die Risiken eines Nuklearkriegs sowie ein bewaffneter Konflikt zwischen Atommächten sollen auf ein Minimum beschränkt bleiben oder ganz verhindert werden. Der russische Außenminister Sergei Lawrow kritisierte wiederholt die NATO für die Belieferung der Ukraine mit Waffen. Lawrow – der zuvor vor einem Dritten Weltkrieg gewarnt hatte – erklärte am 30. April, dass die Darstellung, Russland drohe dem Westen mit dem Einsatz von Atomwaffen, falsch sei. Der russische Staatssender Rossija 24 thematisierte am selben Tag den Ablauf potentieller Atomschläge mit SS-X-30-Satan-2-Raketen auf Berlin, Paris und London.
Der ukrainische Außenminister Dmytro Kuleba bat die Volksrepublik China in einem Interview, das am 30. April in den chinesischen Staatsmedien gesendet worden ist, um Schutzgarantien.
Die Sprecherin des US-amerikanischen Repräsentantenhauses Nancy Pelosi hat sich in Kiew mit dem ukrainischen Präsidenten getroffen.

Am 30. April wurde vom Tod eines weiteren russischen Generals, Andrei Simonow, nach einem ukrainischen Angriff auf Charkiw berichtet.

## Belege
1. ↑  Flurin Clalüna, Barbara Klingbacher und Reto U. Schneider: Putin und Selenski: Die Geschichte einer Feindschaft. In: nzz.ch. 5. März 2022, abgerufen am 10. April 2022.
2. ↑  Raketenbeschuss und Bodentruppen – Putin greift die Ukraine an. In: Der Spiegel (online). 24. Februar 2022, abgerufen am 24. Februar 2022.
3. ↑  Putin announces a military operation in the Donbas region of Ukraine. In: cnn.com. Cable News Network, abgerufen am 24. Februar 2022.
4. ↑  Landesweiter Ausnahmezustand in der Ukraine. In: tagesschau.de. Tagesschau, 23. Februar 2022, abgerufen am 27. Februar 2022.
5. ↑  Julian Borger: Moment that Putin thundered to war, drowning out last entreaties for peace. In: theguardian.com. The Guardian, 24. Februar 2022, abgerufen am 10. April 2022 (britisches Englisch).
6. 1 2  Putins Kriegsankündigung: „Frage von Leben und Tod für unser Land“. In: tagesschau.de. Tagesschau, 24. Februar 2022, abgerufen am 24. Februar 2022.
7. ↑  Benjamin Reuter, Julia Weiss: Explosionen in mehreren Landesteilen – ukrainische Armee meldet Angriffe im Norden. In: tagesspiegel.de. Der Tagesspiegel, 24. Februar 2022, abgerufen am 24. Februar 2022.
8. ↑  Wladimir Putin ordnet Militäroperation gegen Ukraine an. In: zeit.de. Abgerufen am 24. Februar 2022.
9. ↑  Russland-Ukraine-Konflikt: Putin genehmigt Militäreinsatz in Ukraine. In: tagesschau.de. Tagesschau, 24. Februar 2022, abgerufen am 24. Februar 2022.
10. ↑  Krieg in der Ukraine: Die Rede von Wladimir Putin im Wortlaut. In: zeit.de. 24. Februar 2022, abgerufen am 6. April 2022.
11. 1 2  The latest on the Ukraine-Russia crisis. In: cnn.com. Cable News Network, 23. Februar 2022, abgerufen am 24. Februar 2022 (amerikanisches Englisch).
12. ↑  Obama wirft Putin »dreisten Angriff« vor. In: Der Spiegel (online). 24. Februar 2022, abgerufen am 7. April 2023 (siehe Abschnitt: Putin ordnet Militäroperation in der Ostukraine an).
13. 1 2 3 4  Liveblog: ++ Raketenangriffe in mehreren Städten ++. In: tagesschau.de. Tagesschau, 24. Februar 2022, abgerufen am 24. Februar 2022.
14. ↑  Russian troops have landed in Odessa and are crossing the border, Ukrainian official says. In: cnn.com. Cable News Network, 23. Februar 2022, abgerufen am 10. April 2022 (amerikanisches Englisch).
15. ↑  Krieg in der Ukraine: Russische Truppen nehmen Militärflughafen in Kiew ein. In: Kurier, abgerufen am 24. Februar 2022.
16. ↑  Ukraines Zoll: Männer zwischen 18 und 60 dürfen Land nicht verlassen. In: handelsblatt.com. Archiviert vom Original (nicht mehr online verfügbar) am 25. Februar 2022; abgerufen am 24. Februar 2022.  Info: Der Archivlink wurde automatisch eingesetzt und noch nicht geprüft. Bitte prüfe Original- und Archivlink gemäß Anleitung und entferne dann diesen Hinweis.
17. ↑  Slowakei schickt zusätzliche Soldaten an ukrainische Grenze. In: comdirect.de. 24. Februar 2022, abgerufen am 24. Februar 2022.
18. ↑  AKW Tschernobyl unter russischer Kontrolle. In: tagesschau.de. Tagesschau, abgerufen am 24. Februar 2022.
19. ↑  Russland hat vollständige Lufthoheit über Ukraine. Salzburger Nachrichten, abgerufen am 24. Februar 2022.
20. ↑  Liveblog 24. Februar 2022. In: tagesschau.de. Tagesschau, abgerufen am 24. Februar 2022.
21. 1 2  Simon Shuster: Inside Zelensky's World. In: Time Magazine. 28. April 2022, abgerufen am 3. Mai 2022 (englisch).
22. 1 2 3  Selenskyj ordnet allgemeine Mobilmachung in Ukraine an. In: sueddeutsche.de. 25. Februar 2022, abgerufen am 25. Februar 2022.
23. ↑  »Russisches Kriegsschiff – f*** dich«. In: Der Spiegel (online). 25. Februar 2022, abgerufen am 26. Februar 2022.
24. ↑  Thomas Gutschker: Überfall auf die Ukraine: Was wollen die Russen mit Tschernobyl? In: Frankfurter Allgemeine Zeitung (online). 25. Februar 2022, abgerufen am 27. Februar 2022 (Gespiegelt auf theworldnews.net).
25. ↑  Die militärische Lage in der Ukraine am Freitagmorgen. In: rp-online.de. 25. Februar 2022, abgerufen am 25. Februar 2022.
26. ↑  Ukrainian woman says Russian troops should carry seeds so flowers grow where they die. In: militarytimes.com. 24. Februar 2022, abgerufen am 10. April 2022 (englisch).
27. ↑  Watch: Ukrainian woman offers sunflower seeds to Russian soldier, says ‘when you die here...’ In: hindustantimes.com. 25. Februar 2022, abgerufen am 10. April 2022 (englisch).
28. ↑  Speeches of the President of Ukraine. In: president.gov.ua. Abgerufen am 8. Mai 2022.
29. ↑  Knut Cordsen: Visuelle Eskalationsspiralen – „Die Bilder der ukrainischen Regierung sind extrem cineastisch“. Interview mit Annekathrin Kohout. In: br.de. 3. Mai 2022, archiviert vom Original (nicht mehr online verfügbar) am 3. Mai 2022; abgerufen am 23. April 2023.
30. ↑  Karen Krüger: Selenskyjs Videobotschaften – Wie man den Infokrieg gewinnt. In: faz.net. 27. März 2022, abgerufen am 8. Mai 2022 (Paywall).
31. ↑  Zoe Zaczek: Kyiv woken by explosions after first full day of violent conflict in Ukraine as Russian tanks approach capital city. 25. Februar 2022, abgerufen am 25. Februar 2022 (englisch).
32. ↑  Ukraine crisis: Russia plans to break into Kyiv with tanks – gov’t adviser. In: The Jerusalem Post. 25. Februar 2022, archiviert vom Original (nicht mehr online verfügbar) am 25. Februar 2022; abgerufen am 1. März 2022 (englisch).
33. ↑  Sailor Vitaliy Skakun blew up the Henichesky road bridge with him to slow down enemy’s advance. In: censor.NET. 25. Februar 2022, abgerufen am 27. Februar 2022 (englisch).
34. ↑  Ukraine’s ‘hero river’ helped save Kyiv. But what now for its newly restored wetlands? 11. Mai 2022, abgerufen am 17. Mai 2022 (englisch).
35. ↑  Kampf gegen Kremltruppen – Die freiwilligen Flutopfer. In: spiegel.de. 17. Mai 2022, abgerufen am 17. Mai 2022 (Video; 2:35 Minuten mit Transkript).
36. ↑  Russischer Angriff: Ukraine ordnet allgemeine Mobilmachung an. In: tagesschau.de. Tagesschau, abgerufen am 15. März 2022.
37. ↑  Samantha Lock, Maanvi Singh, Gloria Oladipo, Léonie Chao-Fong, Jennifer Rankin: Fears Moscow plans to encircle and threaten Kyiv – as it happened. In: The Guardian. 25. Februar 2022, ISSN 0261-3077 (theguardian.com [abgerufen am 25. Februar 2022]).
38. ↑  Kämpfe in der Ukraine: Was Sie jetzt wissen müssen. In: FAZ.NET. ISSN 0174-4909 (faz.net [abgerufen am 1. März 2022]).
39. ↑  Angriff auf die Ukraine: Erste russische Einheiten in Kiew. In: tagesschau.de. Tagesschau, 25. Februar 2022, abgerufen am 3. März 2022.
40. ↑  Guerre en Ukraine : combats, explosions et sabotages dans la ville de Kiev, qui craint l’arrivée massive de soldats russes. In: Le Monde.fr. (lemonde.fr [abgerufen am 25. Februar 2022]).
41. ↑  Ukraine live updates: Ukraine says Russian forces are in the capital Kyiv. Abgerufen am 25. Februar 2022 (britisches Englisch).
42. ↑  Liveblog: NATO verlegt schnelle Eingreiftruppe. In: tagesschau.de. Tagesschau, 25. Februar 2022, archiviert vom Original (nicht mehr online verfügbar) am 25. Februar 2022; abgerufen am 3. März 2022.
43. ↑  ZMSBw: Der Krieg um die Ukraine – Eine aktuelle Lageeinweisung. In: youtube.com. Zentrum für Militärgeschichte und Sozialwissenschaften der Bundeswehr, 7. November 2024, abgerufen am 13. November 2024 (Entsprechende Angabe findet sich ab Zeitstempel 1:43:45 min).
44. ↑  Ukraine-Krieg: Ringen um Verhandlungen. In: tagesschau.de. Tagesschau, 25. Februar 2022, abgerufen am 10. April 2022.
45. ↑  Russlands Präsident Putin ruft Armee der Ukraine zur Machtübernahme in Kiew auf. In: welt.de. Die Welt, 25. Februar 2022, abgerufen am 10. April 2022.
46. ↑  Russia says it has captured Ukraine's Melitopol. In: reuters.com. 26. Februar 2022, abgerufen am 10. April 2022 (englisch).
47. ↑  Russia bans words 'invasion' and 'assault' in media, warns several outlets. In: timesofisrael.com. 26. Februar 2022, abgerufen am 10. April 2022 (englisch).
48. ↑  Russia’s optimistic bid for rapid victory meets fierce Ukrainian resistance. In: ft.com. 26. Februar 2022, abgerufen am 10. April 2022 (englisch).
49. 1 2  Russland-Ukraine-News: UNO-Vollversammlung offenbar vor Einberufung einer Notfall-Sondersitzung. In: Der Spiegel (online). 26. Februar 2022, ISSN 2195-1349 (spiegel.de [abgerufen am 27. Februar 2022]).
50. ↑  Alle Nachrichten zum Krieg in der Ukraine vom 26. Februar 2022. In: web.de. 26. Februar 2022, abgerufen am 28. Februar 2022.
51. ↑  We are setting up an immediate relief account for the defense of Ukraine. Archiviert vom Original (nicht mehr online verfügbar) am 26. Februar 2022; abgerufen am 27. Februar 2022.  Info: Der Archivlink wurde automatisch eingesetzt und noch nicht geprüft. Bitte prüfe Original- und Archivlink gemäß Anleitung und entferne dann diesen Hinweis.
52. ↑  Radio Free Europe/Radio Liberty: A Single Man In Ukraine Takes On A Russian Tank auf YouTube, abgerufen am 26. Februar 2022 (englisch).
53. ↑  Guardian News:+Video shows Ukrainian ‘tank man’ trying to block Russian military convoy auf YouTube, abgerufen am 26. Februar 2022 (englisch).
54. 1 2  Liveblog: + Botschafter erfreut über deutsche Waffen +. In: tagesschau.de. Tagesschau, 27. Februar 2022, abgerufen am 27. Februar 2022.
55. ↑  Antonow An-225 „Mriya“ bei Krieg in Ukraine zerstört. In: Focus Online. 27. Februar 2022, abgerufen am 27. Februar 2022.
56. ↑  Antonov An-225 zerstört oder zumindest stark beschädigt. In: aerotelegraph.com. 27. Februar 2022, abgerufen am 27. Februar 2022.
57. ↑  Ukraine says it destroyed Russian military convoy outside of Kyiv. In: timesofisrael.com. 27. Februar 2022, abgerufen am 10. April 2022 (englisch).
58. ↑  President of Ukraine Volodymyr Zelenskyi addressed citizens of Belarus. In: censor.NET. 27. Februar 2022, abgerufen am 27. Februar 2022 (englisch).
59. ↑  Manveen Rana: Volodymyr Zelensky: Russian mercenaries ordered to kill Ukraine’s president. 28. Februar 2022, abgerufen am 15. März 2022.
60. ↑  Susanne Koelbl: Deutscher Militärexperte über russische Invasion: Wie lange kann die Ukraine dem Angriff standhalten? In: spiegel.de. Der Spiegel, 3. März 2022, abgerufen am 4. März 2022.
61. 1 2 3  Kampf um Kiew: Bürgermeister Klitschko widerspricht Darstellung Russlands. In: web.de. 27. Februar 2022, abgerufen am 28. Februar 2022.
62. ↑  Putin versetzt „Abschreckungskräfte“ in Alarmbereitschaft. In: tagesschau.de. Tagesschau, 3. März 2022, abgerufen am 10. April 2022.
63. ↑  David E. Sanger, Eric Schmitt, Helene Cooper, Julian E. Barnes: U.S. Makes Contingency Plans in Case Russia Uses Its Most Powerful Weapons. In: The New York Times. 23. März 2022, ISSN 0362-4331 (nytimes.com [abgerufen am 8. April 2022]).
64. ↑  William J. Broad: How America Watches for a Nuclear Strike. In: The New York Times. 5. April 2022, ISSN 0362-4331 (nytimes.com [abgerufen am 8. April 2022]).
65. ↑  Viola Kiel: (S+) Russland: Wie lässt sich prüfen und vorhersehen, ob Putin Chemie- und Nuklearwaffen einsetzt? In: Der Spiegel (online). 7. April 2022, ISSN 2195-1349 (spiegel.de [abgerufen am 8. April 2022]).
66. ↑  René Pfister: (S+) John Bolton über Wladimir Putin: »Ich glaube nicht, dass er eine Schraube locker hat«. In: Der Spiegel (online). 13. März 2022, ISSN 2195-1349 (spiegel.de [abgerufen am 8. April 2022]).
67. ↑  Präsident Selenskyj: Ukraine stimmt Verhandlungen zu. In: tagesschau.de. Tagesschau, 27. Februar 2022, abgerufen am 27. Februar 2022.
68. 1 2 3  Der dritte Abgeordnete der Staatsduma verurteilte den Krieg in der Ukraine. (Memento des Originals vom 10. März 2022 im Internet Archive)  Info: Der Archivlink wurde automatisch eingesetzt und noch nicht geprüft. Bitte prüfe Original- und Archivlink gemäß Anleitung und entferne dann diesen Hinweis. Nowaja gaseta, 27. Februar 2022, 22:27h (UTC).
69. ↑  Politik: Aktuelle Nachrichten aus der Welt. In: aachener-nachrichten.de. Archiviert vom Original (nicht mehr online verfügbar) am 21. März 2022; abgerufen am 27. März 2024.
70. ↑  MaximEristavi: A group of unarmed civilians stopped russian tanks at dniprorudne. In: twitter.com. 27. Februar 2022, abgerufen am 27. Februar 2022.
71. ↑  Lukashenko confirms missile strikes on Ukraine from Belarus territory. In: ukrinform.net. 27. Februar 2022, abgerufen am 10. April 2022 (englisch).
72. ↑  Putin befindet sich im Krieg mit der Ukraine. Tag fünf. (Memento des Originals vom 28. Februar 2022 im Internet Archive)  Info: Der Archivlink wurde automatisch eingesetzt und noch nicht geprüft. Bitte prüfe Original- und Archivlink gemäß Anleitung und entferne dann diesen Hinweis. Nowaja gaseta, 28. Februar 2022.
73. 1 2 3  Fünfter Tag. Der bewaffnete Konflikt in der Ukraine geht weiter. Die Hauptsachen. (Memento des Originals vom 28. Februar 2022 im Internet Archive)  Info: Der Archivlink wurde automatisch eingesetzt und noch nicht geprüft. Bitte prüfe Original- und Archivlink gemäß Anleitung und entferne dann diesen Hinweis. Nowaja gaseta, 28. Februar 2022.
74. ↑  Luke Harding: ‘Horrendous’ rocket attack kills civilians in Kharkiv as Moscow ‘adapts its tactics’. In: theguardian.com. The Guardian, 1. März 2022, abgerufen am 10. April 2022 (britisches Englisch).
75. ↑  Krieg in der Ukraine: Alte Forderungen – neue Friedensgespräche? In: tagesschau.de. Tagesschau, 1. März 2022, abgerufen am 10. April 2022.
76. ↑  Josh Smith: Analysis: Russia's missiles see mixed results in Ukraine war as world watches. In: reuters.com. 28. Februar 2022, abgerufen am 10. April 2022 (englisch).
77. ↑  Philippe Coradi: Angriff auf die Ukraine – Selenski bietet Häftlingen Amnestie an, wenn sie für die Armee kämpfen. In: 20min.ch. 28. Februar 2022, abgerufen am 10. April 2022.
78. ↑  Offenbar zweiter russischer General getötet. In: FAZ.net. 8. März 2022, abgerufen am 10. April 2022.
79. ↑  Oliver Imhof: Ukraine: Warum Russlands Konvoi nichts Gutes verheißt. In: spiegel.de. Der Spiegel, 1. März 2022, abgerufen am 1. März 2022.
80. ↑  Katie Bo Lillis, Natasha Bertrand, Barbara Starr: US officials fear the worst is yet to come for Kyiv. In: cnn.com. Cable News Network, 28. Februar 2022, abgerufen am 10. April 2022.
81. ↑  Ukrainekrieg: Türkei schließt Meerengen Bosporus und Dardanellen für Kriegsschiffe. In: spiegel.de. Der Spiegel, 28. Februar 2022, abgerufen am 1. März 2022.
82. ↑  Sonia Phalnikar: Could Turkey close the Bosporus to the Russian navy? In: dw.com. 28. Februar 2022, abgerufen am 10. April 2022.
83. ↑  Krieg in Osteuropa: Türkei hat russischen Antrag auf Fahrt durch Meerengen abgewiesen. In: spiegel.de. Der Spiegel, 2. März 2022, abgerufen am 10. April 2022.
84. 1 2 3 4  Ukrainekrieg: Russische Truppen vor Kiew, Angriff auf Charkiw – das geschah in der Nacht. In: spiegel.de. Der Spiegel, 1. März 2022, abgerufen am 1. März 2022.
85. ↑  Liveblog: ++ IAEA warnt vor Atomunfall-Risiko ++. In: tagesschau.de. Tagesschau, 3. März 2022, archiviert vom Original (nicht mehr online verfügbar) am 3. März 2022; abgerufen am 3. März 2022.
86. ↑  Hafenstadt Mariupol wird eingekesselt. In: oe24.at. 1. März 2022, abgerufen am 10. April 2022.
87. ↑  Krieg in der Ukraine: Separatisten haben Mariupol im Visier. In: tagesschau.de. Tagesschau, 1. März 2022, abgerufen am 10. April 2022.
88. ↑  Regionalverwaltung in Charkiw bombardiert. In: orf.at. 1. März 2022, abgerufen am 10. April 2022.
89. ↑  Krieg in der Ukraine – Russland sammelt offenbar Ressourcen zum Angriff auf Kiew. In: srf.ch. 6. März 2022, abgerufen am 10. April 2022.
90. ↑  Ukraine: 70 getötete Soldaten im Osten. In: orf.at. 1. März 2022, abgerufen am 10. April 2022.
91. ↑  "Sie haben heute die Vakuumbombe eingesetzt". In: t-online.de. 1. März 2022, abgerufen am 10. April 2022.
92. ↑  News zum Ukrainekrieg: Ukraine meldet ersten Gefangenenaustausch mit Russland. In: spiegel.de. Der Spiegel, 1. März 2022, abgerufen am 1. März 2022.
93. ↑  Angriff auf Kiewer Fernsehturm: Fünf Menschen getötet. In: msn.com. 2. März 2022, abgerufen am 19. März 2022.
94. ↑  Russia strikes Kyiv TV tower, killing 5 and damaging Babyn Yar Holocaust site. In: timesofisrael.com. 1. März 2022, abgerufen am 10. April 2022 (englisch).
95. ↑  Selenskyj verurteilt Angriff auf Babyn Jar als „Angriff auf unsere Geschichte“. In: rnd.de. 2. März 2022, abgerufen am 2. März 2022.
96. ↑  „Sie wissen nichts über unsere Hauptstadt. Über unsere Geschichte“. In: FAZ.net. Frankfurter Allgemeine Zeitung, 2. März 2022, abgerufen am 2. März 2022.
97. ↑  Ukrainisches Parlament: Belarussische Truppen sind in die Ukraine einmarschiert. Abgerufen am 1. März 2022.
98. ↑  News zum Ukrainekrieg: Belarus schickt weitere Truppen an die Grenze zur Ukraine. In: spiegel.de. Der Spiegel, 2. März 2022, abgerufen am 2. März 2022.
99. ↑  Ukrainekrieg: Selenskyj fordert Waffenstillstand – Putin gibt nicht nach. In: spiegel.de. Der Spiegel, 1. März 2022, abgerufen am 2. März 2022.
100. ↑  Ukraine will russische Soldaten mit Geldgeschenk zur Aufgabe bewegen – 40.000 Euro pro Soldat. In: spiegel.de. Der Spiegel, 1. März 2022, abgerufen am 2. März 2022.
101. ↑  James Doubek: Ukrainians are removing and altering road signs to confuse and insult Russian forces. In: NPR. 1. März 2022 (npr.org [abgerufen am 18. Mai 2022]).
102. ↑  Yaron Steinbuch: Ukraine gov agency trolls Russian troops with ‘Go f–k yourself’ road sign edits. In: New York Post. 1. März 2022, abgerufen am 18. Mai 2022 (amerikanisches Englisch).
103. ↑  Eileen AJ Connelly: Russian soldiers stuck on road get roasted by Ukrainian driver. In: New York Post. 26. Februar 2022, abgerufen am 18. Mai 2022 (amerikanisches Englisch).
104. ↑  Watch: 'Lost' Russian soldiers ask for directions, Ukrainians surround tank. 28. Februar 2022, abgerufen am 18. Mai 2022 (englisch).
105. ↑  Four dead in Russian strike on Ukrainian city of Zhytomyr – adviser to interior minister. In: reuters.com, 2. März 2022, abgerufen am 2. März 2022.
106. ↑  Seit Beginn der Invasion mindestens 13 Kinder gestorben. In: welt.de, 2. März 2022, abgerufen am 2. März 2022.
107. ↑  Russian occupation of Kherson ‘under way’: Mayor. In: augaf.com, 2. März 2022, abgerufen am 2. März 2022.
108. ↑  Liveblog: ++ „Russland will uns auslöschen“ ++. In: tagesschau.de. Tagesschau, 2. März 2022, abgerufen am 2. März 2022.
109. ↑  Russland meldet Einnahme von AKW. In: tagesschau.de, 2. März 2022, abgerufen am 2. März 2022.
110. ↑  Mehr als 1000 Ausländer wollen angeblich gegen Putin kämpfen. In: spiegel.de. Der Spiegel, 2. März 2022, abgerufen am 2. März 2022.
111. ↑  Russische Mütter sollen gefangene Soldaten in Kiew abholen. In: spiegel.de. Der Spiegel, 2. März 2022, abgerufen am 2. März 2022.
112. ↑  Shots Fired In Ukrainian City As Locals Protest Against Russian Occupation, Radio Free Europe / Radio Liberty, 2. März 2022
113. ↑  Ukraine-Krieg: Zivilisten konfrontieren russische Besatzer: „Seid ihr nicht unsere Brüder?“ Merkur.de, 2. März 2022.
114. ↑  Ukrainian city of Mariupol ‘near to humanitarian catastrophe’ after bombardment. In: bbc.com, 2. März 2022, abgerufen am 2. März 2022.
115. 1 2  News zum Ukraine-Krieg: Internationaler Strafgerichtshof ermittelt zu Kriegsverbrechen in Ukraine. In: spiegel.de. Der Spiegel, 3. März 2022, abgerufen am 3. März 2022.
116. 1 2  A Ukrainian Town Deals Russia One of the War’s Most Decisive Routs, in: Wall Street Journal vom 16. März 2022, abgerufen am 19. März 2022.
117. ↑  Russische Jets drangen in Schwedens Luftraum ein – offenbar mit Atomwaffen an Bord. Merkur.de, 3. April 2022, abgerufen am 3. April 2022.
118. ↑  Amy Walker: Friedensverhandlungen Ukraine Russland. Zweite Verhandlungsrunde ist beendet: Das sind die Ergebnisse. Südwest Presse, 3. März 2022.
119. ↑  China: Request to delay Ukraine invasion a lie, in: The Manila Times vom 4. März 2022 (UTC+8), abgerufen am 3. März 2022.
120. ↑  China Asked Russia to Delay Ukraine War Until After Olympics, U.S. Officials Say, in: nytimes.com vom 2. März 2022, abgerufen am 3. März 2022.
121. ↑  “Worst is yet to come”: Putin told Macron he will continue war in Ukraine, Élysée Palace source says. In: edition.cnn.com, 3. März 2022, abgerufen am 3. März 2022.
122. ↑  André Ballin: Putin verteilt bei Rede vor nationalem Sicherheitsrat Orden und gibt sich kompromisslos. In: Der Standard. 3. März 2022, abgerufen am 4. März 2022.
123. ↑  Bezahle für meine Istkander, Nowaja gaseta, 11. Juli 2022
124. ↑  After Russian attack: fire in Zaporizhia nuclear plant extinguished. In: nationalturk.com, 4. März 2022, abgerufen am 4. März 2022.
125. ↑  Russen, die gegen den Krieg protestieren, gehen ein grosses Risiko ein – der Unterdrückungsapparat wird immer brutaler, in: nzz.ch vom 3. März 2022, abgerufen am 4. März 2022.
126. ↑  Russia Takes Censorship to New Extremes, Stifling War Coverage, in: nytimes.com vom 4. März 2022, abgerufen am 5. März 2022.
127. ↑  BBC, CNN und Bloomberg stellen Arbeit in Russland ein, in: srf.ch vom 4. März 2022, abgerufen am 5. März 2022.
128. ↑  Kiew will internationalen Vermittler, in: orf.at vom 4. März 2022, abgerufen am 4. März 2022.
129. ↑  War in Ukraine: Families run for cover as Russian air strikes hit Chernihiv. In: bbc.com, 4. März 2022, abgerufen am 4. März 2022.
130. ↑  Russia sends a message to all of Ukraine by hitting these civilian areas in this city. In: edition.cnn.com, 4. März 2022, abgerufen am 4. März 2022.
131. ↑  Mariupol bittet um militärische Hilfe. In: tagesschau.de, 4. März 2022, abgerufen am 4. März 2022.
132. ↑  ‘Putin wants to kill us totally’: Ukrainians hold firm under bombardment. In: theguardian.com, 4. März 2022, abgerufen am 4. März 2022.
133. 1 2  Ukraine-News: Russland kündigt Waffenruhe in Mariupol zur Evakuierung der Stadt an. In: Der Spiegel (online). 5. März 2022, ISSN 2195-1349 (spiegel.de [abgerufen am 5. März 2022]).
134. 1 2  Gescheiterte Feuerpause und neue Angriffe. In: tagesschau.de. Tagesschau, 5. März 2022, abgerufen am 7. März 2022.
135. ↑  Ukraine: Kiew warnt vor gefälschtem Referendum durch Russland in Großstadt Cherson. In: Der Spiegel (online). 13. März 2022, ISSN 2195-1349 (spiegel.de [abgerufen am 13. März 2022]).
136. 1 2  Tausende demonstrierten seit mindestens Samstag 5. März in Cherson gegen die russische Besatzung. tagesschau.de, 6. März 2022.
137. ↑  Ukrainian protesters take to the streets in occupied Kherson. The New York Times, 5. März 2022
138. ↑  Thomas Bachmann: Die russische Luftwaffe – ein bisher überschätzter Papiertiger? In: Allgemeine Schweizerische Militärzeitschrift (ASMZ). Ausgabe 04/2022. S. 25–27.
139. ↑  Bericht: Ukrainischer Geheimdienst erschießt Unterhändler. In: t-online.de. 6. März 2022, abgerufen am 7. März 2022.
140. ↑  Ukrainischer Geheimdienst tötet angeblichen Top-Spion. In: n-tv.de. 6. März 2022, abgerufen am 7. März 2022.
141. ↑  Selenskyj attackiert NATO: „Was haben Sie sich dabei gedacht?“ In: Berliner Zeitung. 5. März 2022, abgerufen am 7. März 2022.
142. ↑  Selenskyj enttäuscht von NATO. In: tagesschau.de. Tagesschau, 5. März 2022, abgerufen am 7. März 2022.
143. ↑  Russland-Ukraine-News am Sonntag: Mariupol startet laut Stadtverwaltung neuen Evakuierungsversuch. In: Der Spiegel (online). 6. März 2022, ISSN 2195-1349 (spiegel.de [abgerufen am 6. März 2022]).
144. ↑  Liveblog: ++ Mariupol startet neuen Evakuierungsversuch ++. In: tagesschau.de. Tagesschau, 6. März 2022, abgerufen am 6. März 2022.
145. ↑  Janita Hämäläinen, Johanna Maria Fritz: Fluchtversuche aus Irpin bei Kiew: »Unter absoluter Lebensgefahr«. In: Der Spiegel (online). 6. März 2022, ISSN 2195-1349 (spiegel.de [abgerufen am 6. März 2022]).
146. ↑  Macron: Putin beharrt auf seinen Forderungen in der Ukraine. In: tagesschau.de. Tagesschau, 6. März 2022, abgerufen am 6. März 2022.
147. ↑  Polen: Liefern keine Kampfjets in die Ukraine. In: Süddeutsche Zeitung. 6. März 2022, abgerufen am 7. März 2022.
148. ↑  Ukraine-Krieg: Diskussion über Kampfjetlieferungen. In: tagesschau.de. Tagesschau, 6. März 2022, abgerufen am 7. März 2022.
149. ↑  War in Ukraine: Thousands march in Kherson against occupiers. BBC, 6. März 2022.
150. ↑  Live updates: Russia invades Ukraine. In: cnn.com. Cable News Network, 7. März 2022, abgerufen am 7. März 2022 (englisch).
151. 1 2 3  Russland-Ukraine-News: Verteidigungsministerin prüft weitere Rüstungshilfe. In: Der Spiegel (online). 7. März 2022, ISSN 2195-1349 (spiegel.de [abgerufen am 7. März 2022]).
152. ↑  Ukraine lehnt humanitäre Korridore nach Russland und Belarus ab. In: t-online.de. 7. März 2022, abgerufen am 7. März 2022.
153. ↑  Dritte Verhandlung zwischen Russland und der Ukraine beendet – mit minimalem Fortschritt. In: Der Spiegel (online). 7. März 2022, ISSN 2195-1349 (spiegel.de [abgerufen am 7. März 2022]).
154. ↑  Friedensgespräche Ukraine Russland heute. Dritte Verhandlungsrunde: Welche Ergebnisse hat es gegeben? Südwest Presse, 7. März 2022.
155. ↑  Geleakter Bericht: Russischer Geheimdienstler bezeichnet Ukrainekrieg angeblich als »Totalversagen«. In: Der Spiegel (online). 7. März 2022, ISSN 2195-1349 (spiegel.de [abgerufen am 7. März 2022]).
156. 1 2 3 4 5  Ukraine-Liveblog: ++ Russland kündigt tägliche Fluchtkorridore an ++. In: tagesschau.de. Tagesschau, 10. März 2022, abgerufen am 10. März 2022.
157. ↑  Biden announces ban on Russian energy imports, in: edition.cnn.com vom 8. März 2022, abgerufen am 8. März 2022.
158. ↑  Xi spricht mit Scholz und Macron (Memento des Originals vom 12. März 2022 im Internet Archive)  Info: Der Archivlink wurde automatisch eingesetzt und noch nicht geprüft. Bitte prüfe Original- und Archivlink gemäß Anleitung und entferne dann diesen Hinweis., in: Badische Neueste Nachrichten vom 8. März 2022, abgerufen am 8. März 2022.
159. ↑  Ukrainekrieg: Hunderte Zivilisten über Fluchtkorridor aus umkämpfter Stadt Sumy gerettet. In: Der Spiegel (online). 9. März 2022, ISSN 2195-1349 (spiegel.de [abgerufen am 9. März 2022]).
160. 1 2  Weitere zivile Opfer nach Luftangriffen in der Ukraine gemeldet. In: tagesschau.de. Tagesschau, 9. März 2022, abgerufen am 9. März 2022.
161. ↑  Russland-Ukraine-News live: Atomenergiebehörde sorgt sich um Tschernobyl. In: Der Spiegel (online). 8. März 2022, ISSN 2195-1349 (spiegel.de [abgerufen am 9. März 2022]).
162. ↑  Ukraine Refugee Count Reaches A Staggering 2 Million In Escape From Russian Invasion, in: Huffington Post vom 8. März 2022, abgerufen am 8. März 2022.
163. ↑  Clemens Wergin: Polen: USA weisen Idee zur Lieferung von MiG-29-Kampfjets zurück. In: Die Welt. 9. März 2022 (welt.de [abgerufen am 12. März 2022]).
164. ↑  Klare Absage an Lieferung von MiG-29-Kampfflugzeugen in die Ukraine. In: Der Tagesspiegel Online. 9. März 2022, ISSN 1865-2263 (tagesspiegel.de [abgerufen am 12. März 2022]).
165. ↑  Photographs by Evgeniy Maloletka: Photos: Maternity hospital bombed in Ukraine. Abgerufen am 9. März 2022.
166. ↑  Richard Spencer: Ukraine condemns Russian attack on maternity ward in Mariupol. In: thetimes.co.uk, 9. März 2022, abgerufen am 10. März 2022.
167. ↑  Ukraine wirft Russland Angriff auf Kinderklinik vor. In: tagesschau.de. Tagesschau, 9. März 2022, abgerufen am 9. März 2022.
168. ↑  Kampf um Mariupol: Selenskyj wirft Russland vor, Entbindungsstation bombardiert zu haben. In: spiegel.de. Der Spiegel, 9. März 2022, abgerufen am 9. März 2022.
169. 1 2 3 4  Liveblog: ++ Moskau gibt Einsatz von Rekruten zu ++. In: tagesschau.de. Tagesschau, 9. März 2022, archiviert vom Original (nicht mehr online verfügbar) am 9. März 2022; abgerufen am 9. März 2022.
170. ↑  В России уволили 8 генералов, потому что они не справились – Данилов. In: Ukrajinska Prawda. Abgerufen am 14. März 2022 (russisch).
171. ↑  Gordon Corera: Russia could launch chemical attack in Ukraine – White House, in: BBC News, 10. März 2022, abgerufen am 10. März 2022.
172. ↑  Kann die Türkei vermitteln? Außenminister Lawrow und Kuleba zu Gesprächen in Antalya erwartet. Wirtschaftswoche, 7. März 2022.
173. ↑  Jürgen Gottschlich, Gianluca Wallisch: Türkei bietet Russland und Ukraine „Tisch des Friedens“: Außenminister treffen einander in Antalya. Der Standard, 10. März 2022.
174. ↑  Amelie Schröer: Friedensverhandlungen Ukraine Russland heute. Treffen in der Türkei: Außenminister der Ukraine und Russlands verhandeln in Antalya. Südwest Presse, 10. März 2022.
175. ↑  Ukraine-Krieg: Selenskyj beharrt nicht mehr auf NATO-Mitgliedschaft der Ukraine. Berliner Zeitung, 8. März 2022.
176. ↑  Ukraine und Russland. Kuleba nach Friedensgespräch mit Lawrow: Keine Fortschritte. Ludwigsburger Kreiszeitung, 10. März 2022.
177. 1 2 3 4 5 6  Russland-Ukraine-Krieg: Das geschah in der Nacht zu Freitag. In: Der Spiegel (online). 11. März 2022, ISSN 2195-1349 (spiegel.de [abgerufen am 11. März 2022]).
178. 1 2 3  Russland-Ukraine-Krieg: Abendlage an Tag 15 des Krieges (10.3.). In: Der Spiegel (online). 11. März 2022, ISSN 2195-1349 (spiegel.de [abgerufen am 11. März 2022]).
179. ↑  Krieg gegen die Ukraine: Russland greift verstärkt aus der Luft an. In: tagesschau.de. Tagesschau, 11. März 2022, abgerufen am 12. März 2022.
180. ↑  Analyse des ISW vom 10. März 2022.
181. 1 2 3  Russland-Ukraine-Krieg: Das geschah in der Nacht zu Samstag. In: Der Spiegel (online). 12. März 2022, ISSN 2195-1349 (spiegel.de [abgerufen am 12. März 2022]).
182. 1 2 3 4 5  Liveblog: ++ EU will Militärhilfe für Ukraine verdoppeln ++. In: tagesschau.de. Tagesschau, abgerufen am 11. März 2022.
183. ↑  Russland-Ukraine-News am Samstag: Neue Hoffnung auf Fluchtkorridore – auch für Mariupol. In: Der Spiegel (online). 12. März 2022, ISSN 2195-1349 (spiegel.de [abgerufen am 12. März 2022]).
184. ↑  Satellitenfotos: Russischer Militärkonvoi vor Kiew plötzlich aufgelöst – Panzer im Wald? In: rnd.de. Abgerufen am 11. März 2022.
185. ↑  Ukrainische Kultureinrichtungen, die im Russisch-Ukrainischen Krieg durch Besetzer zerstört oder beschädigt wurden. In: Nationales Institut für strategische Studien (Ukraine). 16. April 2022, abgerufen am 17. Juni 2022 (ukrainisch, Originaltitel: Заклади культури України, зруйновані та знищені окупантами у перебігу російсько-української війни).
186. ↑  Übereinstimmende Berichte: Putin soll Geheimdienstchefs unter Hausarrest gestellt haben. In: spiegel.de. Der Spiegel, 11. März 2022, abgerufen am 15. März 2022.
187. ↑  Wegen falschen Informationen zum Ukraine-Feldzug: Putin stellt Geheimdienst-Chef unter Hausarrest. In: blick.ch. 11. März 2022, abgerufen am 15. März 2022.
188. ↑  tagesschau.de: Krieg gegen die Ukraine: Russland greift verstärkt aus der Luft an. Abgerufen am 12. März 2022.
189. ↑  An Tag 17 des Ukraine-Kriegs: Moskau warnt vor stärkerer NATO-Präsenz im Baltikum. In: FAZ.NET. ISSN 0174-4909 (faz.net [abgerufen am 12. März 2022]).
190. ↑  Ukraine-Liveblog: + Selenskyj: Russland ist zu einem Dialog bereit +. In: tagesschau.de. Tagesschau, 13. März 2022, abgerufen am 13. März 2022.
191. ↑  Russland-Ukraine-News am Samstag: Russland soll sieben Zivilisten getötet haben. In: Der Spiegel (online). 12. März 2022, ISSN 2195-1349 (spiegel.de [abgerufen am 13. März 2022]).
192. ↑  Separatisten erobern Stadtteile von Mariupol. In: Zeit Online. 12. März 2022, abgerufen am 13. März 2022.
193. 1 2  Kiew und Mariupol: Bodentruppen auf dem Vormarsch. In: tagesschau.de. Tagesschau, 12. März 2022, abgerufen am 13. März 2022.
194. ↑  „Absoluter Horror“ im Donbas: Setzt Russland Phosphorbomben ein? In: euronews. 13. März 2022, abgerufen am 13. März 2022.
195. ↑  Bericht: Russland setzt Phosphorbomben ein. In: t-online.de. 13. März 2022, abgerufen am 13. März 2022.
196. ↑  USA untermauern NATO-Verteidigungsbereitschaft nach Angriff unweit der polnischen Grenze – die Lage im Überblick. In: Der Spiegel (online). 13. März 2022, ISSN 2195-1349 (spiegel.de [abgerufen am 13. März 2022]).
197. ↑  Russland-Ukraine-News: Russland kann Milliarden-Reserven nicht nutzen. In: spiegel.de. Der Spiegel, 13. März 2022, abgerufen am 13. März 2022.
198. ↑  Tributes paid to US journalist shot dead by Russians in Ukraine, in: edition.cnn.com vom 14. März 2022, abgerufen am 14. März 2022.
199. ↑  Ukraine-Liveblog: ++ Vorsichtiger Optimismus vor Verhandlungen ++. In: tagesschau.de. Tagesschau, abgerufen am 13. März 2022.
200. ↑  Alexander Sarovic, Emin Oezmen: (S+) Ukrainischer Bürgermeister Fedorow: »Die russischen Soldaten führen sich wie Banditen auf«. In: Der Spiegel (online). 22. März 2022, ISSN 2195-1349 (spiegel.de [abgerufen am 22. März 2022]).
201. ↑  Melitopol: Selenskyj fordert Freilassung von Bürgermeister. In: tagesschau.de. Tagesschau, 12. März 2022, abgerufen am 13. März 2022.
202. ↑  Russland setzt in Melitopol Statthalterin ein. In: ZDFheute. 13. März 2022, abgerufen am 13. März 2022.
203. 1 2 3  Russland-Ukraine-News: China weist Berichte über Anfrage aus Russland zurück. In: Der Spiegel (online). 14. März 2022, ISSN 2195-1349 (spiegel.de [abgerufen am 15. März 2022]).
204. ↑  »Harte Diskussion« erwartet: Ukraine und Russland starten vierte Gesprächsrunde. In: Der Spiegel (online). 14. März 2022, ISSN 2195-1349 (spiegel.de [abgerufen am 14. März 2022]).
205. 1 2  Ukraine-Liveblog: ++ USA drohen China mit Konsequenzen ++. In: tagesschau.de. Tagesschau, abgerufen am 15. März 2022.
206. ↑  deutschlandfunk.de: Krieg in der Ukraine – Chef der russischen Nationalgarde räumt militärische Probleme ein. Archiviert vom Original (nicht mehr online verfügbar) am 14. März 2022; abgerufen am 27. März 2024.
207. ↑  Ukraine war: Kyiv terrain will slow Russian troops, say Ukraine generals. In: BBC News, 15. März 2022, abgerufen am 20. März 2022.
208. 1 2 3 4  Russland-Ukraine-News am Dienstag: Hilfsorganisationen berichten von rund drei Millionen Geflüchteten. In: Der Spiegel (online). 15. März 2022, ISSN 2195-1349 (spiegel.de [abgerufen am 15. März 2022]).
209. 1 2 3 4  Ukraine-Liveblog: ++ 35-stündige Ausgangssperre in Kiew ++. In: tagesschau.de. Tagesschau, abgerufen am 15. März 2022.
210. ↑  Giulia Carbonaro, Who is Oleg Mityaev? Fourth Russian General Allegedly Killed in Ukraine, Newsweek vom 16. März 2022.
211. 1 2 3 4 5 6 7  Russland-Ukraine-News am Mittwoch: Russische Bodentruppen machen dem Pentagon zufolge kaum Fortschritt. In: Der Spiegel (online). 16. März 2022, ISSN 2195-1349 (spiegel.de [abgerufen am 16. März 2022]).
212. ↑  EU-Regierungschefs in Kiew: „Ihr seid nicht allein“. In: tagesschau.de. Tagesschau, abgerufen am 16. März 2022.
213. ↑  Helene Cooper, Julian E. Barnes, Eric Schmitt: As Russian Troop Deaths Climb, Morale Becomes an Issue, Officials Say, The New York Times vom 16. März 2022.
214. ↑  Ukraine meldet Angriff auf Theater in Mariupol. In: tagesschau.de. Tagesschau, abgerufen am 17. März 2022.
215. ↑  Ukraine-Krieg: Die stockende Invasion und Überleben in Mariupol – der Überblick am Donnerstagmittag. In: spiegel.de. Der Spiegel, 17. März 2022, abgerufen am 17. März 2022.
216. 1 2 3  Liveblog: ++ Russischer Angriff „Elektroschock“ für die NATO ++. In: tagesschau.de. Tagesschau, abgerufen am 17. März 2022.
217. ↑  Höchstes Uno-Gericht: Russland muss Krieg in der Ukraine stoppen. In: spiegel.de. Der Spiegel, 16. März 2022, abgerufen am 16. März 2022.
218. ↑  Thomas Gutschker, Brüssel: „Wir sind besorgt“: NATO warnt vor russischem Chemiewaffeneinsatz. In: FAZ.NET. Abgerufen am 17. März 2022.
219. ↑  Reaktion auf russische Attacken: Ukraine dockt an Europas Stromnetz an. In: spiegel.de. Der Spiegel, 16. März 2022, abgerufen am 19. März 2022.
220. ↑  Panama Says Three Ships Hit by Russian Missiles in Black Sea Since Start of Ukraine Invasion. In: marinelink.com. 17. März 2022, abgerufen am 19. März 2022 (englisch).
221. ↑  Panama meldet Beschuss von Schiffen im Schwarzen Meer. In: Zeit Online. 17. März 2022, abgerufen am 19. März 2022.
222. ↑  Emily Atkinson, Russian troops running out of food and fuel as offensive ‘falters’, says UK military intelligence, The Independent vom 17. März 2022.
223. ↑  ZMSBw: Der Krieg um die Ukraine – Eine aktuelle Lageeinweisung. In: youtube.com. Zentrum für Militärgeschichte und Sozialwissenschaften der Bundeswehr, 7. November 2024, abgerufen am 15. November 2024 (Entsprechende Angabe findet sich ab Zeitstempel 1:25:58 min).
224. 1 2  Russland-Ukraine-News am Donnerstag: US-Präsident Biden nennt Putin einen »mörderischen Diktator«. In: spiegel.de. Der Spiegel, 17. März 2022, abgerufen am 17. März 2022.
225. ↑  Hendrik Wieduwilt: So peinlich war der Bundestag noch nie. Wieduwilts Woche. In: n-tv.de. 17. März 2022, abgerufen am 21. März 2022.
226. ↑  More than 320,000 Ukrainian citizens have returned home to fight, border officials say. In: cnn.com. Cable News Network, abgerufen am 18. März 2022.
227. ↑  Missiles destroy aircraft repair plant in Lviv – mayor. Reuters, 18. März 2022.
228. 1 2  Russland-Ukraine-Krieg: Das geschah in der Nacht zu Freitag (18.03.). In: Der Spiegel (online). 18. März 2022, ISSN 2195-1349 (spiegel.de [abgerufen am 19. März 2022]).
229. ↑  Berichte: Putin hat Topkriegsgeneral Roman Gawrilow verhaften lassen. In: rnd.de. 18. März 2022, abgerufen am 20. März 2022.
230. ↑  Vladimir Putin turns on his own as he vows to ‘purify’ Russia of traitors. 17. März 2022, abgerufen am 20. März 2022 (englisch).
231. 1 2 3  Russland-Ukraine-News: Deutschland und Spanien beschwören Europas Einigkeit gegen Putin. In: Der Spiegel (online). 18. März 2022, ISSN 2195-1349 (spiegel.de [abgerufen am 19. März 2022]).
232. ↑  Ukraine: Flughafen von Lwiw durch russischen Angriff erschüttert. In: Der Spiegel (online). 18. März 2022, ISSN 2195-1349 (spiegel.de [abgerufen am 19. März 2022]).
233. 1 2  Liveblog: ++ Bundeswehrwaffen – „Möglichkeiten erschöpft“ ++. In: tagesschau.de. Tagesschau, abgerufen am 19. März 2022.
234. 1 2 3 4  Russland-Ukraine-News: Botschafter hätte sich Scholz-Besuch in Kiew gewünscht. In: Der Spiegel (online). 19. März 2022, ISSN 2195-1349 (spiegel.de [abgerufen am 19. März 2022]).
235. 1 2  Putin-Auftritt vor Zehntausenden Menschen in Stadion in Moskau. In: Der Spiegel (online). 18. März 2022, ISSN 2195-1349 (spiegel.de [abgerufen am 19. März 2022]).
236. 1 2  Putin hails Crimea annexation and war with lessons on heroism. In: BBC News. 18. März 2022 (bbc.com [abgerufen am 19. März 2022]).
237. 1 2  Jahrestag der Krim-Annexion: Putin-Show mit Unterbrechung. In: tagesschau.de. Tagesschau, abgerufen am 19. März 2022.
238. ↑  Putin celebrates anniversary of Crimea annexation at stadium rally amid Russia's onslaught of Ukraine, in: edition.cnn.com vom 18. März 2022, abgerufen am 19. März 2022.
239. ↑  Fighting reaches central Mariupol as shelling hinders rescue attempts, in: theguardian.com vom 18. März 2022, abgerufen am 19. März 2022.
240. ↑  Gespräch mit Biden: Xi spricht sich für Ende des Krieges aus – »so schnell wie möglich«. In: Der Spiegel (online). 18. März 2022, ISSN 2195-1349 (spiegel.de [abgerufen am 19. März 2022]).
241. ↑  Russland-Ukraine-Krieg: Das geschah in der Nacht zu Samstag (19.03.). In: Der Spiegel (online). 19. März 2022, ISSN 2195-1349 (spiegel.de [abgerufen am 19. März 2022]).
242. ↑  n-tv.de, In Mariupol zwecks „Säuberung“ Tschetschenenführer Kadyrow trifft „toten“ General, 29. März 2022
243. ↑  Ukraine conflict: Scores feared dead after Russia attack on Mykolaiv barracks, in: BBC News vom 19. März 2022, abgerufen am 19. März 2022.
244. ↑  Liveblog: ++ Faeser für EU-weite Verteilung der Geflüchteten ++. In: tagesschau.de. Tagesschau, abgerufen am 17. März 2022.
245. ↑  FAO: Getreideproduktion nach Ländern Produktionsstatistik der FAO, aufgerufen am 29. April 2013. (Memento des Originals vom 7. April 2012 im Internet Archive)  Info: Der Archivlink wurde automatisch eingesetzt und noch nicht geprüft. Bitte prüfe Original- und Archivlink gemäß Anleitung und entferne dann diesen Hinweis.
246. ↑  Benjamin Eckert: Ukraines Landwirtschaft liegt brach: Krieg in der Kornkammer. In: Der Spiegel (online). 19. März 2022, ISSN 2195-1349 (spiegel.de [abgerufen am 19. März 2022]).
247. 1 2  Mariupol, Tschernihiw und Charkiw erneut schwer unter Beschuss – London: Ukraine verteidigt Luftraum effizient, in: handelsblatt.com vom 20. März 2022, abgerufen am 20. März 2022.
248. 1 2 3 4 5 6  Russland-Ukraine-News am Sonntag: Tausende Einwohner Mariupols nach Russland verschleppt. In: Der Spiegel (online). 20. März 2022, ISSN 2195-1349 (spiegel.de [abgerufen am 20. März 2022]).
249. ↑  Ukraine: Sicherheitsrat verbietet Arbeit prorussischer Parteien. In: Der Spiegel (online). 20. März 2022, ISSN 2195-1349 (spiegel.de [abgerufen am 20. März 2022]).
250. ↑  More than 200 civilians have been killed in Chernihiv since the beginning of the war, – mayor (Memento des Originals vom 20. März 2022 im Internet Archive)  Info: Der Archivlink wurde automatisch eingesetzt und noch nicht geprüft. Bitte prüfe Original- und Archivlink gemäß Anleitung und entferne dann diesen Hinweis., in: thetimeshub.in vom 19. März 2022, abgerufen am 20. März 2022.
251. ↑  Russians shell hospital in Chernihiv, in: ukrinform.net vom 19. März 2022, abgerufen am 20. März 2022.
252. ↑  Russische Truppen verschleppen offenbar Einwohner Mariupols, in: welt.de vom 20. März 2022, abgerufen am 20. März 2022.
253. ↑  Russian Offensive Campaign Assessment, March 21, Institute for the Study of War, www.understandingwar.org, abgerufen am 23. März 2022
254. ↑  Russian troops ‘open fire on Ukrainian protesters’ in Kherson. 21. März 2022, abgerufen am 6. April 2022 (englisch).
255. ↑  Erin Snodgrass: Russian troops appear to open fire on Ukrainian protesters in occupied-Kherson, according to video footage. Abgerufen am 6. April 2022 (amerikanisches Englisch).
256. ↑  Russian Missile Attack on Ukraine. In: missilethreat.csis.org. Center for Strategic and International Studies, 22. März 2022, abgerufen am 22. März 2022 (englisch).
257. 1 2 3 4 5 6 7 8 9 10 11 12 13 14 15 16  Ukraine-News am Mittwoch: USA werfen russischen Truppen Kriegsverbrechen vor. In: Der Spiegel (online). 23. März 2022, ISSN 2195-1349 (spiegel.de [abgerufen am 23. März 2022]).
258. ↑  CNN: Ukraine claims it recaptured key town from Russian forces auf YouTube (englisch).
259. ↑  John Bacon/Tom Vanden Brook/Joel Shannon, Ukraine's military seeks to retake ground lost to Russians as Biden begins European trip: Live updates, USA Today vom 23. März 2022.
260. ↑  Brendan Cole, Ukraine Retakes Makariv From Russian Forces As Invasion Falters, Newsweek vom 23. März 2022.
261. ↑  Washingtonpost.com: What to know about the long-range cruise missile Russia says it fired
262. ↑  Institute for the Study of War. In: understandingwar.org. 23. März 2022, abgerufen am 10. April 2022 (englisch).
263. ↑  Was bisher über die ukrainischen Gegenoffensiven bekannt ist. In: Der Tagesspiegel Online. 23. März 2022, ISSN 1865-2263 (tagesspiegel.de [abgerufen am 23. März 2022]).
264. ↑  In Mariupol vernichten Asow-Kämpfer 2 Panzer, 17 Eindringlinge und versenken ein Boot. In: ukrinform.de. 21. März 2022, abgerufen am 10. April 2022.
265. ↑  Russia uses white phosphorus bombs in Hostomel and Irpin. In: The Kyiv Independent. 23. März 2022, abgerufen am 24. März 2022 (englisch).
266. ↑  Oxana Baulina: Russische Journalistin in Kiew bei Raketenangriff gestorben. In: spiegel.de. Der Spiegel, 23. März 2022, abgerufen am 10. April 2022.
267. ↑  Putin Adviser Chubais Quits Over Ukraine War and Leaves Russia. 23. März 2022, abgerufen am 23. März 2022 (englisch).
268. ↑  Russian veteran reformer Chubais quits job as Putin envoy. In: bbc.com. BBC, 23. März 2022, abgerufen am 23. März 2022 (britisches Englisch).
269. ↑  Sonderbeauftragter des Kremls: Putin-Vertrauter Tschubais tritt zurück. In: tagesschau.de. Tagesschau, abgerufen am 23. März 2022.
270. ↑  Putin-Vertrauter Medwedew warnt vor atomarer Katastrophe für die Welt. In: derstandard.de. 23. März 2022, abgerufen am 10. April 2022.
271. ↑  Ukrainische Armee zerstört russisches Kriegsschiff. In: n-tv.de. 24. März 2022, abgerufen am 25. März 2022.
272. ↑  Shephardmedia.com: Berdyansk disaster hits Black Sea Fleet capabilities
273. ↑  Meta-defense.fr: Ukrainian forces sank a Russian assault ship in the port of Berdyansk
274. ↑  Thedrive.com: Russian Landing Ship Destroyed In Massive Explosion In Captured Ukrainian Port City
275. 1 2 3 4 5  Liveblog: ++ Russland und Ukraine tauschen Kriegsgefangene aus ++. In: tagesschau.de. Tagesschau, abgerufen am 25. März 2022.
276. ↑  Russian Offensive Campaign Assessment, March 24, Institute for the study of war, abgerufen am 25. März 2022
277. ↑  Ukrainischer Gouverneur berichtet von Angriffen mit Phosphorbomben. Zeit Online – Liveblog zum Ukraine-Krieg. Abgerufen am 23. März 2022.
278. 1 2 3 4 5 6 7 8  Ukraine-News am 24.03.: Schröder: Krieg in der Ukraine ist Konsequenz politischen Versagens. In: Der Spiegel (online). 24. März 2022, ISSN 2195-1349 (spiegel.de [abgerufen am 24. März 2022]).
279. ↑  Russian military death toll in Ukraine updated to nearly 15,800 – Ukraine Army’s General Staff. Abgerufen am 25. März 2022 (englisch).
280. ↑  NATO, G7 und EU zu Ukraine: Drei Gipfel – und viele heikle Themen. In: tagesschau.de. Tagesschau, abgerufen am 25. März 2022.
281. ↑  Russische Armee will sich auf „Befreiung“ des Donbass fokussieren. In: Zeit Online. Abgerufen am 25. März 2022.
282. ↑  Tagesschau.de Newsticker vom 25. März 2022, abgerufen am 25. März 2022
283. ↑  Russia says new ‘phase’ of Ukraine offensive to focus on Donbas In: Financial Times. 25. März 2022, abgerufen am 26. März 2022.
284. ↑  Tagesschau.de Newsticker, abgerufen am 25. März 2022
285. ↑  Newsticker, abgerufen am 25. März 2022
286. ↑  Newsticker, abgerufen am 25. März 2022
287. ↑  Ukrainisches Luftwaffen-Hauptquartier von Raketen getroffen. Abgerufen am 26. März 2022.
288. ↑  Newsticker, abgerufen am 25. März 2022
289. ↑  Newsticker, abgerufen am 25. März 2022
290. ↑  Newsticker, abgerufen am 25. März 2022
291. ↑  Tagesschau.de Newsticker, abgerufen am 25. März 2022
292. 1 2  Russian Offensive Campaign Assessment, March 26, Institute for the studys of war, abgerufen am 28. März 2022
293. 1 2 3  Liveblog: ++ Polen will Flüchtlinge nicht weiterverteilen ++. In: tagesschau.de. Tagesschau, abgerufen am 26. März 2022.
294. ↑  Deutsche Welle (www.dw.com): Ukraine: Russian strikes wound several in Lviv — live updates | DW | 26. März 2022. Abgerufen am 26. März 2022 (britisches Englisch).
295. 1 2 3 4  Ukraine-News am Samstag: Holocaust-Mahnmal in Charkiw beschädigt. In: Der Spiegel (online). 26. März 2022, ISSN 2195-1349 (spiegel.de [abgerufen am 26. März 2022]).
296. ↑  Der US-Außenminister nach Biden-Äußerung »Wir haben keine Strategie für einen Regimewechsel in Russland«, in Der Spiegel (online) vom 27. März 2022
297. 1 2  Russian Offensive Campaign Assessment, March 27, abgerufen am 28. März 2022
298. ↑  Tagesschau.de, Newsticker, Ukrainischer Generalstab: Russland will Verluste ersetzen, abgerufen am 28. März 2022
299. ↑  Tagesschau.de, Newsticker, Russische Armee nimmt Kleinstadt Slawutytsch ein, abgerufen am 28. März 2022
300. ↑  Tagesschau.de, Newsticker, Angriffe in Regionen Donezk und Luhansk abgewehrt, abgerufen am 28. März 2022
301. ↑  Ukrainer bereiten sich auf Angriff in Odessa vor. Tagesschau.de, 27. März 2022.
302. ↑  Tagesschau.de, Newsticker, Auch Blinken rudert bei Biden Äußerung zu Putin zurück, abgerufen am 28. März 2022
303. ↑  Tagesschau.de, Newsticker, Empörung in Russland über-Bidens Äußerung zu Putins Amtsverbleib, abgerufen am 28. März 2022
304. ↑  Newsticker, Macron: Zurückhaltung in Worten und Taten, abgerufen am 28. März 2022
305. ↑  Tagesschau.de, Newsticker, Getreide-Exporte per Zug nach Europa, abgerufen am 28. März 2022
306. ↑  Tagesschau, Newsticker, Referendum zum Beitritt von Luhansk zu Russland, abgerufen am 28. März 2022
307. ↑  Tagesschau.de, Newsticker, Ukraine-Referendum in Separatistengebiet wäre null und nichtig, abgerufen am 28. März 2022
308. ↑  Tagesschau, Newsticker, Erdogan telefoniert abermals mit Putin, abgerufen am 28. März 2022
309. ↑  Tagesschau.de, Newsticker, Britische Außenministerin stellt Lockerung von Sanktionen in Aussicht, abgerufen am 28. März 2022
310. ↑  Tagesschau, Newsticker, Selenskyj: Neutralität der Ukraine „gründlich“ prüfen, abgerufen am 28. März 2022
311. ↑  Tagesschau.de Newsticker, Russische Medienaufsicht: Selenskyj-Interview soll nicht gezeigt werden, abgerufen am 28. März 2022
312. ↑  RedaktionsNetzwerk Deutschland: Krieg in Ukraine: Russland will Veröffentlichung von Selenskyj-Interview verhindern. Abgerufen am 2. September 2022.
313. ↑  Russian Offensive Campaign Assessment, March 28, Institute for the study of wars, abgerufen am 29. März 2022
314. ↑  tagesschau.de, Newsticker, Weitere Angriffe in der Ukraine, abgerufen am 28. März 2022
315. ↑  Tagesschau.de, Newsticker, Russland gibt Angriffe auf 41 Militärziele bekannt, abgerufen am 28. März 2022
316. ↑  Tagesschau.de, Newsticker, Ukraine berichtet von Erfolgen, abgerufen am 28. März 2022
317. ↑  Tagesschau.de, Newsticker, Irpin wieder unter ukrainischer Erfolge, abgerufen am 28. März 2022
318. ↑  Tagesschau.de, Newsticker, USA verlegen Flugzeuge, abgerufen am 28. März 2022
319. ↑  Tagesschau.de, Newsticker, Nowaja Gaseta setzt Arbeit aus, abgerufen am 28. März 2022
320. ↑  Tagesschau.de, Newsticker, Russland stuft Deutsche Welle als ausländischen Agenten ein, abgerufen am 28. März 2022
321. ↑  Tagesschau.de, Newsticker, Russen dürfen Facebook und Instagram nutzen, abgerufen am 28. März 2022
322. ↑  Tagesschau.de, Newsticker, G7-Staaten lehnen Gaszahlungen in Rubel ab, abgerufen am 28. März 2022
323. ↑  Tagesschau.de, Newsticker, Grosse Bierbrauer verabschieden sich aus Russland, abgerufen am 28. März 2022
324. ↑  Tagesschau.de, Newsticker, Einreisebeschränkungen für Bürger unfreundlicher Staaten, abgerufen am 28. März 2022
325. ↑  Nordmazedonien weist fünf russische Diplomaten aus. In: kurier.at. 28. März 2022, abgerufen am 15. April 2022.
326. ↑  Russian Offensive Campaign assessment, March 29, Institute for studys of the war, abgerufen am 30. März 2022
327. ↑  tagesschau.de, Newsticker, Wagner Gruppe, abgerufen am 29. März 2022.
328. ↑  tagesschau.de, Newsticker, Ukraine hält weiter Mariupol, abgerufen am 29. März 2022.
329. ↑  tagesschau.de, Newsticker, Russische Armee zurückgedrängt, abgerufen am 29. März 2022.
330. ↑  tagesschau.de, Newsticker, Schoigu: Fokus nun auf Donbass, abgerufen am 29. März 2022.
331. ↑  tagesschau.de, Newsticker, Kreml Sprecher Niemand denkt an Atomwaffen Einsatz, abgerufen am 29. März 2022.
332. ↑  tagesschau.de, Newsticker, IAEA Chef in Ukraine eingetroffen, abgerufen am 29. März 2022.
333. ↑  tagesschau.de, Newsticker, Kriegsverbrechen, abgerufen am 29. März 2022.
334. ↑  tagesschau.de, Newsticker, UN prüfen Möglichkeiten für Waffenruhe, abgerufen am 29. März 2022.
335. ↑  tagesschau.de, Newsticker, Fluchtkorridore, abgerufen am 29. März 2022.
336. ↑  tagesschau.de, Newsticker, Rotes Kreuz: 18 Millionen Menschen in Ukraine brauchen Hilfe, abgerufen am 29. März 2022.
337. ↑  tagesschau.de, Newsticker, Polen zählt rund 2,35 Millionen Flüchtlinge, abgerufen am 29. März 2022.
338. ↑  tagesschau.de, Newsticker, Bundesweit 278.000 Flüchtlinge gezählt, abgerufen am 29. März 2022.
339. ↑  n-tv.de, Newsticker, Keine Güterzüge mehr zwischen Russland und Finnland, abgerufen am 29. März 2022.
340. ↑  tagesschau.de, Newsticker, Moskau erwägt Gas-Lieferstopp, abgerufen am 29. März 2022.
341. ↑  tagesschau.de, Newsticker, Russland will bis Donnerstag Zahlungsmodalitäten festlegen, abgerufen am 29. März 2022.
342. ↑  tagesschau.de, Newsticker, Biathlon-Weltverband suspendiert Russland und Belarus, abgerufen am 29. März 2022.
343. ↑  tagesschau.de, Newsticker, abgerufen am 29. März 2022.
344. ↑  tagesschau.de, Newsticker, Belgien und Niederlande weisen russische Diplomaten aus, abgerufen am 30. März 2022.
345. ↑  tagesschau.de, Newsticker, Tschechien weist russischen Diplomaten aus, abgerufen am 30. März 2022.
346. ↑  tagesschau.de, Newsticker, Auch Irland weist Diplomaten aus, abgerufen am 30. März 2022.
347. ↑  Russische FSB-Beamte, die an den kriminellen Aktivitäten des Aggressorlandes in Europa beteiligt sind, Hauptnachrichtendienst der ukrainischen Streitkräfte, FSB-Beamte, die an Aktivitäten des Aggressorlandes in Europa beteiligt sind, abgerufen am 30. März 2022.
348. ↑  tagesschau.de, Newsticker, Embargo gegen Energieimporte bringt längere Rezession, abgerufen am 29. März 2022.
349. ↑  tagesschau.de, Newsticker, Russischer Rubel erholt sich weiter, abgerufen am 29. März 2022.
350. ↑  tagesschau.de, Newsticker, Russland erwägt Anleihen Rückzahlung in Rubel statt in Dollar, abgerufen am 30. März 2022.
351. ↑  tagesschau.de, Newsticker, Gedenken an KZ-Befreiung ohne russische Regierungsvertreter, abgerufen am 29. März 2022.
352. ↑  tagesschau.de, Newsticker, Verhandlungen in Istanbul gestartet, abgerufen am 29. März 2022.
353. ↑  tagesschau.de, Newsticker, Gespräche in Istanbul beendet, abgerufen am 29. März 2022.
354. ↑  tagesschau.de, Newsticker, Türkei: Kein zweiter Verhandlungstag in Istanbul, abgerufen am 29. März 2022.
355. ↑  tagesschau.de, Newsticker, Russischer-Unterhändler: Konstruktive Gespräche, abgerufen am 29. März 2022.
356. ↑  tagesschau.de, Newsticker, Medinski: Einigung trotz Annäherung weit entfernt, abgerufen am 30. März 2022.
357. ↑  tagesschau.de, Newsticker, Visegrád-Gruppe sagt Treffen ab, abgerufen am 29. März 2022.
358. ↑  Russian Offensive Campaign Assessment, March 30 , Institute for the Study of War, abgerufen am 31. März 2022
359. ↑  tagesschau.de, Newsticker: Offensive gescheitert, abgerufen am 30. März 2022.
360. ↑  Lessentiel.lu: Russland wird demilitarisiert, abgerufen am 30. März 2022.
361. ↑  tagesschau.de, Newsticker: Gefahr von Hungersnöten, abgerufen am 30. März 2022.
362. ↑  tagesschau.de, Newsticker: Millionen Flüchtlinge, abgerufen am 30. März 2022.
363. ↑  tagesschau.de, Newsticker: Frühwarnstufe Gas ausgelöst, abgerufen am 30. März 2022.
364. ↑  tagesschau.de, Newsticker: Ausweisung von Diplomaten, abgerufen am 30. März 2022.
365. ↑  Irland weist vier russische Diplomaten aus. In: euractiv.de. 30. März 2022, abgerufen am 15. April 2022.
366. ↑  tagesschau.de, Newsticker: Kein Durchbruch bei Verhandlungen, abgerufen am 30. März 2022.
367. ↑  Tagesschau.de, Newsticker, Ukrainischer Präsident spricht im norwegischen Parlament, abgerufen am 31. März 2022
368. ↑  Russian Offensive Campaign Assessment, March 31, Institute for Studys of the War, abgerufen am 1. April 2022
369. ↑  Nathan Hodge, Russian troops have withdrawn from Chernobyl, says Ukrainian nuclear operator, CNN vom 31. März 2022.
370. ↑  Tagesschau.de: Russische Soldaten angeblich verstrahlt, abgerufen am 1. April 2022
371. ↑  Tagesschau.de, Newsticker vom 31. März 2022, abgerufen am 1. April 2022
372. ↑  Ministry of Defence, Facebook, Updaten on Ukraine, 01 April 2022, abgerufen am 1. April 2022
373. ↑  Russian Offensive Campaign Assessment, April 1, Institute for Studys of the War, abgerufen am 2. April 2022
374. ↑  Russian Casualties in Ukraine: Reaching the Tipping Point. Center for Strategic and International Studies, abgerufen am 2. April 2022.
375. ↑  Esut.de: Ukrainische Kampfhubschrauber greifen Öl-Depot in Russland an
376. 1 2  Jake Kwon, Masha Angelova, Uliana Pavlova: Russia accuses Ukraine of helicopter strikes on fuel depot in Russian territory. CNN, 1. April 2022.
377. ↑  Ukraine accused of launching first airstrike on Russian territory since war began, Sky News, am 1. April 2022
378. ↑  Ukrainischer Angriff auf Treibstofflager: Russische Finte? „Bekommen die Ukrainer zehnfach zurück“. Welt online, 1. April 2022.
379. ↑  False Flag? Russland meldet ukrainischen Luftangriff. Welt online, 1. April 2022.
380. ↑  Weiterverkauf von Altbeständen: Bundesregierung genehmigt Lieferung von 56 DDR-Panzern an die Ukraine. In: rnd.de. 1. April 2022, abgerufen am 22. April 2022.
381. ↑  Ukraine-Krieg Tag 42: Kiew bittet um Marder-Schützenpanzer – Lage in Mariupol – Selensky UN als handlungsunfähig an. In: report-k.de. 6. April 2022, abgerufen am 22. April 2022.
382. 1 2 3 4 5 6 7 8 9 10  Ukraine-Liveblog: ++ Russland will Gespräche fortsetzen ++. In: tagesschau.de. Tagesschau, 3. April 2022, abgerufen am 22. April 2022.
383. 1 2 3 4 5  Krieg gegen die Ukraine: So ist die Lage Zeit online, Aktualisiert am 2. April 2022, 17:41 Uhr
384. ↑  Ukrainische Kleinstadt Bucha: Leichen liegen in den Straßen. In: t-online.de. 2. April 2022, abgerufen am 3. April 2022.
385. ↑  Ukraine meldet Kontrolle über Region Kiew. In: tagesschau.de. 2. April 2022, abgerufen am 3. April 2022.
386. 1 2  Russland ermittelt nach Hubschrauber-Attacke auf Öllager, news 2. April 2022.
387. 1 2 3 4  Scholz: Putin folgt „imperialistischer Vision früherer Jahrhunderte“, Handelsblatt, 2. April 2022.
388. 1 2 3  Mehr als 3000 Menschen können aus Mariupol fliehen – Das geschah in der Nacht, Spiegel, 2. April 2022.
389. ↑  Lieferung aus Tschechien dauert: Deutschland gibt 58 Schützenpanzer für Ukraine frei. In: n-tv.de. 1. April 2022, abgerufen am 3. April 2022: „Nun also doch: Deutschland gibt sein Einverständnis, dass Gefechtsfahrzeuge an die Ukraine geliefert werden können. Die 58 Fahrzeuge des Typs BMP-1 stammen aus DDR-Beständen, sie befinden sich in Tschechien. Allerdings wird die Auslieferung einige Zeit dauern.“
390. ↑  Andrée-Marie Dussault: Carla Del Ponte: «Poutine est un criminel de guerre». Le Temps vom 2. April 2022, abgerufen am 2. April 2022.
391. ↑  Papst Franziskus erwägt Reise nach Kiew, Der Spiegel, 2. April 2022
392. ↑  UK Ministry of Defence, Facebook, Update vom 3. April
393. ↑  Tagesschau.de, Newsticker: Russisches Militär will fluchtkorridore für Ausländer öffnen, abgerufen am 3. April 2022
394. ↑  Tagesschau.de: Newsticker, Angriffe auf Zivilisten als Kriegsverbrechen untersuchen, abgerufen am 3. April 2022
395. ↑  Tagesschau.de, Newsticker: Michel „erschüttert“ über Gräueltaten. abgerufen am 3. April 2022
396. ↑  Tagesschau.de, Newsticker: Entsetzen nach Gräueltaten in Butscha. abgerufen am 3. April 2022
397. ↑  Tagesschau.de, Newsticker: Kreml: Sanktionen des Westens gehen „über die Vernunft hinaus“, Frankreich verurteilt Vorgehen der russischen Armee, Scholz fordert Aufklärung von „Verbrechen des russischen Militärs“ in Butscha, Scholz fordert Aufklärung von „Verbrechen des russischen Militärs“ in Butscha, Klingbeil für baldigen wirtschaftlichen Bruch mit Russland, US-Außenminister Blinken entsetzt über Gräueltaten in Butscha abgerufen am 3. April 2022
398. ↑  Tagesschau.de, Newsticker: Festnahmen in 17 Städten. abgerufen am 3. April 2022
399. ↑  Russische Bank VTB begleicht Anleihe-Kuponzahlungen in Rubel. In: wiwo.de. Wirtschaftswoche, 5. April 2022, abgerufen am 11. April 2022.
400. ↑  UK Ministry of Defence, Update vom 4. April
401. ↑  Institute for the Study of War, Russian Offensive Campaign Assessment, April 4
402. ↑  UK Ministry of Defence, Update vom 5. April
403. ↑  WELT: Ukraine meldet mehr als 30 Tote bei russischem Raketenangriff auf Bahnhof. In: Die Welt. 8. April 2022 (welt.de [abgerufen am 8. April 2022]).
404. ↑  Reuters: Russian forces control 60 % of Rubizhne town in east Ukraine, says governor. In: Reuters. 6. April 2022 (reuters.com [abgerufen am 9. April 2022]).
405. ↑  Europa weist mehr als 200 russische Diplomaten binnen 48 Stunden aus. In: berliner-zeitung.de. 5. April 2022, abgerufen am 12. April 2022.
406. ↑  n-tv.de: Russland von UN-Menschenrechtsrat suspendiert, 7. April 2022
407. 1 2 3 4  Ukraine-Blog am Donnerstag: Ukraine meldet 26 Leichen in Wohngebiet von Borodjanka. In: Der Spiegel (online). 7. April 2022, ISSN 2195-1349 (spiegel.de [abgerufen am 8. April 2022]).
408. 1 2 3 4 5 6 7  Liveblog: ++ Lage in Borodjanka deutlich schlimmer als in Butscha ++. In: tagesschau.de. Tagesschau, abgerufen am 8. April 2022.
409. ↑  ZDF-Reporterin in Borodjanka: „Viele, viele Leichen“. Abgerufen am 7. April 2022.
410. ↑  Leonhard Landes: Krieg in der Ukraine: Massaker in Butscha – Ukraine veröffentlicht Namensliste. In: Die Welt. 6. April 2022 (welt.de [abgerufen am 6. April 2022]).
411. ↑  Tagblatt: War Butscha nur der Anfang? In Borodjanka könnte es zum schlimmsten Massaker an Zivilisten gekommen sein, 5. April 2022
412. ↑  Thomas Bolton: Kyiv fears a civilian massacre at Borodyanka worse than Bucha. In: www.euronews.com. 5. April 2022, abgerufen am 6. April 2022 (englisch).
413. ↑  SDA: Ukraine-Krieg: Mariupols Zentrum laut Separatisten eingenommen. Abgerufen am 8. April 2022.
414. ↑  Mikhail Poloznyakov:  Belarus arrests Wikipedia editors over Russia’s invasion of Ukraine In: OpenDemocracy, 5. April 2022. Abgerufen am 7. April 2022 (englisch).
415. ↑  The Moscow Times: 60 Russian Paratroopers Refuse to Fight In Ukraine — Reports. 7. April 2022, abgerufen am 21. August 2022 (englisch).
416. ↑  Alia Shoaib: 60 elite Russian paratroopers refused to fight in the invasion of Ukraine, report says. In: businessinsider.com. 9. April 2022, abgerufen am 21. August 2022 (amerikanisches Englisch).
417. ↑  Ukraine-Krieg: Finnlands Präsident erwartet Mehrheit für NATO-Antrag. In: Der Spiegel (online). 8. April 2022, ISSN 2195-1349 (spiegel.de [abgerufen am 8. April 2022]).
418. ↑  Defence-ua.com: Russia Used its Newest Su-57 Stealth Fighter to Bombard Ukraine with Aging, Soviet-Era Kh-59 Missiles
419. ↑  HRW: Kramatorsk-Angriff war Kriegsverbrechen. In: ZDF.de, 21. Februar 2023.; Ukraine: Neue Erkenntnisse zu Russlands Angriff auf Bahnhof. In: Human Rights Watch, 21. Februar 2023.; Death at the Station. Russian Cluster Munition Attack in Kramatorsk. A Human Rights Watch and SITU Research Investigation. In: Human Rights Watch, 21. Februar 2023 (ganzer Bericht, engl.).
420. ↑  Tass.com: At Least 39 Killed in Strike on Train Station, Ukraine Says, as Thousands Flee From East
421. ↑  Ukraine: Russian Cluster Munition Hits Hospital, Human Rights Watch, 25. Februar 2022
422. 1 2  NATO zu jahrelangen Waffenlieferungen an Ukraine bereit. In: Der Spiegel (online). 8. April 2022, ISSN 2195-1349 (spiegel.de [abgerufen am 9. April 2022]).
423. ↑  Wiener Zeitung Online: Aktuelles Geschehen – Von der Leyen trifft Selenskyj in Kiew. Abgerufen am 8. April 2022.
424. ↑  Russland schließt Büros internationaler Organisationen. In: tagesschau.de. Tagesschau, 9. April 2022, abgerufen am 9. April 2022.
425. ↑  Britischer Premier Johnson trifft Selenskyj in Kiew. In: stern.de. 9. April 2022, abgerufen am 9. April 2022.
426. ↑  Krieg in der Ukraine: Geberkonferenz sagt Ukraine zehn Milliarden Euro zu. In: ndr.de. 9. April 2022, abgerufen am 9. April 2022.
427. ↑  Ukraine-Krieg: Russland greift weiter Gebiete um Charkiw an. In: nau.ch. 9. April 2022, abgerufen am 10. April 2022.
428. ↑  Ukraine-Krieg: Kilometer langer Militär-Konvoi entdeckt – Russen auf dem Weg nach Charkiw. In: derwesten.de. 10. April 2022, abgerufen am 10. April 2022.
429. ↑  Ukraine-Liveblog: ++ Wieder neun Fluchtkorridore geplant ++. In: tagesschau.de. Tagesschau, 10. April 2022, abgerufen am 10. April 2022.
430. ↑  Stefanie Kompatscher, Barbara Steinbrenner: Massengrab nahe Kiew in Busowa entdeckt. In: diepresse.com. Die Presse, 10. April 2022, archiviert vom Original (nicht mehr online verfügbar) am 10. April 2022; abgerufen am 10. April 2022.
431. ↑  Russland-Ukraine-News am Sonntag: Russland kompensiert Verluste offenbar mit Ex-Soldaten. In: Der Spiegel (online). 10. April 2022, ISSN 2195-1349 (spiegel.de [abgerufen am 10. April 2022]).
432. ↑  Alena Kammer: Russland berichtet über Einnahme von Hafen in Mariupol. In: zeit.de. Die Zeit, 11. April 2022, abgerufen am 11. April 2022.
433. ↑  Johann Stephanowitz: Russland soll offenbar Giftgas in Mariupol einsetzen. In: zeit.de. Die Zeit, 11. April 2022, abgerufen am 12. April 2022.
434. ↑  Anne Schwedt: Großbritannien prüft Berichte über Chemiewaffeneinsatz in Mariupol. In: zeit.de. Die Zeit, 11. April 2022, abgerufen am 12. April 2022.
435. 1 2  Russland-Ukraine-News: Mariupols stellvertretender Bürgermeister dementiert Berichte über »letzte Schlacht«. In: Der Spiegel. 11. April 2022, ISSN 2195-1349 (spiegel.de [abgerufen am 11. April 2022]).
436. ↑  Frank Nienhuysen: Russland: Wer ist Putins neuer Befehlshaber Alexander Dwornikow? In: sueddeutsche.de. 12. April 2022, abgerufen am 12. April 2022.
437. ↑  Ukraine: civilian casualty update 11 April 2022. In: ohchr.org. Office of the High Commissioner for Human Rights, 11. April 2022, abgerufen am 12. April 2022 (englisch).
438. ↑  Larissa Kögl: Nehammers Besuch in Moskau mit Scholz und Erdoğan abgesprochen. In: zeit.de. Die Zeit, 11. April 2022, abgerufen am 11. April 2022.
439. ↑  Österreichs Kanzler Nehammer bei Putin: »Habe generell keinen optimistischen Eindruck von diesem Gespräch«. In: Der Spiegel. 11. April 2022, ISSN 2195-1349 (spiegel.de [abgerufen am 11. April 2022]).
440. ↑  Litauens Regierungschefin besucht Borodjanka in Ukraine. In: handelsblatt.com. 11. April 2022, ehemals im Original (nicht mehr online verfügbar); abgerufen am 11. April 2022. (Seite nicht mehr abrufbar. Suche in Webarchiven)
441. ↑  Baerbock plädiert für Lieferung »schwerer Waffen« an die Ukraine. In: spiegel.de. Der Spiegel, 11. April 2022, abgerufen am 11. April 2022.
442. ↑  Kroatien weist 24 russische Botschaftsangehörige aus. In: spiegel.de. Der Spiegel, 11. April 2022, abgerufen am 11. April 2022 (Meldung von 13:55 Uhr).
443. ↑  Frankreich weist sechs russische Diplomaten wegen Spionagevorwürfen aus. In: spiegel.de. Der Spiegel, 11. April 2022, abgerufen am 11. April 2022 (Meldung von 22:11 Uhr).
444. ↑  Christine Haas: Erstmals seit Kriegsausbruch Zahlungsausfall bei russischem Unternehmen. In: zeit.de. Die Zeit, 11. April 2022, abgerufen am 11. April 2022.
445. 1 2  Tom Ball: Putin ‘purges’ 150 FSB agents in response to Russia’s botched war with Ukraine. ISSN 0140-0460 (thetimes.co.uk [abgerufen am 12. April 2022]).
446. ↑  Tom Ball | Larisa Brown, Defence Editor: Kremlin arrests FSB chiefs in fallout from Ukraine chaos. ISSN 0140-0460 (thetimes.co.uk [abgerufen am 12. April 2022]).
447. ↑  Sara Tomšić: Krieg gegen die Ukraine: Ukraine meldet weitere Luftangriffe auf Mariupol. In: zeit.de. 13. April 2022, abgerufen am 13. April 2022.
448. ↑  Mariupol: Großbritannien prüft Berichte über russischen Chemiewaffeneinsatz. In: zeit.de. 12. April 2022, abgerufen am 13. April 2022.
449. ↑  Бойко став головою політради ОПЗЖ. Медведчука позбавили посади співголови. Abgerufen am 16. März 2022.
450. ↑  Größte Oppositionspartei betroffen: Ukraine verbietet prorussische Parteien. In: Der Spiegel. 20. März 2022, abgerufen am 20. März 2022.
451. ↑  Russland-Ukraine-News am 12.4.: Putin-Vertrauter Medwedtschuk in der Ukraine festgenommen. In: Der Spiegel. 12. April 2022, ISSN 2195-1349 (spiegel.de [abgerufen am 12. April 2022]).
452. ↑  Nach Festnahme von Putin-Verbündeten: Medwedew wettert gegen Kiew. In: rnd.de. Redaktionsnetzwerk Deutschland, 13. April 2022, abgerufen am 15. April 2022.
453. ↑  OPCW says it's monitoring the situation closely in Ukraine. In: reuters.com. 12. April 2022, abgerufen am 13. April 2022 (englisch).
454. ↑  Russian Missile Attack on Ukraine. In: missilethreat.csis.org. Center for Strategic and International Studies, 12. April 2022, abgerufen am 19. April 2022 (englisch).
455. ↑  Sarah Lena Grahn: Krieg gegen die Ukraine: Ukraine meldet weitere Luftangriffe auf Mariupol. In: zeit.de. 13. April 2022, abgerufen am 13. April 2022.
456. ↑  Anna-Lena Schlitt: Krieg gegen die Ukraine: Ukraine meldet weitere Luftangriffe auf Mariupol. In: zeit.de. 13. April 2022, abgerufen am 13. April 2022.
457. ↑  Alexander Eydlin: Russland meldet Gefangennahme von 1.000 ukrainischen Soldaten in Mariupol. In: zeit.de. 13. April 2022, abgerufen am 13. April 2022.
458. ↑  Alexander Eydlin: Präsidentenberater: Marineinfanteristen in Mariupol haben sich aus Blockade befreit. In: zeit.de. 13. April 2022, abgerufen am 13. April 2022.
459. ↑  Max Skowronek: Russland meldet komplette Kontrolle über Hafen von Mariupol. In: zeit.de. 14. April 2022, abgerufen am 14. April 2022.
460. 1 2  Ukraine meldet Abschuss von russischem Kampfflugzeug. In: tagesschau.de. 13. April 2022, abgerufen am 13. April 2022.
461. ↑  Alexander Eydlin: Mögliche Symptome einer Vergiftung nach mutmaßlichem Chemieangriff in Mariupol. In: zeit.de. 13. April 2022, abgerufen am 13. April 2022.
462. ↑  Tass.com: Russian Navy ship delivers salvo strike on Ukrainian military sites by Kalibr missiles
463. ↑  Russian Warship 'Seriously Damaged' In Ammunition Explosion: State Media. In: barrons.com. 13. April 2022, abgerufen am 14. April 2022 (englisch).
464. ↑  Pressebericht TASS.ru vom 14. April 2022
465. ↑  Pressebericht RIA.ru vom 14. April 2022
466. ↑  Report of the OSCE Moscow Mechanism’s mission of experts entitled ‘Report On Violations Of International Humanitarian And Human Rights Law, War Crimes And Crimes Against Humanity Committed In Ukraine Since 24 February 2022’. In: osce.org. Organisation für Sicherheit und Zusammenarbeit in Europa, 12. April 2022, S. ii, abgerufen am 13. April 2022 (englisch, Abschnitt “I. General Observations ans Executive Summary”): „The Mission is not able to conclude whether the Russian attack on Ukraine per se may qualify as a widespread or systematic attack directed against a civilian population. It however holds that some patterns of violent acts violating IHRL, […] such as targeted killing, enforced disappearance or abductions of civilians, including journalists and local officials, are likely to meet this qualification. Any single violent act of this type, […] would then constitute a crime against humanity. […] With regard to violations of IHL and IHRL the responsibility lies with both the Russian Federation and Ukraine to observe their respective obligations. As this report shows, violations occurred on the Ukrainian as well as on the Russian side. The violations committed by the Russian Federation, however, are by far larger in nature and scale.“
467. ↑  Ukraine-Krieg: Staatschefs von Polen und Baltikumstaaten bei Wolodymyr Selenskyj. In: Der Spiegel. 13. April 2022, ISSN 2195-1349 (spiegel.de [abgerufen am 25. April 2022]).
468. ↑  Staatschefs von Polen und Baltikum reisen ohne Steinmeier nach Kiew. In: rnd.de. Redaktionsnetzwerk Deutschland, 13. April 2022, abgerufen am 13. April 2022.
469. ↑  IStGH-Ankläger: Berichte über weitere Verbrechen. In: orf.at. Österreichischer Rundfunk, 14. April 2022, abgerufen am 15. April 2022.
470. ↑  Russland berichtet von Angriff auf Flughafen von Dnipro. In: ariva.de. 14. April 2022, abgerufen am 14. April 2022.
471. ↑  Konstantin Zimmermann: Ukraine erklärt „Moskwa“ für gesunken. In: zeit.de. 14. April 2022, abgerufen am 14. April 2022.
472. ↑  Russian navy evacuates flagship Moskva in Black Sea. Ukraine claims it was hit by a missile. In: edition.cnn.com. 14. April 2022, abgerufen am 14. April 2022 (englisch).
473. ↑  tass.ru
474. ↑  Tweet. In: twitter.com. 15. April 2022, abgerufen am 15. April 2022 (englisch).
475. ↑  Iiss.org: War in Ukraine, where quantity as well as quality matters
476. ↑  Russland wirft Ukraine Beschuss russischer Ortschaften vor. In: n-tv.de. n-tv, 14. April 2022, abgerufen am 16. April 2022.
477. ↑  Ukraine stuft Russland als „neonazistischen“ Terrorstaat ein. In: rnd.de. Redaktionsnetzwerk Deutschland, 14. April 2022, abgerufen am 15. April 2022.
478. ↑  Jeremy Herb CNN: Exclusive: Zelensky says world should be prepared for possibility Putin could use nuclear weapons. Abgerufen am 11. Juni 2022.
479. ↑  Vera Sprothen: Schwere Explosionen in Kiew und Cherson gemeldet. In: zeit.de. Die Zeit, 15. April 2022, abgerufen am 15. April 2022.
480. ↑  Leon Holly: Russland meldet Angriff auf Raketenfabrik bei Kiew. In: zeit.de. Die Zeit, 15. April 2022, abgerufen am 15. April 2022.
481. ↑  Russland: Haben 30 „polnische Söldner“ bei Charkiw getötet. In: berliner-zeitung.de. Berliner Zeitung, 15. April 2002, abgerufen am 15. April 2022.
482. ↑  Russische Überschallbomber werfen laut Ukraine Bomben auf Mariupol ab. In: rnd.de. Redaktionsnetzwerk Deutschland, 15. April 2022, abgerufen am 16. April 2022.
483. ↑  Leon Holly: Ukrainisches Militär: Russische Einheiten konzentrieren sich auf Städte in Luhansk. In: zeit.de. Die Zeit, 15. April 2022, abgerufen am 15. April 2022.
484. ↑  Liveblog: ++ Explosionen nahe Kiew und Lwiw ++. Abgerufen am 16. April 2022.
485. ↑  CIA warnt vor möglichem russischen Einsatz taktischer Atomwaffen. In: zeit.de. 15. April 2022, abgerufen am 16. April 2022.
486. ↑  North Macedonia declares additional six Russian diplomats persona non grata. In: mfa.gov.mk. 15. April 2022, abgerufen am 15. April 2022.
487. ↑  Russland verschickt wegen Waffenlieferungen Protestnoten. In: nau.ch. Nau, 16. April 2022, abgerufen am 16. April 2022.
488. ↑  Sarah Lena Grahn: Russland bestätigt Beschuss von Kiew. In: zeit.de. 16. April 2022, abgerufen am 16. April 2022.
489. ↑  Sarah Lena Grahn: Russland greift Region Lwiw mit Marschflugkörpern an. In: zeit.de. 16. April 2022, abgerufen am 16. April 2022.
490. 1 2  Russia warns West against sending weapons to Ukraine BBC, 16. April 2022
491. ↑  Russische Armee zu Mariupol-Verteidigern: „Ergebt euch“. Euronews, 17. April 2022.
492. 1 2  Ultimatum für Mariupol: Russland fordert zur Kapitulation auf. Welt online, 17 April 2022.
493. ↑  Liveblog: ++ EU stockt Hilfsgelder auf ++. In: tagesschau.de. Tagesschau, 17. April 2022, abgerufen am 17. April 2022.
494. ↑  Russische Armee zu Mariupol-Verteidigern: „Ergebt euch“, Euronews 17. April 2022
495. ↑  Florian Haas: Rumänien und die Ukraine: Nachbarschaftshilfe beim Weizenhandel. In: tagesschau.de. Tagesschau, 17. April 2022, abgerufen am 19. April 2022.
496. ↑  +++ Ukraine-News +++: Russland beginnt laut Ukraine mit Offensive im Osten. In: Der Spiegel. 18. April 2022, ISSN 2195-1349 (spiegel.de [abgerufen am 18. April 2022]).
497. 1 2  Liveblog: ++ Ukraine: 30 Prozent der Infrastruktur zerstört ++. In: tagesschau.de. Tagesschau, 18. April 2022, abgerufen am 19. April 2022.
498. ↑  Institute for Study of the War, Russian Offensive Campaign Assessment, April 18
499. 1 2  Raketen auf Lwiw – Moskau droht mit Kiews Truppen mit „Vernichtung“. Welt Online, 18. April 2022.
500. ↑  Liveblog: ++ Union macht Druck bei Waffenlieferungen ++. In: tagesschau.de. Tagesschau, 19. April 2022, abgerufen am 19. April 2022.
501. ↑  News zum Krieg in Osteuropa: Ukrainische Medien melden heftige Explosionen entlang der Ostfront. In: Der Spiegel. 19. April 2022, ISSN 2195-1349 (spiegel.de [abgerufen am 19. April 2022]).
502. ↑  Liveblog: ++ Stahlwerk wird offenbar erstürmt ++. In: tagesschau.de. Tagesschau, abgerufen am 19. April 2022.
503. ↑  Alexander Sarovic: (S+) Russland greift die Ost-Ukraine an: So verläuft die Front in der zweiten Kriegsphase. In: Der Spiegel. 21. April 2022, ISSN 2195-1349 (spiegel.de [abgerufen am 21. April 2022]).
504. ↑  Liveblog: ++ Union macht Druck bei Waffenlieferungen ++. In: tagesschau.de. Tagesschau, abgerufen am 19. April 2022.
505. ↑  Russian Missile Attack on Ukraine. In: missilethreat.csis.org. Center for Strategic and International Studies, 19. April 2022, abgerufen am 26. April 2022 (englisch).
506. ↑  Ministry of Defence, Defence Intelligence, Lage vom 20. April, abgerufen am 22. April
507. ↑  Separatisten melden Einnahme von Kleinstadt Kreminna. In: tagesschau.de. Tagesschau, abgerufen am 20. April 2022.
508. 1 2  Ukraine-News am Donnerstag: Vier Busse mit Evakuierten haben Mariupol verlassen. In: Der Spiegel. 21. April 2022, ISSN 2195-1349 (spiegel.de [abgerufen am 21. April 2022]).
509. ↑  Tvzvezda.ru: Ночной «Бал» для инфраструктуры ВСУ: кадры пуска четырех ракет БРК в ходе спецоперации
510. 1 2  News zum Krieg in Osteuropa: Bis zu 20.000 Söldner für Russland in der Ukraine im Einsatz. In: Der Spiegel. 20. April 2022, ISSN 2195-1349 (spiegel.de [abgerufen am 20. April 2022]).
511. ↑  Alexander Sarovic: (S+) Russland greift die Ost-Ukraine an: So verläuft die Front in der zweiten Kriegsphase. In: Der Spiegel. 21. April 2022, ISSN 2195-1349 (spiegel.de [abgerufen am 21. April 2022]).
512. ↑  Russland testet atomwaffenfähige Interkontinentalrakete. In: Der Tagesspiegel Online. 20. April 2022, ISSN 1865-2263 (tagesspiegel.de [abgerufen am 21. April 2022]).
513. 1 2  Ukraine-Liveblog: ++ Neue US-Sanktionen gegen Russland ++. In: tagesschau.de. Tagesschau, abgerufen am 21. April 2022.
514. ↑  »Heute in Kiew« – EU-Ratspräsident Michel besucht die Ukraine. In: Der Spiegel. 20. April 2022, ISSN 2195-1349 (spiegel.de [abgerufen am 25. April 2022]).
515. 1 2  Liveblog: ++ Vier Busse mit Evakuierten verlassen Mariupol ++. In: tagesschau.de. Tagesschau, abgerufen am 21. April 2022.
516. ↑  deutschlandfunk.de: Krieg in der Ukraine – Stahlwerk in Mariupol wird laut Putin belagert – und nicht gestürmt. Archiviert vom Original (nicht mehr online verfügbar) am 21. April 2022; abgerufen am 27. März 2024.
517. ↑  Putin will Mariupoler Stahlwerk nicht stürmen – aber blockieren. In: Der Tagesspiegel Online. 21. April 2022, ISSN 1865-2263 (tagesspiegel.de [abgerufen am 21. April 2022]).
518. ↑  Institute for the Study of War. In: understandingwar.org. 21. April 2022, abgerufen am 22. April 2022 (englisch).
519. ↑  Selenskyj: Entscheidende Kämpfe um den Staat stehen bevor. In: ukrinform.de. 21. April 2022, abgerufen am 25. April 2022.
520. ↑  Oliver Imhof, Susanne Koelbl: (S+) Nadelstiche, Sabotageakte: Wo auch Russland verwundbar ist. In: Der Spiegel. 28. April 2022, ISSN 2195-1349 (spiegel.de [abgerufen am 28. April 2022]).
521. ↑  Brand zerstört russisches Forschungsinstitut. Abgerufen am 23. April 2022.
522. ↑  Ukraine-Krieg: Russland soll chemische Waffen eingesetzt haben. In: Frankfurter Rundschau. Abgerufen am 23. April 2022.
523. ↑  Krieg in der Ukraine: Russisches Onlinemedium löscht Meldung über hohe Zahl gefallener Soldaten. In: Der Spiegel. 22. April 2022, ISSN 2195-1349 (spiegel.de [abgerufen am 22. April 2022]).
524. ↑  Attack On Europe: Documenting Equipment Losses During The 2022 Russian Invasion Of Ukraine. In: oryxspioenkop.com. Oryx Spioenkop, 24. Februar 2022, abgerufen am 22. April 2022 (englisch).; Attack On Europe: Documenting Ukrainian Equipment Losses During The 2022 Russian Invasion Of Ukraine. In: oryxspioenkop.com. Oryx Spioenkop, 24. Februar 2022, abgerufen am 22. April 2022 (englisch).
525. ↑  Die militärische Lage in der Ukraine und die Aussichten für eine Beendigung des Krieges. Institut für Sicherheitspolitik, 8. April 2022, abgerufen am 22. April 2022.
526. ↑  Ukraine-Krieg: EU-Ratschef Michel scheitert bei Putin-Telefonat mit humanitärem Vorschlag. In: Der Spiegel. 22. April 2022, ISSN 2195-1349 (spiegel.de [abgerufen am 22. April 2022]).
527. 1 2  Ukraine-Krieg: Russischer General veröffentlicht Pläne zur Eroberung der Südukraine. In: Der Spiegel. 22. April 2022, ISSN 2195-1349 (spiegel.de [abgerufen am 22. April 2022]).
528. 1 2 3 4  Liveblog: ++ Blinken und Austin in Kiew erwartet ++. Abgerufen am 23. April 2022.
529. 1 2 3  Liveblog: ++ Offenbar russische Generäle bei Cherson getötet ++. Abgerufen am 24. April 2022.
530. ↑  Wall Street Journal, 23. April 2022, Russia Blocks Economic Data, Hiding Effect of Western Sanctions, abgerufen am 6. Juni 2022
531. ↑  Ukraine-News am Sonntag: Guterres reist vor Besuch in Moskau und Kiew zunächst nach Ankara. In: Der Spiegel. 24. April 2022, ISSN 2195-1349 (spiegel.de [abgerufen am 24. April 2022]).
532. ↑  Ukraine-Krieg: Kiew wirft Moskau Zwangsrekrutierungen in besetzten Gebieten vor. In: Der Spiegel. 24. April 2022, ISSN 2195-1349 (spiegel.de [abgerufen am 24. April 2022]).
533. ↑  US-Minister bei Selenskyj: Blinken kündigt Rückkehr von US-Diplomaten nach Kiew an. In: Der Spiegel. 25. April 2022, ISSN 2195-1349 (spiegel.de [abgerufen am 25. April 2022]).
534. ↑  David E. Sanger: Behind Austin’s Call for a ‘Weakened’ Russia, Hints of a Shift, New York Times, 25. April 2022
535. 1 2 3 4 5  Ukraine-News am Montag: Russland bombardiert laut Ukraine Schienen – um Waffenlieferungen zu behindern. In: Der Spiegel. 25. April 2022, ISSN 2195-1349 (spiegel.de [abgerufen am 25. April 2022]).
536. ↑  UK Ministry of Defence, Facebook, abgerufen am 26. April 2022
537. ↑  Ukrainian TB2 Bayraktar drone 'bombed oil depots deep inside Russia'. Abgerufen am 28. April 2022 (englisch).
538. ↑  Mystery fires at sensitive facilities compound Russia’s war challenge. 27. April 2022, abgerufen am 29. April 2022.
539. ↑  Ukraine-Krieg: Guterres dringt auf friedliche Lösung. Abgerufen am 26. April 2022.
540. 1 2 3 4 5 6 7  Ukraine-Liveblog: ++ Russland meldet Einnahme der Region Cherson ++. Abgerufen am 26. April 2022.
541. 1 2 3 4 5 6 7  Ukraine-News am Dienstag: Russland droht mit Attacken auf westliche Politiker. In: Der Spiegel. 26. April 2022, ISSN 2195-1349 (spiegel.de [abgerufen am 26. April 2022]).
542. ↑  Ukraine-Unterstützung: USA kündigen monatliche Kontaktgruppe an. Abgerufen am 26. April 2022.
543. ↑  Transnistrien in Moldau: Offenbar Explosionen in der Hauptstadt Tiraspol. In: Der Spiegel. 26. April 2022, ISSN 2195-1349 (spiegel.de [abgerufen am 26. April 2022]).
544. ↑  Ukraine warnt vor Russlands Truppen in Transnistrien. In: Der Spiegel. 26. April 2022, ISSN 2195-1349 (spiegel.de [abgerufen am 26. April 2022]).
545. ↑  Зустріч Президента України з Прем’єр-міністром Румунії в Києві. In: president.gov.ua. Abgerufen am 27. April 2022.
546. ↑  UK MoD Facebook, abgerufen am 27. April 2022
547. 1 2 3 4 5  +++ News zum Krieg in Osteuropa +++. In: spiegel.de. 27. April 2022, abgerufen am 27. April 2022.
548. ↑  Russland stoppt auch Gaslieferungen nach Bulgarien. In: Der Spiegel. 26. April 2022, ISSN 2195-1349 (spiegel.de [abgerufen am 27. April 2022]).
549. 1 2  Liveblog: + Putin droht mit „blitzschnellen“ Schlägen. In: tagesschau.de. Abgerufen am 27. April 2022.
550. ↑  UK Ministry of Defence, Facebook, abgerufen am 28. April 2022
551. 1 2 3 4  Ukraine-News: Ramelow wirft Deutschland indirekte Finanzierung von Putins Krieg vor. In: Der Spiegel. 28. April 2022, ISSN 2195-1349 (spiegel.de [abgerufen am 28. April 2022]).
552. 1 2 3 4 5 6 7 8  Liveblog: ++ Strahlung bei Tschernobyl unter Grenzwert ++. Abgerufen am 28. April 2022.
553. ↑  Guterres in der Ukraine: „Zivilisten zahlen den höchsten Preis“. In: tagesschau.de. Abgerufen am 28. April 2022.
554. ↑  UK MoD, Facebook-Account, abgerufen am 29. April 2022
555. ↑  Christoph Seidler: (S+) Eisenbahn im Ukraine-Krieg: »Es spielt keine Rolle, wie viele Waffen man hat – wenn man sie nicht an die Front bekommt«. In: Der Spiegel. 28. April 2022, ISSN 2195-1349 (spiegel.de [abgerufen am 28. April 2022]).
556. ↑  https://twitter.com/defencehq/status/1519900431895470082/photo/1. Abgerufen am 30. April 2022.
557. ↑  Denys Karlovskyi: Ukrainian intelligence: Russian units fire at each other near Chornobaivka. In: Ukrajinska Prawda. 29. April 2022, abgerufen am 6. Mai 2022 (englisch).
558. ↑  The shooting of Buryats with Chechens – cannot share the loot. In: odessa-journal.com. 29. April 2022, abgerufen am 6. Mai 2022 (englisch).
559. ↑  Tim McMillan: Russian Soldiers Get In a Shootout With Each Other. In: The Debrief. 30. April 2022, abgerufen am 6. Mai 2022 (englisch).
560. 1 2  Liveblog: ++ Russland sieht keine Notwendigkeit für UN-Hilfe ++. In: tagesschau.de. Abgerufen am 30. April 2022.
561. ↑  UK MoD Defence Intelligence – Intelligence Update vom 30. April 2022, abgerufen am 1. Mai 2022.
562. ↑  Institute for the Study of War, abgerufen am 1. Mai 2022
563. 1 2  Liveblog: ++ Russland greift Flughafen von Odessa an ++. In: tagesschau.de. Abgerufen am 30. April 2022.
564. ↑  CNN-Bericht: Russen sollen in der Ukraine Landmaschinen gestohlen haben – und an deren Sperre scheitern. In: Der Spiegel. 2. Mai 2022, ISSN 2195-1349 (spiegel.de [abgerufen am 2. Mai 2022]).
565. ↑  CNN.com, Russians plunder $5M farm vehicles from Ukraine, abgerufen am 2. Mai 2022
566. ↑  Putins Staatssender schockt mit Atomangriff-Karte gegen Europa. In: Österreich. 30. April 2022, abgerufen am 30. April 2022.
567. ↑  Ukraine-Liveblog: ++ NATO-Übungen beginnen in Osteuropa++. In: tagesschau.de. Abgerufen am 1. Mai 2022.
568. ↑  Michelle Watson and Eliza Mackintosh CNN: Pelosi makes unannounced trip to meet with Zelensky in Kyiv. Abgerufen am 1. Mai 2022.
569. ↑  Tenth Russian General Reportedly Killed in Ukraine – KyivPost – Ukraine’s Global Voice. 1. Mai 2022, abgerufen am 1. Mai 2022.